# Germania nella seconda guerra mondiale

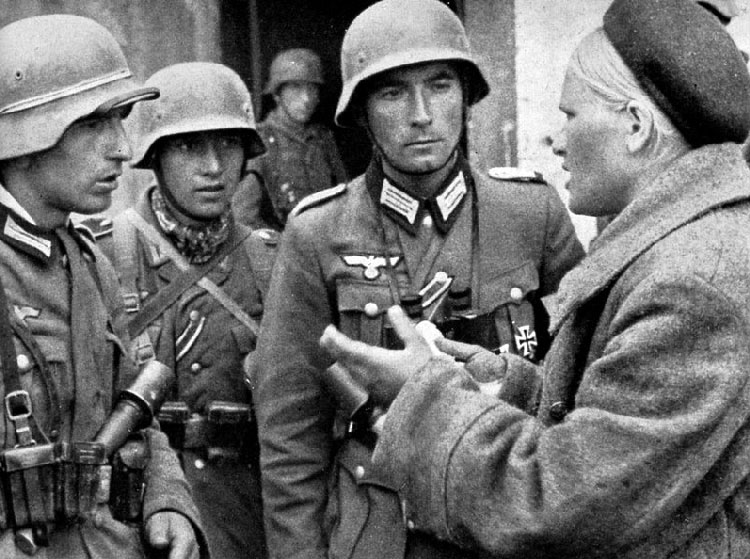
Truppe tedesche durante le operazioni di occupazione della Crimea nell'estate 1942

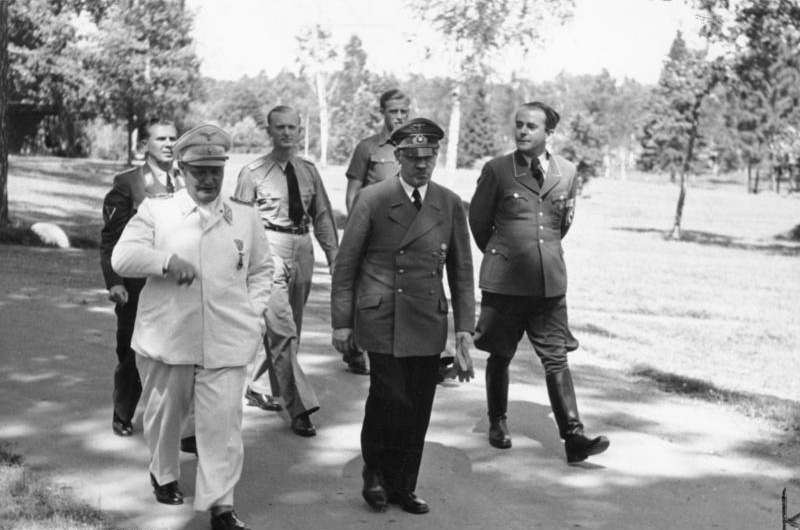
Adolf Hitler nel 1943 insieme a Hermann Göring alla sua destra, e Albert Speer alla sua sinistra

La Germania nella seconda guerra mondiale fu la principale potenza politico-militare dell'Alleanza dell'Asse e, sotto la guida del capo del Partito nazista Adolf Hitler, diede inizio al conflitto attaccando militarmente la Polonia, dopo una serie di azione aggressive e intimidatorie iniziate nel 1936.
Nei primi anni della guerra mondiale, la Germania nazista dimostrò la sua schiacciante superiorità militare contro tutti i suoi avversari sul continente europeo; la Wehrmacht travolse rapidamente, dopo la Polonia, la Norvegia, la Danimarca, la Jugoslavia, la Grecia e soprattutto le potenze occidentali. Nel 1941 la Germania di Hitler, dopo il subitaneo e rovinoso crollo della Francia, aveva ormai raggiunto il netto predominio politico-militare in Europa e, nonostante la strenua resistenza del Regno Unito, poté espandere il suo intervento militare, sostenendo il debole alleato italiano in Nord Africa.
Con l'inizio dell'operazione Barbarossa, nell'estate 1941, la Germania nazista dilagò nelle pianure dell'est e sembrò poter distruggere l'Unione Sovietica e conquistare lo spazio vitale agognato da Hitler in cui mettere in pratica i suoi brutali e barbarici piani di pulizia etnica, annientamento delle cosiddette razze inferiori, colonizzazione da parte del Herrenvolk tedesco, completa riorganizzazione geografica e razziale del continente; in questa fase ebbe anche inizio la deportazione all'est e lo sterminio degli ebrei d'Europa.
Mentre procedevano i crudeli piani nazisti nelle terre occupate dell'est, la Germania non fu in grado di concludere la guerra sul Fronte orientale e la Wehrmacht venne sconfitta alle porte di Mosca nel dicembre 1941, e soprattutto, dopo una nuova offensiva tedesca inizialmente vittoriosa all'est nell'estate 1942, la catastrofe di Stalingrado nell'inverno 1942-1943, segnò una svolta decisiva del conflitto a favore dell'Armata Rossa.
Mentre la situazione della Wehrmacht all'est diventava, nonostante alcune controffensiva locali e la resistenza delle truppe, sempre più difficile di fronte alle continue offensive sovietiche per liberare i territori occupati, le condizioni della Germania divennero critiche anche nel settore del Mediterraneo, dove i tedeschi, dopo la sconfitta in Tunisia nella primavera 1943 di fronte alle forze militari nettamente superiori di Regno Unito e Stati Uniti d'America, dovettero impegnarsi a fondo per controbattere la defezione dell'Italia e stabilizzare il fronte lungo la penisola e nei Balcani.
Nonostante le continue ritirate, Hitler rifiutò ogni ipotesi di trattativa o di resa e continuò a organizzare una tenace resistenza su tutti i fronti cercando di guadagnare tempo e infliggere pesanti perdite ai suoi avversari sperando fino all'ultimo in un crollo sovietico o in una rottura dell'alleanza tra i Tre Grandi. Dopo il riuscito sbarco anglo-americano in Normandia che in poche settimane portò alla liberazione dell'Europa occidentale, e la devastante operazione Bagration sovietica in Bielorussia, la situazione della Germania divenne veramente critica. Nell'inverno 1944 mentre l'apparato repressivo del Terzo Reich completava i suoi sanguinosi piani di annientamento e devastazione, Hitler, sopravvissuto all'attentato del 20 luglio 1944, sferrò le ultime disperate controffensive all'ovest e all'est che misero inizialmente in difficoltà i suoi avversari ma non poterono alterare l'andamento complessivo della guerra.
Devastata dai bombardamenti strategici angloamericani, sempre più isolata, attaccata da est, da ovest e da sud, la Germania nazista venne invasa nella primavera 1945; mentre gli Alleati occidentali avanzavano rapidamente oltre il Reno, l'Armata Rossa sferrò l'offensiva finale contro Berlino, che difesa dai residui elementi fanatici, si arrese infine dopo accanita resistenza il 2 maggio 1945. Hitler, rimasto nella capitale, si era già suicidato il 30 aprile 1945, mentre la Germania si arrese ufficialmente il 7 e 8 maggio 1945.
La Germania che aveva iniziato la guerra, combattendola fino all'ultimo con spietata energia e infliggendo tremende sofferenze alle popolazioni occupate, venne quindi totalmente sconfitta al termine del conflitto e il suo territorio venne invaso e smembrato tra le potenze occupanti. Il nazismo scomparve con la morte di Hitler lasciando una nazione in rovina; le perdite tedesche durante la guerra furono di oltre 7 milioni di persone, tra cui circa 500 000 civili morti principalmente nei bombardamenti aerei angloamericani; la Germania subì circa l'80% di perdite sul fronte dell'est dove si svolsero le battaglie più grandi e importanti della guerra in Europa.

## La marcia della Germania nazista verso la guerra

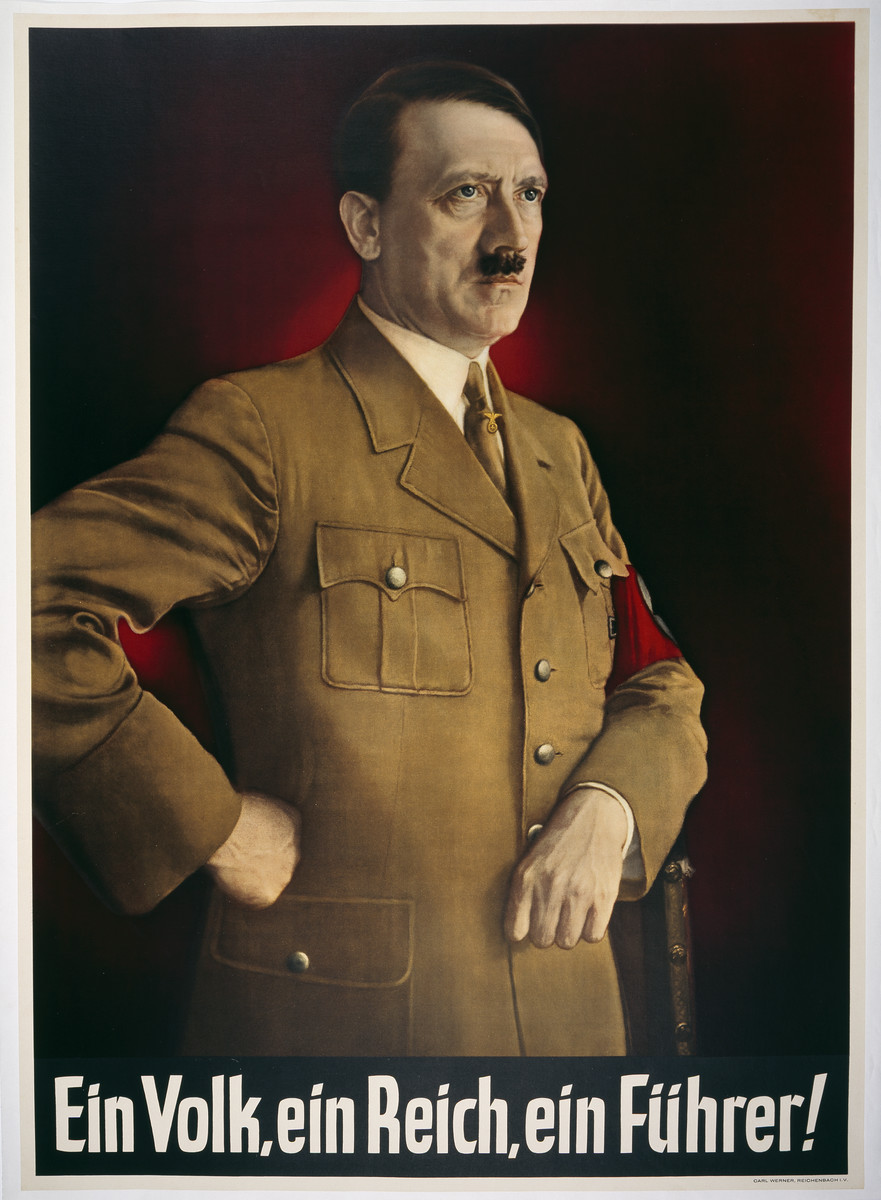
Un poster che celebra il mito del Führer, Adolf Hitler

Nonostante le apparenze e la disinformazione della propaganda nazista, le concezioni ideologico-politiche generali di Adolf Hitler, divenuto cancelliere della Germania il 30 gennaio 1933, differivano profondamente dalle tradizionali istanze del nazionalismo germanico del periodo di Guglielmo II e dei programmi di Mitteleuropa e impero coloniale. L'obiettivo di Hitler, dittatore e Führer della Germania dopo la morte del presidente Paul von Hindenburg nell'agosto 1934 e la repressione violenta di ogni opposizione politica, si fondava su concezioni razziali ed etnico-biologiche molto più radicali e prevedeva per la Germania l'acquisizione con ogni mezzo del Lebensraum ("spazio vitale") nelle terre dell'est su cui fondare il predominio assoluto europeo e mondiale. Le concezione di Hitler e dei suoi seguaci più fanatici identificavano nei tedeschi la razza superiore, minacciata da una cospirazione mondiale guidata dagli ebrei, che avrebbe avuto diritto a predominare a livello globale annientando e asservendo le razze cosiddette inferiori. Gli ebrei, nemico mortale della Germania e artefici secondo Hitler della "perversa" utopia bolscevica sovietica, sarebbero stati eliminati dall'Europa, mentre la carta del continente sarebbe stata rivoluzionata non solo dal punto vista politico ma anche etnico con deportazioni, trasferimenti di popolazione e colonizzazione da parte dell'etnia germanica.
Nei primi anni della Germania nazista una politica così estremistica venne però mimetizzata e Hitler si propose invece come un politico revisionista patriottico, impegnato a superare le "ingiuste" clausole punitive del trattato di Versailles e a ristabilire il ruolo della Germania con pari diritti delle altre nazioni. La politica revisionista di Hitler si sviluppò rapidamente a tappe forzate mettendo le grandi potenze di fronte a continui fatti compiuti. Dopo il plebiscito di riammissione della Saar, la prima tappa fondamentale fu la costituzione il 16 marzo 1935 della nuova Wehrmacht, le forze armate fondate sulla coscrizione obbligatoria e potenziate da un sistematico programma di riarmo allo scopo di sviluppare un nuovo tipo di strategia militare moderna, basata soprattutto sulla mobilità e la rapidità dei Panzer. Nello stesso momento venne rivelata l'esistenza della Luftwaffe, le nuove forze aeree guidate da Hermann Göring, equipaggiate con aerei moderni, la cui sbandierata capacità di rappresaglia venne subito utilizzata dal regime nazista per intimidire le altre potenze.

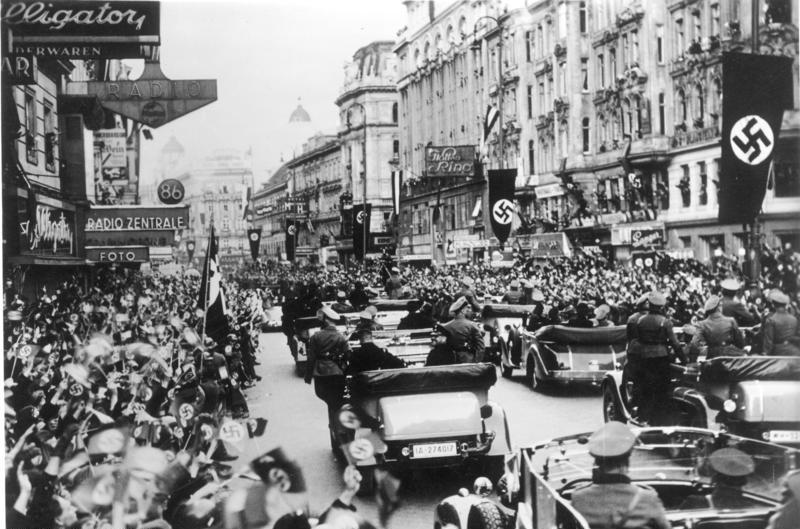
L'esercito tedesco entra a Vienna, accolto festosamente dalla popolazione durante l'Anschluss

Mentre procedeva rapidamente il programma di riarmo, Hitler fu abile a sfruttare la rottura del cosiddetto "fronte di Stresa" a seguito degli sviluppi della guerra d'Etiopia; il Führer poté quindi sviluppare il suo rapporto personale con Benito Mussolini e coinvolgere l'Italia fascista nei suoi piani aggressivi, rompendo l'isolamento internazionale. Dopo la clamorosa rimilitarizzazione della Renania il 7 marzo 1936, raggiunta senza alcuna reazione degli anglo-francesi, Hitler strinse ancor più il rapporto con l'Italia partecipando attivamente con propri reparti militari specializzati alla guerra civile spagnola; il 25 ottobre 1936, venne concluso tra le due potenze l'Asse Roma-Berlino, primo passo verso l'alleanza ideologica, politica e militare. Il 25 novembre 1936 invece venne concluso il patto anticomintern che permise alla Germania di consolidare i suoi legami mondiali coinvolgendo nei programmi di espansione anche il Giappone imperiale.

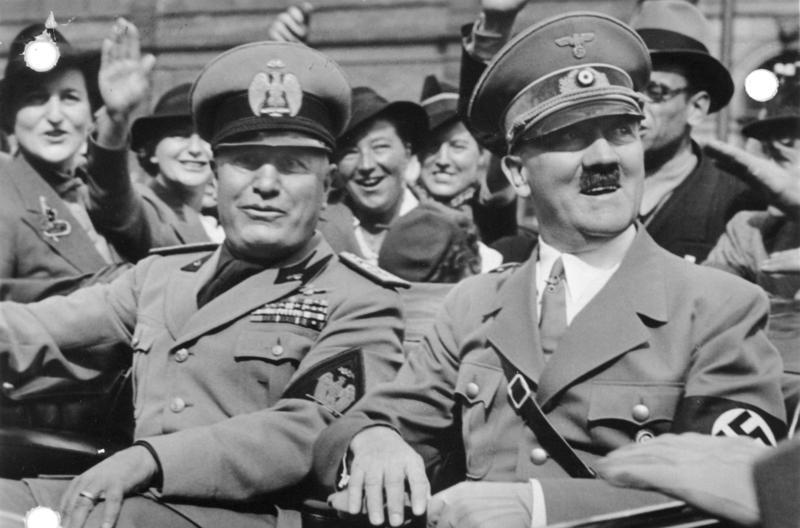
Hitler e Mussolini in parata a Monaco di Baviera durante la conferenza del 1938

La Germania nazista poté sfruttare in questa fase le incertezze e i timori della potenze occidentali; impressionati dalla crescente potenza tedesca e desiderosi di evitare quasi a ogni costo una nuova guerra europea, la Francia e soprattutto il Regno Unito del primo ministro Neville Chamberlain perseguirono una politica di appeasement diretta a soddisfare almeno in parte le richieste revisioniste della Germania. I propositi di Hitler erano molto meno pacifici. Nel corso della famosa riunione del 5 novembre 1937 egli illustrò con grande chiarezza i suoi programmi e le sue concezioni ai capi militari, feldmaresciallo Werner von Blomberg, generale Werner von Fritsch, ammiraglio Erich Raeder. Obiettivo della politica della Germania nazista avrebbe dovuto essere lo sviluppo della "sostanza etnica tedesca"; era necessaria la conquista di un ampio "spazio vitale" per costituire un grande Reich mondiale guidato da un compatto "nucleo razziale". Hitler affermò inoltre che la "questione tedesca" avrebbe dovuto essere risolta al più presto e comunque entro il 1943-45; si sarebbe iniziato con la dissoluzione delle piccole nazioni confinanti; bisognava prendere in considerazione una guerra contro Francia e Regno Unito che si sarebbero sicuramente opposti ai piani della Germania. La guerra era quindi inevitabile e necessaria anche per assicurare le risorse economiche al Terzo Reich attraverso il saccheggio dei paesi nemici. Gli alti ufficiali rimasero impressionati dalla brutalità e dall'estremismo delle parole del Führer, ma entro pochi mesi Hitler riuscì a sbarazzarsi con dei pretesti dei capi militari più riluttanti. Il 4 febbraio 1938 von Blomberg e von Fritsch vennero bruscamente destituiti, Hitler assunse personalmente il comando supremo e istituì l'OKW affidato al fedele generale Wilhelm Keitel, mentre al comando dell'esercito venne nominato il debole e influenzabile generale Walther von Brauchitsch.

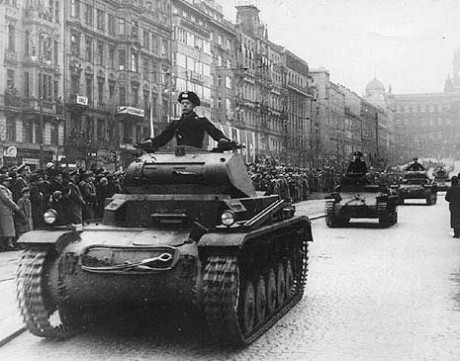
I carri armati tedeschi entrano a Praga il 15 marzo 1939: in primo piano un Panzer II

Da questo momento il programma aggressivo della Germania nazista proseguì con grande rapidità: dopo aver ottenuto il tacito assenso di Mussolini, Hitler concluse il 12 marzo 1938 con un trionfale successo l'Anschluss dell'Austria che venne subito incorporata nel Terzo Reich; quindi venne sollevato artificiosamente il problema delle minoranze tedesche dei Sudeti per minare la coesione della Cecoslovacchia. In questa occasione le potenze occidentali sembrarono finalmente disposte a opporsi anche con le armi all'aggressione tedesca e si giunse vicini alla guerra; intimoriti dalle minacce tedesche di guerra distruttiva, i dirigenti franco-britannici e in particolare il premier Chamberlain finirono per piegarsi ancora una volta alle pretese di Hitler nel corso della conferenza di Monaco del 30 settembre 1938 che segnò un nuovo trionfo pacifico per la Germania. Il clamoroso successo di Hitler accrebbe ancora il mito del Führer tra il popolo tedesco e fece naufragare i piani di complotto che erano stati architettati tra gli alti comandi e alcuni circoli politici, sotto la guida del generale Ludwig Beck, del generale Franz Halder e di Carl Friedrich Goerdeler.
Nei primi mesi del 1939 gli avvenimenti si succedettero sempre più freneticamente mentre la tensione in Europa, nonostante gli accordi di Monaco, si accresceva a causa delle nuove aggressioni delle potenze dell'Asse. Il 15 marzo 1939, dopo il minaccioso intervento personale di Hitler con i deboli dirigenti cecoslovacchi, le colonne meccanizzate della Wehrmacht entrarono senza trovare opposizione a Praga completando l'occupazione e lo smembramento della Cecoslovacchia. La Germania nazista costituì un Protettorato di Boemia e Moravia dove instaurò rapidamente un regime terroristico e organizzò lo Stato "satellite" della Slovacchia. Il 22 marzo 1939 i tedeschi occuparono anche il porto di Memel sul mar Baltico mettendo in allarme la Lituania; infine il 7 aprile entrò in azione anche l'Italia fascista che occupò rapidamente l'Albania. Inoltre fin dalla fine del 1938 stava sorgendo l'aspro contrasto dello Terzo Reich con la Polonia che, dopo aver seguito in un primo momento una politica revisionista a fianco dei tedeschi, venne bruscamente sollecitata ad aprire trattative per la rapida restituzione alla Germania del corridoio di Danzica. Le potenze occidentali decisero finalmente, di fronte al comportamento violento e inaffidabile di Hitler, di abbandonare la politica di appeasement e il Regno Unito prese l'iniziativa il 31 marzo 1939 di fornire garanzie unilaterali sulla sua integrità e sicurezza alla Polonia; nelle settimane seguenti i britannici diedero analoghe garanzie anche alle altre nazioni centro-europee e balcaniche che sembravano minacciate dall'espansionismo dell'Asse.

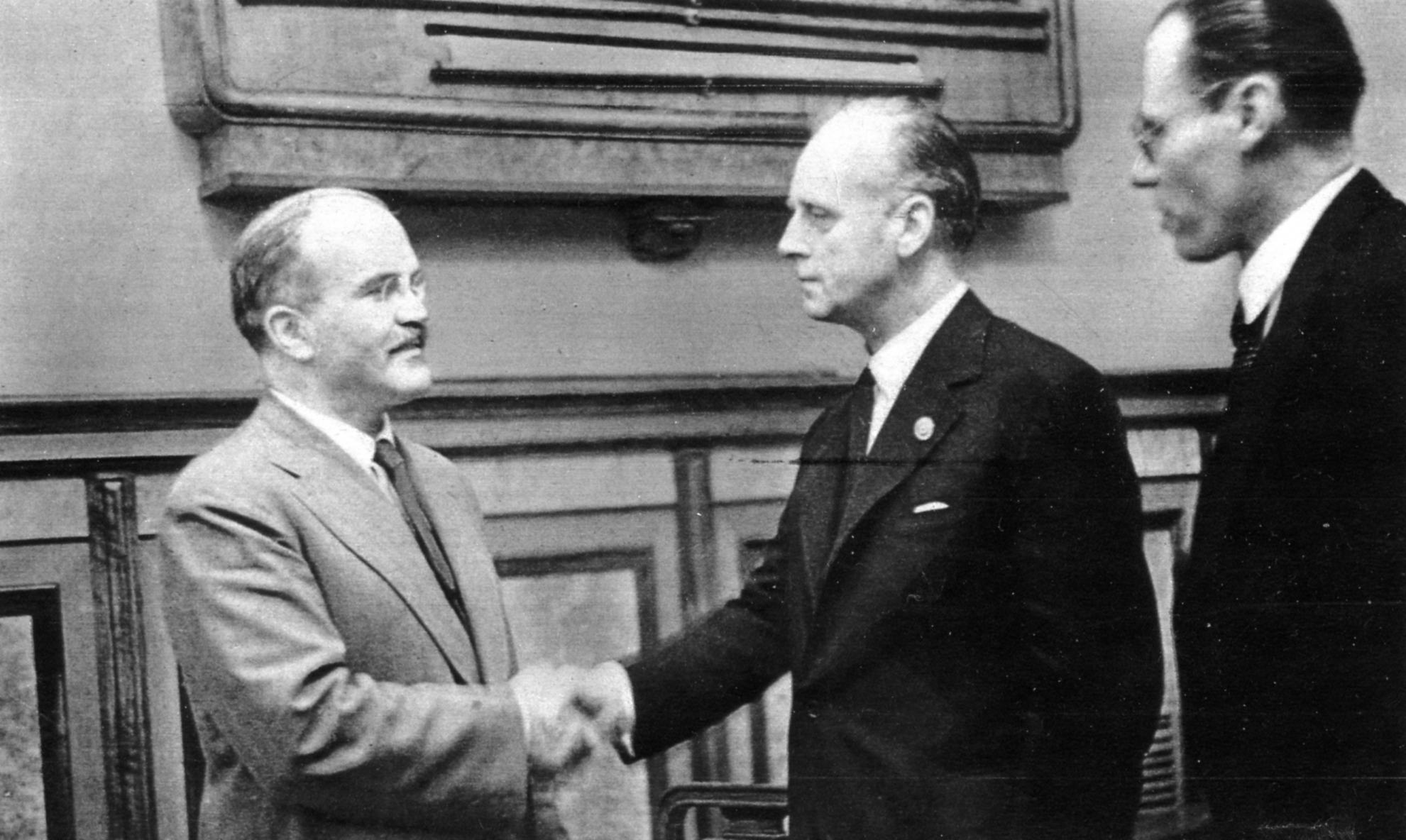
L'incontro del 23 agosto 1939 a Mosca tra Vjačeslav Michajlovič Molotov e Joachim von Ribbentrop

La tensione tra Germania e Polonia crebbe continuamente nei mesi di primavera; lo Stato polacco, sostenuto dai britannici, decise di resistere alle minacce tedesche, mentre Hitler, determinato a schiacciare anche militarmente la Polonia, aveva ordinato fin dal 23 marzo 1939 di studiare un piano operativo per attaccare entro il 1º settembre 1939. Il 23 maggio 1939 in un colloquio segreto con i suoi generali il Führer chiarì francamente che non si trattava di ottenere Danzica ma di "ampliare lo spazio vitale" distruggendo completamente lo Stato polacco anche a rischio di una guerra generale. Hitler in realtà credeva ancora che fosse possibile paralizzare la reazione delle potenze occidentali con un sensazionale colpo di scena; egli era intenzionato a tentare un riavvicinamento decisivo con il nemico ideologico dell'Unione Sovietica per collaborare alla riorganizzazione dell'Europa orientale a spese della Polonia e delle altre piccole nazioni dell'area. A questo scopo, alla fine di agosto non esitò a scrivere a Iosif Stalin e poi a inviare precipitosamente Joachim von Ribbentrop a Mosca per concludere immediatamente un accordo. Stalin, intimorito dalla potenza tedesca, consapevole della debolezza sovietica e diffidente sulle reali intenzioni delle potenze occidentali, preferì accettare le allettanti proposte di Hitler e il 23 agosto 1939 venne concluso il cosiddetto patto Molotov-Ribbentrop che organizzava dettagliatamente le reciproche sfere di influenza all'est.
La clamorosa notizia in realtà non scosse la risolutezza della Polonia, mentre il Regno Unito e la Francia confermarono i loro impegni a intervenire in caso di aggressione tedesca. Hitler decise, dopo qualche incertezza e alcuni confusi tentativi di dialogo con i britannici, di procedere secondo i piani e confermò l'ordine alla Wehrmacht di attaccare la Polonia il 1º settembre 1939. Alla notizia dell'attacco tedesco, mentre Mussolini colto di sorpresa dichiarava la "non belligeranza" dell'Italia, nonostante la conclusione fin dal 22 maggio 1939 del patto d'Acciaio, il 3 settembre il Regno Unito e la Francia dichiararono guerra alla Germania nazista, dando inizio alla nuova guerra europea.

## Il dominio del Terzo Reich sull'Europa

### L'invasione della Polonia

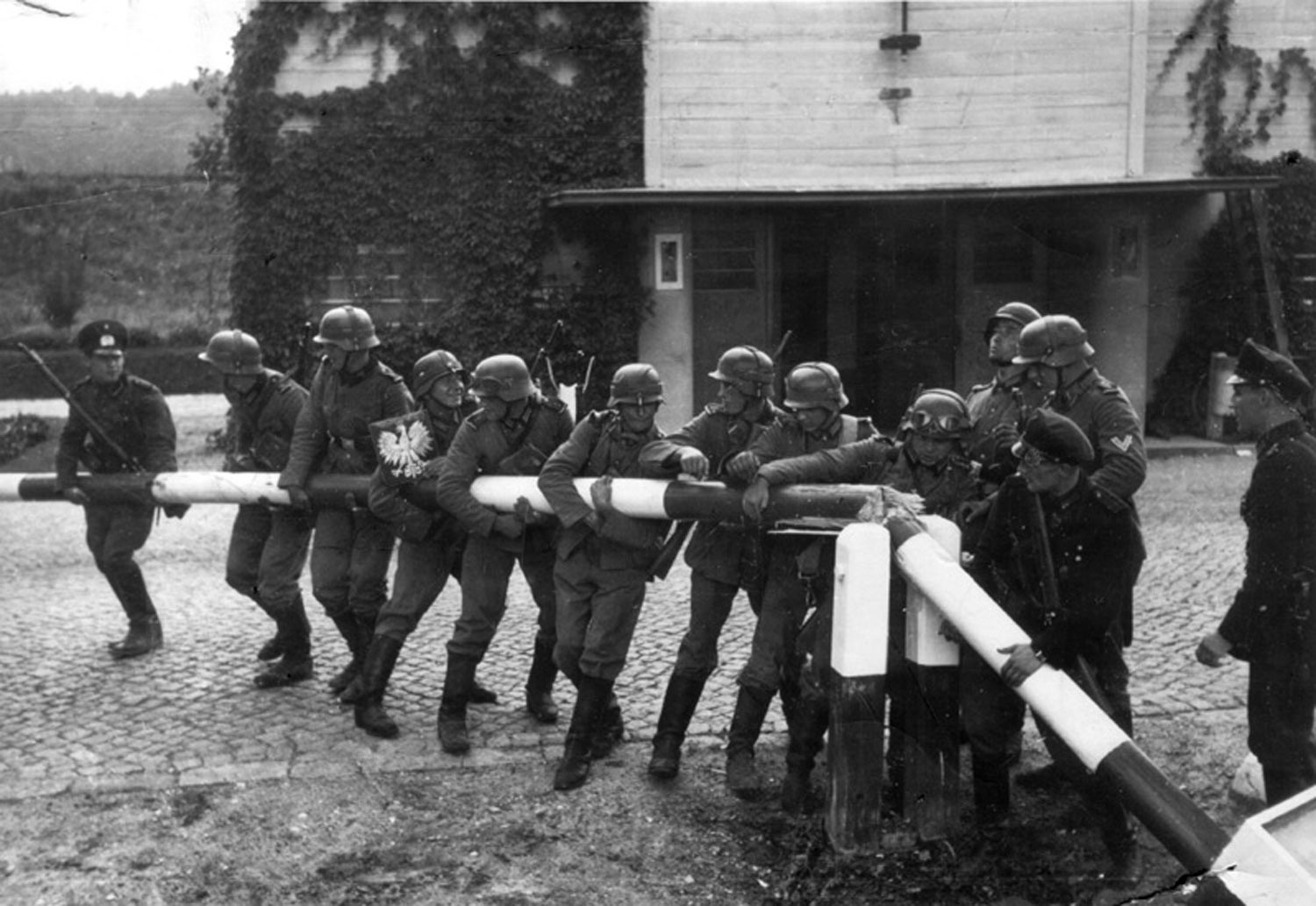
Truppe tedesche abbattono la frontiera con la Polonia

Il 1º settembre 1939 la Wehrmacht diede inizio al Fall Weiß, il piano operativo progettato per attaccare e distruggere completamente la Polonia con una rapida campagna sfruttando soprattutto la schiacciante superiorità tedesca in mezzi corazzati e forze aeree. L'esercito polacco era apparentemente pronto alla guerra e aveva ottimisticamente schierato le sue truppe a cordone lungo l'intera linea di confine, pericolosamente esposto agli attacchi tedeschi. In realtà la dirigenza politico-militare polacca era estremamente fiduciosa, faceva conto sul rapido intervento attivo delle potenze occidentali e credeva nella possibilità di respingere l'attacco e addirittura "marciare su Berlino".
L'offensiva della Wehrmacht invece, condotta dalle famose Panzer-Division con il potente supporto della Luftwaffe, raggiunse subito successi impressionanti e travolse rapidamente le difese dell'esercito polacco in irrimediabile inferiorità di uomini e mezzi. A nord, le unità corazzate del brillante generale Heinz Guderian chiusero rapidamente il corridoio di Danzica raggiungendo la Prussia Orientale, mentre altre forze mobili del Gruppo d'armate B del generale Fedor von Bock, arrivarono a Mława. L'attacco principale venne sferrato dal raggruppamento corazzato del generale Walter von Reichenau, appartenente al Gruppo d'armate A del generale Gerd von Rundstedt, che avanzò con tre Panzer-Division e due divisioni motorizzate di 80 chilometri in 36 ore e raggiunse il fiume Warta; più a est altre forze tedesche raggiunsero subito la periferia di Cracovia.

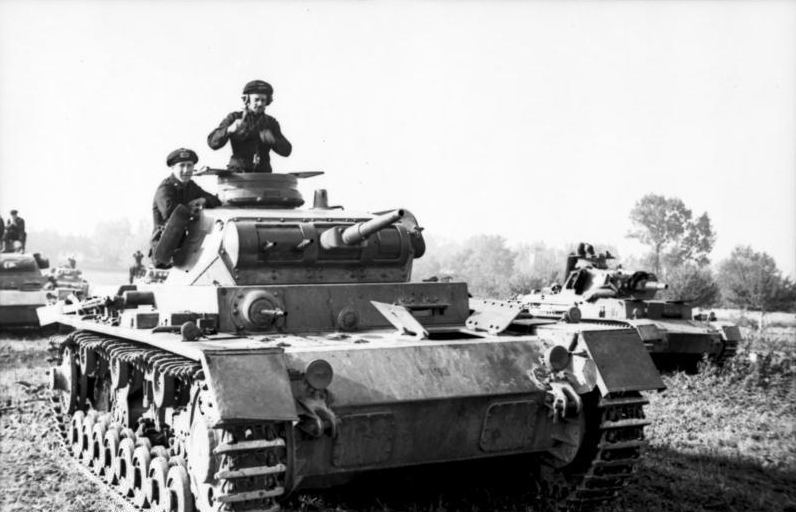
Colonna di Panzer III avanza velocemente verso est

Nei giorni seguenti, le truppe motorizzate tedesche continuarono ad avanzare in profondità; il primo attacco dei carri armati a Varsavia, il pomeriggio dell'8 settembre, venne respinto ma la capitale, evacuata precipitosamente dal comandante in capo polacco, generale Edward Rydz-Śmigły, e dal governo, venne accerchiata dalle truppe discese dalla Prussia orientale dopo la caduta di Mlawa. Nello stesso giorno i tedeschi occuparono Thorn a nord e Cracovia a sud, mentre il disperato contrattacco delle truppe polacche isolate nel saliente di Poznań venne respinto dopo qualche difficoltà iniziale, dalle divisioni del generale von Rundstedt che chiusero la sacca di Kutno dove sarebbero state accerchiate e distrutte entro il 16 settembre 19 divisione polacche. Coraggiosi ma inutili contrattacchi polacchi con deboli forze mobili e cavalleria vennero facilmente sconfitti dalle Panzer-Division tedesche.
Nel frattempo, sul fronte occidentale, le deboli forze tedesche di seconda linea schierate lungo la linea Sigfrido non ebbero alcuna difficoltà a controllare il modesto tentativo offensivo delle truppe francesi nella Saar che, iniziato il 7 settembre venne subito interrotto dopo scarsi successi il 12 settembre, di fronte alle notizie del crollo della Polonia. Gli Alleati franco-britannici preferirono rinunciare a offensive improvvisate e organizzare metodicamente le loro forze in vista di una lunga guerra di logoramento sul tipo della prima guerra mondiale.

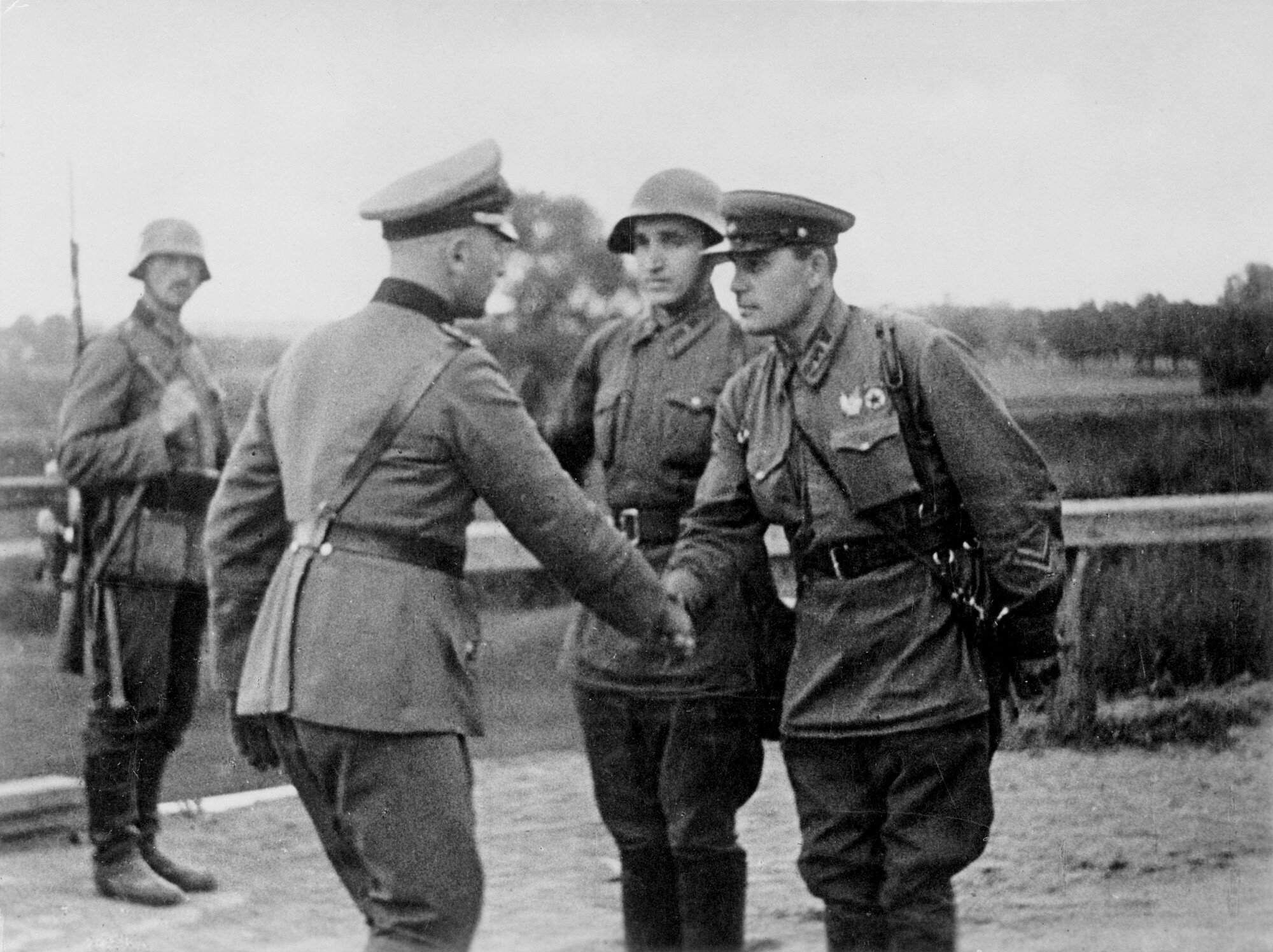
Incontro tra ufficiali tedeschi e sovietici sulla linea di demarcazione in Polonia nel settembre 1939

Il 17 settembre 1939, mentre le truppe corazzate del generale Guderian dopo aver occupato il 14 settembre Brest-Litovsk accerchiavano gran parte delle residue forze polacche, i soldati dell'Armata Rossa sovietica entrarono a loro volta in Polonia da est secondo gli accordi del patto Ribbentrop-Molotov. L'Armata Rossa invase quel territorio appartenuto in precedenza all'Impero russo senza incontrare resistenza, ed entrò in contatto in un'atmosfera apparentemente amichevole con le truppe tedesche che avanzavano da ovest. Il 28 settembre 1939 venne concluso tra Germania e Unione Sovietica un nuovo formale trattato di amicizia e frontiera che assegnava anche la Lituania alla zona di influenza sovietica e limitava il territorio polacco assegnato ai sovietici alle zone abitate in netta prevalenza da ucraini e bielorussi. La campagna di Polonia si concluse effettivamente i primi giorni di ottobre; Varsavia si arrese il 27 settembre dopo un prolungato e devastante bombardamento della Luftwaffe, mentre i dirigenti politico-militari e le truppe superstiti polacche fuggirono attraverso il confine rumeno.
La Germania nazista iniziò subito sul territorio polacco a mettere in pratica le sue concezioni della guerra razziale e di annientamento nei confronti delle etnie ritenute inferiori e degli ebrei; amministrativamente la Polonia venne divisa tra una parte annessa direttamente al Terzo Reich, il Reichsgau Wartheland, e una parte occupata, il cosiddetto Governatorato Generale, guidato dal brutale Hans Frank. Nonostante le limitate proteste di alcuni alti ufficiali della Wehrmacht, le formazioni speciali delle SS, gli Einsatzgruppen, e tutti gli apparati di sicurezza del Reich iniziarono subito in Polonia i barbari programmi di pulizia etnica, deportazione, ghettizzazione e sterminio di intere classi sociali, potenziali oppositori, resistenti ed ebrei.

### "Strana guerra" e invasione della Norvegia

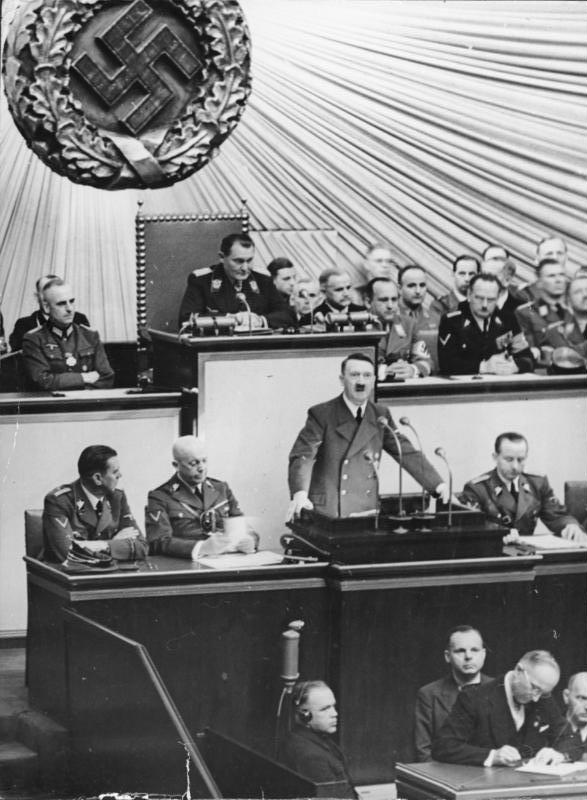
Adolf Hitler pronuncia al Reichstag il suo "appello per la pace" il 6 ottobre 1939

La spettacolare vittoria in Polonia, la prima dimostrazione della guerra lampo, accrebbe ancora il prestigio e il mito di Hitler presso il popolo tedesco e sollevò il morale dei cittadini che avevano accolto la notizia della guerra con preoccupazione e modesto entusiasmo. Il Führer tuttavia era consapevole che la coesione della Germania nazista sarebbe stata messa a rischio in caso di prolungamento della guerra senza successi militari e di aumento delle privazioni materiali a causa del conflitto. La situazione geostrategica complessiva del Terzo Reich inoltre, nonostante la vittoria in Polonia, rimaneva difficile; i suoi principali alleati, l'Italia di Mussolini e il Giappone, non erano entrati in guerra e mantenevano una prudente posizione di non belligeranza in attesa degli eventi, mentre l'Unione Sovietica, in teoria il nemico ideologico-razziale della Germania nazista, era invece diventata un collaboratore prezioso con le sue forniture di materie prime e con l'aiuto prestato per evitare il blocco navale anglo-francese.
Il 6 ottobre 1939, per tranquillizzare l'opinione pubblica interna e internazionale, Hitler pronunciò il famoso "appello alla pace" in cui apparentemente offriva agli Alleati un accordo di pacificazione che tuttavia si sarebbe basato sull'accettazione da parte nemica di tutte le sue conquiste, compresa l'invasione e spartizione della Polonia. Si trattava in realtà di una manovra propagandistica impossibile da accettare per le potenze occidentali; il Führer pochi giorni dopo avrebbe chiarito il suo pensiero nel corso di una riunione segreta con i suoi generali più importanti. Il Führer affermò che era fondamentale organizzare e sferrare rapidamente, possibilmente "entro l'autunno", l'offensiva generale sul Fronte occidentale con l'obiettivo di "annientare le forze e la capacità dell'occidente" di ostacolare lo sviluppo storico e il predominio del popolo tedesco in Europa. Hitler prevedeva la vittoria sulla Francia che di conseguenza avrebbe costretto il Regno Unito a un compromesso con la Germania in modo da acconsentire alla divisione del potere mondiale in zone di influenza; il capo del Terzo Reich ribadì che era essenziale scatenare al più presto l'offensiva ed evitare perdite di tempo che avrebbero favorito il nemico. Gli anglo-francesi avrebbero avuto modo di consolidare le loro alleanze e rafforzare il loro schieramento militare; inoltre Hitler affermò che in futuro bisognava considerare la possibilità di un intervento in Europa degli Stati Uniti mentre non era affatto garantito per sempre l'atteggiamento positivo dell'Unione Sovietica; Stalin sarebbe stato intimorito solo da una nuova "dimostrazione della potenza e della superiorità militare tedesca".

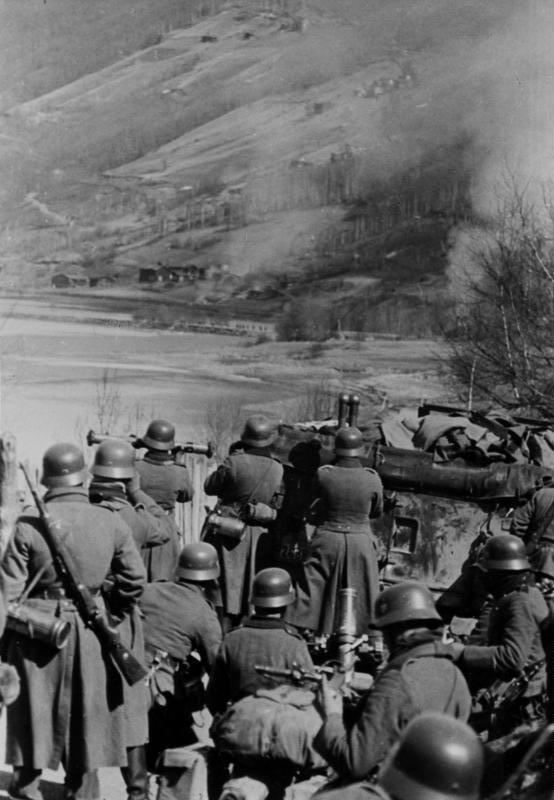
Truppe tedesche in azione in Norvegia

Gli alti ufficiali della Wehrmacht accolsero con grande preoccupazione le affermazioni di Hitler e la sua evidente volontà di "sconfiggere il nemico"; intimoriti dai ricordi della prima guerra mondiale, convinti della grande forza dell'esercito francese e consapevoli dei numerosi punti deboli delle forze armate del Reich, essi fecero alcuni tentativi per convincere il Führer a modificare i suoi piani. Il tentativo del comandante in capo dell'esercito, generale Walther von Brauchitsch, del 5 novembre 1939 venne bruscamente respinto da Hitler durante un colloquio diretto, mentre i piani di un nuovo complotto da parte dei vecchi cospiratori del 1938 vennero presto messi da parte dopo il misterioso attentato a Hitler dell'8 novembre e la conseguente attivazione della macchina repressiva. Nonostante la volontà espressa da Hitler, l'attacco a occidente, in programma per il 12 novembre 1939, sarebbe stato effettivamente rimandato a causa delle condizioni meteorologiche sfavorevoli; sarebbero seguiti ulteriori 29 rinvii sempre collegati a condizioni esterne contingenti e non per un cambiamento delle idee di Hitler che al contrario il 23 novembre 1939 ribadì brutalmente ai generali la sua "irrevocabile decisione di vincere" e la sua determinazione di "annientare chiunque sia contro di me".
I mesi della cosiddetta strana guerra quindi non videro operazioni attive o combattimenti terrestri tra le grandi potenze in guerra sul Fronte occidentale, ma il Terzo Reich rafforzò notevolmente la sua macchina militare, mentre Hitler e i suoi generali rielaborarono la pianificazione operativa; il Führer inoltre cercò di consolidare il suo sistema di alleanze, mantenendo buoni rapporti con l'Unione Sovietica anche durante la guerra di Finlandia e facendo pressioni su Mussolini per spingerlo a una partecipazione attiva alla guerra. Nell'incontro con il Duce del marzo 1940 Hitler fece mostra di grande ottimismo e impressionò Mussolini con la sua energia e la sicurezza di essere in grado di vincere.

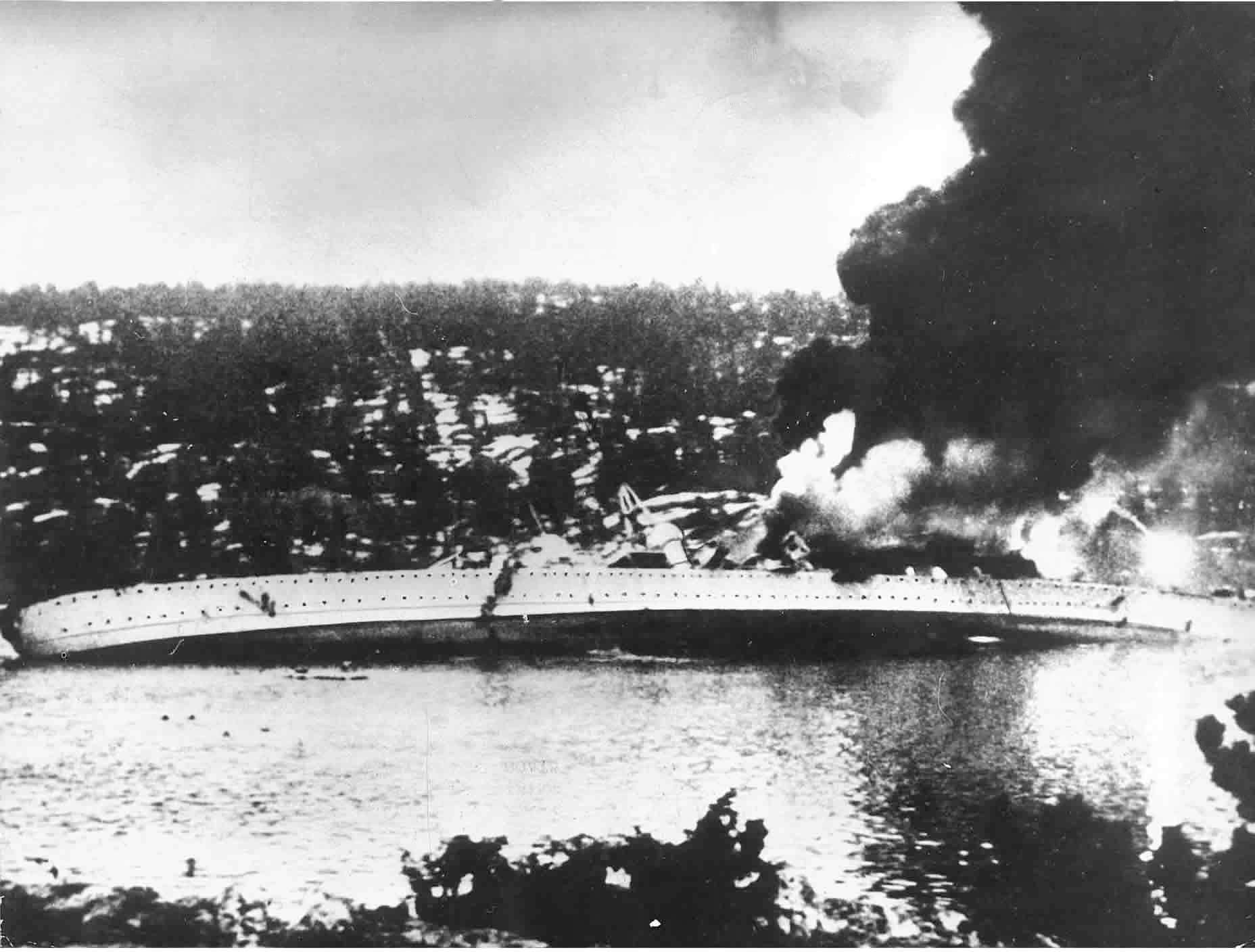
L'affondamento dell'incrociatore pesante, il 9 aprile 1940, nel fiordo di Oslo

La guerra europea si riaccese inaspettatamente in primavera in Scandinavia; Hitler, preoccupato per la sicurezza della via per le forniture alla macchina bellica tedesca del ferro svedese di Kiruna che passava attraverso il porto norvegese di Narvik e temendo un intervento anglo-francese in Norvegia che avrebbe potuto mettere in forte difficoltà la Germania, fin da gennaio 1940 su sollecitazione anche dell'ammiraglio Erich Raeder, aveva costituito un comando speciale per studiare il possibile intervento tedesco; in febbraio il Führer affidò la direzione della pianificazione al generale Nikolaus von Falkenhorst e il 1º marzo 1940 diramò una dettaglia direttiva operativa per l'operazione Weserübung.
La campagna norvegese ebbe inizio, a partire dalla notte tra l'8 e il 9 aprile 1940, con una nuova serie di impressionanti successi tedeschi che, nonostante le ottimistiche affermazioni del capo del governo britannico Chamberlain, non avevano affatto "perso l'autobus"; al contrario furono le potenze occidentali che, pur avendo da molte settimane studiato e previsto un intervento preventivo in Scandinavia, furono colte di sorpresa e dimostrarono scarsa coesione e notevole confusione nella pianificazione e nell'esecuzione.
L'attacco tedesco venne condotto con l'impiego combinato di forze terrestri della Wehrmacht, navali della Kriegsmarine, e aeree della Luftwaffe; l'operazione venne sferrata contemporaneamente in cinque punti della costa norvegese e raggiunse sorprendenti successi grazie soprattutto alla netta superiorità aerea della Luftwaffe e allo spirito offensivo dimostrato dalle truppe, in particolare i cacciatori da montagna e i paracadutisti che intervennero a Oslo dove il primo attacco dal mare era stato respinto dalle batterie norvegesi. La Wehrmacht procedette contemporaneamente anche a occupare la Danimarca che non oppose resistenza; l'esercito norvegese invece si batté coraggiosamente mentre il re si trasferiva a nord in attesa dell'aiuto anglo-francese. In poche ore le forze tedesche occuparono quindi, oltre alla capitale, Narvik, Trondheim, Bergen e Kristiansand, anche se le navi della Kriegsmarine subirono forti perdite di fronte al fuoco delle batterie costiere nemiche.

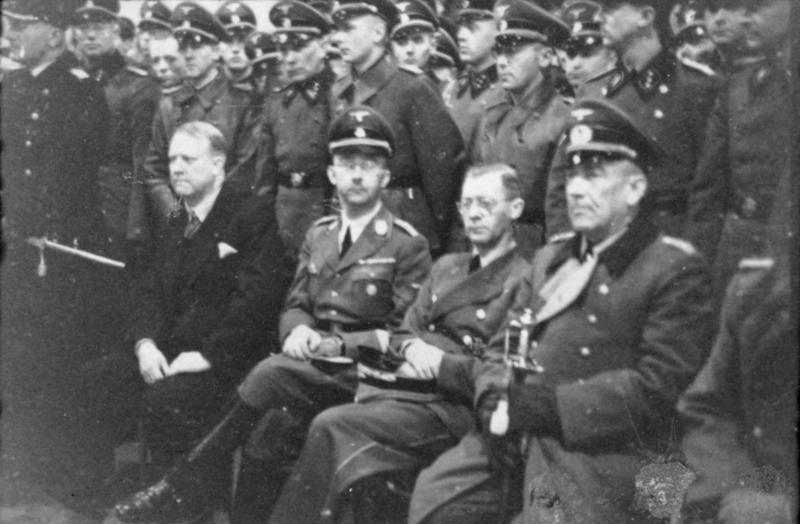
A partire da sinistra Vidkun Quisling, Heinrich Himmler, Josef Terboven e il generale Nikolaus von Falkenhorst

Hitler mostrò grande euforia nei primi giorni per l'insperato successo dell'audace operazione combinata condotta a termine nonostante la schiacciante superiorità navale delle flotte anglo-francesi; in realtà nei giorni seguenti la situazione divenne più difficile per i tedeschi e il Führer perse in parte il suo sangue freddo. Dopo molta confusione iniziale, gli anglo-francesi finalmente cercarono di contrattaccare: le truppe furono sbarcate a Namsos e a Åndalsnes per avanzare verso Trondheim, mentre una squadra navale britannica fece irruzione a Narvik e distrusse tutte le navi tedesche mettendo in difficoltà le truppe alpine del generale Eduard Dietl. Hitler ipotizzò in un primo momento di far ripiegare gli alpini verso sud o autorizzare un loro sconfinamento in Svezia ma ben presto i tedeschi ripresero il controllo della situazione grazie soprattutto all'intervento in massa della Luftwaffe che paralizzò i movimenti via terra del nemico e mise in pericolo le grandi navi alleate.
Il 26 aprile, dopo la sconfitta a Lillehammer delle truppe anglo-francesi, l'alto comando alleato decise di abbandonare la Norvegia centrale e meridionale e concentrare tutte le forze nel settore di Narvik dove gli alpini tedeschi continuavano a resistere. Alla vigilia dell'inizio delle operazioni sul fronte occidentale quindi la Germania nazista aveva ormai preso il controllo della Danimarca e di gran parte della Norvegia; Hitler, constatato lo scarso sostegno popolare del nazista norvegese Vidkun Quisling, a cui aveva ipotizzato di assegnare il potere, fin dal 24 aprile aveva nominato Josef Terboven "Commissario del Reich per la Norvegia". Nonostante le pesanti perdite navali che riducevano sostanzialmente le forze operative della Kriegsmarine, il Terzo Reich aveva raggiunto un nuovo successo strategico mentre stavano per iniziare le operazioni principali all'ovest.

### Il crollo delle potenze occidentali

#### La guerra lampo
L'increscioso incidente aereo del 10 gennaio 1940, a causa del quale due ufficiali tedeschi erano stati catturati nei pressi di Mechelen dai belgi che si erano impadroniti anche di importanti documenti segreti, aveva svelato i propositi aggressivi della Germania sul fronte occidentale e rivelato una parte dei piani d'attacco. Questi fatti condussero un irritatissimo Hitler a rivedere tutta la pianificazione operativa per il cosiddetto piano Fall Gelb e a rinviare definitivamente, a causa anche della persistenza del maltempo, la grande offensiva alla primavera del 1940. Il progetto studiato dal OKH per l'offensiva a occidente che prevedeva una classica offensiva frontale con concentrazione principale delle forze corazzate nel Gruppo d'armate B a nord, ricalcando in parte il famoso piano Schlieffen della prima guerra mondiale, in realtà non aveva mai convinto Hitler che fin da novembre 1939 aveva ordinato di rinforzare con le Panzer-Division del generale Guderian il Gruppo d'armate A del generale Gerd von Rundstedt schierato più a sud, in modo da sferrare un secondo attacco a sorpresa.

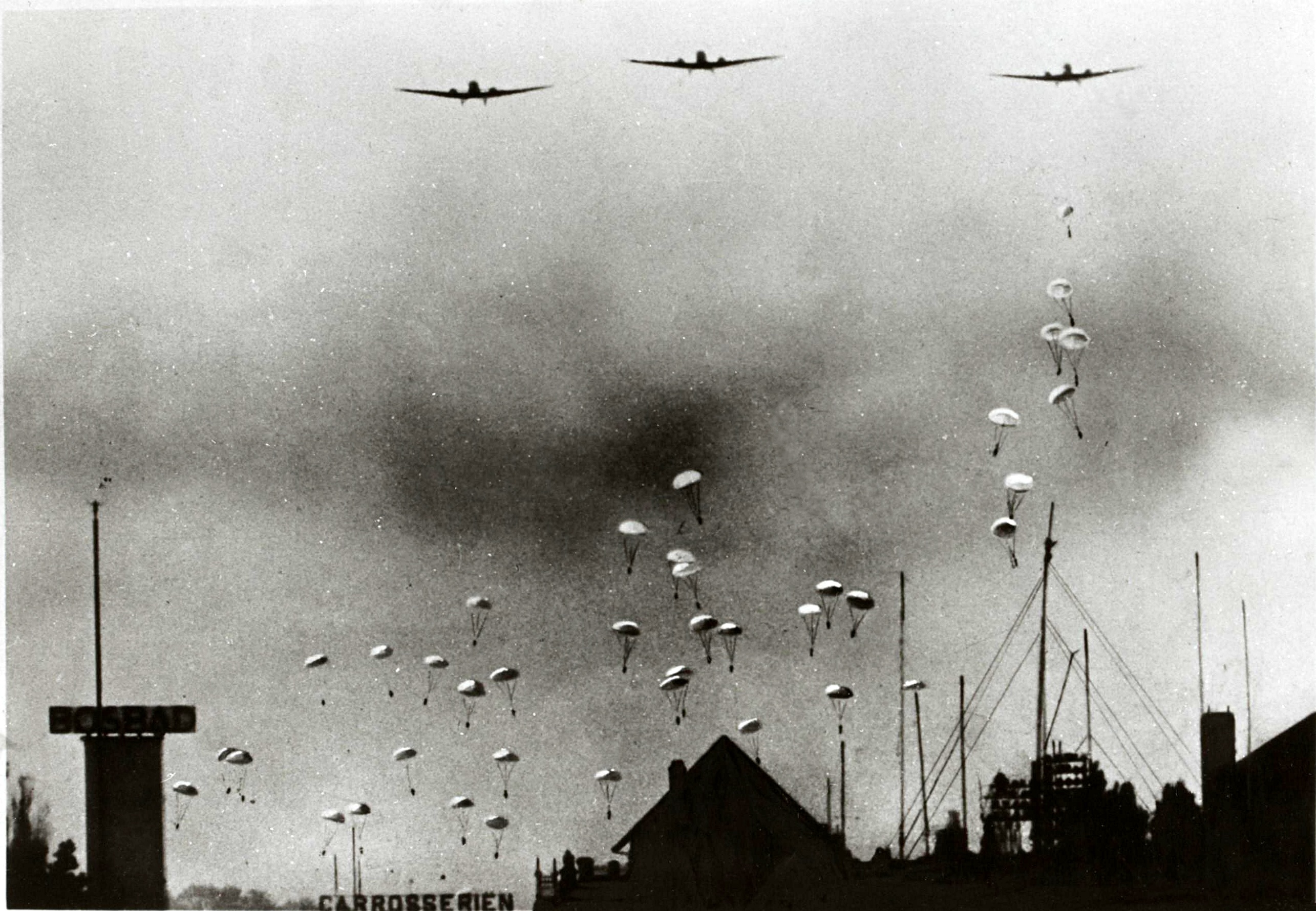
Lancio delle truppe aviotrasportate tedesche su l'Aia il 10 maggio 1940

Contemporaneamente anche il generale Erich von Manstein, capo di stato maggiore del generale von Rundstedt al Gruppo d'armate A, aveva criticato i piani operativi dell'OKH che egli riteneva troppo convenzionali e non in grado di raggiungere successi decisivi; il generale aveva quindi ideato ed elaborato nei dettagli un piano alternativo che in parte concordava con le idee di Hitler. Il generale von Manstein prevedeva di trasferire il centro di gravità del Fall Gelb al Gruppo d'armate A che, rinforzato con la massa principale delle unità corazzate, avrebbe sferrato un attacco a sorpresa attraverso il difficile territorio collinoso e boscoso delle Ardenne, sfondando completamente il fronte alleato e avanzando in un colpo solo verso ovest fino alle coste della Manica. L'audace piano presentato dal generale von Manstein tuttavia venne ripetutamente respinto dall'alto comando dell'esercito che ricevette con irritazione questa iniziativa personale di un ufficiale subordinato. Il 17 febbraio 1940 invece Hitler incontrò casualmente il generale von Manstein, e venne a conoscenza dei suoi piani che erano sorprendentemente simili alle considerazioni strategiche del Führer; egli decise rapidamente di rivoluzionare il piano operativo secondo le linee guida illustrate dal generale e ben presto anche il generale Franz Halder, capo di stato maggiore dell'esercito, inizialmente scettico, convenne sulla validità del nuovo progetto. La direttiva del Fall Gelb del 24 febbraio 1940, trasferiva quindi la massa principale delle Panzer-Division al Gruppo d'armate A del generale von Rundstedt per l'attacco decisivo attraverso le Ardenne, mentre il Gruppo d'armate B del generale von Bock avrebbe occupato i Paesi Bassi e sferrato un attacco diversivo in Belgio a nord di Liegi.

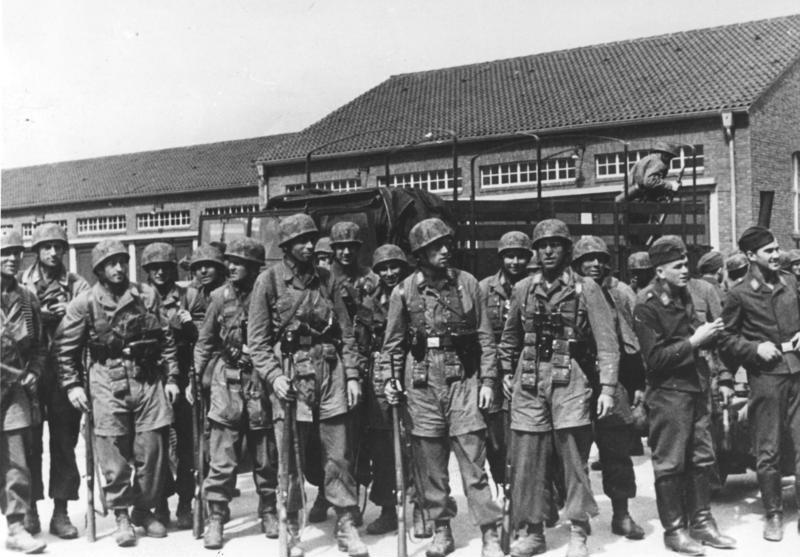
I Fallschirmjäger tedeschi, protagonisti della conquista del forte Eben-Emael

La guerra lampo della Wehrmacht sul fronte occidentale ebbe inizio il 10 maggio 1940 ed ebbe subito sviluppi rapidissimi e totalmente favorevoli ai tedeschi; le Panzer-Division, supportate dallo schiacciante predominio aereo della Luftwaffe, avanzarono in profondità in tutti i settori. Inoltre, mentre le unità corazzate pesanti iniziavano la marcia di avvicinamento alle posizioni nemiche, l'alto comando tedesco sferrò contemporaneamente anche una serie di spettacolari attacchi con l'impiego rivoluzionario delle nuove unità di paracadutisti che sorpresero e sconcertarono gli alleati. Il 10 maggio 1940 i paracadutisti intervennero in forze soprattutto nei Paesi Bassi, dove si lanciarono su Rotterdam, su l'Aia e su alcuni ponti strategici; l'azione dei tedeschi venne tuttavia fortemente contrastata delle truppe olandesi soprattutto a l'Aia dove le truppe aviotrasportate si trovarono in grande difficoltà; i paracadutisti invece raggiunsero il successo a Rotterdam che venne in parte occupata, e soprattutto al ponte sulla Mosa di Moerdijk che venne occupato di sorpresa e tenuto aperto per permettere il passaggio alla colonne corazzate del generale von Bock. La situazione degli olandesi si aggravò in modo irreversibile in pochi giorni; i carri armati del Gruppo d'armate B superarono il 12 maggio la Mosa al ponte di Moerdijk e proseguirono verso Rotterdam, mentre le difese nemiche ripiegavano verso la posizione fortificata del Vesting Holland. Il 14 maggio il comando tedesco, per accelerare il cedimento nemico, sferrò il bombardamento terroristico di Rotterdam che causò la morte di circa 900 civili e scosse definitivamente la risolutezza olandese; il comando militare firmò la capitolazione alle ore 9:30 del 15 maggio, mentre la regina e il governo si rifugiavano in Gran Bretagna.
Il 10 maggio, le forze principali del Gruppo d'armate B del generale von Bock attaccarono più a sud per invadere il Belgio, impiegando anche in questa occasione reparti speciali di paracadutisti che con un riuscito colpo di mano presero d'assalto l'importante forte di Eben-Emael e i ponti sulla Mosa di Maastricht, aprendo la via in questo modo alle due Panzer-Division del generale Erich Hoepner. L'esercito belga cercò di guadagnare tempo prima di ripiegare sulla posizione di resistenza principale a ovest di Bruxelles, dove secondo i piani già predisposti si sarebbe dovuto ricongiungere con le armate anglo-francesi del generale Gaston Billotte. Alla notizia dell'inizio dell'offensiva tedesca in occidente infatti le truppe francesi e quelle britanniche del BEF si erano a loro volta messe in movimento per assumere lo schieramento previsto dal piano Dyle; il 12 e il 13 maggio le formazioni meccanizzate francesi inviate in Belgio affrontarono le Panzer-Division a Hannut e, dopo violenti scontri e forti perdite, riuscirono a rallentare la marcia dei mezzi corazzati tedeschi, mentre la fanteria franco-britannica raggiungeva le posizioni assegnate sul varco di Gembloux che venne attaccato dal 15 maggio senza molto successo dalle forze del Gruppo d'armate B.

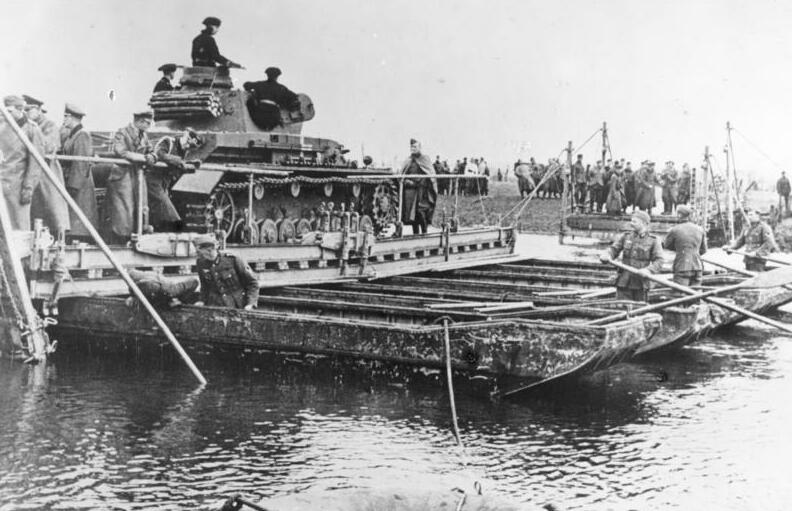
Le forze corazzate del generale Guderian superano la Mosa a Sedan

Mentre si combattevano aspre battaglie nella pianura belga, in realtà la situazione strategica aveva già avuto un'evoluzione decisiva a favore della Wehrmacht grazie alla potente offensiva delle sette Panzer-Division con circa 2 000 mezzi corazzati del Gruppo d'armate A del generale Gerd von Rundstedt, che in pochi giorni, con un'avanzata rapidissima, riuscirono ad attraversare con successo il difficile terreno delle Ardenne, respinsero le deboli forze di copertura franco-belga, raggiunsero il 12 e 13 maggio la linea del fiume Mosa e la attaccarono subito mentre le truppe francesi, sorprese dalla velocità e dalla potenza dell'offensiva tedesca in questo settore, erano ancora in fase di schieramento.

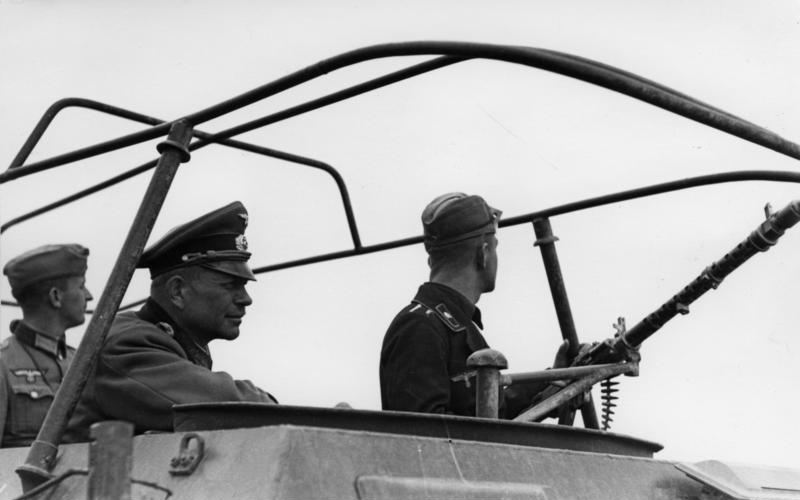
Il generale Guderian guida dalle prime linee l'avanzata dei suoi panzer verso le coste della Manica

L'attacco del Gruppo d'armate A alla linea della Mosa continuò fino al 16 maggio e si concluse con il successo totale dei tedeschi: le forze francesi vennero completamente sbaragliate, il fiume fu attraversato a Dinant dalle divisioni corazzate del generale Hermann Hoth e a Monthermé e a Sedan dalle cinque Panzer-Division del generale Paul Ludwig Ewald von Kleist. A Sedan in particolare le divisioni corazzate del generale Heinz Guderian raggiunsero un brillante successo e poterono avanzare verso ovest senza più ostacoli. La Luftwaffe intervenne in forze per proteggere i ponti sulla Mosa e attaccare con le sue squadriglie di Stuka le forze terrestri francesi. Le riserve meccanizzate francesi fatte intervenire precipitosamente dall'alto comando per cercare di chiudere il varco sulla Mosa vennero a loro volta distrutte dalle Panzer-Division, che, quindi, dal 17 maggio ebbero campo libero per avanzare in direzione della Manica secondo i piani del Fall Gelb.

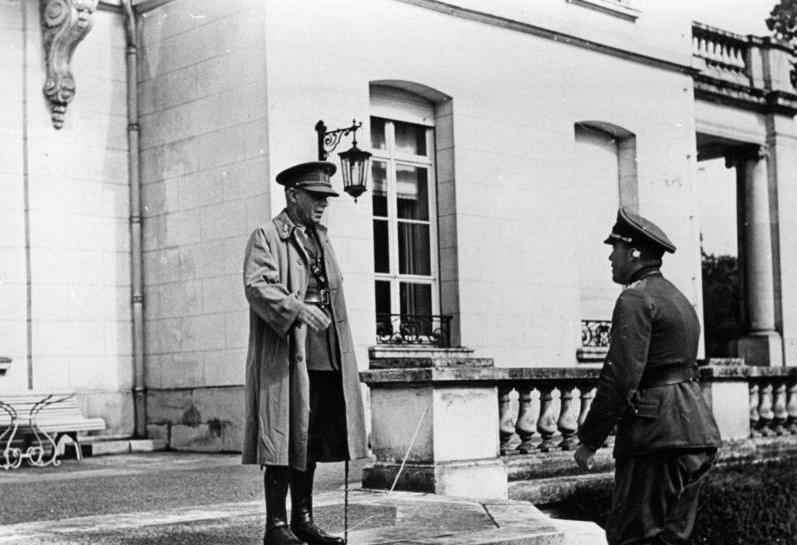
Il generale Michiels, capo di stato maggiore belga, riceve l'emissario tedesco per trattare la capitolazione dell'esercito

Il 20 maggio 1940, dopo una travolgente avanzata quasi incontrastata, le Panzer-Division del generale Guderian raggiunsero il mare ad Abbeville, tagliando fuori in questo modo l'intero raggruppamento del generale Billotte, costituito dal corpo di spedizione britannico, da quasi tutte le migliori divisioni francesi e dall'intero esercito belga; oltre 1 milione di soldati alleati si trovarono isolati con il mare alle spalle, tra le armate del generale von Bock e le colonne corazzate del generale von Rundstedt.
Nei giorni seguenti, mentre fallivano i deboli e confusi contrattacchi sferrati dalle truppe alleate, i carri armati del generale von Kleist e del generale Hoth deviarono verso nord lungo la costa per interrompere tutte le comunicazioni via mare delle armate nemiche accerchiate; entro il 25 maggio le Panzer-Division di punta occuparono Boulogne e Calais e si avvicinarono a Dunkerque, ultimo porto disponibile per gli alleati. La situazione delle armate anglo-franco-belghe era disastrosa: le truppe si battevano accanitamente ma divenne ben presto evidente che l'unica speranza di salvezza era un'evacuazione via mare per mezzo delle cospicue forze navali che si stavano radunando. L'operazione Dynamo ebbe inizio il 26 maggio e continuò sempre più drammatica fino al 4 giugno; le operazioni di evacuazione continuarono sotto gli attacchi aerei della Luftwaffe, mentre una parte delle truppe si sacrificava per guadagnare tempo. La notte del 27 maggio, l'esercito belga si arrese: il re del Belgio Leopoldo III aveva deciso unilateralmente di cedere le armi e concludere una capitolazione formale, abbandonando l'alleanza.

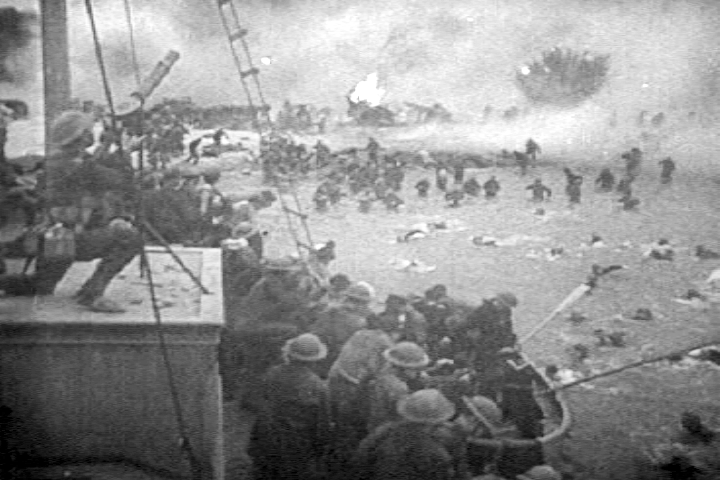
Drammatica immagine delle operazioni di reimbarco dei soldati britannici a Dunkerque

L'evacuazione di Dunkerque, pur costando pesanti perdite di uomini e mezzi, si concluse con un successo per gli Alleati: furono tratti in salvo e sfuggirono alla prigionia oltre 330 000 soldati anglo-francesi. L'alto comando tedesco favorì in parte la riuscita dell'operazione Dynamo arrestando per alcuni giorni decisivi l'avanzata delle Panzer-Division del generale Guderian in marcia su Dunkerque; questa sorprendente decisione, originata dal quartier generale del generale von Rundstedt, venne approvata personalmente da Hitler, apparentemente timoroso per un eccessivo logoramento dei suoi carri armati, fiducioso nelle capacità della Luftwaffe di impedire da sola ogni evacuazione e forse anche desideroso di risparmiare ai britannici per motivi politici una sconfitta troppo umiliante mantenendo aperta la possibilità di una riconciliazione con il Regno Unito.
Nonostante la delusione finale, la prima fase dell'offensiva tedesca a ovest si concluse con una successo decisivo per la Wehrmacht: i Paesi Bassi e il Belgio erano stati costretti alla resa, il corpo di spedizione britannico aveva dovuto abbandonare il continente e l'esercito francese, gravemente indebolito, era ormai solo di fronte all'esercito tedesco.

#### L'invasione della Francia

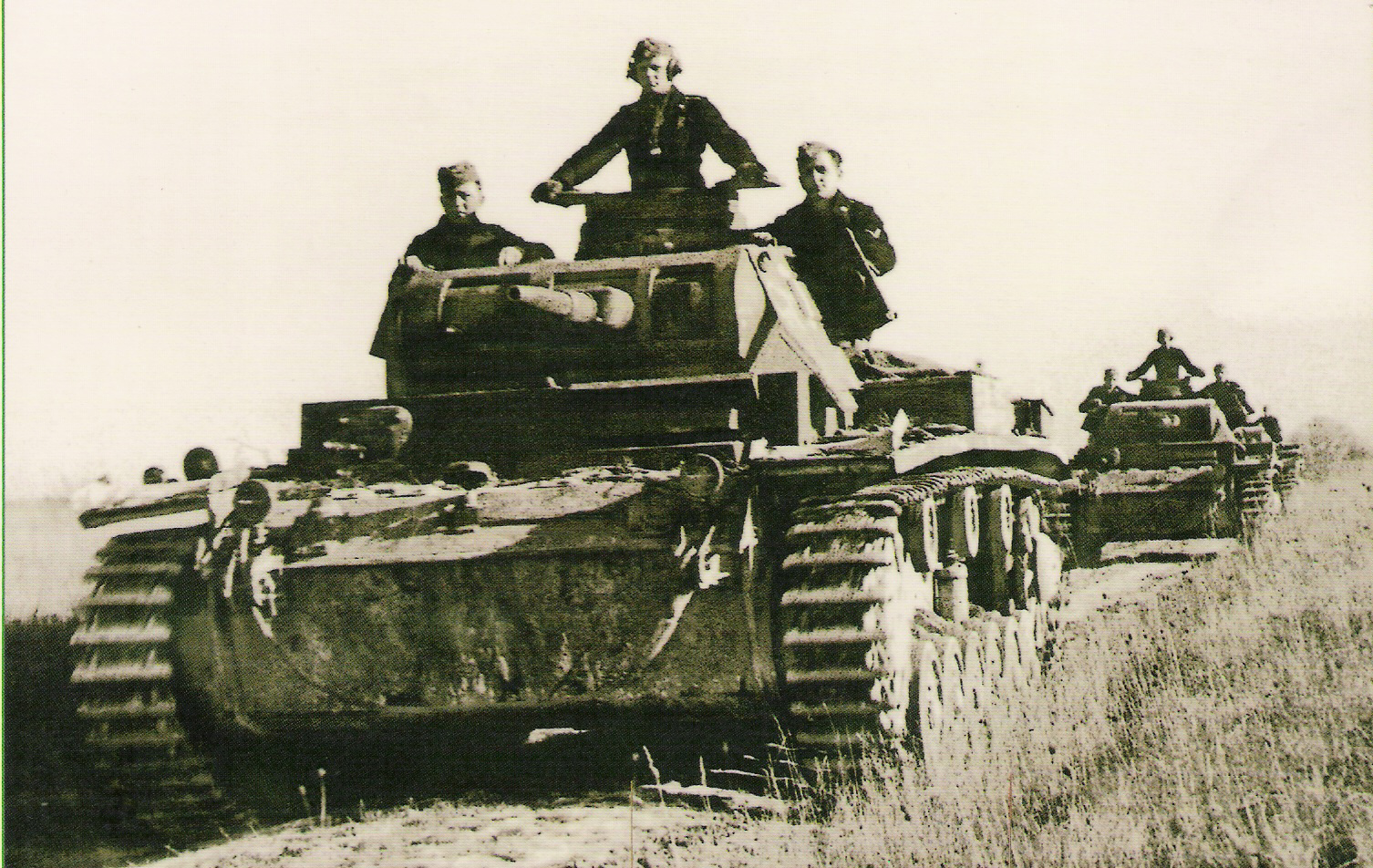
Colonna di Panzer III durante la campagna di Francia nel giugno 1940

Mentre si concludeva la battaglia di Dunkerque la Wehrmacht aveva contemporaneamente riorganizzato il suo schieramento per sferrare rapidamente la seconda fase della sua offensiva generale contro la precaria linea difensiva costituita con le deboli forze rimaste dal comandante in capo francese, generale Maxime Weygand. Nonostante la risolutezza del nuovo comandante e l'organizzazione di un sistema difensivo più efficace, le truppe francesi, ridotte a circa 50 divisioni, si trovavano in irrimediabile inferiorità numerica e di mezzi di fronte alla potenza dell'intero esercito tedesco che schierava oltre 140 divisioni e disponeva della schiacciante superiorità aerea della Luftwaffe che effettuava missioni di interdizione sul campo di battaglia e missioni di bombardamento terroristico contro i civili e le città francesi. Il Fall Rot, nome in codice della seconda fase dell'offensiva tedesca, ebbe inizio sul fronte della Somme il 5 giugno 1940 e si estese al fronte dell'Aisne il 9 giugno; le truppe francesi opposero nei primi giorni accanita resistenza ma ben presto le formazioni corazzate tedesche poterono sbucare in campo aperto e ripresero ad avanzare incontrollabili in profondità.
Sul fronte della Somme, il Gruppo d'armate B del feldmaresciallo von Bock ebbe alcune difficoltà iniziali, ma già il 7 giugno il gruppo corazzato del generale Hoth raggiunse Rouen e il 10 giugno chiuse in una sacca i difensori aprendo la via per la Senna. L'attacco del Gruppo d'armate A del feldmaresciallo von Rundstedt fu ancora più rapido ed efficace: le Panzer-Division dei generali Guderian e von Kleist superarono agevolmente l'Aisne e la Marna dopo aver respinto deboli contrattacchi delle riserve mobili francesi. Il 10 giugno 1940, di fronte all'evidente successo tedesco sulla Somme e in Champagne, Benito Mussolini ruppe finalmente gli indugi ed entrò formalmente in guerra; nello stesso giorno il governo francese abbandonava Parigi, ormai minacciata dai carri armati tedeschi, per trasferirsi prima a Tours e infine a Bordeaux.

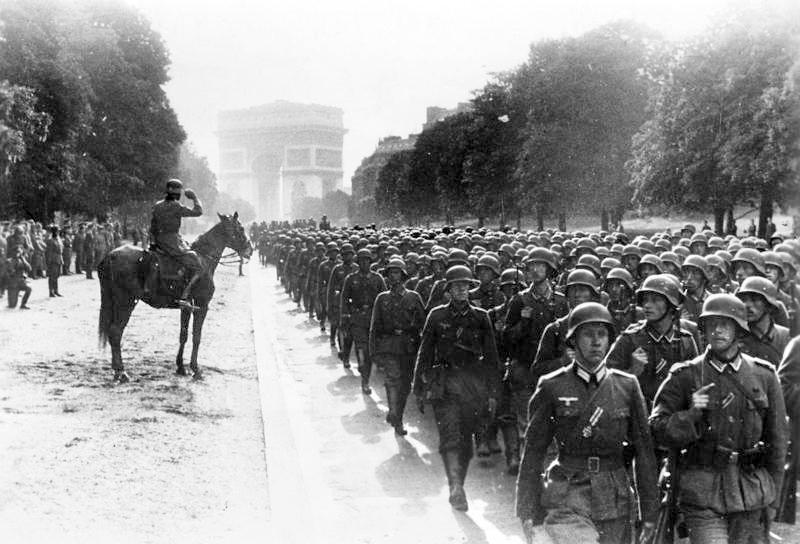
L'esercito tedesco entra a Parigi il 14 giugno 1940

Dalla seconda settimana di giugno, l'avanzata della Wehrmacht in Francia divenne sempre più rapida; nonostante le disposizioni del generale Weygand di ripiegare mantenendo la coesione, l'esercito francese si stava disgregando, mentre i civili abbandonavano in massa le città invase. Entro il 18 giugno tutte le residue truppe britanniche ancora presenti sul continente furono evacuate attraverso i porti atlantici mentre i dirigenti politici franco-britannici rinunciarono al fantasioso piano di costituzione del "ridotto bretone". La campagna di Francia ormai era stata definitivamente vinta dalla Wehrmacht e le Panzer-Division dilagavano in tutte le direzioni senza trovare un'opposizione organizzata: mentre la fanteria tedesca il 14 giugno entrava a Parigi, il generale Guderian aveva deviato verso sud-est e aveva tagliato le comunicazioni delle forze francesi rimaste ferme a difesa dell'inutile linea Maginot, raggiungendo il 18 giugno Pontarlier e Belfort; il generale Hoepner raggiunse Digione e Lione, poi si avvicinò alle spalle del fronte delle Alpi ancora difeso dai francesi contro gli italiani. Le divisioni corazzate del generale von Kleist erano giunte a Clermont-Ferrand; infine il gruppo corazzato del generale Hoth occupò in pochi giorni i porti strategici di Cherbourg, Rennes e Brest; fin dal 17 giugno 1940 il nuovo governo francese presieduto dal maresciallo Philippe Pétain, ormai rassegnato alla disfatta, aveva richiesto alla Germania, attraverso l'ambasciata spagnola, le condizioni per un armistizio.

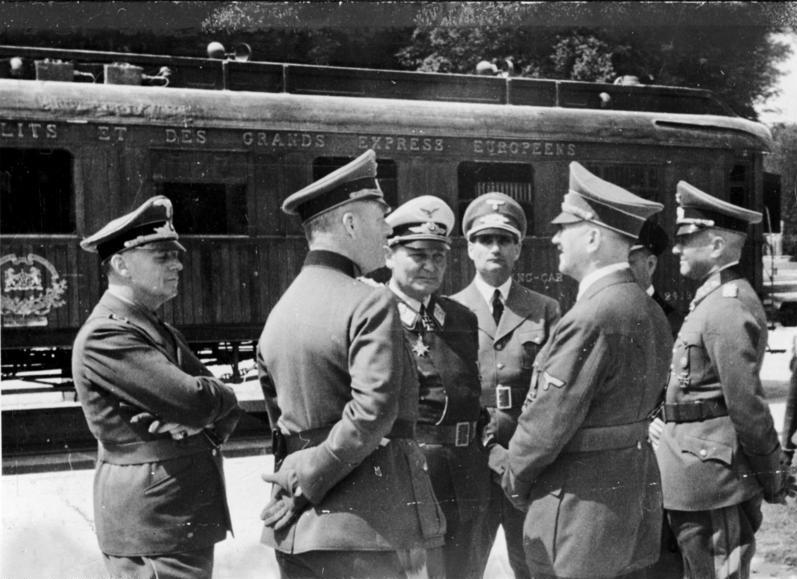
Hitler insieme con i suoi principali collaboratori prima della firma dell'armistizio; da sinistra: Joachim von Ribbentrop, Wilhelm Keitel, Hermann Göring, Rudolf Hess, Hitler, Walther von Brauchitsch

Adolf Hitler, pur esultante per la clamorosa vittoria che vendicava la sconfitta della prima guerra mondiale, era consapevole che la guerra con il Regno Unito sarebbe probabilmente continuata e che quindi sarebbe stato essenziale far uscire completamente dal conflitto la Francia evitando la costituzione di un governo in esilio e neutralizzando l'efficiente flotta francese e l'enorme impero coloniale africano. Di conseguenza il Führer si mostrò sorprendentemente moderato e risparmiò alla Francia il trattamento subito dalla Polonia smembrata e devastata; egli convinse anche Mussolini a limitare le sue pretese inizialmente esorbitanti. Hitler quindi concesse al governo francese, stabilito a Vichy, di mantenere la sua autorità su una zona di Francia non occupata, sulla flotta e sulle terre dell'Impero, mentre tutta la Francia settentrionale, centrale e atlantica, sarebbe stata occupata militarmente dalla Wehrmacht fino alla conclusione della guerra con il Regno Unito. Il governo di Vichy, in possesso della flotta e dell'Impero, avrebbe dovuto collaborare con la nuova Europa dell'Asse.
L'armistizio di Rethondes venne concluso, dopo qualche discussione, la sera del 22 giugno 1940 alla presenza di Hitler, dai generali Wilhelm Keitel e Charles Huntziger; il 24 giugno venne concluso anche l'armistizio con l'Italia che aveva rinunciato a gran parte delle sue richieste iniziali. La Francia, invasa e demoralizzata, si ritirava dalla guerra e riorganizzava, sotto la guida del maresciallo Pétain, la sua struttura politica per affiancarsi ai regimi totalitari nazi-fascisti, mentre il Regno Unito rimaneva solo di fronte all'apparentemente inarrestabile macchina militare del Terzo Reich.
Durante la campagna di Francia le perdite della Wehrmacht, che aveva conseguito una vittoria totale sugli eserciti alleati, furono sorprendentemente leggere: 27 000 morti, 111 000 feriti e 18 000 dispersi; l'esercito francese uscì distrutto dalla battaglia con 92 000 morti, 250 000 feriti e 1 450 000 prigionieri che non furono rilasciati dai tedeschi dopo l'armistizio. Le perdite britanniche furono molto inferiori: 3 400 morti, 13 600 feriti e 45 000 prigionieri.

### La battaglia d'Inghilterra e le decisioni di Hitler

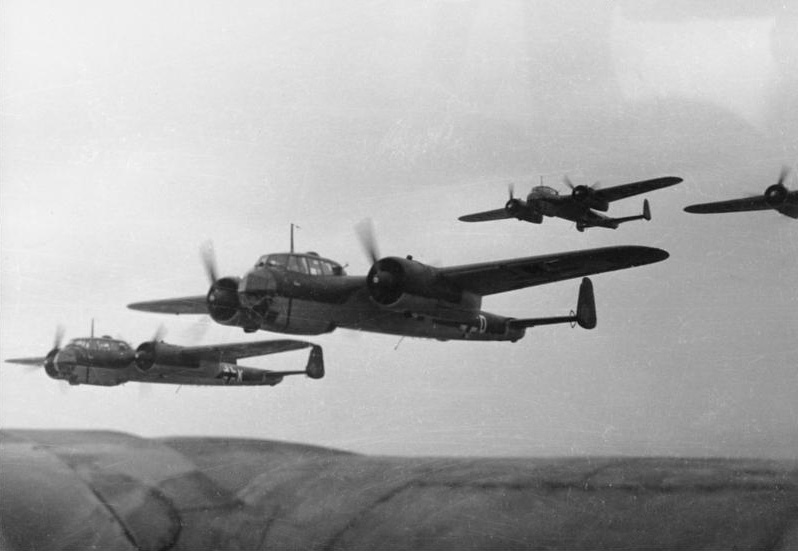
Bombardieri Dornier Do 17 in rotta per la Gran Bretagna

Con la fine della campagna di Francia, la Germania nazista raggiunse una posizione di schiacciante predominio in Europa e sembrò minacciare un rapido attacco alle isole britanniche che, dopo le gravi perdite subite di uomini e materiali, apparivano in inferiorità praticamente irreversibile. Hitler in un primo momento, inebriato dal successo, credette realmente che il Regno Unito avrebbe accettato la supremazia tedesca in Europa e avrebbe rinunciato a continuare le ostilità per salvaguardare il suo impero mondiale; il 19 luglio 1940 il Führer pronunciò al Reichstag il cosiddetto "appello alla ragione" in cui esortava i britannici, in termini generici e senza dettagli concreti, a concludere la guerra per evitare nuove, inutili sofferenze.
In realtà in quel momento Hitler era già consapevole, soprattutto dopo le parole di sfida di Winston Churchill e la determinazione britannica dimostrata con l'operazione Catapult, che un accordo con il Regno Unito era impossibile; tre giorni prima del discorso al Reichstag egli aveva approvato la direttiva N. 16 in cui prevedeva dettagliatamente uno sbarco nelle isole britanniche, l'operazione Leone marino. Il Führer tuttavia non mostrò la consueta irremovibile decisione; lasciò il controllo della pianificazione e dell'organizzazione ai suoi generali e diede fiducia a Hermann Göring che affermava di potere mettere in ginocchio il Regno Unito solo con gli attacchi della Luftwaffe. Hitler aveva altri piani; mentre era ancora in corso la campagna di Francia parlò per la prima volta di una prossima offensiva contro la Russia sovietica e poco dopo fece iniziare i primi studi di fattibilità per una grande campagna all'est; egli sperava di poter attaccare l'Unione Sovietica già in autunno 1940. Solo dopo che gli alti comando ebbero affermato categoricamente che era impossibile organizzare una offensiva gigantesca all'est in pochi mesi, Hitler ritornò al progetto Leone marino ma il 31 luglio 1940 ribadì con i suoi generali che le speranze del Regno Unito erano riposte negli Stati Uniti e nell'Unione Sovietica e che quindi il Terzo Reich avrebbe dovuto prepararsi per attaccare e distruggere la potenza bolscevica entro la primavera 1941. Con la vittoria all'est la Germania sarebbe stata in grado di affrontare anche una lunga guerra mondiale contro le due potenze anglosassoni.

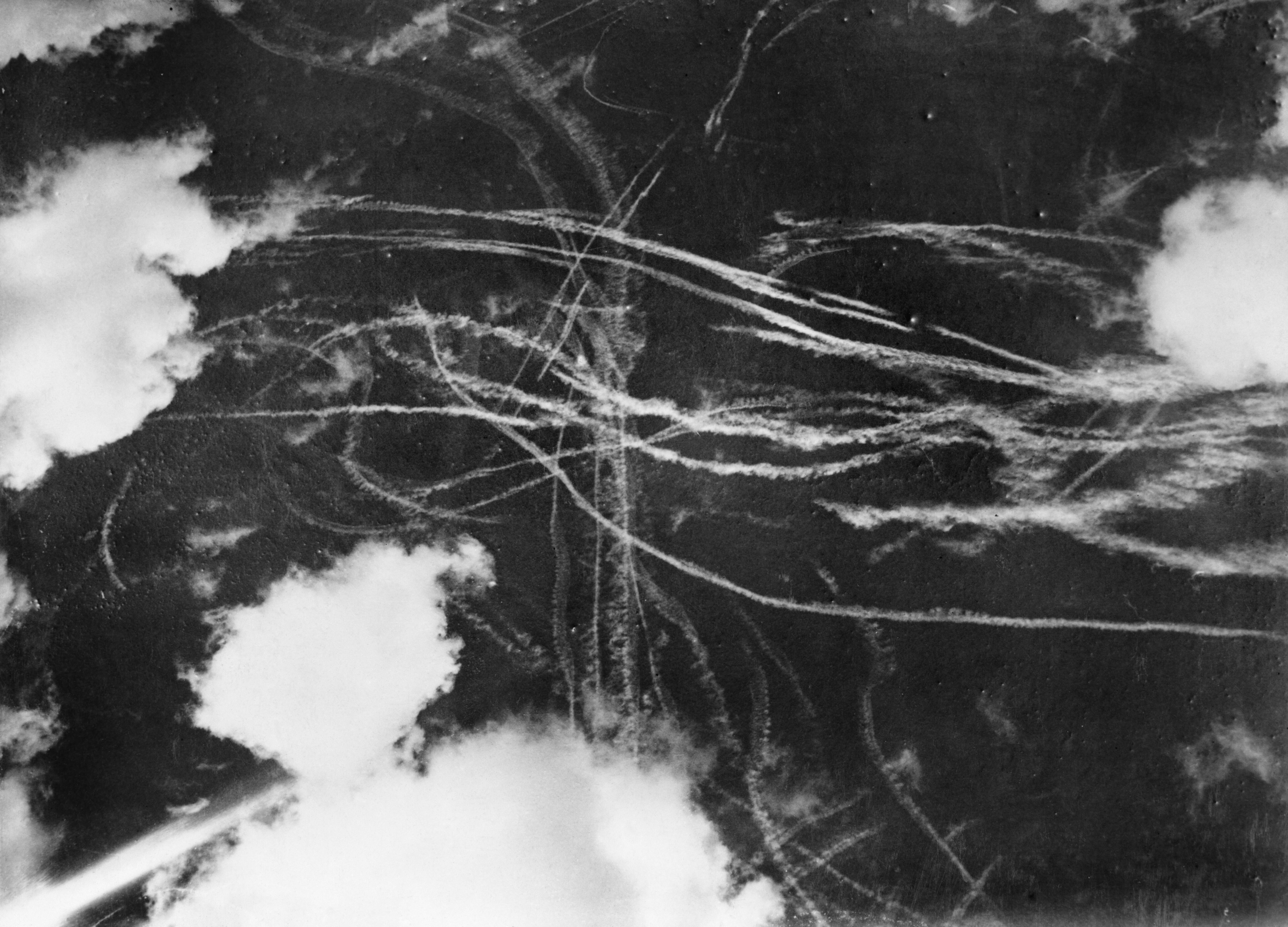
Battaglia aerea tra caccia britannici e tedeschi sui cieli dell'Inghilterra

Nei mesi dell'estate quindi la macchina da guerra tedesca preparò l'operazione Leone marino ma sorsero notevoli contrasti tra gli alti comandi della Kriegsmarine e dell'esercito sulla strategia, mentre Hitler rimase incerto e ipotizzò uno sbarco a settembre 1940 solo nel caso di un evidente indebolimento della resistenza nemica per mezzo degli attacchi aerei; dopo alcune battaglie aeree iniziali sui cieli della Manica a partire dal 10 luglio, la Luftwaffe diede inizio alla vera battaglia aerea d'Inghilterra il 13 agosto 1940 con i primi attacchi in massa alle installazioni militari britanniche. Gli alti comandi e i piloti della Luftwaffe iniziarono il combattimento con grande fiducia e ritenendo di disporre, con 3 000 aerei e basi vicinissime all'Inghilterra, di una netta superiorità sull'avversario, ma la realtà della battaglia fu molto diversa fin dall'inizio.
In realtà la Luftwaffe, priva di bombardieri pesanti, mancava degli aerei adeguati per sferrare una campagna di bombardamento distruttiva mentre i suoi caccia non erano superiori numericamente a quelli britannici e potevano rimanere in azione solo per pochi minuti. Inoltre Göring e i suoi generali, i feldmarescialli Hugo Sperrle e Albert Kesselring, cambiarono ripetutamente le tattiche e gli obiettivi senza raggiungere risultati decisivi. La RAF, bene organizzata, equipaggiata con aerei da caccia moderni e guidata razionalmente, sfruttò il suo sistema di controllo radar e inflisse pesanti perdite alla Luftwaffe.

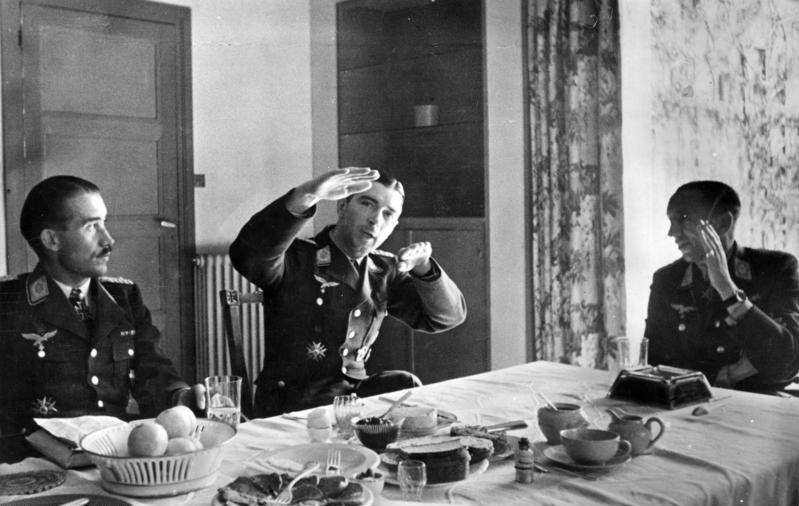
Alcuni dei migliori piloti della Luftwaffe: a sinistra Adolf Galland, al centro Werner Mölders, a destra il colonnello Theodor Osterkamp

Dopo una fase iniziale, a partire dal 15 agosto, di grandi battaglie aeree con esito alterno, la Luftwaffe passò ad attaccare con un certo successo le basi della RAF ma a partire dal 7 settembre Göring decise di iniziare gli attacchi terroristici su Londra sperando di fiaccare il morale del nemico ma questa strategia non diede risultati e fece salire le perdite tedesche; alla fine di ottobre la Luftwaffe dovette interrompere gli attacchi di giorno dopo aver perso oltre 1 700 aerei, mentre le perdite inglesi furono poco superiori a 900. Fin dal 14 settembre 1940 Hitler comprese che la battaglia aerea non aveva avuto successo e affermò che "non sussistono i presupposti per l'operazione Leone marino".
Il 12 ottobre una direttiva del feldmaresciallo Keitel stabilì che, "per decisione del Führer", l'invasione dell'Inghilterra era definitivamente rinviata. I bombardamenti terroristici sulla capitale britannica tuttavia continuarono nella speranza di fiaccare la resistenza nemica. Ebbe quindi inizio il cosiddetto "blitz" con i bombardamenti notturni su Londra per 57 notti consecutive e con gli attacchi sulle città inglesi che sarebbero proseguiti fino alla primavera del 1941; oltre alla capitale, subirono pesanti danni Coventry, Liverpool, Glasgow, le perdite civili furono pesanti, 43 400 morti e 50 000 feriti gravi, ma la capacità di resistenza della Gran Bretagna, con il crescente sostegno degli Stati Uniti, non venne intaccata.

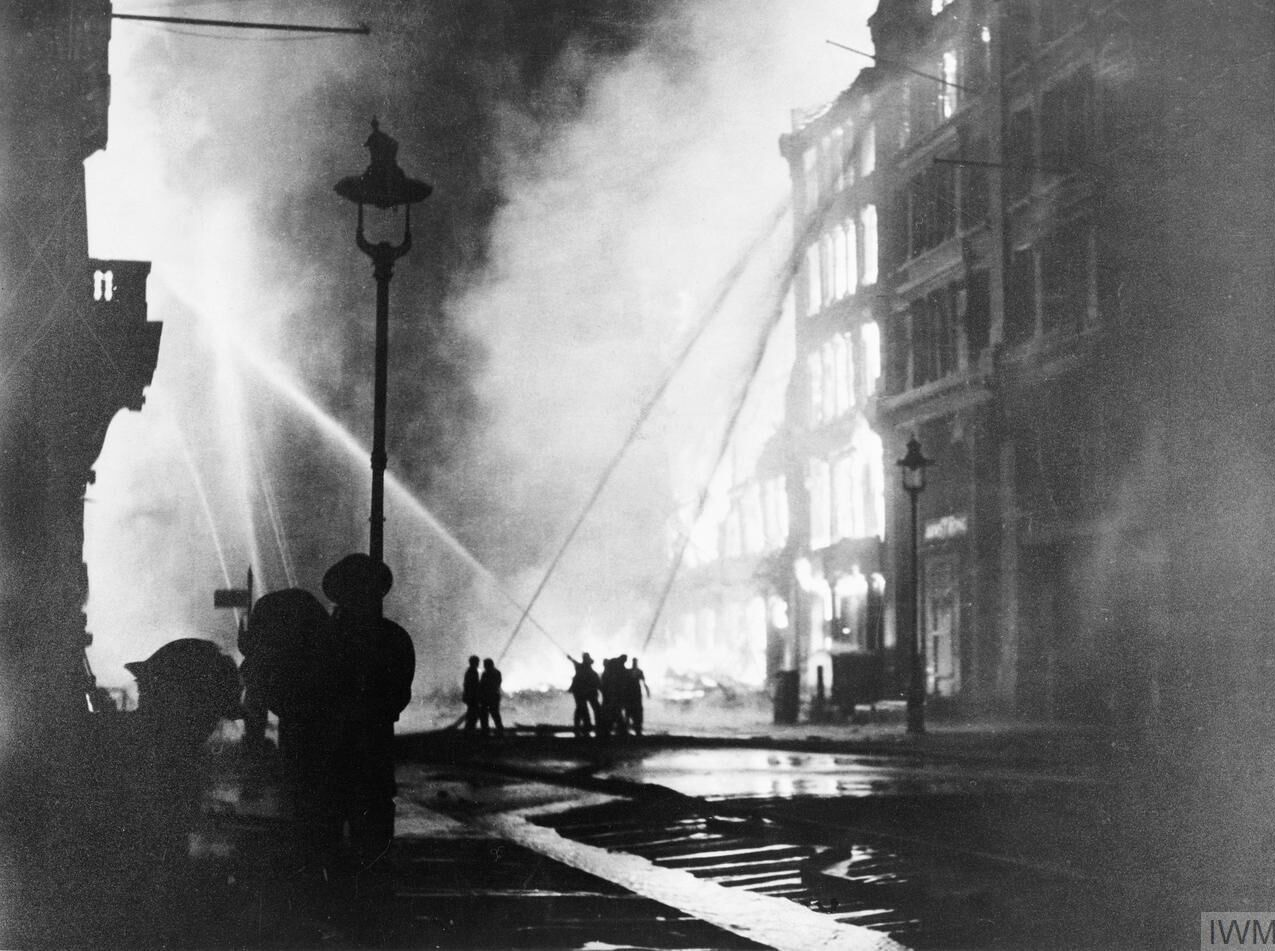
Incendi a Londra dopo il bombardamento notturno del 10/11 maggio 1941

Mentre, con il rinvio sine die del piano Leone marino, diveniva sempre più evidente che la guerra sarebbe continuata e che la Gran Bretagna avrebbe potuto avvalersi della potenza politico-economica degli Stati Uniti del presidente Franklin Delano Roosevelt, negli ultimi mesi del 1940 Adolf Hitler cercò di consolidare il suo sistema di alleanze per prepararsi a un conflitto globale prolungato. In linea con le idee del ministro von Ribbentrop, il Führer cercò di associare ai suoi piani di un Nuovo Ordine anche le altre nazioni europee; inoltre egli strinse i legami con il Giappone per intimidire sia gli Stati Uniti sia l'Unione Sovietica con la minaccia di guerra su due fronti. Il patto tripartito tra Germania, Italia e Giappone venne concluso il 27 settembre 1940 ma, nonostante le apparenze, le tre potenze avrebbero continuato a perseguire politiche egoistiche senza un reale coordinamento generale. In ottobre Hitler si incontrò con i capi delle altre principali nazioni europee per cercare di inserirle attivamente nei progetti di "blocco continentale" contro la Gran Bretagna, ma i suoi colloqui con il generale Francisco Franco, il maresciallo Pétain e Mussolini furono una grande delusione per il Führer e confermarono i suoi pregiudizi negativi.

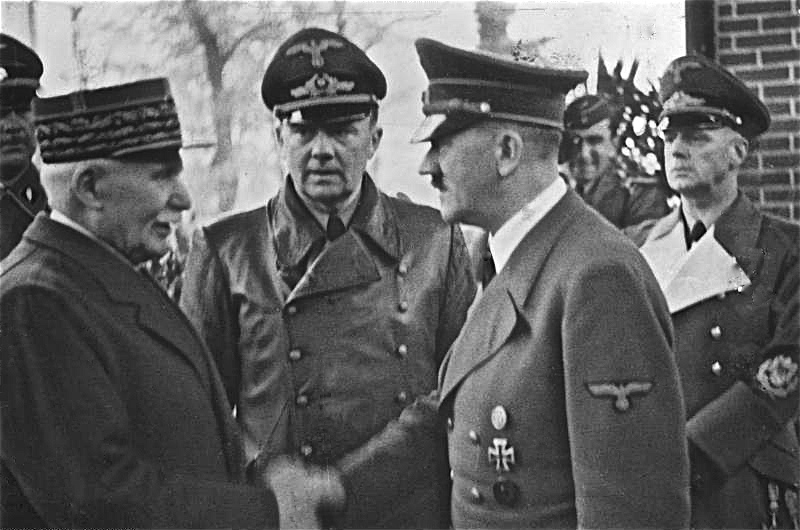
Hitler incontra il maresciallo Pétain il 24 ottobre 1940 a Montoire-sur-le-Loir

Il generale spagnolo e il maresciallo francese sostanzialmente rifiutarono di entrare concretamente in guerra contro la Gran Bretagna che, nonostante il trionfale ottimismo di Hitler, appariva ancora in grado di resistere; inoltre entrambi i due capi di Stato fecero esagerate richieste di compensi nelle colonie dell'Impero britannico, irrealistiche e conflittuali con i programmi del Führer. Hitler quindi mise da parte i piani di "blocco continentale" europeo, mentre il colloquio con Mussolini fu ancor più deludente; il Duce sbandierò i suoi progetti di guerra parallela autonoma per gli scopi imperiali italiani senza curarsi di coordinare la sua azione con i piani del Führer. Entro poche settimane la realtà dei fatti avrebbe dissolto le illusioni di Mussolini di partecipazione autonoma e vittoriosa dell'Italia alle ostilità.
Hitler quindi si convinse definitivamente che l'unica soluzione che avrebbe potuto dare una svolta veramente decisiva alla guerra sarebbe stata l'offensiva a est per annientare l'Unione Sovietica e ottenere le risorse necessarie per rendere invulnerabile la nuova Europa tedesca. Il Führer quindi fece continuare i progetti per una guerra a oriente e, ancor prima della visita di Molotov a Berlino del 12-13 novembre 1940, affermò in una nuova direttiva che «indipendentemente dall'esito che avranno i colloqui ... i preparativi vanno proseguiti». Gli incontri con Molotov a Berlino non portarono a risultati e confermarono che l'Unione Sovietica era intenzionata a salvaguardare ed estendere la sua sfera di interesse e non era disposta ad accettare la supremazia tedesca in Europa. Hitler, irritato dall'atteggiamento di Molotov, prese la sua decisione definitiva e irreversibile: il 18 dicembre 1940 venne diramata la direttiva segretissima N. 21 sul piano "Barbarossa"; la Wehrmacht doveva sferrare nella primavera 1941 un'offensiva generale contro l'Unione Sovietica che doveva essere "messa in ginocchio" ancor prima del "termine della guerra con l'Inghilterra". La campagna doveva essere rapida e ottenere una vittoria totale entro il 1941 in modo che la Germania potesse essere pronta ad affrontare gli Stati Uniti nel 1942.

## La guerra della Germania sul mare

### La guerra di corsa

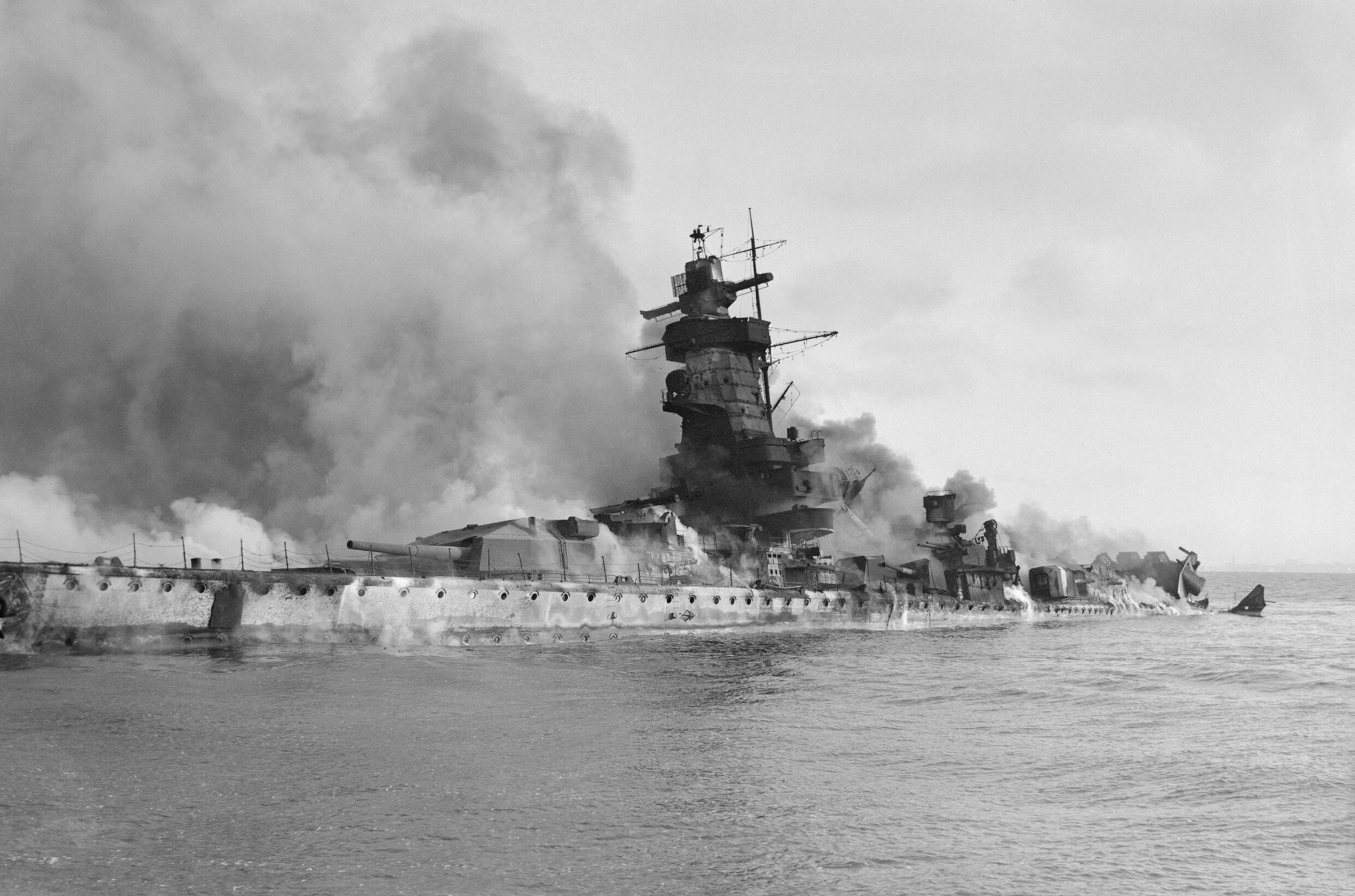
La Admiral Graf Spee in fiamme

La Germania iniziò la guerra in netta inferiorità navale rispetto alle flotte combinate franco-britanniche; la nuova Kriegsmarine guidata da un capo preparato e prestigioso come l'ammiraglio Erich Raeder, disponeva, in assenza delle navi previste dall'ambizioso "piano Z" che Hitler aveva deciso di annullare per carenza di risorse allo scoppio del conflitto, solo di due incrociatori da battaglia e tre corazzate "tascabili", mentre era priva di portaerei e due corazzate erano ancora in costruzione. La flotta sommergibilistica, ricostituita solo dal 1935 e guidata dall'abile ammiraglio Karl Dönitz, era molto debole numericamente, con solo 57 U-Boot operativi di cui 35 unità costiere non adatte alle operazioni nell'oceano Atlantico, e venne ulteriormente intralciata dall'inefficacia dei suoi siluri. In queste condizioni gli alleati poterono ripristinare subito il blocco navale della Germania che peraltro risultò poco efficace a causa delle vie di accesso ai rifornimenti aperte per il Terzo Reich attraverso l'Unione Sovietica e l'Italia.
Nonostante la netta inferiorità di mezzi, la Kriegsmarine non risparmiò le sue forze e intraprese subito una guerra di corsa contro il naviglio mercantile nemico, con navi corsare e con le sue navi d'alto mare più potenti; la corazzata tascabile Admiral Graf Spee ottenne qualche successo e affondò nove navi alleate nell'Atlantico meridionale ma nel mese di dicembre fu bloccata al largo di Montevideo da tre incrociatori britannici e costretta ad autoaffondarsi. I tedeschi, nonostante questa sconfitta, ottennero alcuni brillanti successi: il lancio di mine magnetiche inflisse per alcuni mesi forti danni alle navi mercantile alleate, un U-Boot affondò la portaerei britannica Courageous il 17 settembre 1939, mentre il sommergibile guidato dal tenente di vascello Günther Prien affondò la corazzata Royal Oak dopo essere penetrato audacemente nella base di Scapa Flow il 14 ottobre 1939.

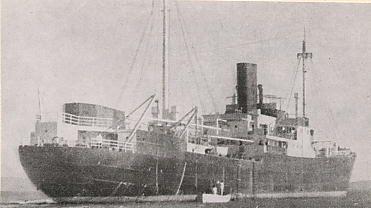
La nave corsara tedesca Komet

La campagna norvegese, conclusa con l'evacuazione da parte alleata di Narvik il 7 giugno 1940 a causa degli sviluppi disastrosi sul Fronte occidentale, aveva costituito un brillante successo per la Germania ma causò perdite disastrose alla Kriegsmarine; gli incrociatori da battaglia Scharnhost e Gneisenau affondarono l'8 giugno la portaerei britannica Glorious ma in complesso la marina tedesca ebbe tre incrociatori e dieci cacciatorpediniere affondati e altri cinque incrociatori danneggiati. Di conseguenza al momento della caduta della Francia la Germania nazista poté disporre di una serie di basi navali strategiche importantissime in Atlantico e Mare del Nord ma all'inizio non disponeva di sufficienti navi d'alto mare; la Kriegsmarine tuttavia mise in azione nella seconda metà del 1940 una serie di navi corsare, la Komet, la Pinguin e lo Atlantis, che ottennero alcuni successi contro le navi mercantili isolate del nemico.

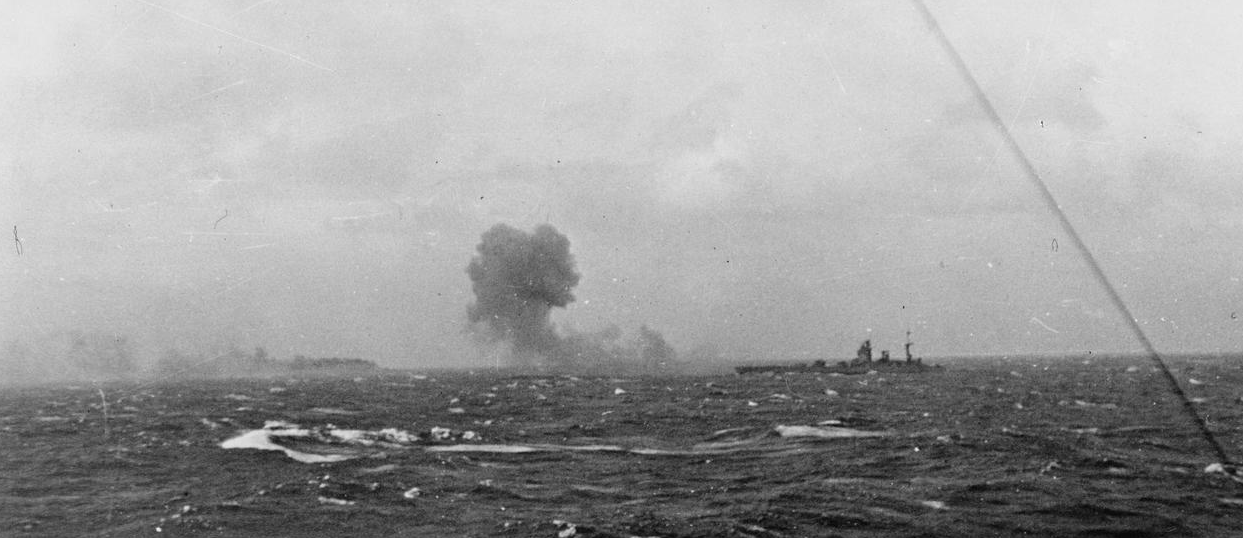
La Bisrmack, gravemente danneggiata, sotto il fuoco della corazzata Rodney (a destra)

Nel 1941 le navi corsare tedesche si moltiplicarono e affondarono 427 000 tonnellate di naviglio alleato, ma subirono gli attacchi degli incrociatori britannici che davano loro la caccia: il Pinguin, il Kormoran e lo Atlantis furono intercettati e distrutti; riuscirono a sopravvivere invece il Komet e soprattutto il Thor e lo Orion che compirono lunghissime missioni in alto mare fino al Mare Artico, all'oceano Pacifico e all'Atlantico del Sud. Hitler e l'ammiraglio Raeder erano peraltro decisi a impiegare in azione in pericolose missioni contro i convogli alleati anche le grandi navi da battaglia e quindi prima la corazzata tascabile Admiral Scheer e l'incrociatore Admiral Hipper e poi lo Scharnhost e il Gneisenau compirono lunghe crociere in Atlantico affondando altro naviglio mercantile alleato e allarmando molto l'ammiragliato britannico che non riuscì a intercettarle. Il 20 maggio 1941 ebbe inizio la famosa missione della moderna corazzata Bismarck e dell'incrociatore Prinz Eugen che invece si concluse con una catastrofe per la Kriegsmarine. Penetrate nel Mare del Nord e poi nell'Atlantico, le due navi tedesche ebbero un primo scontro vittorioso con la flotta britannica e l'incrociatore da battaglia Hood venne affondato, ma nei giorni seguenti, la Bismarck subì una caccia serrata da gran parte delle corazzate e portaerei della Royal Navy che riuscirono a rallentarla e infine affondarla il 27 maggio mentre cercava di rientrare a Brest.
Dopo la tragedia della Bismarck, la Kriegsmarine limitò l'impiego isolato in alto mare delle sue navi pesanti che invece vennero in prevalenza trasferite nei fiordi norvegesi per partecipare, insieme alla Luftwaffe, alla lotta contro i convogli alleati dell'Artico diretti al porto sovietico di Murmansk, e per intervenire, come richiesto espressamente da Hitler, in caso di un possibile sbarco anglo-americano in Norvegia.
Il 1942 iniziò con un brillante successo per la Kriegsmarine; l'operazione Cerberus, l'attraversamento di sorpresa della Manica da parte della squadra di incrociatori di battaglia che da mesi era ferma a Brest, deciso da Hitler nonostante i dubbi dell'ammiraglio Raeder, ebbe inizio l'11 febbraio e si concluse positivamente per le grandi navi tedesche che, grazie anche alla copertura aerea, riuscirono a raggiungere in salvo la base di Wilhelmshaven da dove sarebbero presto ripartite per la Norvegia. In Scandinavia nella prima metà dell'anno si concentrarono quindi le migliori navi da battaglia tedesche, tra cui le due corazzate tascabili Lutzow e Admiral Scheer, l'incrociatore pesante Admiral Hipper e soprattutto la potente corazzata Tirpitz, gemella della Bismarck. Questo raggruppamemto allarmò grandemente Winston Churchill, che ordinò una serie di bombardamenti aerei che peraltro non ottennero risultati, e sembrò mettere in pericolo i convogli dell'Artico diretti in Unione Sovietica; la Tirpitz e le altre navi pesanti intervennero in alcune occasioni contro i convogli alleati, ma senza successo e le perdite maggiori ai battelli alleati durante le drammatiche missioni all'estremo nord furono causate dai sommergibili, dal naviglio leggero e dalla Luftwaffe.

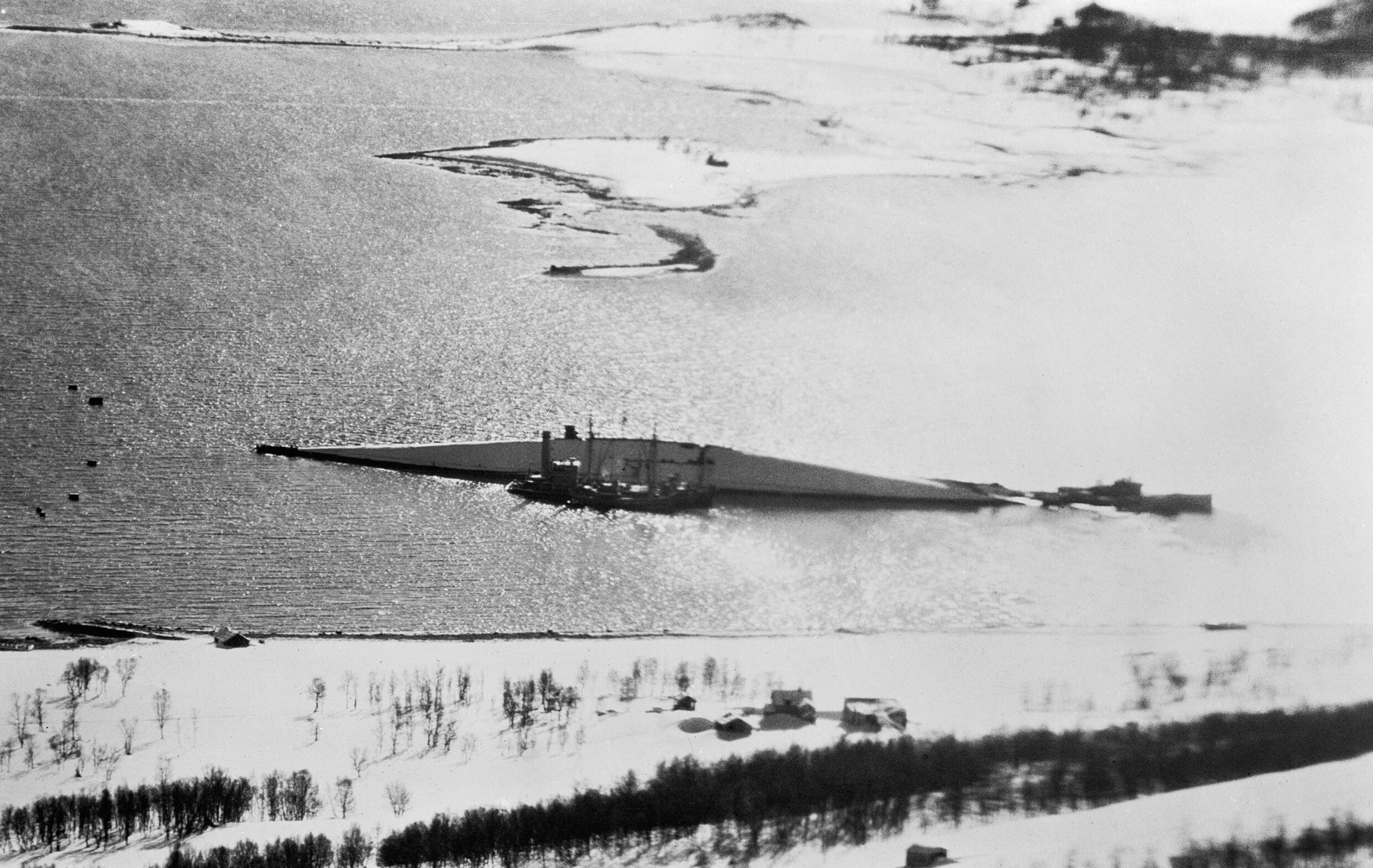
La corazzata Tirpitz capovolta nel fiordo di Tromsø dopo il bombardamento aereo britannico del 12 novembre 1944

Il Mar Glaciale Artico e la Scandinavia furono il teatro delle ultime vicende delle grandi navi di superficie della Kriegsmarine nella seconda guerra mondiale. Alla fine dell'anno 1942, il 31 dicembre, le navi pesanti tedesche subirono uno scacco nella battaglia del mare di Barents nonostante il favorevole rapporto di forze; Hitler, estremamente irritato, rivolse all'ammiraglio Raeder pesanti critiche affermando che le navi di superficie, troppo prudenti e rinunciatarie, avevano sempre fallito e quindi avrebbero dovuto essere ritirate e smantellate. L'ammiraglio si dimise e venne sostituito dall'ammiraglio Karl Dönitz che diede priorità agli U-Boot ma riuscì a convincere il Führer a non smantellare completamente la flotta d'alto mare che quindi rimase in azione dalle basi norvegesi e continuò a intervenire contro i convogli alleati diretti a Murmansk.
Il 26 dicembre 1943 la battaglia di Capo Nord terminò con un disastro per i tedeschi e l'incrociatore da battaglia Scharnhorst venne intercettato e affondato dalla superiore squadra navale britannica, mentre, dopo molti tentativi falliti, i bombardieri britannici il 12 novembre 1944 riuscirono finalmente ad affondare la corazzata Tirpitz che per anni con la sua sola presenza in Scandinavia, aveva preoccupato Winston Churchill e l'ammiragliato britannico. Fin dal 1942 erano finite anche le imprese delle navi corsare tedesche: la Thor e la Michel erano arrivate in Giappone dove sarebbero rimaste per il resto della guerra, mentre la Stier e la Komet erano state intercettate e affondate a settembre e ottobre 1942.
Per le navi pesanti di superficie tedesche la guerra terminò nel Mar Baltico dove nell'inverno 1945 gli incrociatori e le corazzate tascabili superstiti della Kriegsmarine intervennero con efficacia in sostegno dell'esercito impegnato a difendere la Prussia orientale nell'ultima fase della guerra sul Fronte orientale. Le navi tedesche contribuirono a proteggere con il fuoco dei loro cannoni pesanti la ritirata e l'evacuazione via mare delle truppe e dei civili rimasti intrappolati dall'avanzata dell'Armata Rossa.

### Gli U-Boot e la battaglia dell'Atlantico

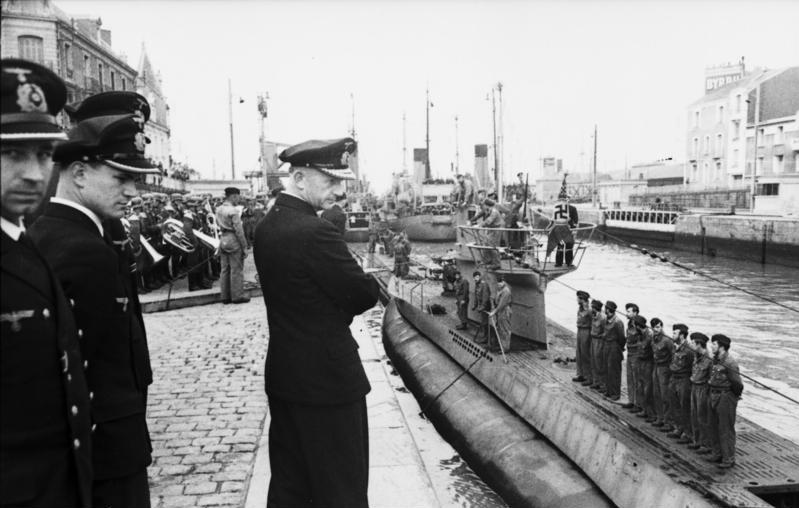
L'ammiraglio Karl Dönitz presenzia al ritorno di alcuni U-Boot nella base di Saint-Nazaire

L'ammiraglio Karl Dönitz aveva perfettamente compreso già prima dell'inizio della guerra europea che la nuova battaglia dell'Atlantico, la lotta contro il traffico marittimo della Gran Bretagna negli oceani, sarebbe stata di enorme importanza per l'esito finale del conflitto; la Gran Bretagna rimaneva vulnerabile, nonostante il sistema dei convogli e la dimensione del suo naviglio mercantile, agli attacchi portati alle rotte atlantiche attraverso le quali giungevano le materie prime, i prodotti alimentari e anche l'equipaggiamento militare americano per le isole britanniche.
Dopo le difficoltà iniziali degli U-Boot, dovuti all'inefficacia dei primi siluri, alla mancanza di basi di appoggio strategiche e alla carenza di mezzi, la flotta sommergibilistica dell'ammiraglio Dönitz migliorò sostanzialmente la sua situazione nel 1940 grazie alle vittorie terrestri della Wehrmacht. I sommergibili tedeschi poterono entrare in azione dalle nuove basi norvegesi e francesi, tra cui le grandi installazioni di Lorient, dove l'ammiraglio Dönitz stabilì il suo posto di comando, Saint-Nazaire, La Pallice, Bordeaux, Stavanger e Trondheim. Da queste basi gli U-Boot, a partire dalla seconda metà del 1940, poterono attaccare le rotte marittime britanniche rimanendo in azione più a lungo e in maggior numero, grazie anche al costante aumento delle nuove costruzioni di sommergibili; alla metà del 1941 fino a 40 U-Boot erano in missione contemporaneamente nell'Atlantico.
L'azione degli U-Boot, guidati da comandanti preparati e determinati, divenne quindi progressivamente più efficace nonostante le contromisure dei britannici che potenziarono le navi di scorta, migliorarono i sistemi di individuazione ASDIC, aprirono nuove basi in Islanda e bombardarono ripetutamente, peraltro senza successo, le installazioni corazzate dei sommergibili. Il tonnellaggio perduto dalle marine alleate crebbe costantemente nel periodo 1940-41, raggiungendo un massimo di 340 000 tonnellate nel mese di ottobre 1940 che salì a 650 000 tonnellate ad aprile 1941; dall'inizio della guerra al dicembre 1941 gli U-Boot affondarono circa 8 milioni di tonnellate di naviglio mercantile alleato, un quantitativo molto superiore alle nuove costruzioni che ammontavano a circa un terzo delle perdite subite. Inoltre, nonostante il potenziamento delle tattiche e della tecnica del sistema difensivo britannico, soprattutto con il rafforzamento della copertura aerea a grande distanza per individuare e colpire i sommergibili, la flotta sommergibilistica dell'ammiraglio Dönitz si accrebbe numericamente grazie alle nuove costruzioni che salirono all'inizio de 1942 fino a 20 nuovi battelli al mese; anche le perdite tedesche aumentarono costantemente e molti famosi comandanti e i loro equipaggi persero la vita; tuttavia fino all'agosto 1942 la Germania mise in servizio 304 sommergibili mentre ne perse solo 105.
L'ammiraglio Dönitz introdusse a partire dalla seconda metà del 1940 la nuova tattica della "muta" ("Rudeltaktik") o del "branco di lupi" che prevedeva l'azione in superficie, di notte, contro i convogli alleati, di gruppi di sommergibili accuratamente coordinati mediante comunicazioni radio da terra; questa tattica, richiedendo molte comunicazioni radio con le basi, favoriva l'individuazione nemica, ma in mare si dimostrò molto efficace e provocò spesso perdite rovinose ai grandi convogli alleati dell'Atlantico. Inoltre dal marzo 1942 i tedeschi introdussero anche le cosiddette "vacche da latte", speciali sommergibili equipaggiati per il trasporto di carburante per rifornire gli altri battelli in azione; questa innovazione permise di prolungare i tempi di permanenza in mare e di estendere il raggio di azione degli U-Boot fino alle coste del continente americano dal Canada, al Venezuela e al Brasile; infine dal 1941 i sommergibili tedeschi poterono contare, nonostante lo scetticismo di Göring, sull'importante cooperazione di grandi aerei quadrimotori Focke-Wulf Fw 200 che, partendo dalle basi di Trondheim, Vannes, Merignac, Cognac, esploravano l'oceano per individuare e segnalare i convogli alleati.

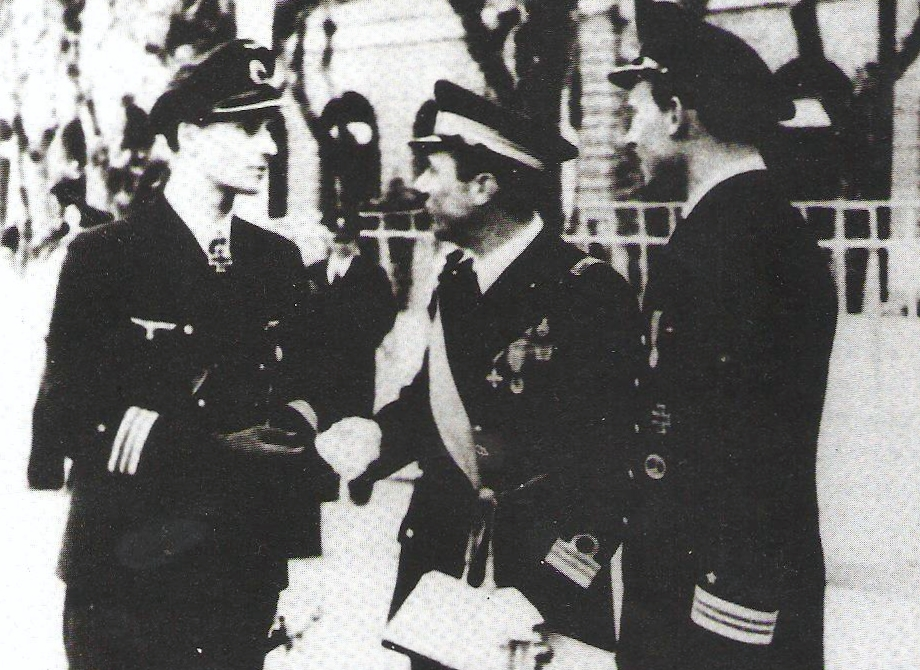
I comandanti di U-Boot Hans Diedrich von Tiesenhausen (a sinistra) e Friedrich Guggenberger (a destra) incontrano il capitano di corvetta Junio Valerio Borghese (al centro)

L'entrata in guerra degli Stati Uniti nel dicembre 1941 inizialmente diede modo ai sommergibili tedeschi di ottenere una serie di successi senza precedenti; sfruttando l'impreparazione e la superficialità delle autorità di comando navale americane, gli U-Boot, subito inviati in piccoli numeri dall'ammiraglio Dönitz al largo delle coste statunitensi, poterono affondare quasi senza contrasto un gran numero di mercantili e di preziose petroliere; in sei mesi, durante l'operazione Paukenschlag, furono affondati due milioni di tonnellate di navi mercantili alleate. L'ammiraglio Dönitz riferì a Hitler che in questo modo sarebbe stato possibile paralizzare lo sforzo bellico nemico. Complessivamente nei primi sette mesi del 1942 gli U-Boot, sempre più numerosi in azione, affondarono 4 760 000 tonnellate di naviglio e altri 3 milioni negli ultimi cinque mesi dell'anno, dopo aver esteso la loro azione al largo delle coste africane e nei Caraibi. Le perdite di sommergibili nell'Atlantico furono di 70 battelli, meno delle nuove costruzioni; alla fine del 1942 l'ammiraglio Dönitz disponeva di 212 U-Boot operativi.

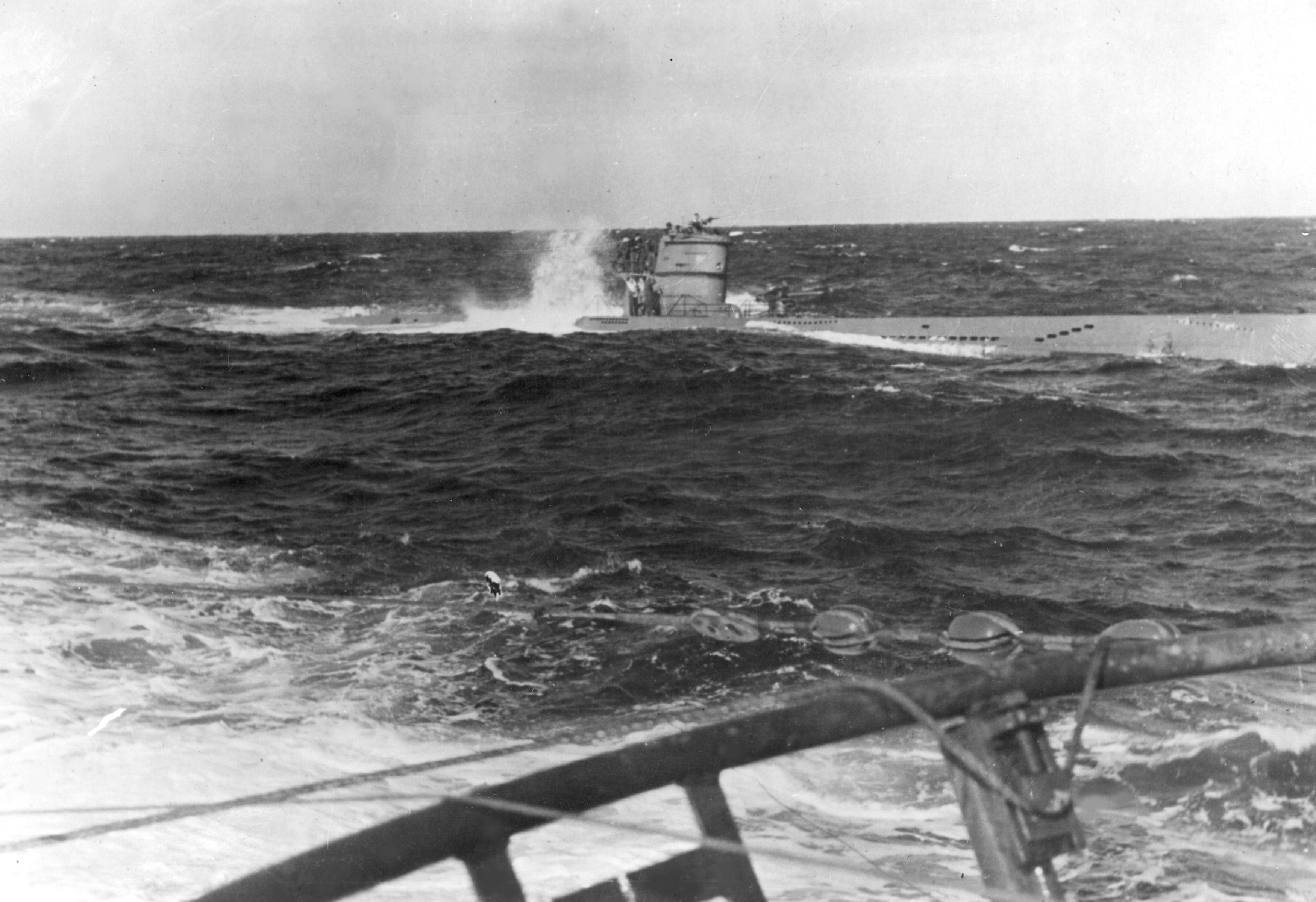
Un U-Boot tipo VII in navigazione nell'Atlantico

In realtà non tutte le imbarcazioni dell'ammiraglio Dönitz erano sempre disponibili per la battaglia dell'Atlantico; più volte Hitler decise di dirottare numerosi preziosi U-Boot in altre aree operative per essere impiegati in missioni d'emergenza. Alcuni sommergibili quindi furono inviati nel 1941 e nel 1942 in Norvegia per partecipare alla lotta contro i convogli alleati dell'Artico e per supportare le navi d'alto mare in caso di attacchi nemici in Scandinavia; alla fine di dicembre ben 23 U-Boot erano in azione nel Mar Mediterraneo per sostenere la difficile guerra aero-navale dell'Italia contro la flotta mediterrea britannica; infine altri sei battelli erano posizionati in agguato al largo di Gibilterra per intercettare un'eventuale flotta nemica in rotta verso il Nord Africa. Questi U-Boot furono quindi sottratti alla battaglia contro i convogli alleati ma ottennero alcuni brillanti successi nei nuovi teatri di operazione: nel Mediterraneo due sommergibili tedeschi affondarono alla fine del 1941 la corazzata Barham e la portaerei Ark Royal, mentre nel 1942 un altro U-Boot affondò la portaerei Eagle nel corso della battaglia di mezzo agosto. Nell'Artico nel 1942 gli U-Boot svolsero un ruolo decisivo e affondarono una buona parte del naviglio mercantile e da guerra alleato; nella battaglia contro il famoso convoglio PQ-17 i sommergibili tedeschi affondarono dieci navi da carico nemiche.

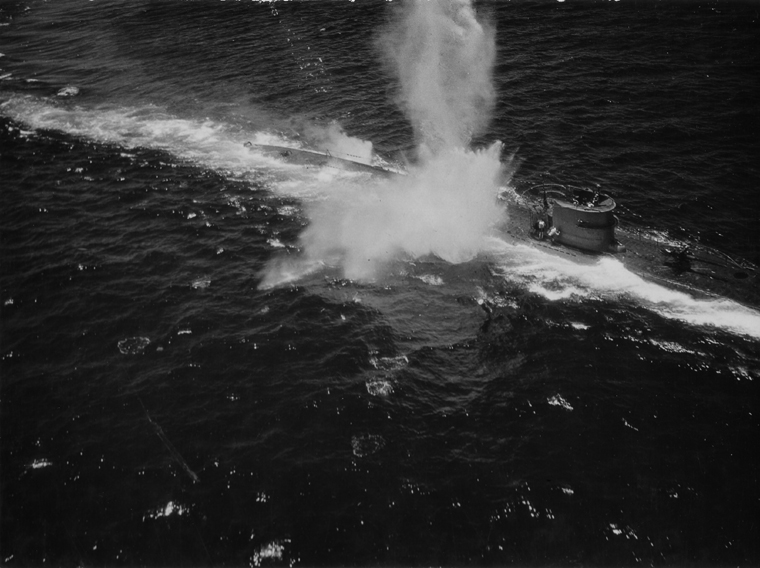
Un sommergibile tedesco sotto attacco aereo anglo-americano nel giugno 1943

La missione principale degli U-Boot rimaneva l'attacco alle linee di comunicazioni navali alleate e la battaglia dell'Atlantico stava per raggiungere la sua fase decisiva; nei primi mesi del 1943 i sommergibili dell'ammiraglio Dönitz aumentarono ancora di numero e di aggressività e sembrarono vicini a vincere la guerra dei convogli. Nei primi cinque mesi del 1943 furono affondate 365 navi alleate per oltre 2 milioni di tonnellate di naviglio, di cui 700 000 solo nel mese di marzo e i "branchi di lupi" attaccarono con successo e decimarono dopo drammatiche battaglie i grandi convogli SC 118, SC 121, e soprattutto il convoglio combinato HX 229/SC 122; anche le perdite di sommergibili furono pesanti di fronte alla tenace azione delle scorte. In realtà sarebbero stati gli ultimi mesi di vittoria per gli U-Boot; la situazione in Atlantico stava cambiando completamente a favore degli Alleati e da maggio 1943 diminuì rapidamente il tonnellaggio affondato e aumentarono sensibilmente le perdite di sommergibili. Sfruttando le capacità costruttive dell'industria statunitense e le innovazioni tecnologiche della ricerca scientifica anglosassone, gli Alleati erano ormai in grado i moltiplicare le scorte di cacciatorpediniere e fregate, organizzare squadre di portaerei di scorta per attaccare i sommergibili con aerei armati di razzi e impiegare i bombardieri a lungo raggio B-24 Liberator per coprire tutte le zone dell'Atlantico. I nuovi radar centimetrici e altre invenzioni anglo-americane contribuirono alla sconfitta degli U-Boot.
L'ammiraglio Dönitz era consapevole dell'inferiorità delle sue forze, ma decise, in attesa della produzione di nuovi modelli di sommergibili più avanzati, di proseguire la battaglia per trattenere in mare e impegnare il maggior numero di navi e risorse nemiche e in questo modo influire sullo sforzo bellico alleato. Gli U-Boot quindi continuarono a operare anche negli ultimi anni di guerra ma con modesti risultati nonostante l'introduzione di nuove armi; negli ultimi due anni furono affondate meno di 1 milione di naviglio alleato mentre andarono perduti oltre 500 sommergibili con gravissime perdite tra gli equipaggi. Nell'ultimo anno di guerra declinarono anche le costruzioni di nuovi battelli, mentre i sommergibili ancora in azione vennero ritirati dai settori più pericolosi dell'Atlantico e trasferiti all'Estremo Nord o nel Mar Baltico; in questo modo la navigazione alleata non trovò più ostacoli e la macchina bellica statunitense poté trasferire senza difficoltà enormi quantità di personale e di materiali oltre Atlantico per l'attacco finale all'Europa nazista.

## L'intervento tedesco nei Balcani e in Nordafrica

### Vittorie e sconfitte dell'Afrikakorps

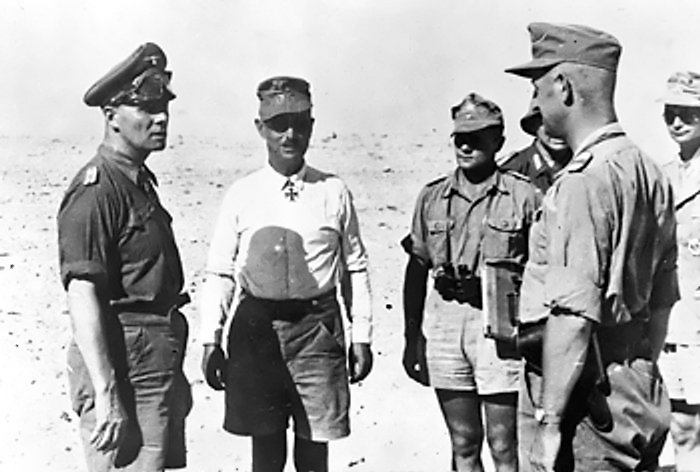
Il generale Erwin Rommel (a sinistra), comandante dell'Afrikakorps, insieme agli ufficiali del suo stato maggiore

I programmi di Mussolini di "guerra parallela" da condurre dall'Italia fascista accanto alla Germania fascista con le proprie forze, senza aiuti sostanziali del potente alleato, per raggiungere gli obiettivi di guerra individuati dai programmi imperialistici nazionali, crollarono completamente in pochi mesi alla fine del 1940. L'offensiva in Egitto venne rapidamente arrestata dalle moderne forze britanniche, che il 9 dicembre 1940 sferrarono la micidiale operazione Compass che annientò l'esercito italiano in Cirenaica; le truppe nemiche avanzarono in Libia fino a raggiungere a febbraio 1941 il golfo della Sirte. Nel Mar Mediterraneo, la Flotta britannica inflisse una serie di sconfitte alla Regia Marina, che subì anche un devastante attacco con aerosiluranti alla sua base navale di Taranto; infine l'invasione della Grecia nell'ottobre 1940 si trasformò quasi subito in una umiliante disfatta e solo con grande difficoltà gli italiani riuscirono a stabilizzare la situazione in Albania.
Di fronte a questa serie di sconfitte, che sembravano far temere addirittura un crollo immediato dell'Italia, Adolf Hitler ritenne essenziale stabilizzare la situazione militare nei nuovi teatri balcanico e mediterraneo-africano aperti dal debole alleato. Il Führer, mentre controllava la pianificazione della decisiva operazione Barbarossa, approvò quindi una serie di piani di contingenza studiati dalla Wehrmacht per neutralizzare le possibili conseguenze delle disfatte italiane. Alla fine dell'anno 1940 furono preparati il piano "Attila" per occupare la zona libera della Francia di Vichy e impadronirsi della flotta francese, il piano "Genziane" per un intervento di truppe da montagna in Albania, il piano "Izabel", per un attacco al Portogallo, il piano "Felix" per un assalto alla rocca di Gibilterra. Questi piani, alla fine, vennero tutti annullati, mentre divenne essenziale, vista la gravità della sconfitta italiana in Africa, studiare e mettere in pratica rapidamente il trasferimento di unità della Luftwaffe in Italia e l'organizzazione di un corpo di spedizione tedesco da impiegare in Africa settentrionale come "forza di sbarramento" a protezione della Tripolitania.
Mentre le unità aeree della Luftwaffe distaccate in Sicilia e Italia meridionale attaccavano con successo il naviglio britannico nel Mar Mediterraneo, nel febbraio 1941 sbarcarono in Libia le prime unità meccanizzate del cosiddetto Deutsches Afrikakorps, previste dall'operazione Sonnenblume; al comando dell'aggressivo generale Erwin Rommel, il corpo di spedizione tedesco, costituito da due Panzer-Division e una divisione motorizzata, si sarebbe subito dimostrato particolarmente abile nella guerra con mezzi corazzati nel deserto e avrebbe rapidamente ribaltato l'andamento delle operazioni in Nord-Africa.

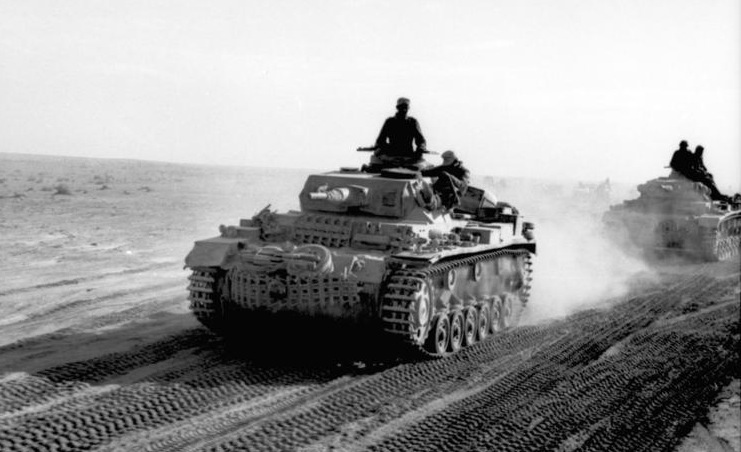
Carri armati tedeschi in avanzata nel deserto

Appena giunto sul posto, il generale Rommel passò all'offensiva, cogliendo di sorpresa le truppe britanniche, e in pochi giorni riconquistò la Cirenaica e respinse il nemico sul confine egiziano, mentre una guarnigione australiana si trincerava nella fortezza di Tobruch, che venne assediata per mesi senza successo dagli italo-tedeschi. Mentre continuava l'assedio, le unità corazzate dell'Afrikakorps, supportate da nuove divisioni italiane, respinsero con perdite in maggio e giugno 1941 due tentativi di controffensiva britannica.
Nell'autunno 1941 la situazione strategica delle truppe italo-tedesche in Africa divenne più difficile; mentre le forze aero-navali britanniche con base a Malta intralciavano fortemente la navigazione dell'Asse attraverso il Mediterraneo, il comando nemico del Medio Oriente potenziò il suo schieramento fino a raggiungere una netta superiorità aero-terrestre. L'offensiva britannica in Cirenaica ebbe inizio il 18 novembre 1941 e diede luogo ad alcuni dei più violenti scontri tra mezzi corazzati della guerra nel deserto. Il generale Rommel contrattaccò ripetutamente con le unità meccanizzate italo-tedesche e sembrò in grado di sconfiggere nuovamente il nemico, ma alla fine i britannici riuscirono a sbloccare la fortezza di Tobruk e costrinsero alla ritirata l'armata italo-tedesca, che subì pesanti perdite. Il generale Rommel condusse con abilità la ritirata e alla fine dell'anno 1941 ritornò alle sue posizioni di partenza dopo aver evacuato tutta la Cirenaica; le forze italo-tedesche tuttavia non erano state distrutte e vennero progressivamente rinforzate con nuovi equipaggiamenti. L'alto comando tedesco inoltre potenziò le sue forze aeree e navali in Mediterraneo e costituì un comando supremo meridionale affidato all'esperto e attivo feldmaresciallo Albert Kesselring. Entro poche settimane il generale Rommel e l'Afrikakorps, rinforzato e riequipaggiato, sarebbero ripartiti all'offensiva.

### Occupazione dei Balcani

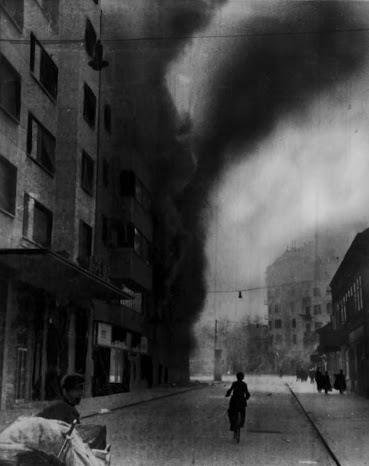
Bombardamento a Belgrado durante l'operazione Castigo

Di fronte ai ripetuti fallimenti italiani nella guerra contro la Grecia, Adolf Hitler aveva ritenuto indispensabile intervenire militarmente nei Balcani per evitare un crollo dell'Italia, occupare le posizioni strategiche più importanti e impedire un ritorno delle forze britanniche sul continente europeo in soccorso dei greci. La direttiva operativa per il piano "Marita" prevedeva l'intervento dell'armata del feldmaresciallo Wilhelm List e del gruppo corazzato del generale Ewald von Kleist, che avrebbero attaccato la Grecia attraverso il territorio della Bulgaria. Dopo essere riuscito a inserire nel suo sistema di alleanze la Romania e l'Ungheria, Hitler aveva esercitato forti pressioni sulla Bulgaria, che entrò per ultima nel patto tripartito il 1º marzo 1941. Le colonne corazzate tedesche poterono quindi attraversare liberamente il Danubio e portarsi sulle posizioni di partenza per l'attacco alla Grecia.

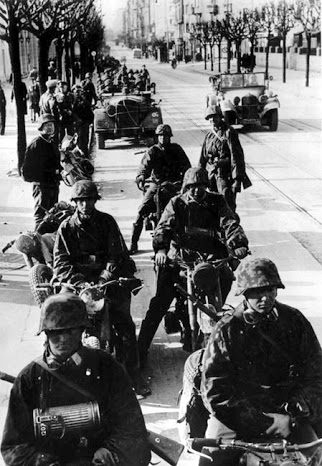
Truppe Waffen-SS a Belgrado

Mentre erano in esecuzione le minacciose manovre preparatorie delle forze tedesche, Hitler sottopose a forte pressione diplomatica anche la Jugoslavia che, rimasto l'ultimo paese neutrale nell'area balcanica, era a sua volta sollecitata dai dirigenti britannici a mantenere la sua posizione distaccata e a sostenere la Grecia. Le pressioni di Hitler ebbero in un primo momento successo e il principe Paolo decise di aderire al Patto Tripartito; l'adesione venne formalizzata a Vienna il giorno 25 marzo. Entro pochi giorni, tuttavia, la situazione politica in Jugoslavia cambiò completamente; il 27 marzo un colpo di stato militare, sostenuto dai britannici, rovesciò il regime del principe Paolo e pose sul trono Pietro II di Jugoslavia. Il nuovo governo stipulò immediatamente un patto di non aggressione con l'Unione Sovietica, ma evitò azioni antitedesche. Hitler, estremamente irritato, reagì brutalmente alle notizie provenienti da Belgrado; la sera stessa del 27 marzo prese la decisione di annientare la Jugoslavia e di distruggerla "sia militarmente, sia come Stato"; egli richiedeva di agire con "assoluta durezza". La Wehrmacht quindi, sulla base della nuova direttiva N. 25, rielaborò l'originario piano Marita, potenziando notevolmente il suo schieramento con l'intervento di altre divisioni corazzate e di fanteria. Hitler inoltre coinvolse nella nuova aggressione la Romania, l'Ungheria e soprattutto l'Italia; Mussolini venne avvertito dal Führer con una lettera personale dell'attacco alla Jugoslavia.

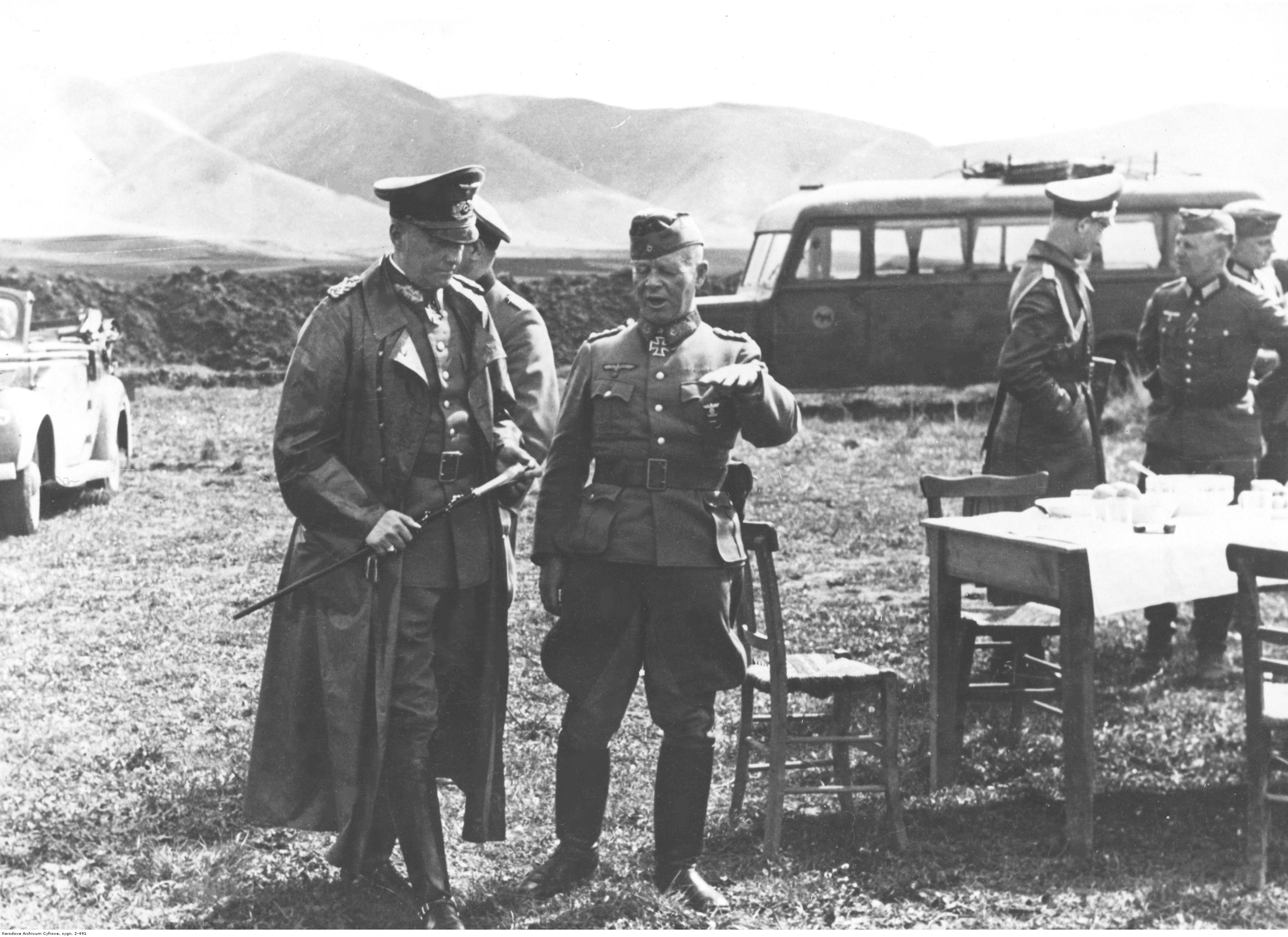
Il comandante in capo dell'esercito tedesco, feldmaresciallo Walther von Brauchitsch, insieme al generale Georg Stumme durante l'operazione Marita

L'operazione Marita ebbe inizio il 6 marzo 1941 e la Wehrmacht diede una nuova impressionante dimostrazione di guerra lampo contro i deboli eserciti balcanici, poveramente equipaggiati e, nel caso della Jugoslavia, minati anche nella loro coesione dai contrasti etnici interni. Mentre un distruttivo attacco terroristico della Luftwaffe, la cosiddetta "operazione Castigo", devastava Belgrado, le colonne corazzate tedesche fecero irruzione contemporaneamente dalle loro basi di partenza in Bulgaria, in Ungheria e in Austria. Le Panzer-Division del generale Heinrich von Vietinghoff dalla Carinzia avanzarono quasi senza opposizione prima su Zagabria e poi su Sarajevo, che venne raggiunta il 15 aprile; altri reparti corazzati dalla Romania marciarono subito su Belgrado, che venne attaccata anche da sud dal raggruppamento corazzato del generale von Kleist partito dalla regione di Sofia. I carri armati tedeschi erano inarrestabili; il 13 aprile cadde la capitale, mentre l'esercito jugoslavo si disgregò rapidamente; il 17 aprile venne conclusa la capitolazione militare della Jugoslavia; i tedeschi subirono perdite minime in questa campagna e catturarono 340 000 prigionieri.

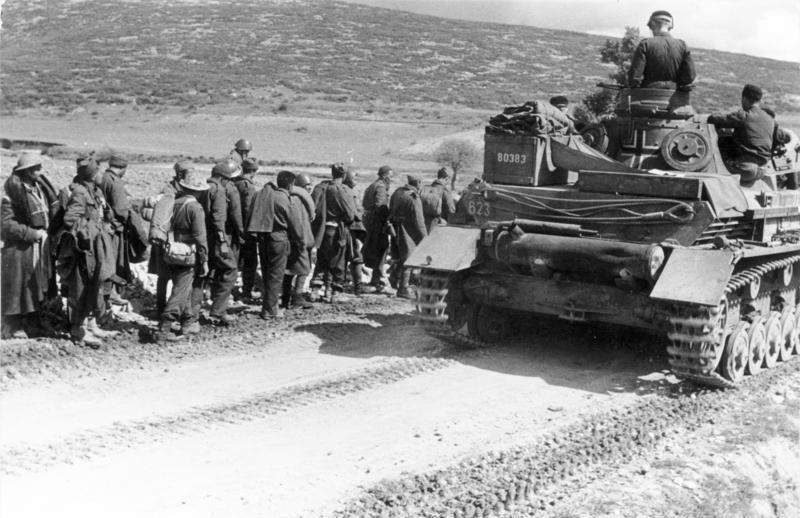
I panzer tedeschi sfilano accanto a una colonna di prigionieri alleati

Contemporaneamente alla micidiale offensiva della Wehrmacht in Jugoslavia, le truppe al comando del feldmaresciallo List avevano iniziato l'attacco alla Grecia partendo dal confine bulgaro in cooperazione con una parte delle forze corazzate del raggruppamento del generale von Kleist, che penetrarono rapidamente in Macedonia per aggirare la munita Linea Metaxas che sbarrava il confine greco-bulgaro. L'attacco delle truppe da montagna tedesche venne fortemente contrastato dai difensori greci della Linea Metaxas, ma in altri settori l'avanzata tedesca si sviluppò con pieno successo; le Panzer-Division al comando del generale Georg Stumme sbaragliarono le difese jugoslave in Macedonia, aggirarono le linee greche ed entrarono a Salonicco il 9 aprile; quindi proseguirono verso sud per attaccare lo schieramento difensivo organizzato dai greci con l'aiuto del corpo di spedizione britannico del generale Henry Maitland Wilson che era sbarcato a marzo in Grecia. Le truppe motorizzate Waffen-SS invece si diressero verso ovest e intercettarono le vie di comunicazione dell'esercito greco che era sempre solidamente schierato contro gli italiani in Albania. La situazione del corpo di spedizione britannico divenne subito difficile; le truppe tedesche sfondarono la linea Aliakmon l'11 aprile, e il generale Maitland Wilson fu costretto a battere in ritirara per evitare la distruzione; dopo accanite azioni di retroguardia contro le punte corazzate tedesche sul Monte Olimpo e alle Termopili, i britannici completarono con difficoltà una nuova evacuazione via mare entro il 26 aprile, mentre i tedeschi, dopo il lancio di paracadutisti su Corinto, entrarono con le Panzer-Division ad Atene il 27 aprile; la campagna nei Balcani terminò con la vittoria totale dell'Asse il 30 aprile 1941.

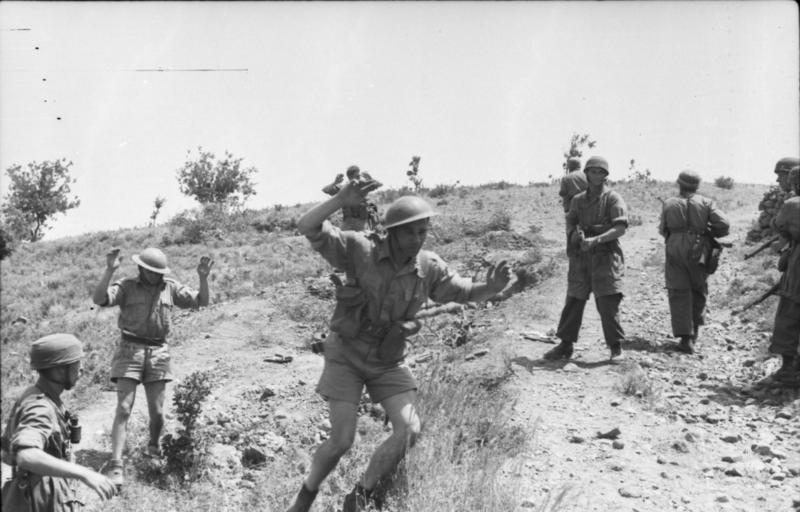
Soldati britannici si arrendono ai paracadutisti tedeschi

Il 20 maggio 1941 ebbe inizio l'operazione Merkur, l'assalto delle unità di paracadutisti del generale Kurt Student all'isola di Creta, presidiata da una numerosa guarnigione britannica; i combattimenti sull'isola furono molto aspri e sanguinosi, i britannici inflissero pesanti perdite ai paracadutisti tedeschi che solo con grande difficoltà riuscirono a consolidare le loro posizioni. L'intervento in massa della Luftwaffe fu decisivo: gli aerei tedeschi bombardarono le forze terrestri nemiche e respinsero la flotta britannica del Mediterraneo, infliggendo forti perdite; l'arrivo dei rinforzi, permise infine ai paracadutisti di avere la meglio e i britannici furono costretti a organizzare una nuova evacuazione che terminò con molte difficoltà e nuove perdite navali il 29 maggio 1941.
La battaglia su Creta impressionò il Führer; egli ritenne inutile e pericoloso continuare a impiegare in massa i preziosi paracadutisti e rinunciò quindi a ulteriori operazioni aviotrasportate su Cipro o Malta. Hitler tuttavia nel discorso del 4 maggio 1941 al Reichstag esaltò propagandisticamente le nuove, schiaccianti vittorie e le pesanti sconfitte inflitte ai britannici di nuovo ricacciati dal continente. La campagna dei Balcani si concludeva provvisoriamente con la vittoria totale del Terzo Reich e dei suoi alleati, che procedettero subito alla riorganizzazione politica della regione. La Jugoslavia venne frantumata e furono creati i nuovi stati satelliti di Croazia e Montenegro; la Wehrmacht riteneva concluse le operazioni e ritirò tutte le sue divisioni migliori, lasciando i compiti di occupazione e presidio nei Balcani principalmente al Regio Esercito.

### Guerra in Jugoslavia

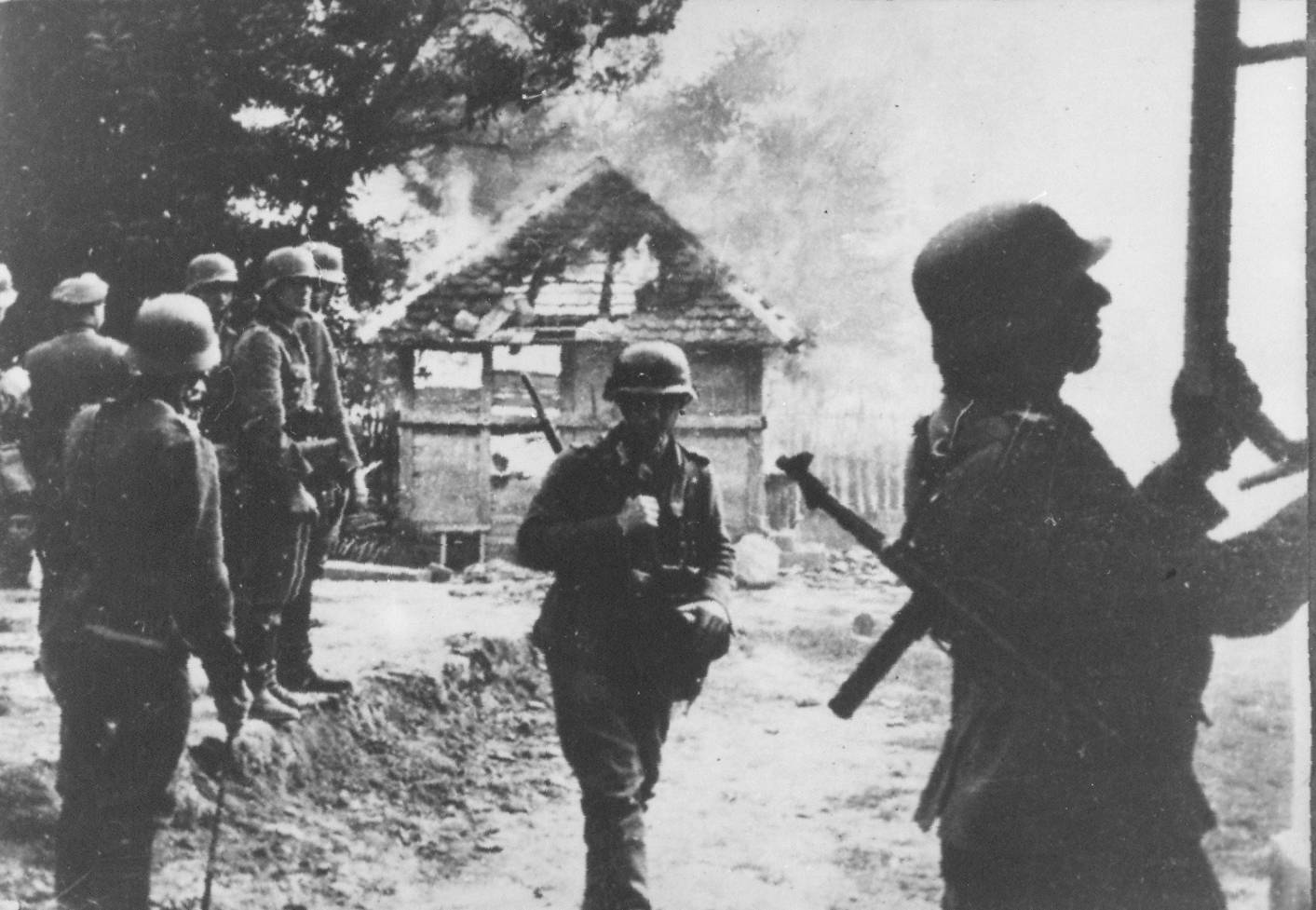
Truppe tedesche durante un rastrellamento in Jugoslavia

L'alto comando tedesco aveva ritenuto sostanzialmente completata la missione della Wehrmacht nei Balcani; i compiti di occupazione furono lasciati all'Esercito italiano che avrebbe impegnato la maggior parte delle sue divisioni in Jugoslavia, all'esercito bulgaro e alle milizie collaborazioniste reclutate in Serbia e Croazia; rimasero solo quattro divisioni tedesche di seconda linea in Serbia. Gli sviluppi della situazione furono invece molto diversi dalle aspettative delle potenze dell'Asse; in Jugoslavia esplose a partire dall'estate 1941 un movimento insurrezionale di resistenza che, pur conflittuale e diviso tra cetnici e partigiani, mise in estrema difficoltà gli italiani in Montenegro, gli ustasa in Croazia e Bosnia e i tedeschi in Serbia dove i partigiani comunisti di Tito costituirono un primo territorio libero. La reazione tedesca fu rapida e brutale; furono inviate alcune divisioni di rinforzo e venne instaurato un regime di terrore in Serbia con fucilazioni in massa, rappresaglie, raccolta di ostaggi, devastazioni e saccheggi. Nel 1941 e 1942 i tedeschi sferrarono tre offensive contro i partigiani comunisti che subirono forti perdite, dovettero abbandonare più volte le loro posizioni ripiegando al riparo nell'impervio territorio bosniaco ma mantennero la coesione e la combattività, rimanendo attive e pericolose.

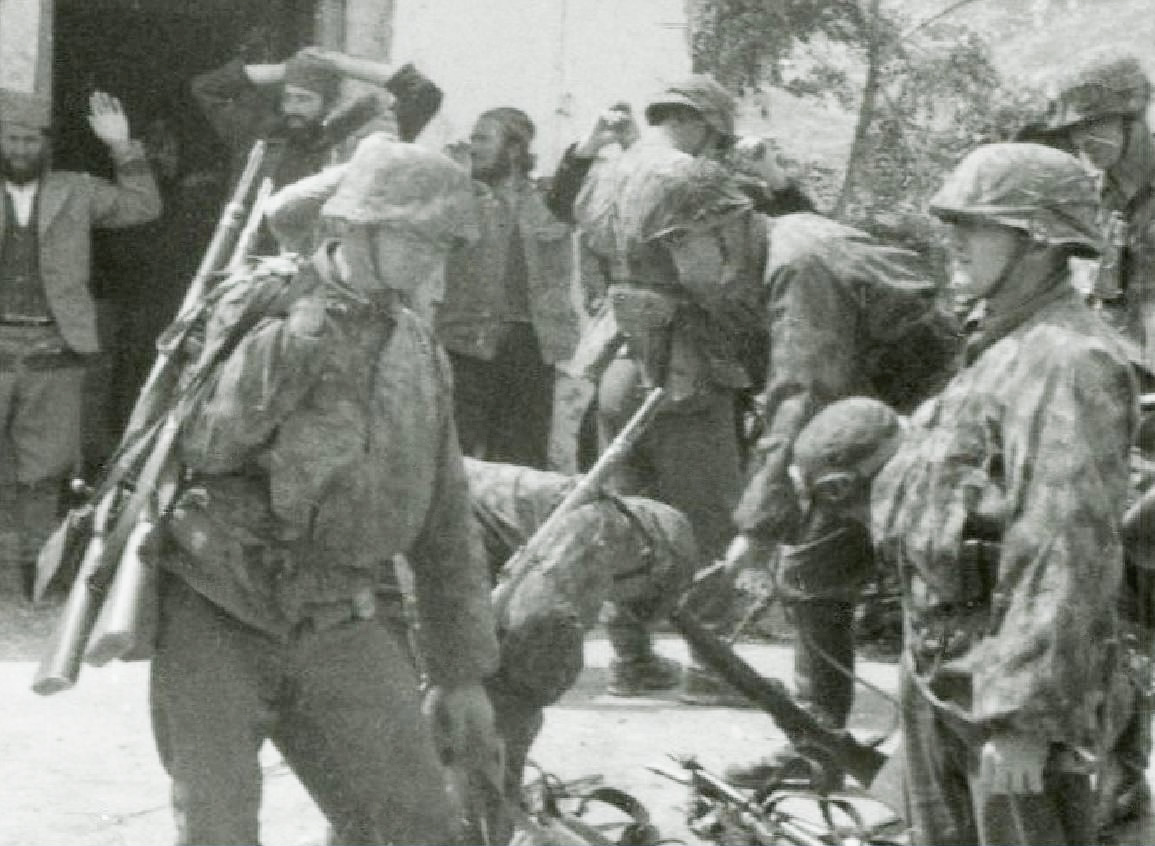
Truppe Waffen-SS "etniche" in azione impegnate in operazioni di repressione della guerriglia

Mentre divampava una feroce guerra civile tra cetnici e partigiani, l'alto comando tedesco e lo stesso Hitler si interessarono alla confusa situazione jugoslava e nel dicembre 1942 decisero di sferrare una grande offensiva definitiva per distruggere i partigiani di Tito, senza alcun riguardo per i cetnici che invece avevano trovato appoggio negli italiani. Hitler richiese estrema decisione e spietata repressione per pacificare la regione prima di un possibile e temuto sbarco alleato nei Balcani. L'operazione Weiss venne sferrata dai tedeschi il 20 gennaio 1943 con il rinforzo di unità da montagna, Waffen-SS "etniche" e formazioni tedesco-croate, e costrinse i partigiani a ripiegare verso sud per sfuggire alla trappola. Nelle settimane seguenti si combatté la battaglia della Neretva che si concluse il 17 marzo 1943: i partigiani riuscirono a sconfiggere gli italiani e passarono in Montenegro e Sangiaccato dove costituirono una nuova zona libera. Il comando tedesco in Jugoslavia fece un altro tentativo di distruggere i partigiani a partire dal 15 maggio 1943 sferrando l'operazione Schwarz: i tedeschi attaccarono da tre direzioni il territorio partigiano e avanzarono con successo devastando e annientando senza pietà. I partigiani tentarono una nuova ritirata strategica questa volta verso nord, ma la manovra si svolse con grande difficoltà; le Waffen-SS e i cacciatori da montagna sbarrarono la strada sul fiume Sutjeska e distrussero una parte delle formazioni nemiche mentre Tito con il grosso riusciva a trovare un varco e a riparare, dopo aver abbandonato i feriti, entro il 20 giugno 1943 in Bosnia nord-orientale.
Nei mesi successivi alla drammatica battaglia della Sutjeska, nel teatro jugoslavo le operazioni belliche rallentarono; i partigiani cercarono di ricostituire la loro organizzazione al riparo nell'aspro territorio bosniaco, mentre le truppe tedesche consolidarono le loro posizioni e continuarono sistematiche azioni di rastrellamento e rappresaglia. In questa fase il comando della Wehrmacht era già preoccupato per la possibile defezione dell'Italia e quindi vennero studiati piani per irrobustire le forze di occupazione nei Balcani con il trasferimento di almeno altre otto divisioni in Jugoslavia e quattro in Grecia.

## Operazione Barbarossa

### Le grandi vittorie iniziali

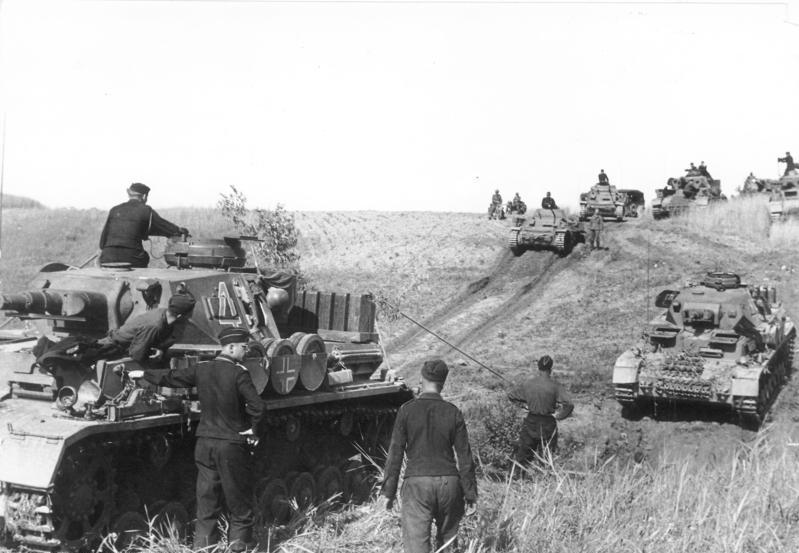
Una Panzer-Division avanza in Ucraina nel giugno 1941

Il 18 dicembre 1940 Adolf Hitler aveva presso la decisione definitiva di sferrare l'operazione Barbarossa e da quel momento la macchina militare del Terzo Reich si impegnò per riorganizzare il suo schieramento, preparare le enormi forze necessarie, mascherare i suoi obiettivi e predisporre le strutture logistiche per le forze terrestri e aeree. Inoltre Hitler e i dirigenti nazisti conclusero in pochi mesi accordi di alleanza e di cooperazione militare con la Romania, la Slovacchia, l'Ungheria, la Finlandia che decisero di partecipare attivamente alla guerra contro l'Unione Sovietica; Mussolini e l'Italia non vennero informati ufficialmente fino all'ultimo momento ma il Duce decise ugualmente di prendere parte alla "lotta contro il boscevismo" e preparò un piccolo corpo di spedizione; infine vennero costituiti corpi militari di volontari europei, principalmente scandinavi, belgi, francesi e spagnoli, filo-nazisti desiderosi di combattere contro l'Unione Sovietica. All'inizio dell'operazione Barbarossa, la Wehrmacht schierava all'est oltre tre milioni di soldati, con 3 500 carri armati e oltre 2 000 aerei di prima linea. Il piano operativo definitivo prevedeva una campagna rapida da concludere entro l'autunno 1941; impiegando audacemente quattro raggruppamenti corazzati, la Wehrmacht avrebbe accerchiato e distrutto la massa principale dell'Armata Rossa a ovest del Dnepr e della Dvina occidentale, quindi avrebbe raggiunto e conquistato contemporaneamente Leningrado, Mosca e l'Ucraina; l'obiettivo finale era stabilito sulla cosiddetta linea Arcangelo-Astrachan'.

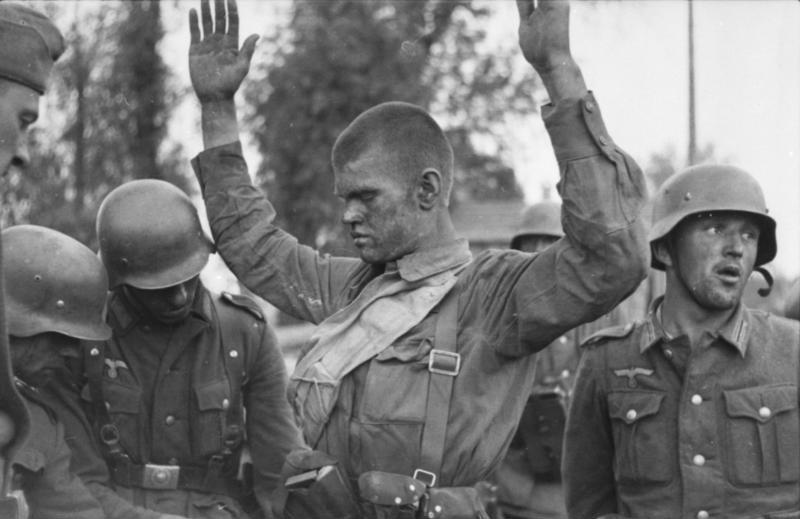
Un soldato sovietico catturato dalla Wehrmacht durante l'operazione Barbarossa

Alla vigilia dell'offensiva generale sul Fronte dell'Est, la Wehrmacht si trovava all'apogeo della sua potenza e appariva, dopo la serie continua di vittorie su tutti i fronti, nettamente superiore a ogni possibile avversario sul continente. La superiorità tecnologica della macchina militare tedesca sembrava ancor più accentuata dalla qualità individuale dei soldati tedeschi che, ormai esperti e convinti della loro invincibilità, erano ritenuti i migliori del mondo. Hitler in persona aveva detto che "il più scadente fante tedesco è migliore del migliore dei fanti stranieri". In realtà dal punto di vista quantitativo e organizzativo erano presenti nella Wehrmacht notevoli problemi e carenze strutturali che si sarebbero ben presto manifestate nel corso della sfibrante campagna sul Fronte orientale.
Nelle prime settimane dell'operazione Barbarossa in realtà la Wehrmacht ottenne una serie ininterrotta di schiaccianti vittorie e alla metà di luglio lo stesso generale Franz Halder sembrò convinto che la vittoria definitiva fosse imminente. Stalin aveva ritenuto improbabile un attacco tedesco nel 1941 e quindi l'Armata Rossa venne colta completamente di sorpresa; le forze sovietiche disponibili erano molto ingenti e superiori numericamente a quelle tedesche ma erano disseminate sul tutto il territorio, non pronte al combattimento, non adeguatamente addestrate, con equipaggiamento eterogeneo e non sempre moderno. La Luftwaffe inoltre sferrò un devastante attacco aereo e distrusse a terra buona parte dell'aviazione nemica guadagnando immediatamente la superiorità aerea, fu quindi in grado di colpire le colonne nemiche e di supportare efficacemente le truppe tedesche.

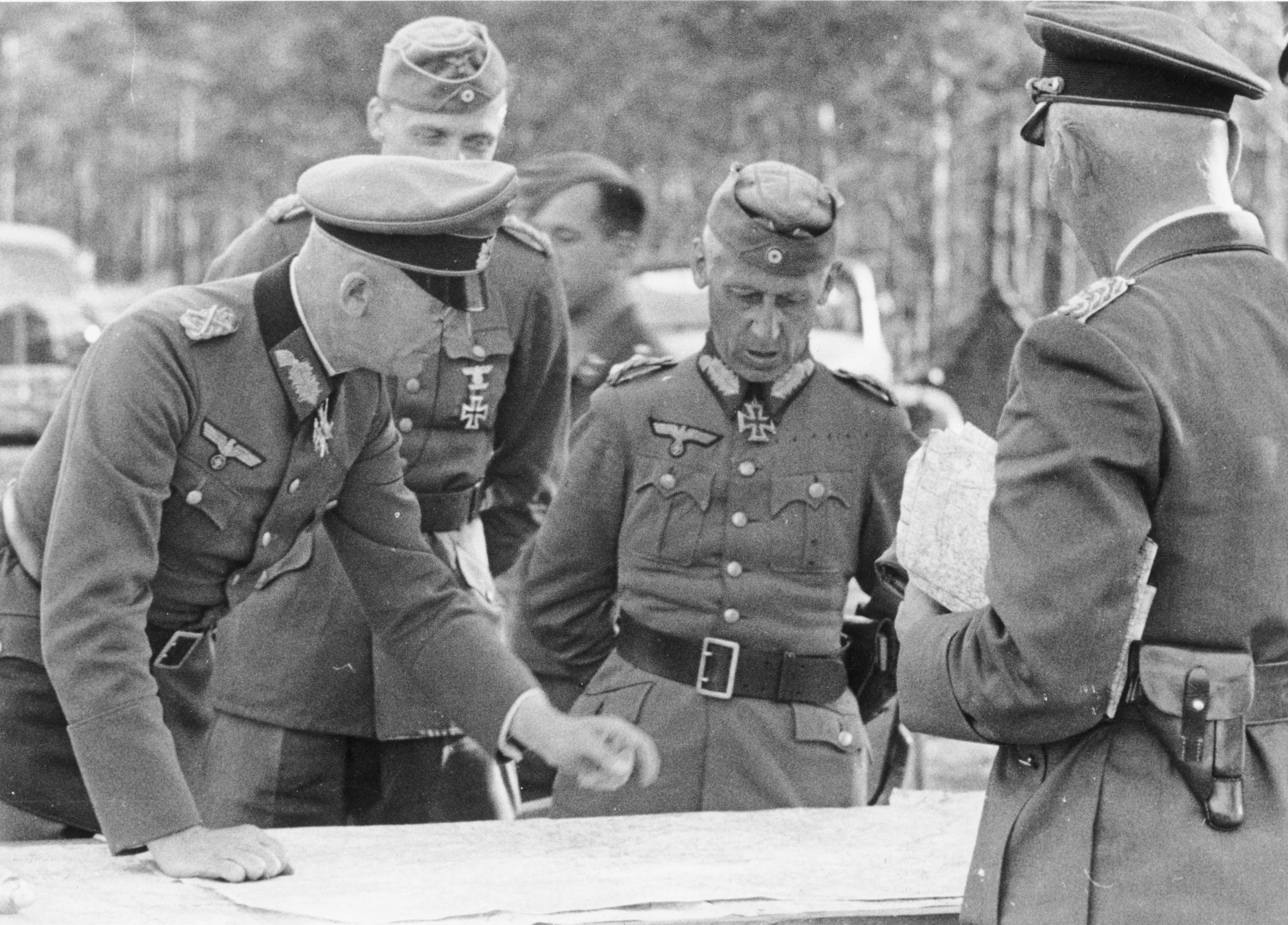
Il feldmaresciallo Fedor von Bock, comandante del Gruppo d'armate Centro (primo a sinistra) a colloquio con il generale Hermann Hoth, comandante del Panzergruppe 3

L'inizio dell'operazione Barbarossa fu caratterizzato dallo sfondamento immediato in tutti i settori del fronte sovietico e dall'avanzata rapidissima dei raggruppamenti corazzati tedeschi; le truppe sovietiche in generale si batterono tenacemente e le perdite furono subito elevate da entrambe le parti ma, a causa della confusione e della disorganizzazione, il comando dell'Armata Rossa non fu in grado di controllare la situazione; anche le ingenti riserve meccanizzate che vennero immediatamente inviate in linea per contrattaccare furono in gran parte distrutte dalle Panzer-Division tedesche. A nord il Gruppo d'armate Nord del feldmaresciallo Wilhelm Ritter von Leeb entrò subito nei Paesi Baltici dove una parte della popolazione simpatizzava con gli invasori, e i carri armati del generale Erich Hoepner superarono entro pochi giorni la Dvina occidentale e raggiunsero la Luga minacciando un attacco immediato a Leningrado in connessione con i finlandesi a nord. A sud il Gruppo d'armate Sud del feldmaresciallo Gerd von Rundstedt incontrò una resistenza maggiore ma dopo la distruzione delle riserve corazzate sovietiche nella Battaglia di Brody-Dubno, i panzer del generale Ewald von Kleist raggiunsero Žitomir, minacciarono Kiev e chiusero la sacca di Uman. Al centro l'andamento delle operazioni fu ancora più favorevole alla Wehrmacht: i due gruppi corazzati assegnati al Gruppo d'armate Centro del feldmaresciallo Fedor von Bock, manovrarono a tenaglia al comando del generale Hermann Hoth e del generale Heinz Guderian e chiusero la grande sacca di Minsk entro il 28 giugno dove furono catturati 300.000 prigionieri. Nella prima settimana di luglio 1941, i tedeschi avevano già accerchiato e distrutto buona parte delle armate di prima linea nemiche e avanzavano lungo la strada maestra Smolensk-Mosca.

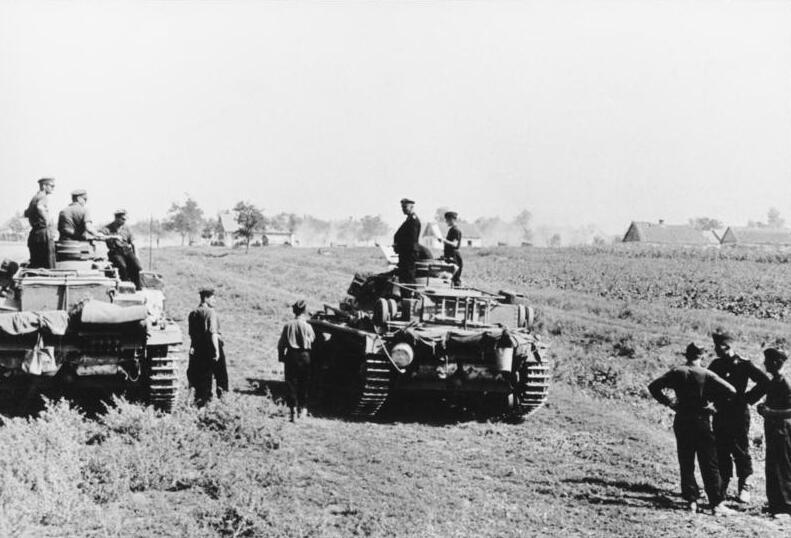
Unità corazzata tedesca nella steppa durante l'operazione Barbarossa

Nelle settimane seguenti i tedeschi continuarono ad avanzare ottenendo nuovi notevoli successi, ma l'Armata Rossa diede prova di un'inattesa capacità di recupero, vennero schierate nuove armate e la resistenza divenne più organizzata mentre le perdite aumentarono anche per la Wehrmacht. Nonostante le prime difficoltà logistiche e operative, le truppe tedesche a nord sfondarono anche la linea del Luga e si avvicinarono a Leningrado completando entro settembre 1941 l'accerchiamento della città che chiusa nell'assedio avrebbe vissuto momenti drammatici. Il Gruppo d'armate Centro chiuse con una rapida manovra dei carri armati dei generali Hoth e Guderian una nuova grande sacca a Smolensk dove, dopo combattimenti violentissimi, furono catturati nella seconda metà di luglio altri 300.000 prigionieri; a sud invece i tedeschi conquistarono teste di ponte sul Dniepr ma non poterono occupare subito Kiev, strenuamente difesa dai sovietici. In agosto 1941 le punte corazzate del Gruppo d'armate Centro dovettero temporaneamente fermarsi a est di Smolensk a causa di difficoltà logistiche e per la crescente resistenza delle nuove armate sovietiche e sorse quindi un primo conflitto di opinioni tra Hitler e i suoi generali sulle strategie della seconda fase dell'operazione Barbarossa.

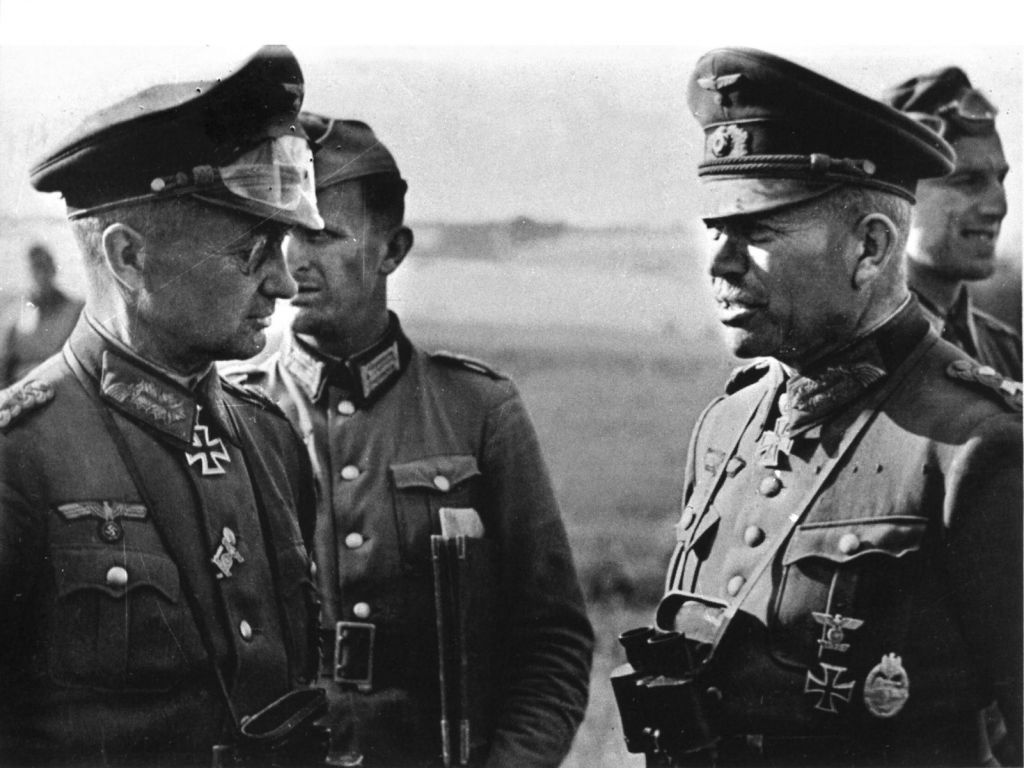
Il generale Walter Model (a sinistra) e il generale Guderian conferiscono durante una fase della battaglia della sacca di Kiev

Al contrario dei generali del Gruppo d'armate Centro che richiedevano di concentrare tutte le forze nella regione di Smolensk per ripartire subito verso Mosca, il Führer dopo una serie di conferenze al quartier generale di Rastenburg, decise di fermare temporaneamente l'avanzata sulla direttrice della capitale nemica e dirottare i carri armati del generale Guderian verso sud in Ucraina per cooperare con il Gruppo d'armate Sud e sconfiggere il concentramento sovietico intorno a Kiev. Hitler riteneva possibile un grande accerchiamento e considerava essenziale raggiungere gli obiettivi economici al sud, in particolare il Donbass e il Caucaso. Dopo una serie di operazioni preliminari nel mese di agosto, le Panzer-Division del generale Guderian quindi discesero rapidamente verso sud e riuscirono a congiungersi con le forze corazzate del generale von Kleist che risalivano da nord. Dopo accesi combattimenti, a metà settembre venne chiusa la gigantesca sacca di Kiev; le truppe sovietiche cercarono di sfuggire dalla trappola, ma furono in gran parte distrutte, la capitale ucraina venne occupata e furono catturati oltre 600.000 prigionieri. Fu la più grande vittoria della Wehrmacht in tutta la guerra, una delle più grande manovre di accerchiamento della storia.
Mentre Leningrado era ormai definitivamente assediata dopo la conquista di Šlissel'burg e poi di Tichvin, la Wehrmacht, dopo il trionfo in Ucraina, poté quindi raggruppare la massa delle sue forze corazzate di nuovo nel settore centrale del fronte per l'offensiva verso Mosca da cui Hitler e i suoi generali credevano di ottenere entro l'autunno 1941 la vittoria finale e completa sull'Unione Sovietica.

### Asservimento e sterminio all'est
Nelle conferenze segrete con i suoi generali Hitler aveva ricondotto principalmente a motivazioni di alta strategia politico-militare la sua decisione di attaccare l'Unione Sovietica, ma in realtà gli obiettivi e le ragioni profonde del Führer erano altre; si trattava finalmente di mettere in pratica le teorie radicali e razziste sullo "spazio vitale" delineate nel Mein Kampf e riprendere la strada percorsa nel Medioevo dai cavalieri teutonici verso est, la «spada tedesca doveva assicurare all'aratro tedesco i campi coltivati». L'Unione Sovietica doveva essere completamente annientata, sarebbe stato costituito un Vallo Orientale, gli immensi territori occupati sarebbero stati suddivisi in "Commissariati del Reich", gli slavi superstiti sarebbero stati relegati in una cosiddetta "Moscovia" dove sarebbero sopravvissuti allo stato primitivo e sarebbero stati esposti alle spedizioni punitive intimidatorie dei padroni tedeschi.

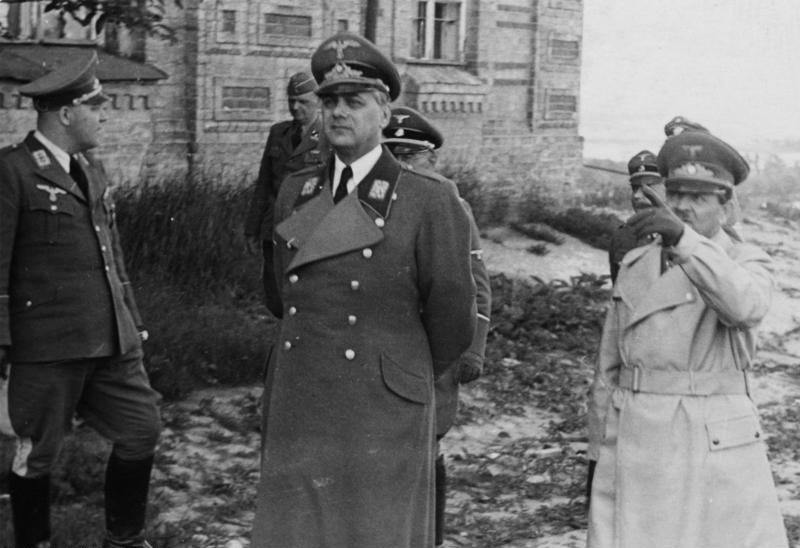
Al centro Alfred Rosenberg durante un viaggio di ispezione a Kiev; sulla sua sinistra il Reichkommissar per l'Ucraina Erich Koch

Questi obiettivi sarebbero stati conseguiti con l'impiego brutale e spietato della violenza e del terrore per estirpare lo stato bolscevico e annientare le razze "subumane", gli ebrei e i comunisti. Misure brutali sistematiche di sterminio sarebbero state adottate contro i commissari politici dell'Armata Rossa e contro i funzionari del partito comunista; i prigionieri di guerra non avrebbero goduto delle clausole della Convenzione di Ginevra e sarebbero stati trattati come schiavi. Ogni opposizione civile avrebbero dovuto essere annientata subito con le misure più dure e radicali. Venne studiato infine un Generalplan Ost (o piano "Oldenburg") che prevedeva il saccheggio dei beni agricoli, minerari e industriali dei territori occupati e la colonizzazione delle terre da parte della razza "superiore" germanica, comprese le etnie ritenute "affini" scandinave e olandesi. La colonizzazione, l'occupazione, l'asservimento, nei progetti di Hitler sarebbero stati definitivi "per mille anni"; le popolazioni slave superstiti sarebbero state mantenute in uno stato di primitività culturale, sociale ed economica come servi dei padroni germanici.

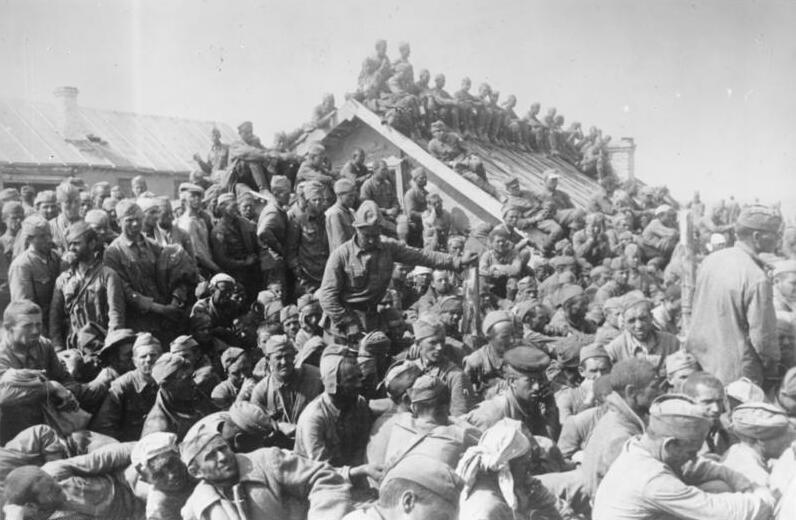
Prigionieri sovietici radunati a Smolensk

All'interno della struttura dirigente del Terzo Reich erano presenti valutazioni non concordanti con questi programmi estremistici, ma dal punto di vista pratico le considerazioni di alcuni militari favorevoli a un riavvicinamento a una nuova Russia dopo l'eliminazione del bolscevismo, non ebbero alcuna influenza. Non ricevettero concreta applicazione neppure le proposte del nuovo ministro dei territori occupati, Alfred Rosenberg, considerato un esperto di questioni slave. Egli era favorevole in realtà a un'azione durissima contro i sovietici e allo smembramento dello stato bolscevico ma proponeva di sfruttare le spinte centrifughe delle minoranze etniche favorendo, con un trattamento più favorevole, il nazionalismo di ucraini, bielorussi, caucasici e dei popoli dell'Asia centrale. Le concezioni di Hitler ebbero un peso preponderante e furono condivise da Heinrich Himmler, le cui SS divennero la struttura di potere dominante nei territori occupati. Gli slavi dovevano essere considerati e trattati tutti come "sottouomini" (Untermenschen), criminali per natura, abituati al servaggio, sottomessi agli ebrei. Di conseguenza il gigantesco apparato delle SS di Himmler poté applicare fin dall'inizio una politica di terrore sistematico basata sull'annientamento, lo sfruttamento e il saccheggio economico.

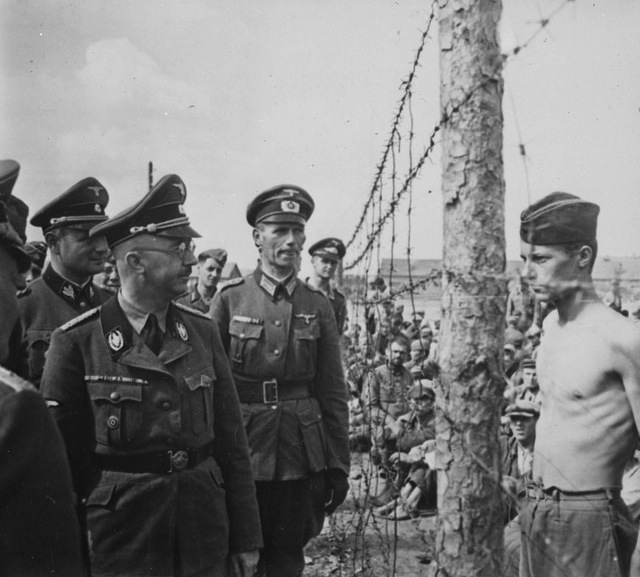
Heinrich Himmler in visita a un campo di prigionieri sovietici

Dal punto di vista amministrativo i vasti territori dell'est occupati nel 1941-42 furono suddivisi nei due Reichskommissariate Ostland e Ukraine, diretti da due capi brutali e senza scrupoli come Hinrich Lohse e Erich Koch, mentre alcuni territori, come la Bucovina, la regione di Odessa e di Leopoli vennero distaccati e annessi alla Romania o al Governatorato Generale. Tutte le posizioni di responsabilità amministrativa ed economica furono assegnate a funzionari tedeschi che applicarono ferreamente la politica di umiliazione e asservimento. Dal punto di vista economico la politica del saccheggio fu nettamente prevalente: le industrie non furono riattivate, essendo considerate inutili in territori destinati alla colonizzazione agricola, e i macchinari utilizzabili vennero trasferiti nel Reich. La politica finanziaria basata sul marco d'occupazione e sull'imposizione di sempre nuove tasse, impoverì paurosamente la popolazione, mentre la politica agricola contraddittoria e centrata sulla riesumazione della vecchia comunità agricola, senza promuovere uno sviluppo capitalistico della terra fu un grande fallimento. Estremamente impopolare fu infine la requisizione della manodopera da parte degli Arbeitersamter (gli uffici di collocamento speciali) che dopo una fase iniziale di reclutamenti basata sull'inganno, passarono rapidamente ai rastrellamenti forzati di lavoratori per l'industria e l'agricoltura tedesca.
La politica del terrore era stata codificata fin dal maggio 1941 con il famoso ordine del commissario, rivolto all'eliminazione fisica dei commissari comunisti dell'Armata Rossa, e con le direttive del feldmaresciallo Keitel che prescrivevano alle truppe di essere "senza pietà" con i civili ostili; i soldati non sarebbero stati perseguiti per eventuali eccessi di violenza. Il 23 luglio 1941 lo stesso Keitel confermò che il compito della Wehrmacht era quello di incutere terrore nella popolazione e di annientare ogni fenomeno di resistenza ricorrendo alla rappresaglia nella misura di 50-100 comunisti da fucilare per ogni soldato tedesco ucciso. Questa politica spietata venne applicata non solo nelle aree soggette al controllo della Wehrmacht ma anche nei territori teoricamente dipendenti dal ministero di Rosemberg dove ugualmente vigeva il principio della pena di morte immediata per rifiuto di obbedienza, riottosità o attività criminale verso il Reich. Il pilastro del sistema del terrore furono tuttavia soprattutto le SS di Heinrich Himmler che controllarono, come stabilito dalle direttive di Hitler del 17 luglio 1941, tutto l'apparato di sicurezza e furono incaricati dei "compiti speciali". Le SS quindi organizzarono i campi di concentramento dove furono ammassati ed eliminati per inedia milioni di prigionieri di guerra; diressero le spedizioni punitive contro città e villaggi, costituirono gli Einsatzgruppen che portarono a termine con la fucilazione in massa l'eliminazione degli ebrei locali.
Un simile comportamento barbarico non poteva che rafforzare la resistenza sovietica e faceva presagire il destino futuro dell'Europa sotto il predominio della "razza superiore" germanica in caso di vittoria totale del Terzo Reich.

### La battaglia di Mosca e la crisi invernale

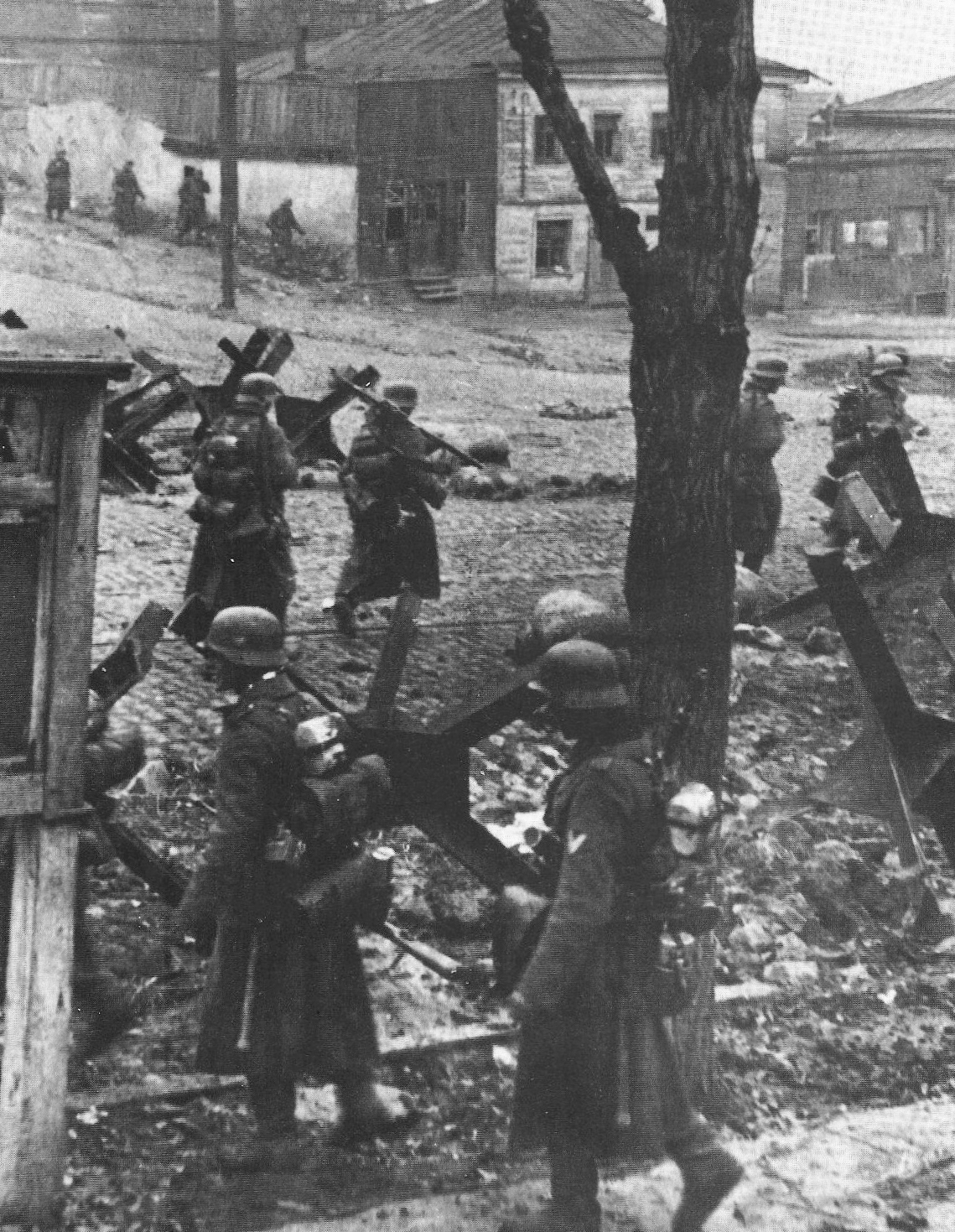
Le truppe tedesche entrano a Char'kov il 24 ottobre 1941

Dopo la catastrofe della sacca di Kiev, le truppe sovietiche nei settore meridionale apparivano indebolite in modo decisivo; gli importanti obiettivi economici di questa regione sembravano alla portata delle forze tedesche del Gruppo d'armate Sud del feldmaresciallo von Rundstedt. Hitler era deciso a sfruttare il vantaggio cercando di raggiungere tutti gli obiettivi strategici contemporaneamente: il Gruppo d'armate Sud avrebbe marciato subito verso Char'kov con l'ala sinistra, verso l'area mineraria e industriale del Donbass al centro e verso Rostov sul Don e il Caucaso con l'ala destra; l'11ª Armata, passata al comando dello stimato generale Erich von Manstein, avrebbe fatto irruzione nella penisola di Crimea. Le prime fasi della nuova avanzata del Gruppo d'armate Sud sembrarono confermare il crollo della resistenza sovietica: l'armata del feldmaresciallo von Reichenau conquistò il Donbass. Nei giorni seguenti l'avanzata delle truppe tedesche divenne più difficoltosa a causa soprattutto dell'inizio del "periodo del fango" che rallentò notevolmente la marcia. L'avanzata del Gruppo d'armate Sud tuttavia proseguì con successo: il 18 ottobre il generale von Manstein diede inizio alle operazioni in Crimea con l'attacco all'istmo di Perekop, mentre le unità corazzate del generale von Kleist conquistarono Stalino e il 30 ottobre attraversarono il fiume Mius puntando verso Rostov. Il 24 ottobre 1941 la 6ª Armata del feldmaresciallo von Reichenau conquistò finalmente Char'kov dopo una dura battaglia.

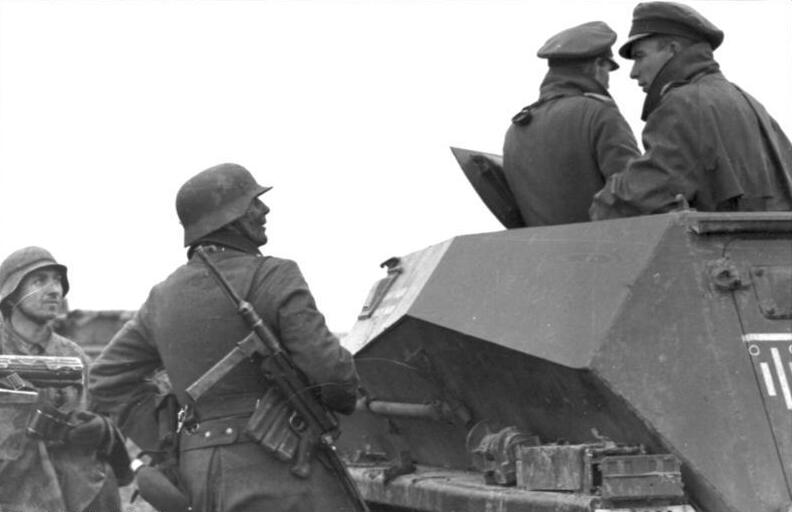
Unità meccanizzata tedesca nell'ottobre 1941

Hitler e l'alto comando tedesco tuttavia si attendevano la vittoria definitiva entro il 1941 soprattutto dall'offensiva finale in direzione di Mosca che aveva avuto inizio fin dal 30 settembre con le prime manovre dei mezzi corazzati del generale Guderian che erano risaliti rapidamente dalla regione di Kiev dopo la fine dei combattimenti nella sacca. L'operazione Tifone venne sferrata dalle forze migliori della Wehrmacht, concentrate nel Gruppo d'armate Centro del feldmaresciallo von Bock, e inizialmente si sviluppò in modo estremamente favorevole per i tedeschi. Sull'ala meridionale le divisioni corazzate del generale Guderian raggiunsero Orël fin dal 1º ottobre cogliendo totalmente di sorpresa la popolazione del tutto ignara dell'avanzata dei tedeschi; subito dopo i carri armati chiusero una prima sacca a Brjansk. Contemporaneamente sull'ala settentrionale del Gruppo d'armate Centro i gruppi corazzati del generale Hoth e Hoepner ottennero una successo ancora maggiore e chiusero entro il 7 ottobre 1941 una grande sacca a Vjazma; le truppe sovietiche accerchiate si batterono validamente e in parte riuscirono dopo sanguinosi combattimenti a sfuggire dalla trappola ma nel complesso il doppio accerchiamento si concluse alla fine di ottobre con la netta vittoria dei tedeschi che catturarono altri 600.000 prigionieri e ingente materiale bellico.

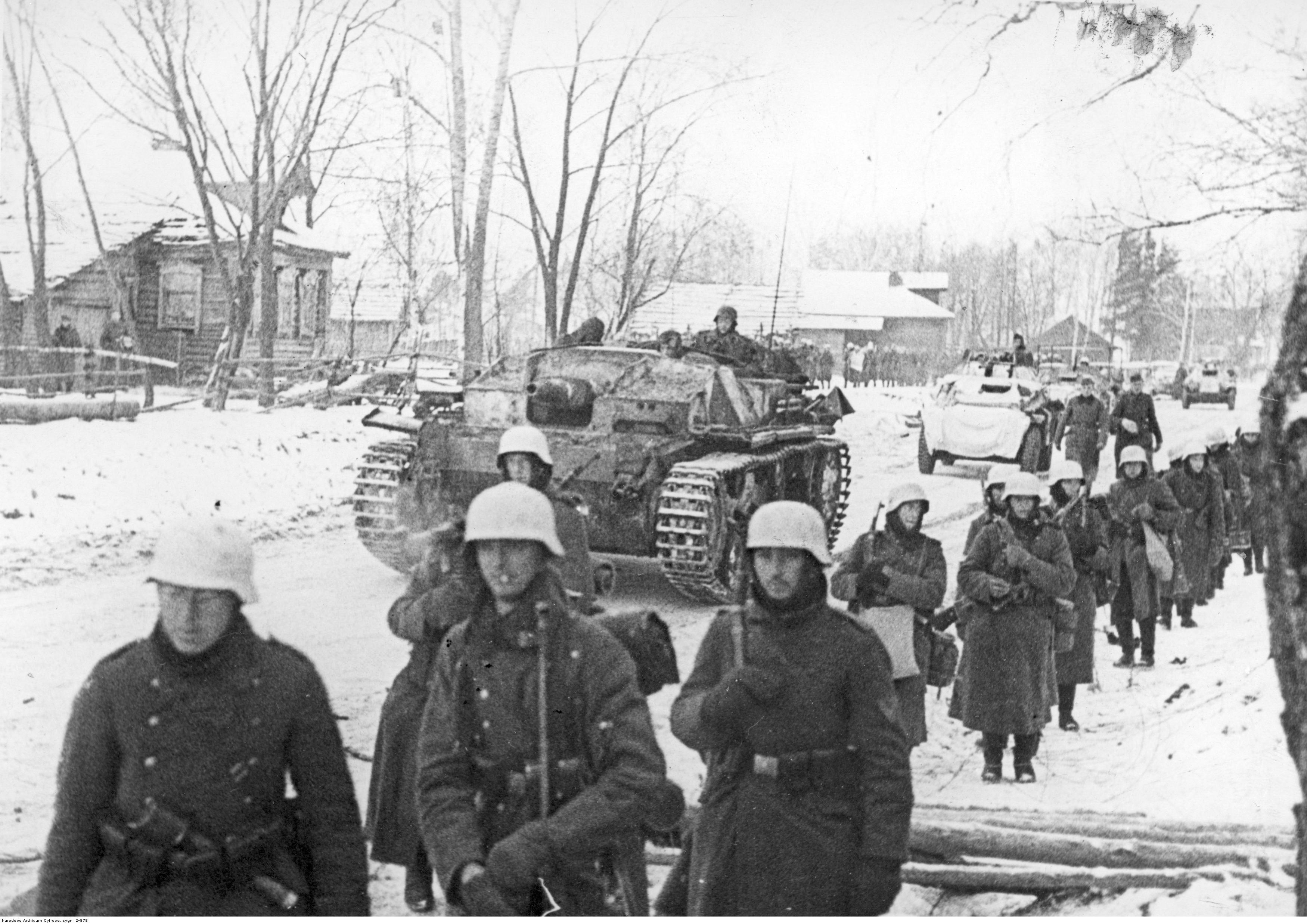
Truppe tedesche alle porte di Mosca nel novembre 1941, appoggiate da uno Sturmgeschütz III

Nonostante l'inattesa disfatta tuttavia Stalin e l'alto comando sovietico non rinunciarono a difendere la capitale e riuscirono a ricostituire con le truppe sfuggite all'accerchiamento e con i rinforzi provenienti dall'Estremo Oriente un nuovo schieramento difensivo a ovest di Mosca che fu in grado sorprendentemente di rallentare l'avanzata tedesca che in questa fase venne anche seriamente intralciata dalle difficoltà logistiche causate dall'arrivo della stagione del fango che inondò le strade e rese molto più lenta la marcia delle unità meccanizzate. Il Gruppo d'armate Centro dovette quindi attendere il consolidamento del terreno causato dall'abbassamento delle temperature in novembre prima di riprendere l'offensiva verso Mosca, di fronte a una difesa sempre più accanita e organizzata delle truppe sovietiche al comando del generale Georgij Konstantinovič Žukov. Alla metà di novembre 1941 i tedeschi ripartirono all'attacco; Hitler era fermamente deciso a conquistare la capitale e riteneva ancora possibile una vittoria definitiva entro la fine dell'anno, mentre anche il feldmaresciallo von Bock diede prova di grande determinazione e ordinò ai suoi subordinati di attaccare a oltranza e raggiungere Mosca a tutti i costi. Le armate tedesche, ostacolate dalla crescente resistenza sovietica, dal progressivo logoramento dei mezzi meccanici, e dall'arrivo dell'inverno russo per il quale non erano assolutamente equipaggiati, avanzarono ancora fino a raggiungere in alcuni settori la periferia di Mosca, ma in questo modo consumarono gran parte delle forze e persero la loro capacità di combattimento.
All'inizio del mese di dicembre 1941 il Gruppo d'armate Centro del feldmaresciallo von Bock aveva completamente esaurito la sua capacità offensiva; le truppe tedesche, arrivate a pochi chilometri dalla capitale nemica, erano esauste, logorate dai continui combattimenti, fortemente provate dal clima invernale russo. I generali, sotto estrema tensione, erano giunti alla conclusione che fosse impossibile proseguire, ma Hitler il 1º  dicembre aveva ordinato tassativamente di continuare gli attacchi; l'ordine era ineseguibile e il 5 dicembre praticamente tutto il gruppo di armate era fermo; i generali Guderian e Hoepner e il feldmaresciallo Günther von Kluge decisero di arrestare le operazioni e i soldati iniziarono a ripiegare. L'Armata Rossa passò alla controffensiva il 6 dicembre 1941 e il movimento di ritirata delle truppe tedesche rischiò di trasformarsi in rotta; gli automezzi e molto equipaggiamento venne abbandonato, le truppe demoralizzate rischiarono nei primi giorni un crollo generale di tipo napoleonico.

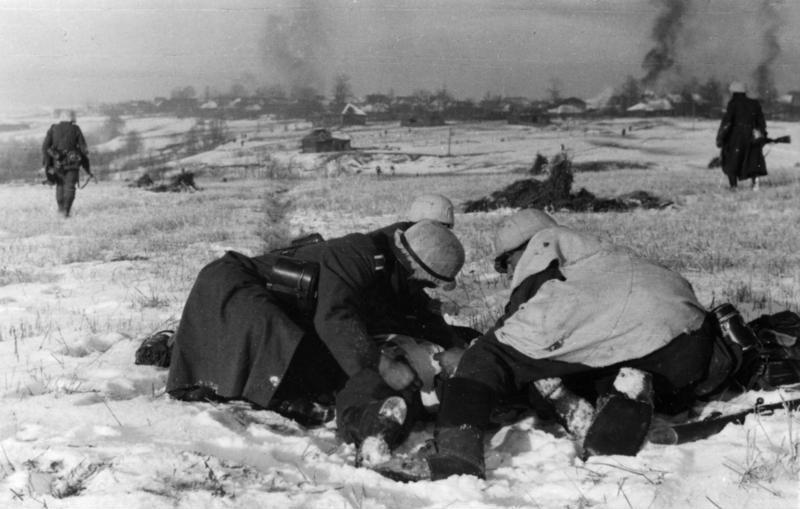
Fanti tedeschi, sommariamente equipaggiati, soccorrono un camerata ferito

Nella prima settimana della controffensiva i sovietici dei generali Georgij Žukov e Ivan Stepanovič Konev, rinforzati da alcune armate di riserva, misero in grande difficoltà le punte avanzate tedesche; a nord il generale Hoepner dovette ripiegare di circa 100 chilometri, abbandonando armi e materiali; alcuni reparti si disgregarono; a sud il generale Guderian rischiò di essere travolto e dovette battere in ritirata per oltre 150 chilometri. I generali tedeschi ritennero inevitabile una ritirata generale, ma Hitler aveva una opinione completamente diversa: il 16 dicembre 1941 egli diramò il suo Haltenbehfel ("ordine di arresto"); le truppe avrebbero dovuto interrompere ogni ritirata disorganizzata, si sarebbero invece abbarbicati sul terreno e difeso a oltranza tutti i capisaldi e i nodi di comunicazione, trascurando le minacce alle spalle e alle retrovie. Il Führer riteneva che una ritirata invernale in Russia si sarebbe inevitabilmente trasformata in rotta irreversibile e che l'unica possibilità di salvezza per l'esercito tedesco consistesse nell'organizzare una tenace difesa sul posto. Nonostante le critiche dei generali, Hitler impose la sua volontà: il 19 dicembre 1941 il feldmaresciallo von Brauchitsch venne bruscamente destituito e il Führer assunse personalmente il comando dell'esercito; il feldmaresciallo von Bock fu sostituito dal fidato ed energico feldmaresciallo von Kluge; poco dopo si dimise il feldmaresciallo von Leeb, mentre il generale Hoepner venne addirittura sottoposto a processo e radiato dall'esercito; infine il 31 dicembre Hitler rimosse il generale Guderian dopo un colloquio diretto nel corso del quale il Führer apparve insensibile agli argomenti del generale e assolutamente deciso a lasciare i suoi soldati combattere a oltranza.

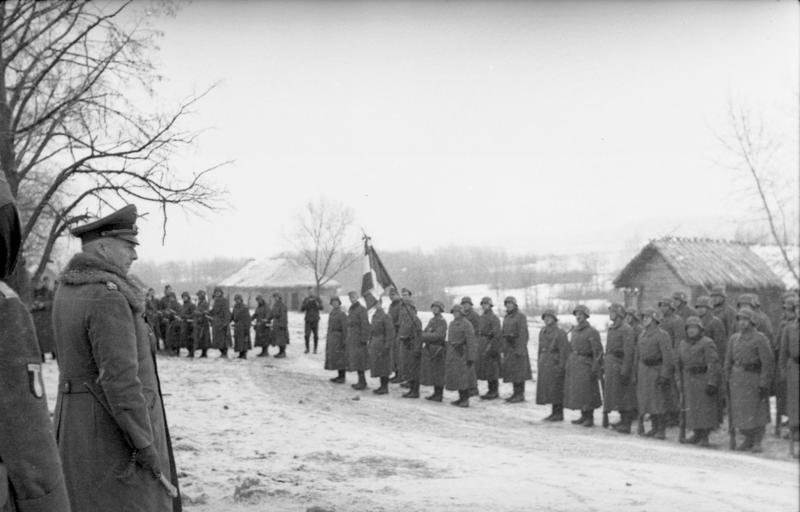
Il feldmaresciallo Günther von Kluge, nuovo comandante del Gruppo d'armate Centro, passa in rivista i reparti dell'LVF

La battaglia dell'inverno 1941-42, iniziata a Mosca ed estesa progressivamente all'interno Fronte orientale, continuò fino a marzo 1942 con combattimenti drammatici in un clima estremo che costarono pesanti perdite e grandi sofferenze a entrambe le parti; la Wehrmacht rischiò ripetutamente una disfatta ma nel complesso i soldati tedeschi ripresero il controllo ed eseguirono tenacemente gli ordini di Hitler; il fronte, ripetutamente intaccato, nell'insieme mantenne la sua coesione e i sovietici finirono per esaurire il loro potenziale offensivo. Il Gruppo d'armate Centro, al comando del feldmaresciallo von Kluge, già investito dal primo attacco sovietico a dicembre, fu l'obiettivo a gennaio 1942 di nuove offensive dell'Armata Rossa sui fianchi, sferrate con rinforzi di truppe scelte. Le truppe tedesche organizzarono i capisaldi fortificati e cercarono di resistere mentre le punte avanzate nemiche penetravano in profondità: alcuni reparti contrattaccarono sul fianco meridionale, mentre sul fianco settentrionale, il risoluto generale Walter Model, passato al comando della 9ª Armata, ebbe un ruolo decisivo, difendendo con successo l'importante saliente di Ržev. Altre formazioni sovietiche che avevano sfondato più a nord e minacciavano di raggiungere Vicebsk e Smolensk, vennero fermate grazie all'arrivo all'ultimo momento di alcune divisioni trasferite da occidente. Numerosi reparti tedeschi furono tuttavia accerchiati a Cholm e soprattutto a Demjansk dove oltre 100 000 soldati rimasero isolati in una sacca che venne difesa tenacemente e rifornita per mesi con successo per via aerea dalla Luftwaffe.

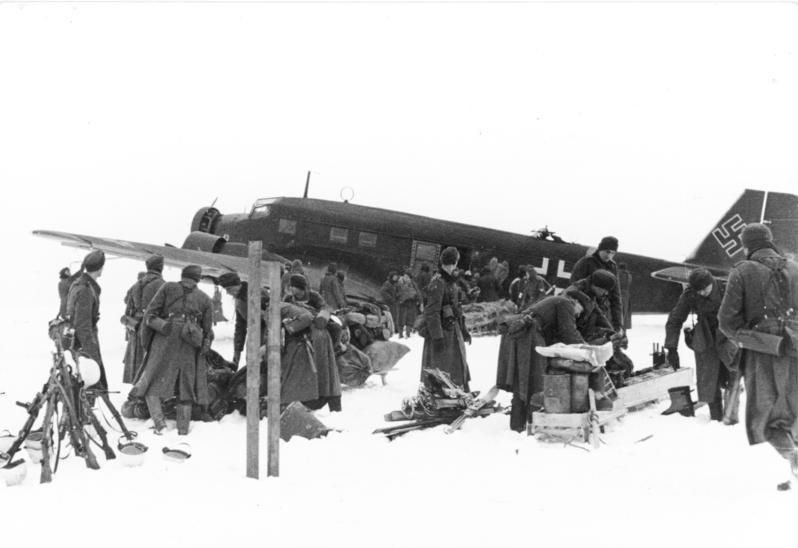
Un aereo da trasporto Junkers Ju 52, impegnato nelle missioni di rifornimento della sacca di Demjansk

L'offensiva invernale dell'Armata Rossa si estese anche ai settori meridionale e settentrionale del fronte orientale. Il Gruppo d'armate Nord, passato al comando del generale von Georg von Küchler, dovette evacuare Tichvin ma riuscì a mantenere l'assedio di Leningrado, dove la situazione dei civili sovietici durante l'inverno divenne tragica; furono inoltre respinti gli attacchi sovietici sul Volchov: un'armata nemica venne isolata nei boschi e nelle paludi e distrutta completamente entro maggio 1942 dopo durissimi combattimenti. I tedeschi in primavera riuscirono anche a sbloccare con successo le sacche di Cholm e Demjansk. A sud i sovietici avevano contrattaccato fin dal 29 novembre 1941 riconquistando Rostov e mettendo in forte difficoltà il Gruppo d'armate Sud che ripiegò sulla linea del fiume Mius; il feldmaresciallo von Rundstedt, contrariato per le interferenze di Hitler, si dimise e venne sostituito prima dal feldmaresciallo von Reichenau e poi, dopo la morte per cause naturali di quest'ultimo, dal feldmaresciallo von Bock ritornato in servizio. Dopo combattimenti aspri e sanguinosi, alla fine dell'inverno i sovietici furono fermati e respinti a Izjum e Char'kov, mentre anche l'attacco in Crimea attraverso la penisola di Kerč' dopo qualche successo venne controllato dal generale von Manstein che, dopo aver rinunciato temporaneamente all'assalto a Sebastopoli, poté contrattaccare e riconquistò una parte delle posizioni perdute.
La prima offensiva invernale sovietica quindi si esaurì a marzo 1942 senza successi decisivi e la Wehrmacht riuscì a stabilizzare la linea del fronte; Hitler si ritenne artefice della vittoria difensiva grazie alla sua inflessibile determinazione di fronte alla pavidità di molti generali, ma in realtà le forze armate tedesche uscirono gravemente debilitate dalla campagna: le perdite totali dal 22 giugno 1941 al 31 marzo ammontavano a 1 074 000 soldati, il 35% del totale impegnato all'inizio dell'operazione Barbarossa, di cui 223 533 morti e 51 665 dispersi.
Nel frattempo la situazione strategica globale della Germania nazista si era aggravata con la dichiarazione di guerra di Hitler agli Stati Uniti d'America l'11 dicembre 1941 dopo l'attacco giapponese di sorpresa a Pearl Harbor del 7 dicembre 1941; il Führer decise di rompere gli indugi e accettare la sfida anche del nuovo e potente nemico che già da molti mesi supportava materialmente la Gran Bretagna e aveva condotto una "guerra non dichiarata" in Atlantico contro le navi da guerra tedesche.

## 1942

### Nuove vittorie in Africa

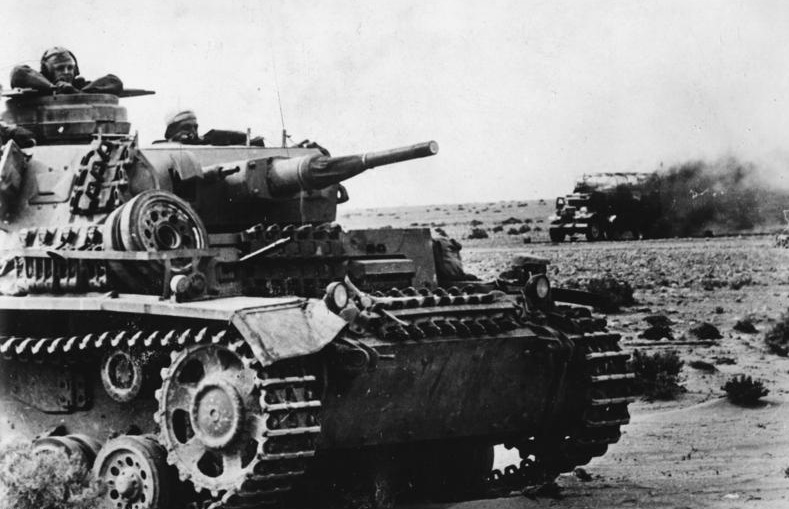
I panzer tedeschi in azione durante la battaglia di Ain el-Gazala

Nel gennaio 1942 la situazione strategica in Nord Africa si capovolse nuovamente; il feldmaresciallo Kesselring riprese la campagna di bombardamento aereo su Malta e riuscì temporaneamente a neutralizzare le capacità offensive dell'isola, permettendo in questo modo di riprendere il rifornimento regolare attraverso il Mediterraneo dell'esercito del generale Rommel. I piani offensivi britannici quindi, intralciati anche dall'andamento catastrofico della guerra esplosa nel teatro del Pacifico contro il Giappone che aveva richiesto il trasferimento di molte forze navali, terrestri e aeree britanniche, sottratte al Medio Oriente, vennero anticipati dall'improvvisa controffensiva dell'Afrikakorps che in pochi giorni sconfisse le unità di prima linea britanniche poi con una rapidissima avanzata dei mezzi corazzati raggiunse la posizione di Ain el-Gazala, organizzata in fretta dai britannici per coprire la fortezza di Tobruk.
Dopo una pausa di alcuni mesi, durante la quale le due parti in lotta potenziarono grandemente le loro forze, il generale Rommel sferrò la sua offensiva contro la linea di Ain el-Gazala il 27 maggio 1942 conducendo un'audace manovra aggirante attraverso il deserto, ma le forze italo-tedesche si trovarono inizialmente in difficoltà e rischiarono di essere isolate e distrutte dalle ingenti riserve corazzate britanniche. La battaglia di Ain el-Gazala continuò accanita e confusa per tre settimane, il generale Rommel riuscì progressivamente a sgretolare le linee difensive britanniche, quindi respinse con efficaci sbarramenti anticarro i confusi contrattacchi nemici, infine il 12-13 giugno distrusse le sue riserve meccanizzate in grandi scontri tra carri armati. I britannici, dopo aver subito perdite molto elevate, si sganciarono con successo e batterono in ritirata verso l'Egitto, lasciando indietro la guarnigione di Tobruk che tuttavia, attaccata immediatamente dagli italo-tedeschi, si arrese il 21 giugno 1942; furono catturati oltre 30 000 prigionieri; il generale Rommel ricevette la promozione a feldmaresciallo per la brillante vittoria.

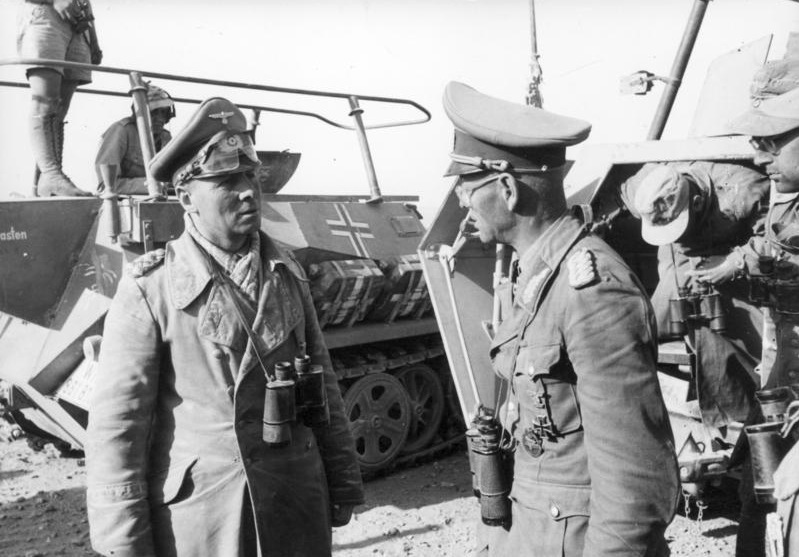
Il generale Erwin Rommel, a sinistra, insieme al generale Georg von Bismarck, comandante della 21. Panzer-Division

La pianificazione originaria italo-tedesca aveva previsto che, prima di una avanzata in profondità in Egitto verso Alessandria e Suez, sarebbe stata sferrata la cosiddetta operazione Herkules, un complesso attacco aerotrasportato e aeronavale contro Malta per conquistare definitivamente l'isola che continuava a rappresentare una minaccia per il traffico navale dell'Asse nel Mediterraneo. Il feldmaresciallo Kesselring e il capo di stato maggiore italiano, maresciallo Ugo Cavallero, fecero pressioni per interrompere l'offensiva e sferrare il previsto attacco all'isola, ma ormai il feldmaresciallo Rommel aveva altri piani; egli era deciso a continuare subito in Egitto sfruttando la grande vittoria senza dare respiro ai britannici. L'intervento diretto di Adolf Hitler fu decisivo: egli supportò fortemente i piani del comandante dell'Afrikakorps e convinse Mussolini con una lettera in cui lo invitava a non perdere l'occasione irripetibile di conquistare l'Egitto. L'operazione Herkules venne quindi annullata e il feldmaresciallo Rommel continuò la sua veloce avanzata nel deserto egiziano; le prime battaglie sembrarono confermare l'ottimismo del generale tedesco; i mezzi corazzati dell'Asse sbaragliarono lo sbarramento britannico a Marsa Matruh e il 1 luglio le avanguardie italo-tedesche arrivarono alla stretta di El Alamein a 80 chilometri da Alessandria.
Le forze italo-tedesche erano però ormai esauste e logorate dalla lunga avanzata in un territorio inospitale; i rifornimenti erano difficili a causa dell'enorme allungamento delle linee di comunicazione, della superiorità aerea raggiunta dall'aviazione britannica e anche della ripresa degli attacchi da Malta contro le rotte del traffico marittimo dell'Asse. L'attacco immediato a El Alamein sferrato dal feldmaresciallo Rommel quindi non ebbe successo contro le forze britanniche riorganizzate e rinforzate con l'afflusso di nuovi reparti dal Medio Oriente e rifornite molto meglio attraverso la rotta di Suez. La prima battaglia di El Alamein continuò con esito alterno fino alla fine di luglio 1942 e terminò con un'importante vittoria difensiva britannica; la linea del fronte quindi si stabilizzò a El Alamein dove le due parti organizzarono complessi sistemi fortificati nel deserto, con vasti campi minati.

### La marcia su Stalingrado e il Caucaso

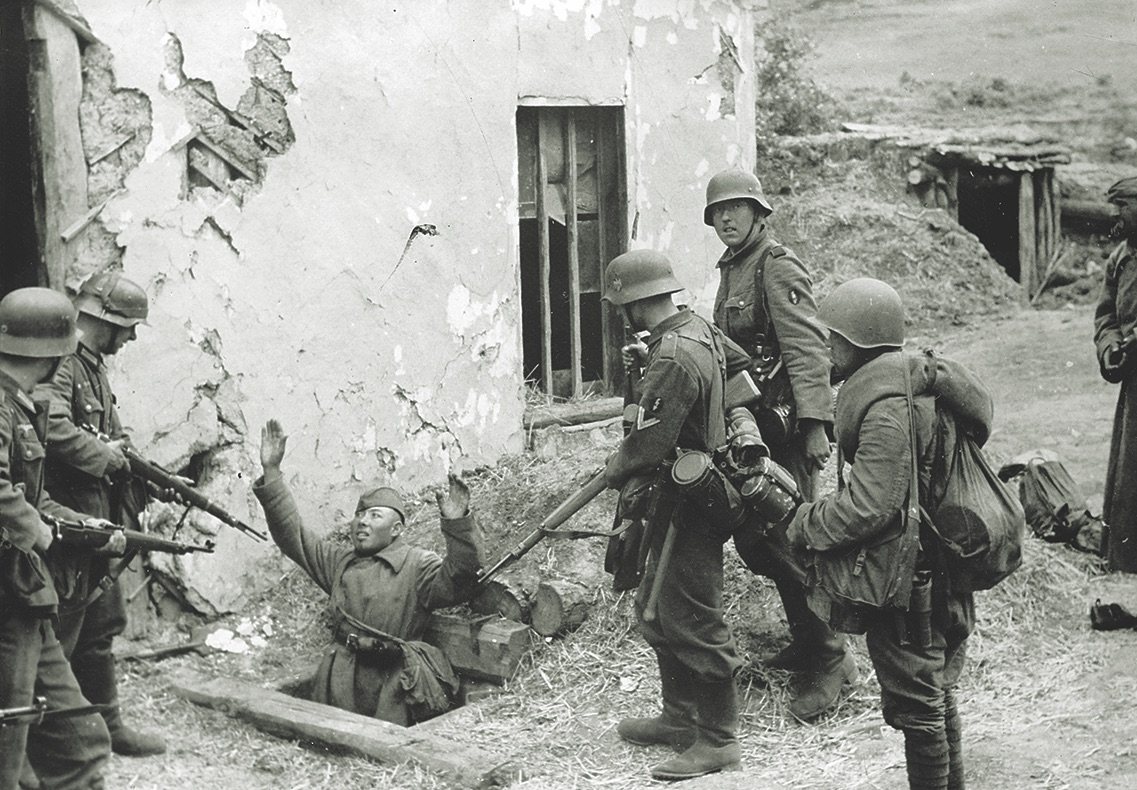
Soldati tedeschi catturano prigionieri sovietici durante la seconda battaglia di Char'kov.

Nonostante le gravi perdite subite nel corso della estenuante e durissima battaglia invernale all'est, Adolf Hitler apparentemente conservava piena fiducia nelle possibilità di vittoria totale della Germania; fidando sulla sbandierata superiorità del soldato tedesco, il Führer affermava nella famosa direttiva N. 41 del 5 aprile 1942 che, dopo la vittoria difensiva dell'inverno, la Wehrmacht avrebbe sferrato una nuova offensiva generale in estate per distruggere definitivamente le forze residue dell'Armata Rossa che egli considerava ottimisticamente indebolita in modo irreversibile, e ottenere la vittoria totale sul Fronte orientale, o almeno neutralizzare in modo definitivo le capacità offensive nemiche in modo da poter ritirare gran parte dell'esercito tedesco dall'est. Nell'alto comando tedesco il generale Franz Halder e altri ufficiali manifestavano un certo scetticismo, ma nel complesso i generali superiori mantenevano un sentimento di superiorità nei confronti del nemico e non escludevano la possibilità reale di vittoria. L'operazione Blu prevedeva, dopo alcune operazioni preliminari, l'offensiva generale del Gruppo d'armate Sud del feldmaresciallo von Bock in direzione di Rostov, Stalingrado e il Caucaso ma non teneva conto dell'ampiezza degli obiettivi previsti e dell'indebolimento complessivo della macchina da guerra tedesca; inoltre sottovalutava grandemente la potenza e la capacità di resistenza dell'Armata Rossa e dello stato sovietico.

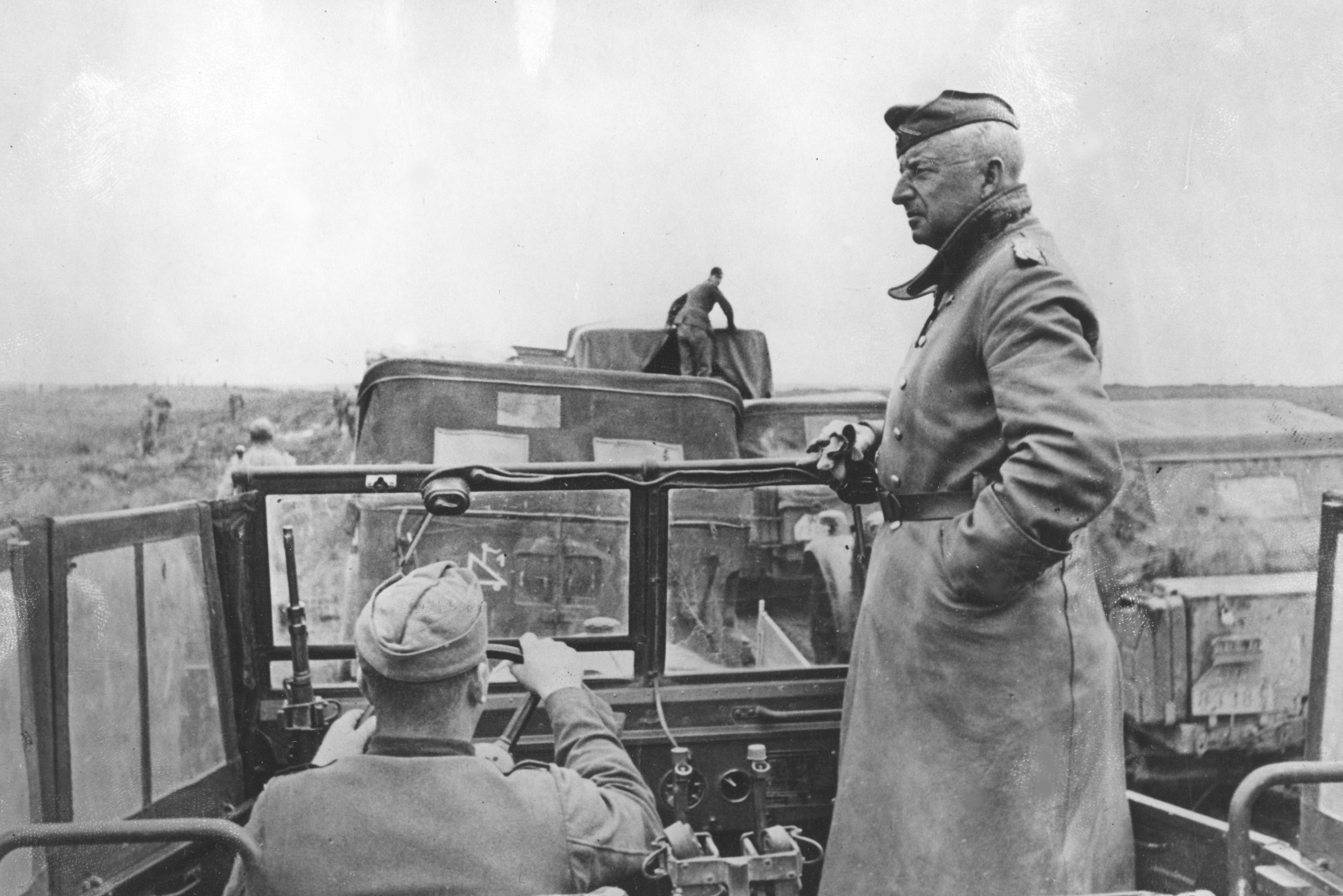
Il generale Erich von Manstein, comandante in capo delle forze dell'Asse in Crimea

La campagna di primavera-estate 1942 ebbe inizio effettivamente con una serie di brillanti vittorie della Wehrmacht. In Crimea, a partire dal 8 maggio 1942 l'abile generale von Manstein sbaragliò con facilità tre armate sovietiche asserragliate nella penisola di Kerč'; gran parte delle truppe nemiche vennero accerchiate o respinte in mare. Il generale von Manstein poté quindi concentrare tutte le sue esperte divisioni nell'assedio di Sebastopoli che, accanitamente difesa dalla numerosa guarnigione sovietica, si difese strenuamente nel corso di settimane di aspri combattimenti. Le truppe tedesche, supportate da potenti rinforzi di artiglieria pesante e di aviazione d'assalto della Luftwaffe, riuscirono entro la fine del mese di giugno a superare progressivamente l'accanita resistenza; le posizioni fortificate sovietiche a nord della città vennero conquistate dalle truppe d'assalto. Con un'abile manovra i tedeschi attraversarono lo stretto di mare e fecero irruzione nell'area abitata; dopo pesanti perdite da entrambe le parti, i sovietici vennero distrutti o catturati, Sebastopoli venne totalmente conquistata entro il 4 luglio 1942 e il generale von Manstein, promosso feldmaresciallo per la sua prestigiosa vittoria, completò con pieno successo l'occupazione dell'intera penisola di Crimea. Nel frattempo nel maggio 1942 la Wehrmacht aveva ottenuto un altro schiacciante successo nella seconda battaglia di Char'kov che, iniziata con una pericolosa e inattesa offensiva sovietica che aveva messo in seria difficoltà il Gruppo d'armate Sud, si era conclusa con l'accerchiamento e la distruzione di ingenti forze nemiche da parte delle Panzer-Division tedesche dei generali von Kleist e Friedrich Paulus. In Crimea e a Char'kov l'esercito tedesco distrusse sei armate sovietiche e catturò oltre 400 000 prigionieri, e dimostrò apparentemente di mantenere una netta superiorità sul nemico.

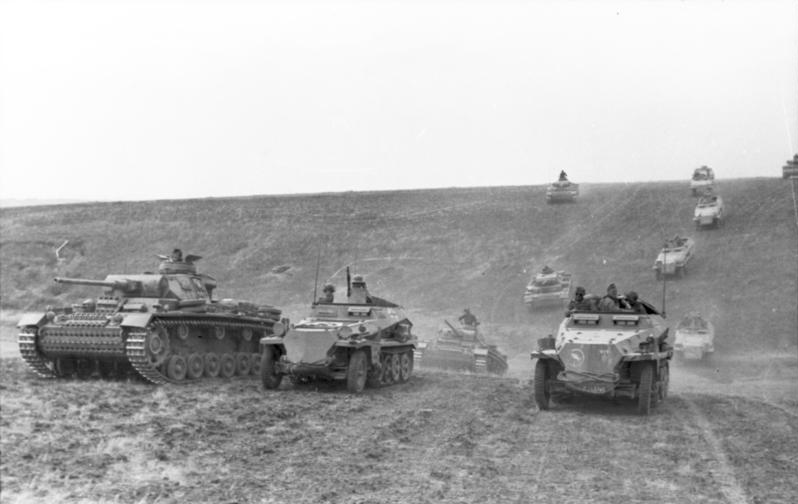
L'avanzata di una Panzer-Division durante l'operazione Blu

Dopo queste notevoli vittorie iniziali che indebolirono le forze dell'Armata Rossa schierate nel settore meridionale del Fronte orientale, l'operazione Blu ebbe inizio il 28 giugno 1942 con il rapido sfondamento e la veloce avanzata delle potenti unità corazzate tedesche del feldmaresciallo von Bock verso Voronež e verso la grande ansa del Don. Le armate sovietiche in combattimento a sud, indebolite dalle precedenti sconfitte, iniziarono a ripiegare per evitare nuovi accerchiamenti; la ritirata sembrò trasformarsi in rotta e le truppe sovietiche diedero segno di collasso e dissoluzione irreversibile. Le Panzer-Division del generale Hoth e del generale Paulus poterono quindi avanzare rapidamente verso est e verso sud-est, ma in realtà Hitler non era soddisfatto dell'andamento delle operazioni; irritato da un presunto errore tattico del feldmaresciallo von Bock a Voronež e per i ritardi nell'avanzata, egli, in accordo con il generale Halder, destituì il 13 luglio 1942 il comandante del Gruppo d'armate Sud. Le manovre d'accerchiamento improvvistate dai tedeschi a Millerovo e a Rostov per sfruttare l'apparente cedimento delle difese nemiche, tuttavia non ebbero successo e i sovietici poterono continuare la ritirata verso l'ansa del Don e a sud del fiume verso il Caucaso. Le armate tedesche riorganizzate sotto il comando del generale Maximilian von Weichs e del feldmaresciallo Wilhelm List alla fine del mese di luglio 1942 ripresero l'avanzata secondo i nuovi piani di Hitler, che sempre più convinto dell'imminente crollo definitivo dell'Armata Rossa, ordinò di marciare contemporaneamente verso Stalingrado con la potente 6ª Armata del generale Paulus e verso il Caucaso e i pozzi di petrolio di Batumi e Baku con le truppe del Gruppo d'armate A.
Mentre le unità corazzate del generale von Kleist e del generale Hoth avanzavano in profondità verso il Caucaso incontrando solo una debole e sporadica resistenza, il generale Paulus, incaricato di raggiungere e conquistare Stalingrado, venne ritardato da carenze nei rifornimenti di carburante e dovette affrontare da partire dal 17 luglio la crescente resistenza delle armate sovietiche affluite sul fronte del Don dalle riserve strategiche di Stalin, assolutamente deciso a difendere a oltranza la grande città sul Volga. Per quasi un mese le formazioni motorizzate della 6ª Armata dovettero respingere i contrattacchi sovietici e guadagnarono lentamente terreno in direzione di Stalingrado. Il 23 agosto 1942 finalmente la Panzer-Division di punta del generale Paulus, al comando del generale Hans-Valentin Hube, sferrò l'attacco finale e con il sostegno dei devastanti attacchi della Luftwaffe, avanzò velocemente verso il Volga, raggiungendo il fiume nella periferia settentrionale della città. Le difese sovietiche a Stalingrado tuttavia non crollarono e al contrario con aspri e continui contrattacchi fermarono l'ulteriore avanzata dei tedeschi che furono costretti a passare sulla difensiva in attesa dell'arrivo della fanteria dell'armata del generale Paulus.

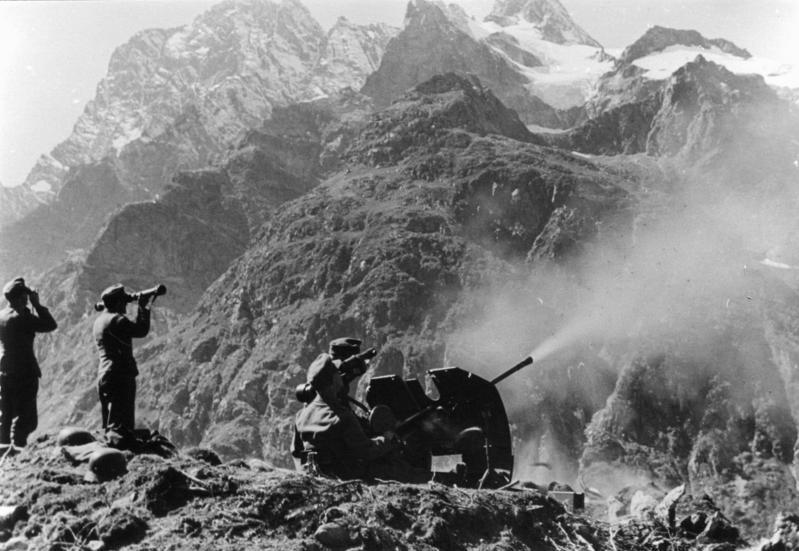
Truppe da montagna tedesche azionano un FlaK da 20 mm nel Caucaso

Nella prima settimana di settembre, le numerose divisioni della 6ª Armata si allinearono a ovest della città per sferrare l'attacco decisivo mentre altre unità corazzate tedesche al comando del generale Hoth affluivano da sud e le unità del generale Hube mantenevano le loro posizioni a nord; nonostante la tenace resistenza dei soldati della 62ª Armata sovietica che si era asserragliata dentro Stalingrado, e i continui contrattacchi, l'attacco finale del generale Paulus sembrava destinato a concludersi rapidamente con un nuovo, prestigioso, successo tedesco. L'offensiva della 6ª Armata contro la vasta area urbana di Stalingrado, estesa lungo la riva occidentale del Volga, ebbe inizio il 13 settembre 1942.
Mentre il generale Paulus completava la difficile e contrastata avanzata fino a Stalingrado, il Gruppo d'armate A del feldmaresciallo List si era audacemente inoltrato in direzione del Caucaso, progredendo inizialmente con grande velocità senza incontrare forte resistenza. Anche in questo settore tuttavia, nonostante la conquista di Majkop e Novorossijsk e la spettacolare scalata del monte Elbrus, i tedeschi dovettero progressivamente rallentare la loro avanzata di fronte alla crescente opposizione delle forze sovietiche, alle difficoltà del terreno, alla scarsezza di vie di comunicazione e alle carenze logistiche. Hitler, molto deluso dalla mancanza di successi decisivi che egli correlava principalmente a presunti errori tattici dei suoi comandanti, prima destituì il feldmaresciallo List e quindi il 30 settembre 1942, sempre più irritato con i suoi collaboratori, rimosse dalla carica di capo di stato maggiore del OKH anche l'esperto generale Franz Halder che venne sostituito dall'energico ma meno influente generale Kurt Zeitzler. Queste sostituzioni tuttavia non portarono cambiamenti sostanziali nella condotta delle operazioni e all'avvicinarsi dell'inverno le forze della Wehrmacht nel Caucaso, indebolite e logorate, non erano ancora riuscite a raggiungere i centri strategici più importanti di Groznyj, Baku e Tuapse. È possibile che proprio in questo periodo di tempo Hitler abbia riconosciuto che gli obiettivi della seconda offensiva d'estate all'est non erano più conseguibili e che di conseguenza per la prima volta egli fosse divenuto consapevole che «la guerra non potesse più essere vinta».

### Catastrofe a Stalingrado

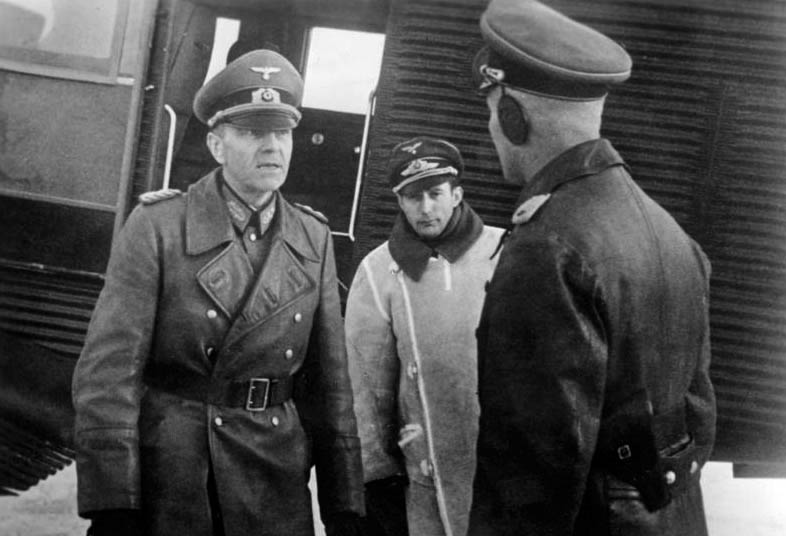
A sinistra il generale Friedrich Paulus, il comandante della 6ª Armata nella battaglia di Stalingrado

Dal 13 settembre 1942 la 6ª Armata del generale Paulus, rinforzata dalle unità mobili del generale Hoth, si impegnò nella difficile battaglia nell'area urbana di Stalingrado; a dispetto dell'ottimismo iniziale di Hitler, dei generali e anche delle truppe tedesche, la battaglia si sarebbe rapidamente trasformata, a causa della tenace e inattesa resistenza dei soldati sovietici della 62ª Armata del combattivo generale Vasilij Ivanovič Čujkov, costantemente rinforzati attraverso il Volga, in una sfibrante e sanguinosa lotta tra le case, le macerie e i sotterranei della città.
Il generale Paulus sferrò per due mesi continui attacchi frontali dentro l'area urbana per schiacciare definitivamente la resistenza nemica e raggiungere le rive del Volga; il 13 settembre, il 14 ottobre e l'11 novembre la 6ª Armata lanciò tre grandi offensive in forze con l'aiuto di cospicui rinforzi di fanteria, mezzi corazzati, aerei e unità speciali di genieri d'assalto. Dopo combattimenti di eccezionale violenza e crescenti e sanguinose perdite da entrambe le parti, i tedeschi riuscirono a raggiungere il fiume in tre punti e alla metà del mese di novembre occupavano ormai gran parte delle rovine di Stalingrado, comprese le principali fabbriche; le truppe della 6ª Armata erano tuttavia stanche e indebolite, non più in grado di completare la conquista della città dove in alcune sacche tra le rovine, i soldati sovietici della 62ª Armata ancora opponevano tenace ed efficace resistenza.
Adolf Hitler era consapevole dell'importanza strategica e soprattutto propagandistica della sanguinosa battaglia in corso a Stalingrado; egli quindi sollecitò ripetutamente i comandi superiori e il generale Paulus a intensificare gli attacchi e concludere vittoriosamente i combattimenti sul Volga. In pubblico il Führer continuò a manifestare grande ottimismo e assicurò che nessuno avrebbe potuto più respingere l'esercito tedesco dalle posizioni raggiunte; l'8 novembre 1942, mentre la situazione globale della guerra era già divenuta molto più difficile per la Germania, Hitler affermò addirittura che praticamente la città era stata conquistata e che gli obiettivi di strategia politico-economica erano stati raggiunti.

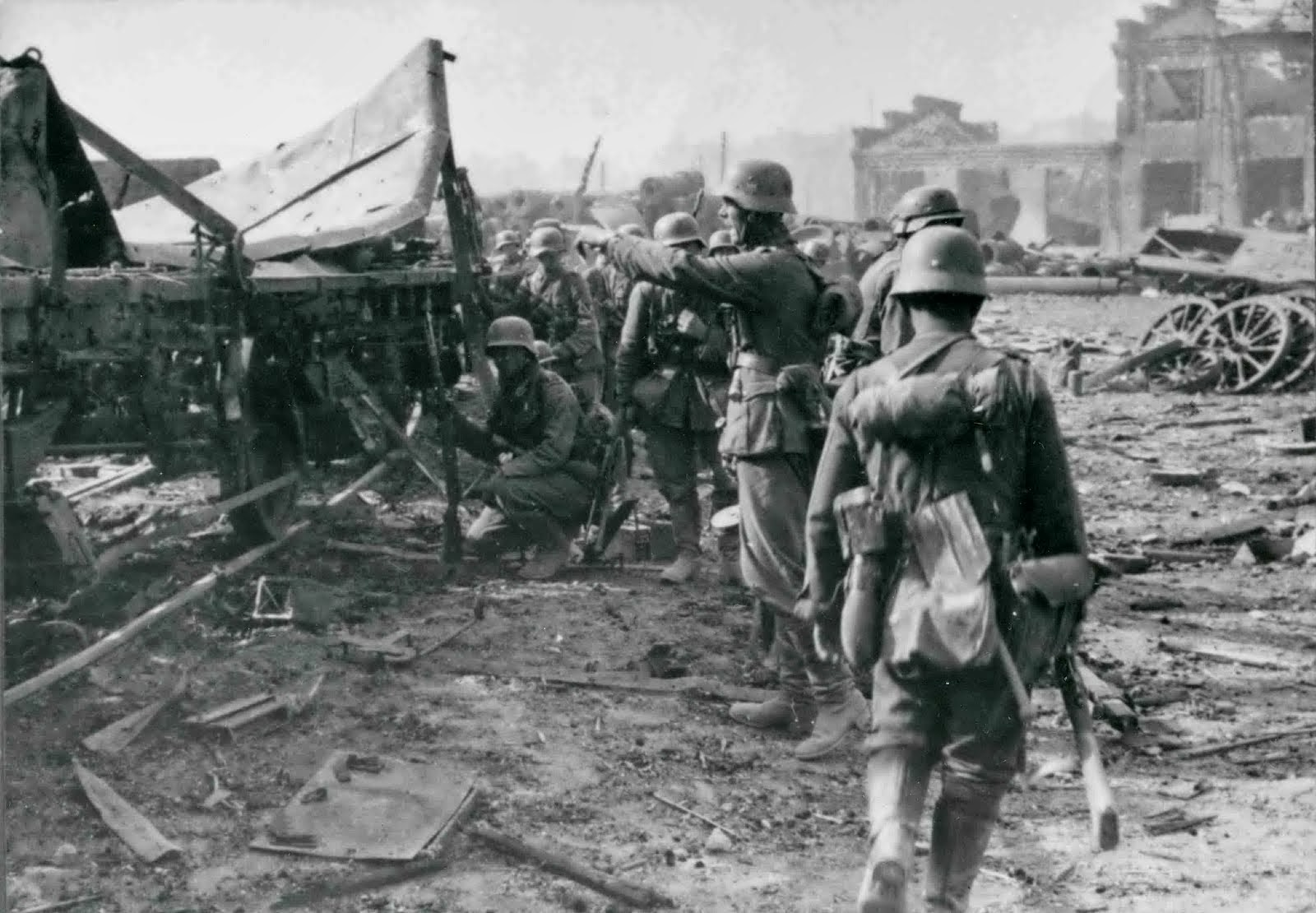
Truppe d'assalto tedesche in azione nelle rovine di Stalingrado

In realtà, mentre si prolungavano i cruenti combattimenti dentro Stalingrado, Stalin e l'alto comando sovietico da molte settimane stavano pianificando e organizzando una vasta offensiva strategica per cambiare completamente la situazione e distruggere l'intero raggruppamento di forze tedesco nel settore del Don e del Volga. La cosiddetta operazione Urano ebbe inizio il 19 novembre 1942 e colse di sorpresa Hitler e i generali tedeschi sul campo che avevano ritenuto impossibile per l'Armata Rossa sferrare con successo, dopo le pesanti sconfitte subite, una offensiva mobile su grandi distanze. Le colonne corazzate sovietiche invece sfondarono in poche ore il fronte tedesco-rumeno a nord-ovest e a sud delle formazioni della 6ª Armata rimaste agganciate a Stalingrado, avanzarono a valanga travolgendo le retrovie dell'Asse e respingendo i deboli e confusi contrattacchi delle modeste riserve corazzate tedesche, e in pochi giorni conclusero con un clamoroso successo una gigantesca manovra d'accerchiamento a tenaglia. Il 23 novembre 1942 i carri armati sovietici si congiunsero a Kalač e in questo modo tutto il raggruppamento strategico tedesco costituito dalle esperte divisioni della 6ª Armata impegnate a Stalingrado venne circondato. Il generale Paulus rimasto isolato nella grande sacca, prese il comando delle 20 divisioni tedesche accerchiate e sollecitò una rapida autorizzazione a effettuare una sortita verso ovest abbandonando le posizioni sul Volga, ma Hitler respinse subito questo piano e, appoggiato da Hermann Göring che garantì il rifornimento per via aerea dei soldati accerchiati, e anche dal feldmaresciallo von Manstein, chiamato ad assumere il comando di un nuovo raggruppamento di forze in via di costituzione per sferrare una controffensiva di salvataggio, proibì ogni movimento di ritirata, ordinò tassativamente di mantenere le posizioni a Stalingrado e attendere l'aiuto dall'esterno.
La 6ª Armata, costituita da soldati esperti e combattivi e considerata all'inizio dell'operazione Blu la più forte formazione della Wehrmacht, rimase quindi nella grande sacca di Stalingrado e organizzò una valida difesa circolare, riuscendo inizialmente, nonostante l'immediato e costante indebolimento della sua capacità di resistenza a causa delle crescenti difficoltà del sistema del rifornimento aereo assicurato con superficialità da Göring, a respingere i ripetuti attacchi delle forze sovietiche. L'evoluzione strategica complessiva nel settore meridionale del Fronte orientale tuttavia divenne ancora più critica per i tedeschi: la controffensiva organizzata dal feldmaresciallo von Manstein con solo due Panzer-Division per sbloccare le truppe accerchiate a Stalingrado, iniziata il 12 dicembre 1942, dopo qualche successo iniziale, venne definitivamente bloccata prima di Natale dall'intervento di potenti riserve mobili sovietiche.

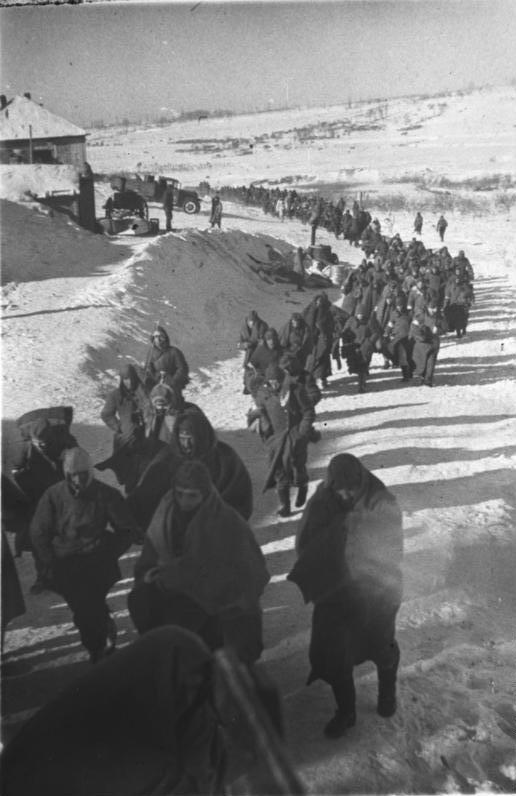
Lunghe colonne di prigionieri tedeschi della 6ª Armata

Inoltre, mentre le condizioni delle truppe tedesche della 6ª Armata accerchiate nella sacca di Stalingrado, private dei soccorsi e indebolite dai rigori del clima invernale e dal catastrofico fallimento del rifornimento aereo, divenivano sempre più difficili, entro la fine dell'anno 1942 la situazione dell'intero fronte dell'Asse nel settore meridionale era diventata ancor più disastrosa per gli sviluppi della seconda fase dell'offensiva generale dell'Armata Rossa. Dal 16 dicembre 1942 era iniziata l'operazione Piccolo Saturno che aveva travolto completamente il fronte del Don difeso dall'armata italiana in Russia, costretta a battere in ritirata dopo aver perso tutto il suo equipaggiamento; questa disfatta aveva aperto la strada all'irruzione in profondità dei carri armati sovietici in direzione delle retrovie nemiche e degli aeroporti da cui partivano gli aerei tedeschi per rifornire la sacca di Stalingrado. Con alcune manovre improvvisate delle residue Panzer-Division, il feldmaresciallo von Manstein riuscì a stabilizzare momentaneamente la situazione e impedire un crollo generale ma alla fine dell'anno Hitler in persona dovette ordinare la ritirata generale del Gruppo d'armate A che si trovava ancora fermo in profondità nel Caucaso mentre il feldmaresciallo von Manstein rinunciò ad andare in soccorso dell'armata del generale Paulus accerchiata nella sacca di Stalingrado, ormai definitivamente abbandonata.
Le ultime fasi della lunga battaglia di Stalingrado furono tragiche per i soldati del generale Paulus. Il comandante in capo continuò fino all'ultimo a obbedire agli ordini di Hitler di resistenza a oltranza mentre tra le truppe, amareggiate e esauste, iniziarono fenomeni di dissoluzione e disgregazione. Nel complesso i soldati della 6ª Armata tuttavia si batterono accanitamente fino all'ultimo e cedettero terreno solo lentamente di fronte all'offensiva finale sovietica iniziata il 10 gennaio 1943 al comando del generale Konstantin Konstantinovič Rokossovskij. La situazione delle truppe tedesche accerchiate era però senza speranza; indebolite dalle sofferenze e dalla privazioni, le residue unità furono progressivamente respinte verso le rovine della città di Stalingrado dove vennero distrutte o costrette alla resa dalla schiacciante offensiva sovietica dopo una disperata battaglia finale che ebbe termine il 2 febbraio 1943. Tutti i soldati tedeschi accerchiati, circa 250 000 uomini, vennero uccisi o catturati, a parte alcune migliaia di feriti e ufficiali evacuati per via aerea negli ultimi giorni; il generale Paulus, promosso feldmaresciallo, rimase nella sacca e si arrese il 30 gennaio insieme alla maggior parte dei generali e ufficiali superiori della 6ª Armata. Hitler, deluso dalla resa finale delle truppe accerchiate, ammise in privato le sue responsabilità nella catastrofe ma ribadì che la resistenza di Stalingrado era stata essenziale per ricostituire il fronte tedesco all'est e preferì soprattutto recriminare sul comportamento del feldmaresciallo Paulus.

### Sconfitta in Nordafrica

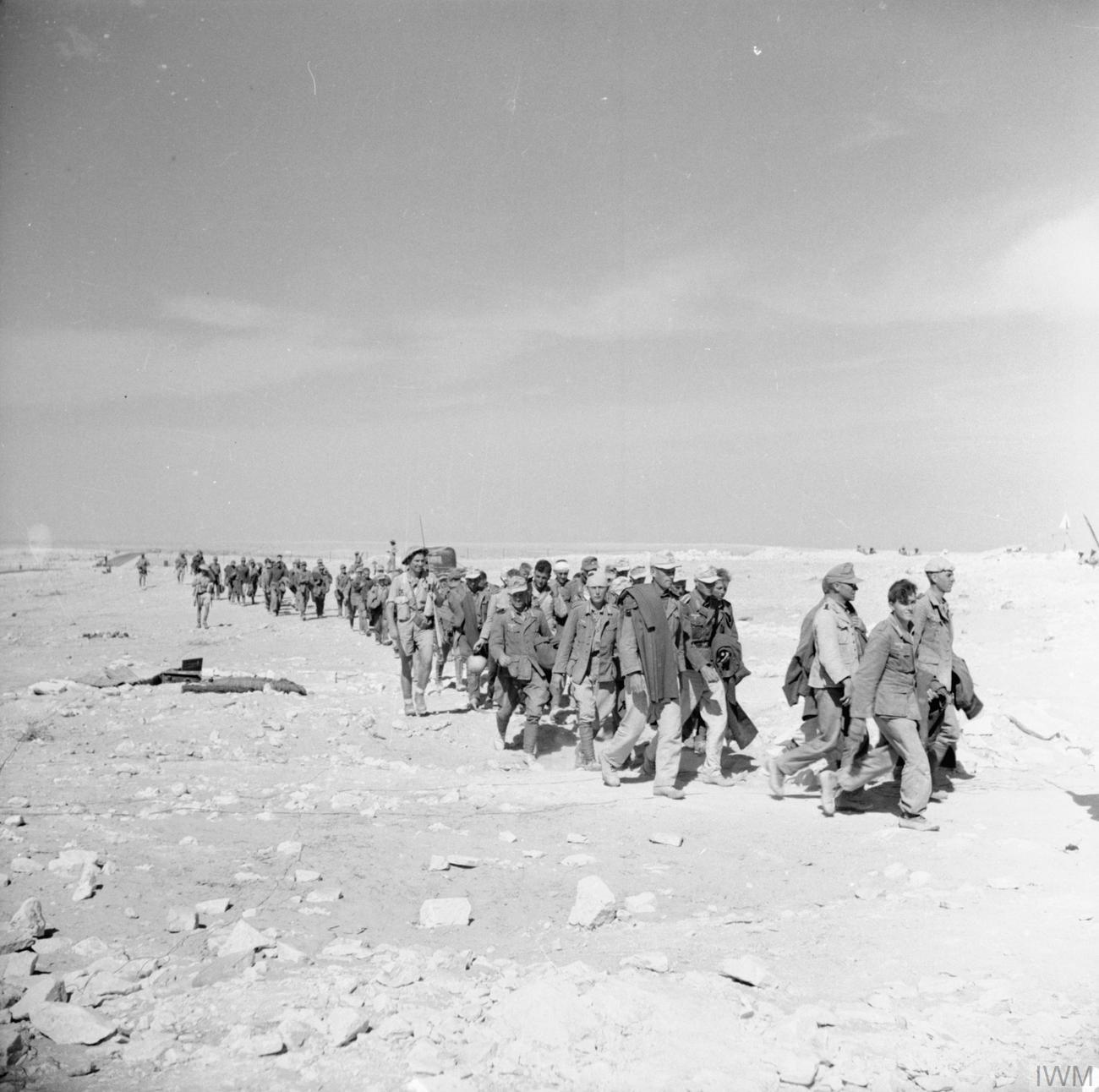
Colonna di prigionieri tedeschi catturati nella seconda battaglia di El Alamein

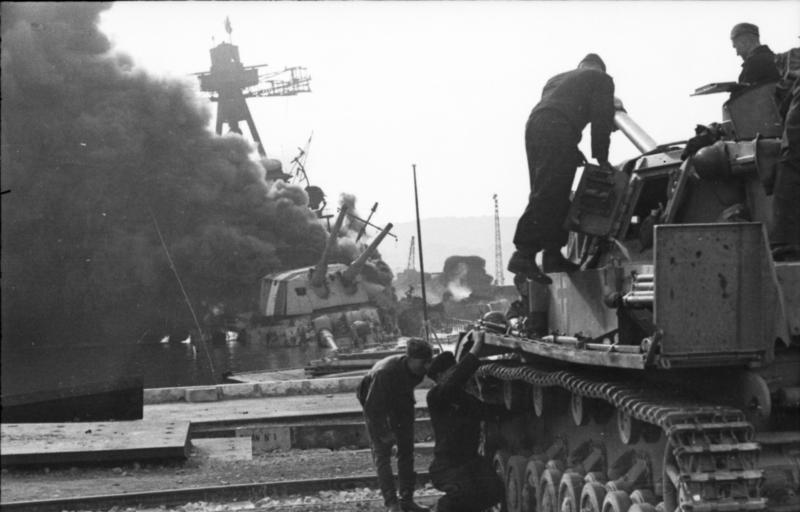
I panzer tedeschi a Tolone, dinanzi alle navi francesi in fiamme

Il 30 agosto 1942 era fallita in pochi giorni l'ultima offensiva del feldmaresciallo Rommel sul fronte di El Alamein; la battaglia di Alam Halfa dovette essere rapidamente interrotta a causa delle pesanti perdite italo-tedesche di fronte alla netta superiorità materiale dell'esercito britannico in Egitto che, al comando del metodico e preparato generale Bernard Law Montgomery, stava accrescendo sempre più la sua forza e accumulava sistematicamente uomini e armamenti per la battaglia decisiva. Il feldmaresciallo Rommel era consapevole della crescente debolezza delle sue forze; egli, esausto e in non buone condizioni di salute, a settembre 1942 ritornò temporaneamente in Europa e cedette il comando al generale Georg Stumme che cercò di rinforzare le posizioni difensive dell'Asse in Egitto.
Alla vigilia della seconda battaglia di El Alamein le forze italo-tedesche erano solidamente trincerate ma erano molto inferiori per mezzi terrestri e aerei rispetto all'armata britannica. La battaglia iniziò il 23 ottobre 1942 e raggiunse subito la massima intensità; il generale Montgomery attaccò e distrusse sistematicamente con la fanteria e l'artiglieria le posizioni difensive italo-tedesche con una tattica lenta, sanguinosa ma efficace. Il feldmaresciallo Rommel, ritornato subito in Africa dopo la morte in un incidente del generale Stumme, cercò per alcuni giorni di contrattaccare con le sue riserve corazzate ma le perdite furono troppo elevate e la situazione dell'Afrikakorps divenne sempre più critica. Il 2 novembre 1942 le linee italo-tedesche, nonostante la valorosa resistenza, erano ormai sfondate, i carri britannici poterono iniziare ad avanzare in profondità e il feldmaresciallo Rommel diede l'ordine di ritirata alle sue forze mobili nonostante un enfatico ordine di Hitler che imponeva la resistenza sul posto fino alla morte.
Il feldmaresciallo Rommel condusse la ritirata con la consueta abilità ma ormai la sconfitta era irreversibile; di fronte alla crescente superiorità dell'armata britannica, le truppe italo-tedesche superstiti non erano più in grado di fermare l'avanzata nemica, ed evacuarono rapidamente la Cirenaica, ripiegando alla fine dell'anno 1942 in Tripolitania. La situazione dell'Asse in Africa divenne ancor più critica a partire dall'8 novembre 1942 con il riuscito sbarco in Marocco e Algeria del potente corpo di spedizione anglo-americano del generale Dwight D. Eisenhower. Gli alti comando italo-tedeschi furono sorpresi mentre le autorità di Vichy non sembrarono molto impegnate a combattere contro gli anglo-americani per difendere l'integrità dell'Impero coloniale francese. Adolf Hitler prese provvedimenti radicali per controbattere la strategia nemica e impedire un immediato crollo delle posizioni dell'Asse in Nord Africa; egli quindi ordinò, di fronte all'atteggiamento ambiguo del regime di Vichy, di occupare la zona libera della Francia e inoltre organizzò il rapido schieramento di truppe tedesche in Tunisia per fermare l'avanzata anglo-americana dall'Algeria. Questa strategia d'emergenza ottenne qualche successo: dal 10 novembre la zona libera venne occupata senza difficoltà dalle forze corazzate tedesche mentre in Tunisia le unità paracadutisti e meccanizzate del generale Walther Nehring fermarono gli anglo-americani e mantennero il possesso della testa di ponte in Tunisia; si concluse con un fallimento invece l'operazione Lila, il tentativo di impadronirsi della potente flotta francese ancorata a Tolone (27 novembre 1942): non fu possibile impedire l'autoaffondamento della maggior parte delle navi da guerra.

## L'Europa nazista

### Il sistema dell'occupazione e del dominio
Gli obiettivi di potere finali della Germania nazista non furono mai codificati in modo dettagliato, mentre lo stesso Hitler non manifestò con chiarezza i suoi piani generali e si limitò a illuminare in parte i suoi progetti, esprimendosi spesso in modo contraddittorio e scarsamente coerente. Nella realtà numerose istanze tedesche elaborarono, spesso in concorrenza tra loro, progetti più o meno precisi sul sistema di dominio tedesco del futuro: von Ribbentrop, Göring, Rosenberg, Himmler e anche Goebbels, parteciparono alla confusa elaborazione di programmi per l'organizzazione del mondo dopo l'attesa vittoria.

Il sistema di dominio della Germania nazista in Europa nel periodo della sua massima espansione nel 1942

Alla fine del 1942 nell'Europa dominata dal Terzo Reich si era instaurato un sistema di potere, il cosiddetto Nuovo Ordine, basato su una gerarchia di nazioni soggette e di sistemi di controllo diversificati che non corrispondeva al sistema di potere che sarebbe stato instaurato da Hitler in caso di vittoria finale della Germania ma che già faceva comprendere la barbarie dei piani nazisti. Al centro del sistema era la Germania nazista costituita dallo stato tedesco della pace di Versailles, ampliato con l'Austria, i Sudeti, la parte occidentale della Polonia, il Lussemburgo, l'Alsazia-Lorena; inoltre erano praticamente accorpate al Reich anche una parte della Slovenia e il distretto polacco di Bialistok. In tutto questo territorio si cercava di instaurare una omogeneità razziale germanica e una compattezza ideologica nazista: le altre etnie avrebbero dovuto essere evacuate come i polacchi e i lorenesi o deportate e sterminate come gli ebrei. La politica nazista inoltre prevedeva l'inclusione nel Grossgermanisches Reich delle popolazioni germaniche Volksdeutsche, ancora non comprese all'interno dello stato tedesco, presenti nello Schleswig-Holstein, in Transilvania, nella regione del Volga, nel Südtirol; si studiarono anche progetti riguardanti il ritorno dei tedeschi del Brasile.

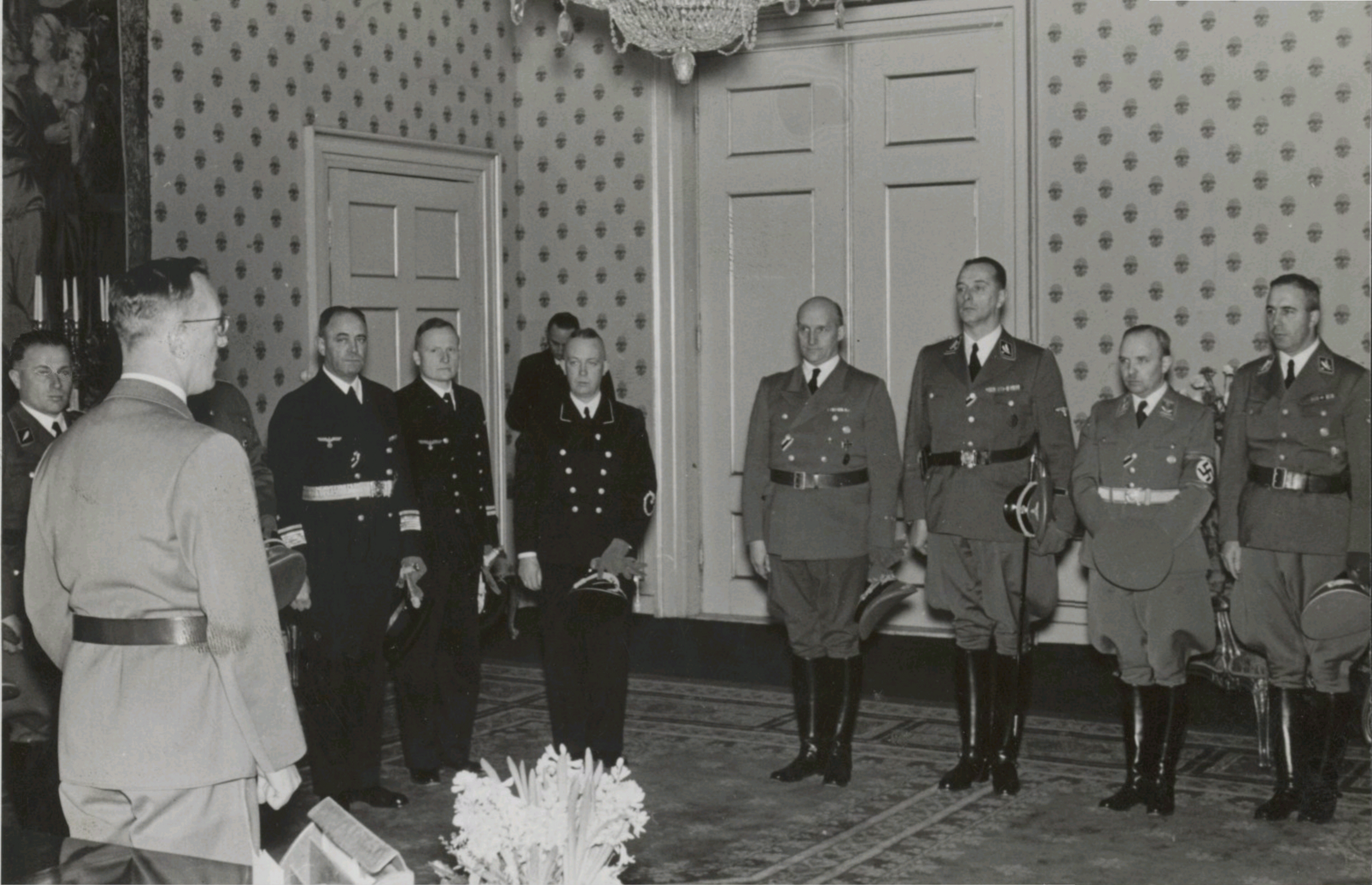
Il commissario del Reich per i Paesi Bassi Arthur Seyss-Inquart (di spalle) conferisce con i suoi subordinati

Nell'Europa "satellite" la Germania controllava la situazione attraverso regimi autoritari, in generale non dominati dai partiti nazisti locali che invece venivano utilizzati come gruppi politici di riserva per intimidire i governi alleati. In questi stati i dirigenti nazisti potevano esercitare liberamente un'influenza totale e potevano minacciare interventi o rappresaglie; nel tempo si accentuò la pressione autoritaria e l'estremismo ideologico. La gerarchia delle nazioni vedeva al primo posto l'Italia fascista che cercava di sviluppare un suo programma di espansione economico-militare in linea con la retorica mussoliniana sull'eredità di Roma imperiale; subito dopo venivano gli stati protetti dal Reich: la Boemia-Moravia e soprattutto la Norvegia e l'Olanda; in questi due stati peraltro, pur considerati "germanici" e quindi destinati a partecipare alla colonizzazione dell'est, con il tempo crebbe l'opposizione popolare e i nazisti furono costretti a organizzare un controllo più stretto con i commissari Terboven e Arthur Seyss-Inquart. Alcuni territori occupati di grande importanza strategica, come il Passo di Calais e il Nord francese, parti del Belgio e della Grecia, rimasero sotto il controllo militare della Wehrmacht, mentre la Danimarca e il territorio di Vichy teoricamente mantennero governi indipendenti ma di fatto furono completamente controllati dai tedeschi.
Esistevano infine gli stati "satelliti" alleati del Terzo Reich, teoricamente indipendenti ma governati da regimi sostanzialmente fascisti come la Slovacchia, la Romania e la Croazia, dove le minoranze "germaniche" godevano di una situazione di privilegio, e gli stati come la Bulgaria e l'Ungheria che avevano conservato il loro assetto istituzionale pur essendo completamente allineate. Il cerchio degli alleati della Germania si concludeva con la Spagna, non belligerante ma ideologicamente affine e militarmente collaborante, e la Svezia, terra con popolazione "germanica", neutrale ma partner importante all'interno della sfera economica della Germania nazista.
Nel complesso il sistema di dominio della Germania sull'Europa, creato confusamente secondo le circostanze concrete del momento e lacerato da conflitti di competenze tra autorità diverse e catene gerarchiche disordinate e imprecise, era inefficiente e complicato; i due elementi fondamentali, con l'evoluzione sfavorevole della guerra, sarebbero rapidamente divenuti lo sfruttamento delle risorse disponibili a beneficio del Terzo Reich e la repressione sistematica da parte di un gigantesco apparato di controllo e terrore ramificato in tutto il continente soggetto alla dominazione tedesca.

### Saccheggio e annientamento

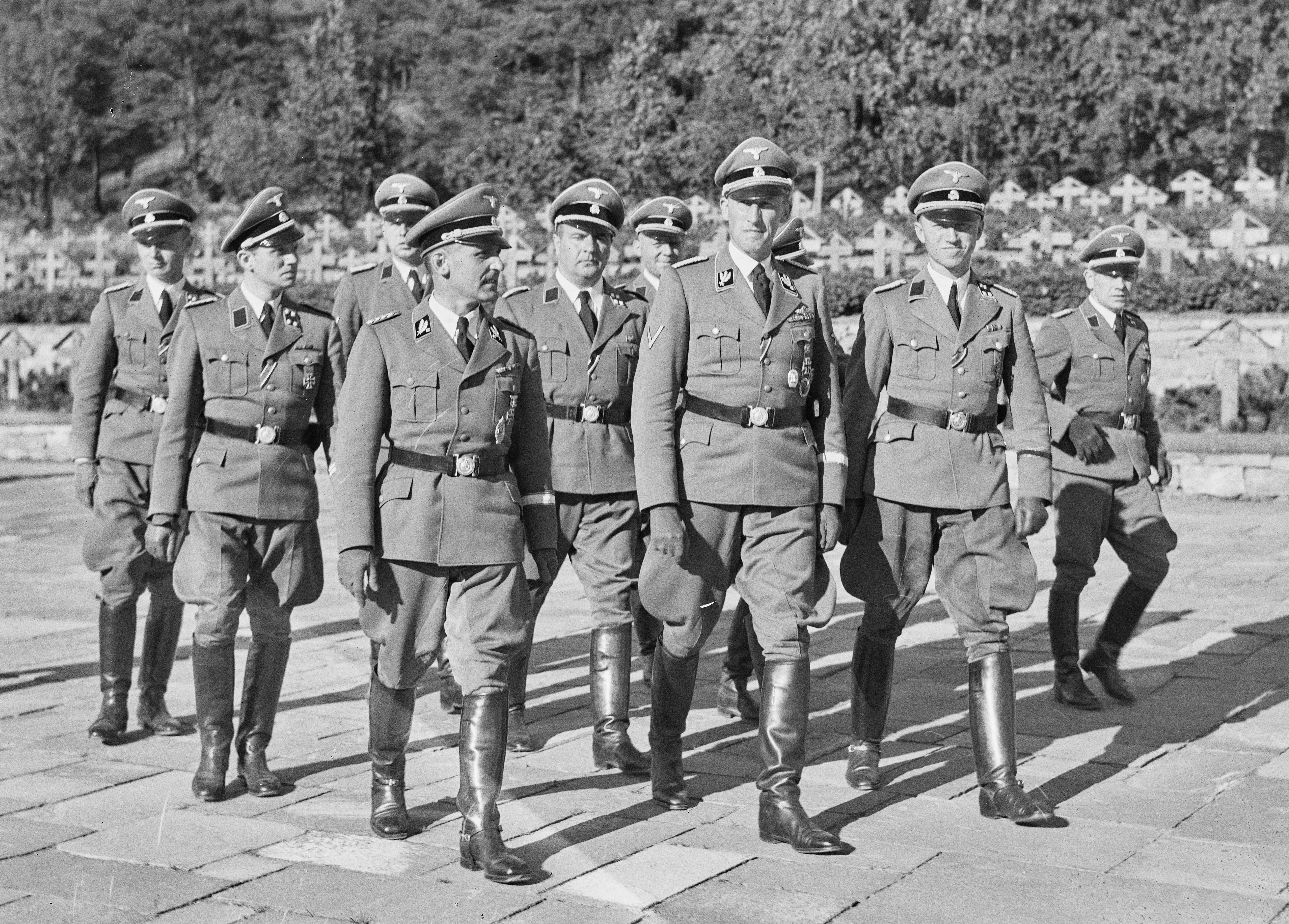
I capi del RSHA: terzo da sinistra il capo della Gestapo, Heinrich Müller, quinto da sinistra il dirigente supremo dell'apparato di repressione nazista, Reinhard Heydrich

La marcia delle truppe tedesche attraverso i paesi vinti fu caratterizzata da requisizioni, violenze e saccheggi; dopo questa fase iniziale la politica di sfruttamento cambiò e divenne più razionale, fondata soprattutto sugli acquisti sistematici e massici di tutti i beni disponibili nei paesi occupati o satelliti che avrebbero potuto essere utili per il benessere del popolo tedesco e per la macchina da guerra del Reich. Questa politica economica avrebbe potuto intaccare le riserve di valuta tedesca ma con provvedimenti ingannevoli e unilaterali, la Germania nazista riuscì negli anni della guerra a prendere dall'Europa tutto quello di cui aveva bisogno praticamente senza dare nulla in cambio. Un'abile politica finanziaria permise di rivalutare a piacere il marco che divenne la moneta europea a detrimento delle altre valute; inoltre le spese di occupazione, stabilite arbitrariamente dalla Germania, erano a totale carico delle nazioni sconfitte.

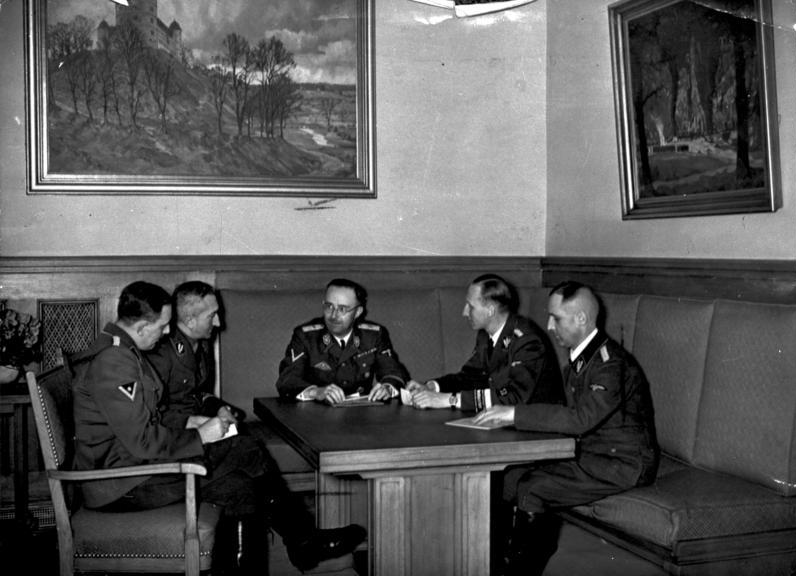
Conferenza tra i dirigenti delle polizie tedesche: da sinistra Franz Josef Huber, capo della SiPo di Vienna; Arthur Nebe, capo della KriPo; Heinrich Himmler; Reinhard Heydrich, capo del RSHA; Heinrich Müller, capo della Gestapo

Mentre le requisizioni violente furono estesamente impiegate soprattutto all'est, negli altri paesi la Germania procedette ad acquisti pagati con le monete dei paesi occupati, o con metalli preziosi e gioielli depredati nelle banche straniere. I prezzi essendo stabiliti della Germania stessa, si assistette a un enorme drenaggio di risorse e beni materiali verso il Reich, intorno al quale venne riorientata l'intero economia dell'Europa. Nei programmi nazisti la Germania avrebbe costituito la base industriale del continente e il centro anche culturale e artistico europeo, mentre i paesi sconfitti o satelliti sarebbero stati ridotti a produttori agricoli a disposizione del vincitore. Esperti tedeschi furono inviati nei paesi europei per coordinare le attività economiche da mettere al servizio della Germania, forti quote di partecipazione furono acquisite nelle maggiori imprese industriali, minerarie e agricole dei paesi europei. Erano i primi passi verso il dominio concreto da parte tedesca delle proprietà commerciali e industriali dell'intera Europa. Il sistema adottato dalla Germania funzionò quasi fino all'ultimi giorni di guerra: le risorse continentali furono messe a disposizione del Terzo Reich, gli istituti di credito stranieri furono messi sotto sorveglianza; il contrabbando e il traffico monetario essendo quasi assenti, venne evitata un'inflazione fuori controllo. Lo sfruttamento dell'Europa permise di conservare un discreto benessere della popolazione tedesca ma provocò la miseria in quasi tutti i paesi europei; in Grecia si giunse alla carestia, mentre il risentimento, l'ostilità e l'ostruzionismo divennero sempre più diffusi.
La Germania nazista non poteva sperare di ottenere reale consenso alla sua politica del Nuovo Ordine; il dominio germanico sull'Europa doveva essere assicurato dalla forza e dalla violenza; l'apparato del controllo e della repressione era capillare e gigantesco. La Wehrmacht disponeva di proprie strutture di polizia e sicurezza, la Geheime Feldpolizei e la Feldgendarmerie che agivano in collegamento con le polizie nazionali che erano state subito asservite all'occupante. La struttura di sicurezza centralizzata della Germania nazista era però la Reichssicherheitshauptamt (RSHA) che fu diretta da Reinhard Heydrich fino alla sua morte in un attentato nel giugno 1942 e poi da Ernst Kaltenbrunner; l'RSHA controllava sia i normali organi di polizia statale, SiPo, KriPo, OrPo, sia il temibile servizio di sicurezza delle SS, il Sicherheitsdienst o SD. La sezione più importante dell'RSHA era la Geheime Staatspolizei o Gestapo, diretta da Heinrich Müller e impegnata in tutta Europa in brutali azioni di controspionaggio, individuazione e repressione degli oppositori del Reich. Le autorità occupanti infine potevano utilizzare le varie polizie ausiliarie reclutate tra i fanatici nazisti presenti nei paesi occupati o tra i prigionieri di guerra volontari.

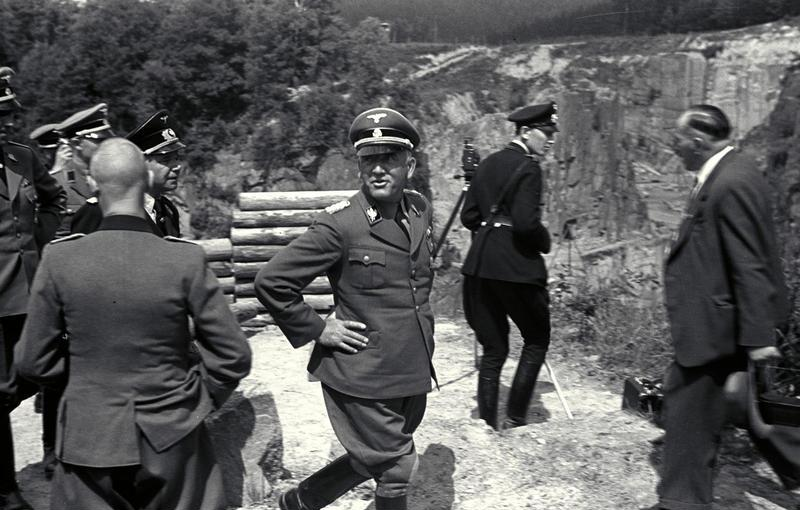
Oswald Pohl, il capo del WVHA, in visita al campo di concentramento di Mauthausen

Dal punto di vista operativo, le molteplici autorità di polizia e di sicurezza del Terzo Reich incaricate di salvaguardare il dominio nazista dell'Europa e annientare ogni oppositore o resistente, agivano con le misure della detenzione di polizia, Polizeihaft, che poteva colpire con l'arresto e la detenzione in un campo di concentramento tutte le persone ritenute pericolose per le loro idee o attività antitedesche, o della detenzione di sicurezza, Sicherungshaft, che colpiva chiunque avesse agito in modo da mettere in pericolo la sicurezza della Germania. Veniva inoltre praticata la politica degli ostaggi, "abitanti del paese che garantiscono con la loro vita del buon comportamento della popolazione", su cui poteva infierire la rappresaglia nazista in caso di attività di resistenza o ostruzionisimo antitedesco. Nel dicembre 1941 il feldmaresciallo Keitel diramò il famso decreto Nacht und Nebel ("Notte e nebbia") che prevedeva l'arresto immediato e la deportazione in Germania senza alcuna notifica ufficiale, di chiunque avesse mostrato ostilità verso la Wehrmacht. Da questo momento i campi di concentramento controllati dalle SS di Himmler e le camere di tortura gestite dalla Gestapo nelle città, divennero i centri fondamentali del sistema di oppressione e dominio del Terzo Reich sull'Europa.

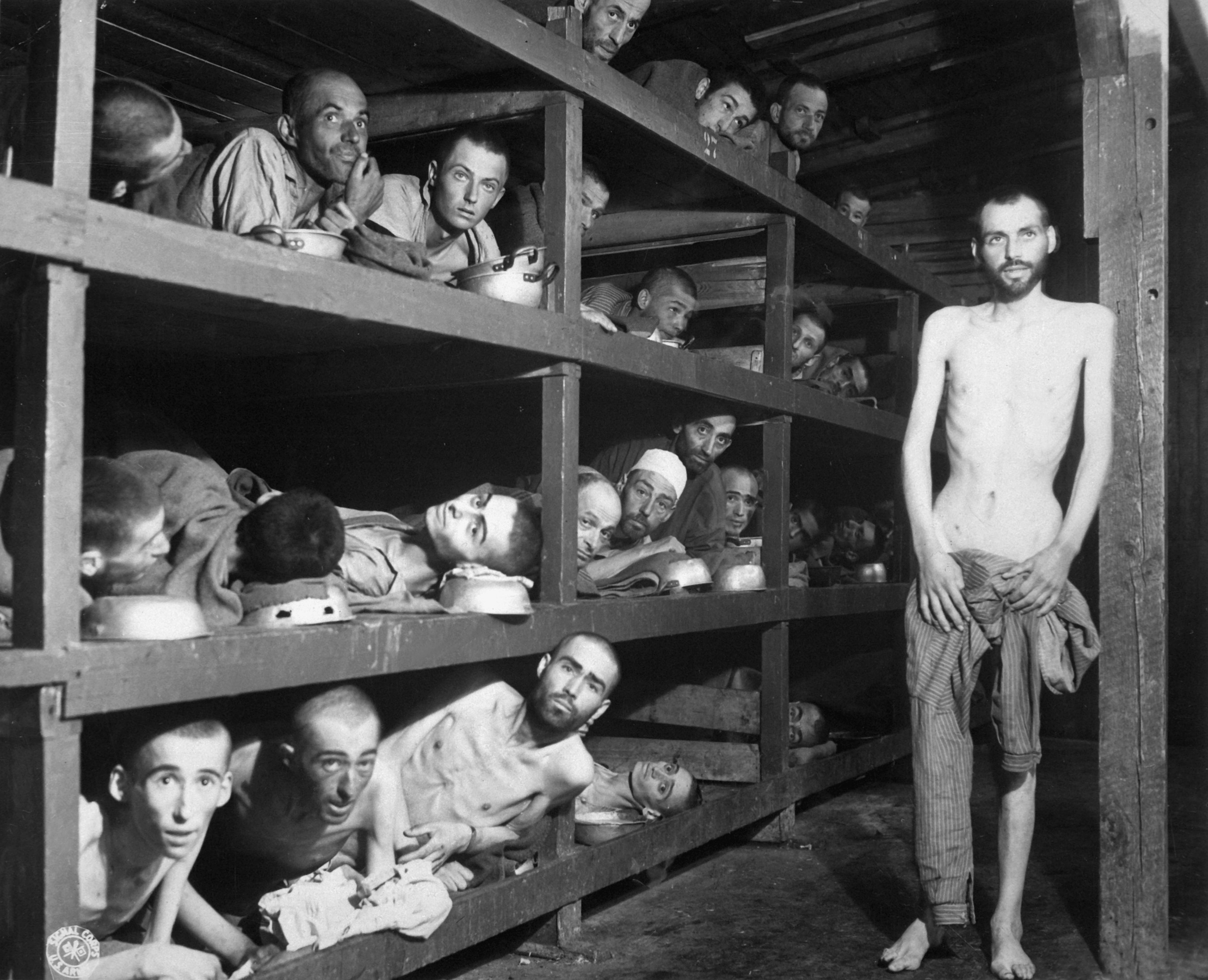
Detenuti del campo di concentramento di Buchenwald. Si riconosce Elie Wiesel (7º da sinistra nella 2ª fila dal basso)

I campi di concentramento della Germania nazista (Konzentrationslager, KZ) erano stati creati fin dal 1933 per imprigionare i tedeschi ostili al nuovo regime, principalmente comunisti, socialdemocratici, obiettori di coscienza, democratici cristiani, allo scopo di segregarli e "rieducarli". Il sistema dipendeva dalla SS di Himmler ed era gestito dai reparti speciali "Testa di Morto" del brutale Theodor Eicke; i campi iniziali più importanti furono Dachau, Buchewald, Mauthausen. La guerra provocò una trasformazione e un enorme incremento numerico dei campi di concentramento, la cui direzione passò nel 1939 alla sezione dell'RSHA guidata da Richard Glücks dal quartier generale di Sachsenhausen-Oranienburg. Nuovi campi furono installati in tutta Europa e la popolazione imprigionata crebbe in modo esponenziale comprendendo oltre ai vecchi detenuti politici, oppositori e nemici del nazismo stranieri, ostaggi, rastrellati per rappresaglia, persone comprese nel decreto "Notte e Nebbia", prigionieri sovietici, minoranze etniche "ostili", cosiddetti "asociali", ebrei. I campi di concentramento divennero delle città internazionali della sofferenza dove erano segregati in condizioni di estremo disagio centinaia di migliaia di persone di età, sesso, etnia, lingua diversa. I campi più grandi erano in funzione in Polonia, a Auschwitz, Majdanek e Stutthof, mentre a Ravensbruck era stato aperto un campo femminile; molti campi diedero a loro volta origine a "distaccamenti", come Buchenwald dove erano imprigionati oltre 40.000 detenuti disseminati in un centinaio di sezioni distaccate.
Il campo di concentramento nazista costituiva una realtà alienante e aberrante: guidato dal kommandantur, un ufficiale SS, disponeva di una piccola guarnigione di SS divisa tra sezione politica e sezione economica, che sfruttava la solerte collaborazione dei kapo, i prigionieri, generalmente criminali comuni, che avevano accettato di cooperare nella gestione e nel controllo. I deportati vivevano isolati in blocchi, senza alcun contatto con l'esterno, in condizione sanitarie deplorevoli; catalogati in gruppi separati per mezzo di distintivi identificativi triangolari nelle divise, e sottoposti a violenze e arbitri continui, erano anche scarsamente organizzati all'interno e a volte in conflitto tra loro.
Nella primavera 1942 il gigantesco sistema concentrazionario nazista venne profondamente riorganizzato; la direzione dei campi, sempre affidata ufficialmente a Glücks venne inserita nel SS-Wirtschafts- und Verwaltungshauptamt o WVHA, la nuova grande struttura amministrativa guidata dall'influente Oswald Pohl per gestire, nel quadro del sistema di potere delle SS, i centri di concentramento a scopi economici rendendoli in grado di produrre a favore dell'economia di guerra della Germania nazista. Pohl quindi diede disposizioni operative per diminuire la paurosa mortalità dei campi e per impiegare i prigionieri nell'industria tedesca. Le SS controllavano direttamente questo sistema produttivo basato su una mano d'opera schiavistica a costo zero, reintegrabile a volontà, sempre disponibile, senza alcuna esigenza. Milioni di prigionieri dei lager furono impiegati nelle grandi fabbriche tedesche e anche nelle localizzazioni segrete sotterranee, in ambienti insalubri e in condizioni di lavoro estreme. La crescita dell'impero economico delle SS scatenò la conflittualità tra Himmler e Speer che fu risolta da Hitler favorendo sostanzialmente i programmi del ministro degli armamenti, ma l'organizzazione del sistema concentrazionario-produttivo pianificata dalle SS delineava compiutamente il progetto di dominio del nazismo sul mondo dopo l'attesa vittoria, basato sulla divisione tra i padroni tedeschi e i lavoratori servili a disposizione del Terzo Reich "millenario".

### Olocausto
La politica razzista e antisemita di Hitler e del nazismo si era manifestata praticamente fin dalla presa del potere in Germania nel 1933; le principali tappe di questa politica di persecuzione antiebraica rivolta contro gli ebrei tedeschi erano state le misure discriminatorie sociali ed economiche stabilite nelle leggi di Norimberga e il programma di "arianizzazione economica" forzata che aveva messo sotto il controllo di amministratori tedeschi tutte le imprese ebraiche. Contemporaneamente venne promossa con la massima determinazione una campagna di propaganda per instillare nel popolo tedesco l'odio e il disprezzo per gli ebrei.

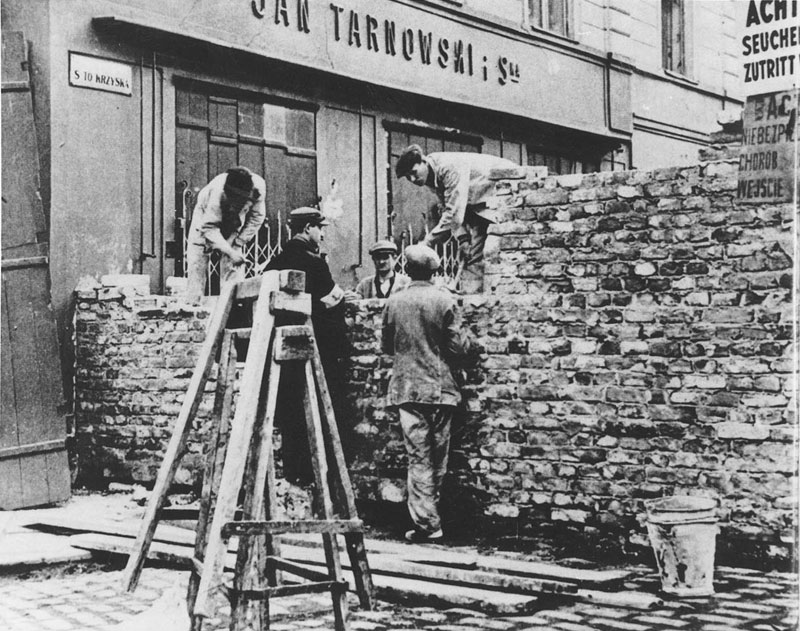
Costruzione del muro nel ghetto di Varsavia, per isolare completamente l'enclave ebraica dal resto della città

L'inizio della guerra mondiale cambiò la situazione e diede modo al regime nazista, come Hitler in persona aveva anticipato in numerosi discorsi pubblici in cui aveva macabramente minacciato gli ebrei di annientamento totale, di procedere a una crudele e continua radicalizzazione, già preannunciata dal pogrom della notte dei cristalli del 1938. Le continue conquiste della Germania in Europa nel 1939-1941 misero sotto il controllo dei nazisti milioni di ebrei, principalmente stanziati nell'Europa dell'est, e resero problematico e sostanzialmente inattuabile un programma di deportazione all'estero e di emigrazione forzata che in un primo momento era sembrata la soluzione più pratica per "liberare" l'Europa nazista del "problema ebraico". L'organizzazione di una cosiddetta "riserva ebraica" nel Governatorato generale si dimostrò impraticabile per mancanza di spazio e di strutture adeguate e anche il cosiddetto "piano Madagascar" fu definitivamente abbandonato entro il 1942 per l'impossibilità concreta di effettuare i massicci trasferimenti via mare nella lontana isola africana.
I dirigenti tedeschi misero in atto subito dopo l'inizio della guerra una soluzione provvisoria per concentrare, controllare e perseguitare più agevolmente gli ebrei, riattivando o costituendo dal nulla i cosiddetti ghetti ebraici nelle maggiori città polacche e lituano, dove la popolazione venne ammassata in situazione di isolamento e promiscuità durissime, con condizioni sanitarie pessime. I tedeschi attivarono anche perversi sistemi per ottenere la collaborazione degli ebrei stessi nel programma di identificazione e selezione, concedendo una formale autonomia amministrativa ai cosiddetti Judenrat, "consigli ebraici" che, nel tentativo di mostrare docilità e volontà di collaborazione e quindi risparmiare peggiori sofferenze ai ghettizzati, in realtà divennero complici della segregazione e della persecuzione nazista, favorirono le divisioni e le conflittualità interne e non riuscirono neppure a salvare i membri della comunità ebraica. La vita nei ghetti, che come nel caso di Varsavia erano abitati da centinaia di migliaia di persone, era estremamente disagevole; tuttavia si trattava solo di una situazione provvisoria in attesa della "soluzione finale del problema ebraico".

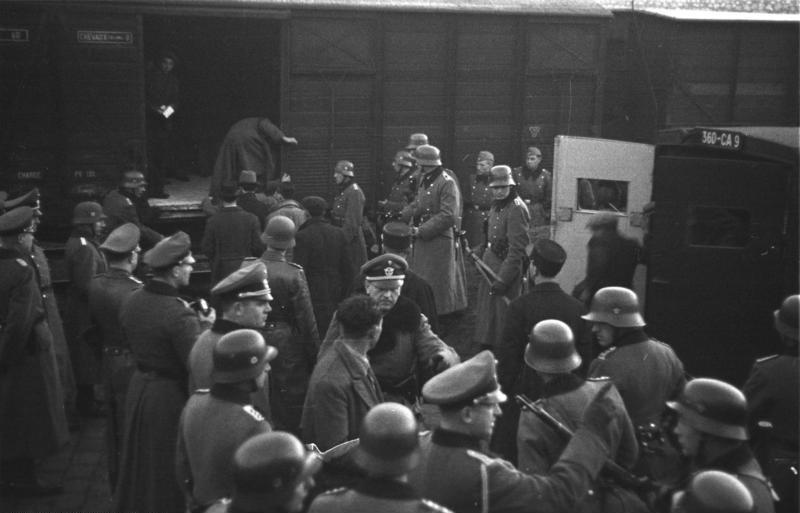
Militari della Ordnungspolizei caricano sui convogli per la deportazione all'est ebrei di Marsiglia

La radicalizzazione estrema e definitiva della politica della Germania nazista verso gli ebrei venne indubbiamente favorita dall'inizio dell'operazione Barbarossa che fu caratterizzato dalla barbarica azione degli Einsatzgruppen delle SS che uccisero in massa con procedure crudeli e non organizzate gli ebrei abitanti nei territori dell'est spesso in collaborazione con gruppi antisemiti locali, attivi in particolare negli stati baltici e in Ucraina; entro il 1943 furono eliminati dagli Einsatzgruppen circa 630.000 ebrei sovietici. La "soluzione finale del problema ebraico" entrò nella sua fase decisionale ed esecutiva nell'estate 1941 con la direttiva di Göring indirizzata a Heydrich, di studiare le misure più adeguate. Gli storici dell'Olocausto non sono concordi sul momento e sulle motivazioni della decisione di Hitler e dei dirigenti nazisti di procedere allo sterminio sistematico di tutti gli ebrei presenti nella sfera di influenza tedesca; secondo lo storico Saul Friedländer la decisione potrebbe essere stata presa in considerazione dal Führer nel mese di ottobre 1941 e confermata definitivamente a dicembre dopo l'entrata in guerra degli Stati Uniti e la controffensiva sovietica a Mosca.

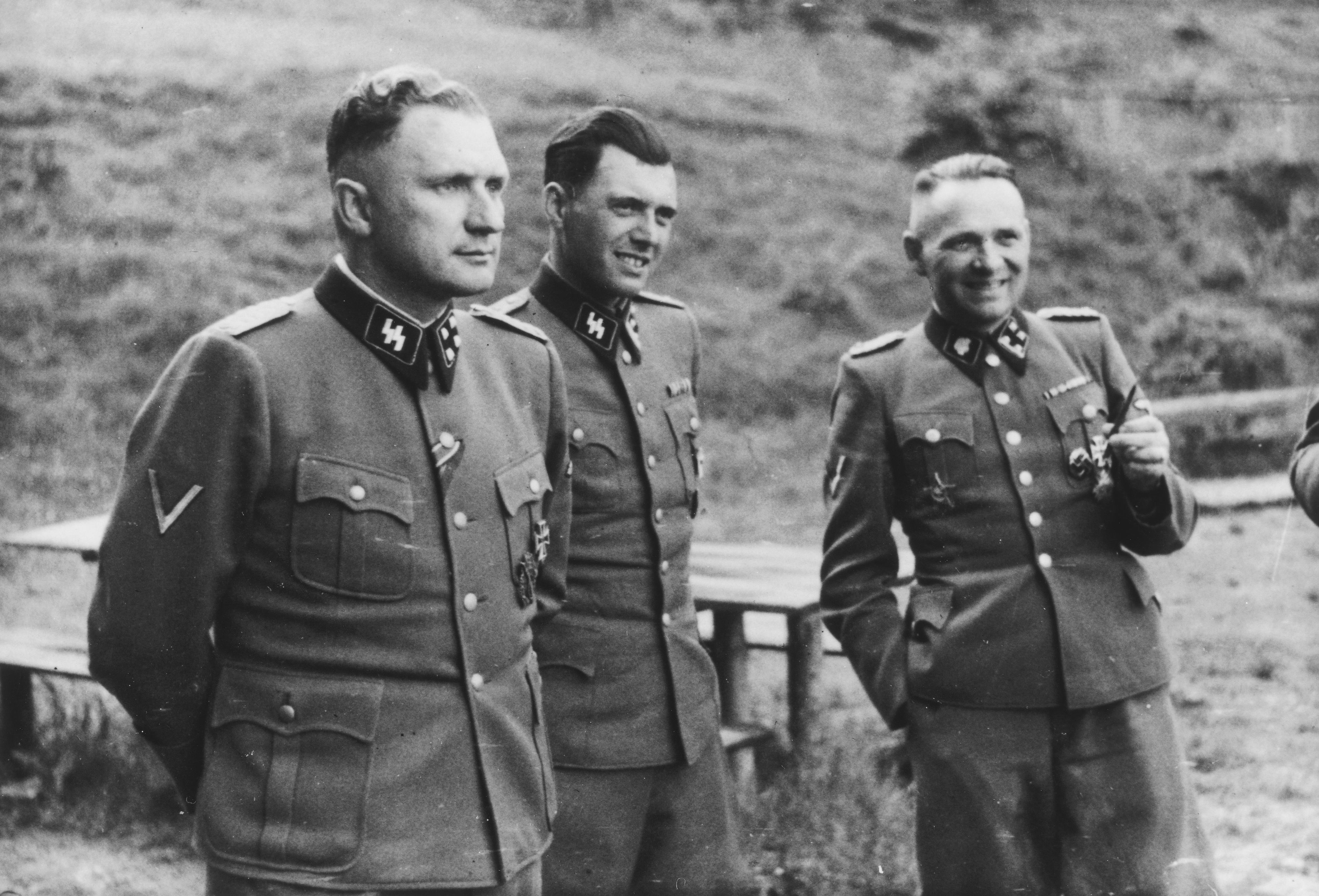
Ufficiali SS del campo di Auschwitz, da sinistra, Richard Baer, il dottor Josef Mengele e il direttore del campo Rudolf Höß

Se la decisione fosse stata prese effettivamente in questo periodo di deterioramento della situazione militare tedesca, potrebbe essere riconducibile, secondo gli storici Enzo Collotti e John Lukacs in modo predominante a motivazioni ideologiche per fornire un ammonimento ad altre popolazioni occupate, e soprattutto per la volontà di esaltare lo spirito di resistenza del popolo tedesco ponendolo di fronte all'alternativa radicale del suo annientamento o di quello dei suoi nemici mortali. Si sarebbe trattato di dare dimostrazione di volontà "fanatica" di combattere fino in fondo, e di un "atto di vendetta" in anticipo nel caso, ritenuto probabile dal Führer già in questa fase della guerra, di una sconfitta della Germania. È possibile infine che con lo sterminio ebraico il regime nazista ritenesse che, nonostante le sconfitte, almeno un obiettivo del Terzo Reich sarebbe stato raggiunto e la compattezza e la capacità di resistenza tedesca sarebbe stata esaltata dalla "omogeneità razziale" dell'Europa nazista. Altri storici hanno invece datato la decisione di Hitler all'inizio dell'estate 1941, nel periodo delle grandi vittorie in Russia, e quindi riconducono il processo decisionale soprattutto al sentimento di euforia e trionfo dei dirigenti tedeschi in attesa dell'imminente successo con la possibilità di accelerare i tempi e procedere subito al coronamento della vittoria con l'attuazione della misura più radicale dell'annientamento degli ebrei.

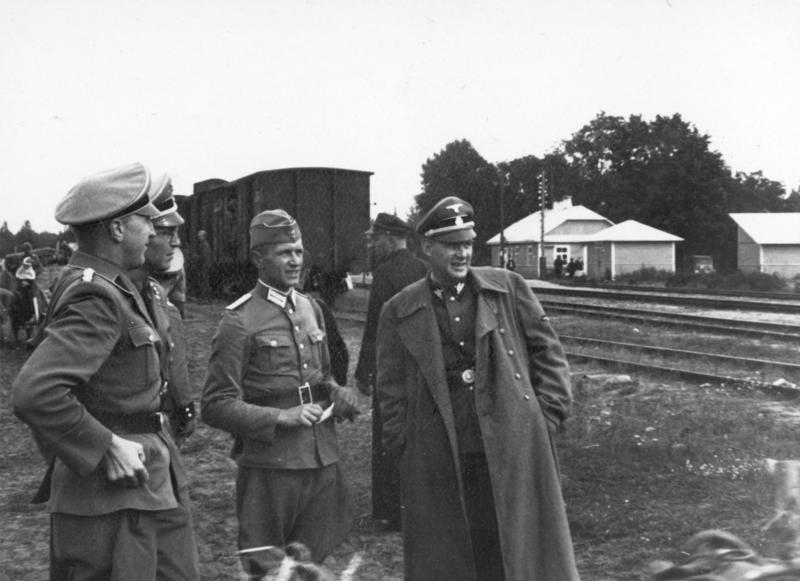
Ufficiali SS nel distretto di Lublino: l'ultimo a destra è Odilo Globočnik, l'esecutore dell'operazione Reinhard

La Conferenza di Wannsee del gennaio 1942 è stata considerata il momento decisivo in cui, sotto la presidenza di Heydrich, vennero stabilite le procedure, le competenze, le autorità e i meccanismi dello sterminio degli ebrei d'Europa, ma in realtà i primi programmi di annientamento con tecniche studiate razionalmente per ottenere risultati rapidi e raggiungere la massima efficienza, erano iniziati già nell'autunno 1941 con l'attivazione dei gaswagen nel Campo di sterminio di Chełmno e con i primi esperimenti con i gas nel campo di Auschwitz. Il programma sistematico tuttavia ebbe inizio nel 1942 nei campi di sterminio dell'operazione Reinhard e nel campo di sterminio di Auschwitz che venne enormemente potenziato per mettere in pratica le tecniche con lo Zyklon B. I tre campi di sterminio della Aktion Reinahrd, a Treblinka, Bełżec e Sobibór, in Polonia, attivati sotto la direzione del capo delle SS del distretto di Lublino, Odilo Globočnik, con la collaborazione di Christian Wirth e altri veterani dell'Aktion T4, il programma di eutanasia del Terzo Reich sospeso nel 1941, erano strutture adibite esclusivamente all'annientamento nelle camere a gas degli ebrei provenienti principalmente dai ghetti polacchi che vennero progressivamente svuotati spesso con la collaborazione dei comitati di autogoverno. I grandi campi di sterminio di Majdanek e Auschwitz invece erano molto più articolati e mantenevano anche strutture per permettere la temporanea sopravvivenza degli ebrei ritenuti idonei al lavoro; la maggior parte dei deportati tuttavia venivano trasferiti direttamente nelle camere a gas. Nel campo di Auschwitz, diretto da Rudolf Höß, furono deportati e sterminati con il gas Zyklon B la maggior parte degli ebrei dell'Europa occidentale e meridionale. Ogni tentativo di resistenza venne brutalmente stroncato; a Varsavia la rivolta del ghetto nella primavera del 1943 terminò con l'annientamento degli ebrei combattenti.

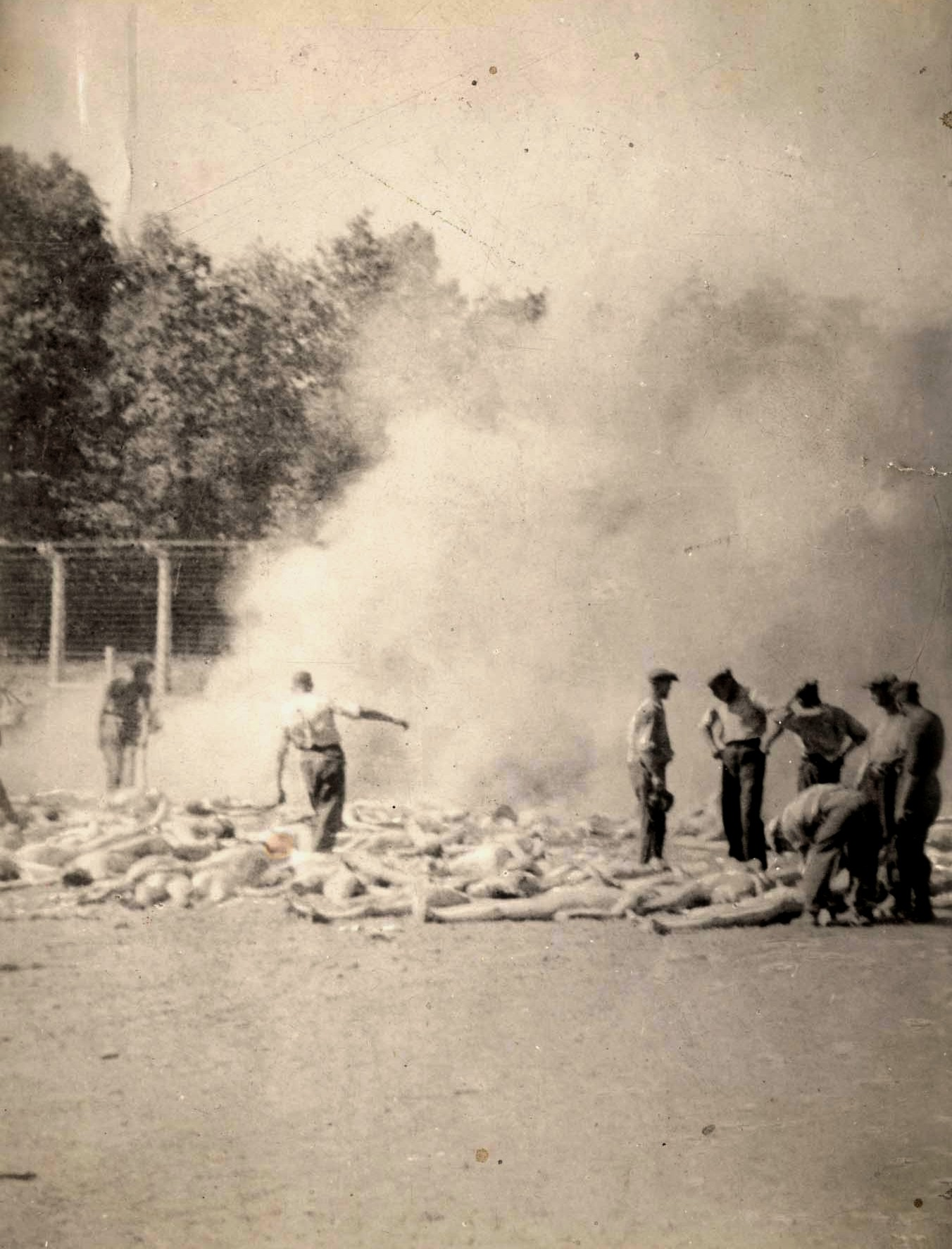
Uomini di un sonderkommando bruciano i cadaveri nel campo di sterminio di Auschwitz

Il programma di annientamento degli ebrei d'Europa venne proseguito dalla Germania nazista con il massimo impegno fino alla fine del 1944 e coinvolse la maggior parte delle strutture amministrative del Reich che mostrarono disciplina, preparazione tecnica e organizzativa nel perseguire l'obiettivo della "soluzione finale". Il processo aveva inizio con le operazioni di rastrellamento degli ebrei presenti nei vari paesi europei, preceduto da accurate pianificazioni e interventi diretti presso i governi "satelliti" o collaborazionisti da parte del responsabile della sezione della Gestapo dedicata alla gestione del "problema ebraico", Adolf Eichmann. I deportati venivano raccolti in campi provvisori da dove partivano i treni della Reichsbahn che sotto la direzione di Albert Ganzenmüller, effettuava con grande efficienza e precisione burocratica il trasferimento "verso l'est" in convogli appositamente predisposti, degli ebrei, uomini, donne, vecchi e bambini. I treni scaricavano le vittime direttamente nei campi di sterminio, dove i nuovi arrivati venivano sommariamente selezionati dai medici delle SS che inoltre svolgevano aberranti esperimenti medici sui prigionieri. Le micidiali "fabbriche della morte" erano sempre in funzione e lavoravano secondo le moderne tecniche industriali; gli ebrei destinati all'eliminazione immediata venivano trasferiti nelle camere a gas e uccisi; subito dopo i Sonderkommando, reclutati tra i prigionieri, si occupavano della raccolta degli effetti personali delle vittime e del trasporto dei cadaveri in enormi forni crematori dove i corpi venivano completamente bruciati.
Le vittime ebree dell'Olocausto sono state calcolate in circa 6 milioni, di cui almeno 3 milioni furono annientati nei campi di sterminio dell'est; secondo lo storico francese Henri Michel, questa inaudita operazione di omicidio in massa, perpetrata da uno "dei popoli più evoluti del mondo" per applicare una perversa ideologia fondata sul razzismo e la volontà di potenza, deve essere considerata "il crimine più atroce...di tutta la storia dell'umanità", commesso inoltre senza che potesse recare alcun vantaggio alla macchina da guerra della Germania

## La Germania in guerra

### La guerra totale

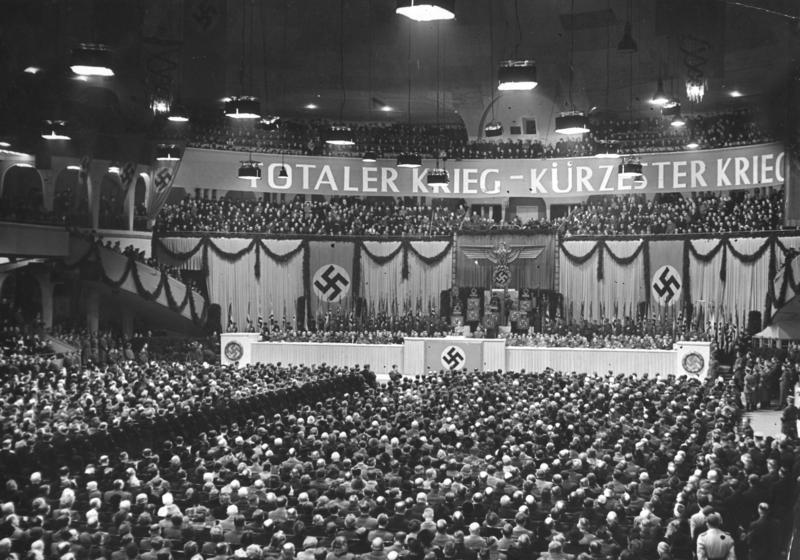
Lo sportpalast di Berlino dove Joseph Goebbels pronunciò il discorso sulla guerra totale il 18 febbraio 1943, sullo striscione la scritta "guerra totale - guerra più breve"

La Germania entrò in guerra con un'industria degli armamenti moderna e una produzione doppia rispetto alla Gran Bretagna, ma la concezione della Guerra lampo di Hitler non prevedeva un lungo conflitto di logoramento e di conseguenza lo sviluppo dell'industria bellica fu lento almeno fino al 1942 mentre non vennero istituite limitazioni importanti allo sviluppo della vita civile. Hitler era deciso, anche per conservare il consenso dell'opinione pubblica, a non abbassare il tenore di vita della popolazione; non voleva limitare la produzione agricola ed era intenzionato a limitare fortemente la partecipazione delle donne tedesche allo sforzo bellico secondo le linee delle sue concezioni ideologiche e razziali. Fino al 1942 le materie prime e la produzione di base vennero suddivise in parti uguali tra settore civile e industria degli armamenti. In questo modo era impossibile incrementare significativamente la produzione per combattere una lunga guerra intercontinentale e infatti la produzione tedesca di aerei fu nel 1941 di 12.000 velivoli e nel 1942 aumentò solo a 15.000, mentre i carri armati usciti dalle fabbriche tedesche furono 5.100 nel 1941 e 9.400 nel 1942; erano cifre assolutamente insufficienti, nettamente inferiori ai risultati produttivi conseguiti nello stesso periodo da Gran Bretagna, Unione Sovietica e soprattutto Stati Uniti.
La catastrofe di Stalingrado nel gennaio 1943 segnò un momento decisivo anche per lo sviluppo economico e civile della Germania nazista. Il ministro della propaganda Joseph Goebbels era da tempo convinto della necessità di una mobilitazione di tutte le risorse economiche e umane della Germania per evitare la sconfitta e quindi colse l'occasione della disfatta per promuovere in modo clamoroso la sua visione delle cose, sintetizzata nel concetto di "guerra totale", e sollecitare Hitler a prendere decisioni radicali in questo senso. Nel famoso discorso del 18 febbraio 1943 a Berlino, Goebbels proclamo con toni esaltati che la "guerra totale doveva essere messa all'ordine del giorno" che era "giunta l'ora di far smuovere gli scansafatiche" e che bisognava mettere da parte i "riguardi borghesi". Il ministro della propaganda avrebbe voluto l'adozione immediata di misure radicali per la mobilitazione totale della nazione e sembrò trovare il consenso dei suoi ascoltatori dello Sportpalast di Berlino, ma la realtà era diversa. Nei mesi successivi l'opinione pubblica e gli stessi dirigenti del Reich non diedero prova di aderire entusiasticamente alla radicalizzazione promossa da Goebbels, mentre lo stesso Hitler parlò in termini generali di "preparazione del popolo tedesco a compiere sforzi eccezionali" senza entrare in dettagli pratici.
In realtà il Fuhrer manteneva forti riserve verso la radicalizzazione proposta da Goebbels; il 21 marzo 1943 egli parlò in pubblico, ammise le perdite subite all'est ma si mostrò ancora sicuro della vittoria dopo la recente stabilizzazione del fronte seguita alla riconquista di Char'kov. Hitler tuttavia non impose reali provvedimenti di guerra totale e cercò al contrario di rallentare o mettere da parte i progetti più radicali; egli continuò a ritenere essenziale non interferire eccessivamente con la vita privata dei cittadini e non eliminare completamente gli svaghi e la vita sociale. Hitler invece enfatizzò ancora una volta la necessità di una radicalizzazione rivolta verso l'esterno, con misure di sfruttamento dei paesi occupati e la mobilitazione dell'intera Europa; soprattutto il Fuhrer tornò a concentrare la sua attenzione sulla "guerra razziale" e la "guerra di sterminio" contro gli ebrei ritenuti "il collante della coalizione nemica" e fece pressioni sui suoi alleati europei affinché procedessero alle misure antiebraiche più radicali di deportazione e annientamento.

### La mobilitazione economica

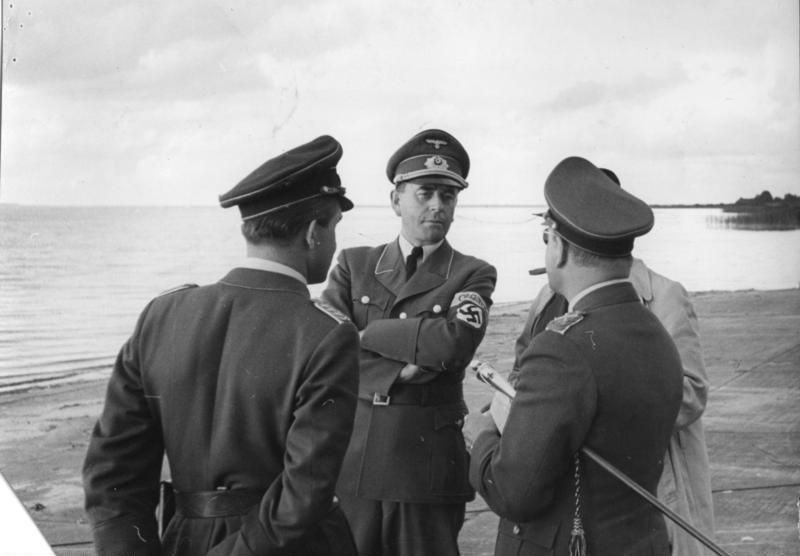
Al centro Albert Speer in conversazione con Adolf Galland, di spalle a sinistra, ed Erhard Milch, a destra

La morte l'8 febbraio 1942 in un incidente aereo di Fritz Todt, ministro degli armamenti e delle munizioni, segnò un momento decisivo per l'industria bellica del Terzo Reich; Hitler nominò al posto di Todt il giovane, energico e ambizioso architetto Albert Speer che diede subito prova di notevole abilità amministrativa e di grande capacità di influenzare Hitler allo scopo di accrescere il suo potere e assumere un ruolo dominante sull'industria degli armamenti. Speer riuscì a far approvare da Hitler le sue idee sull'organizzazione e sul programma di sviluppo.

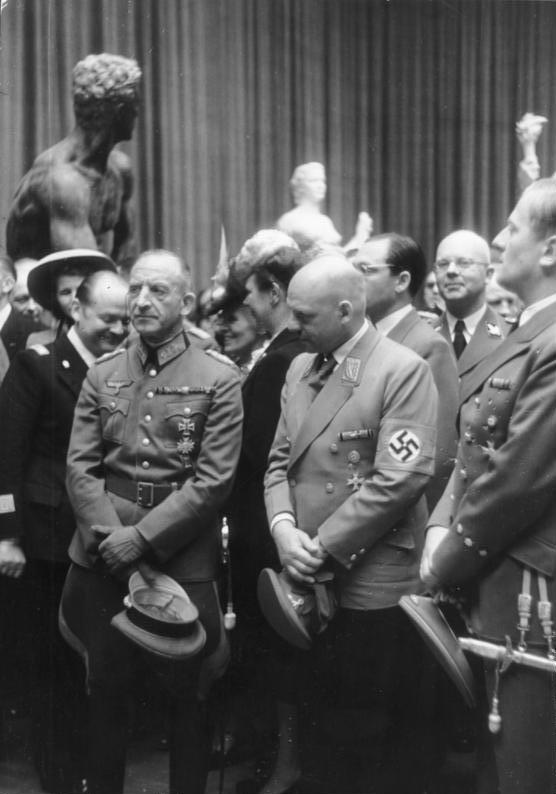
A destra nella foto, Fritz Sauckel, il "plenipotenziario per la mobilitazione della forza lavoro" del Reich

Nell'aprile 1942 Speer ottenne anche la costituzione della "Zentrale Planung", il Comitato per la pianificazione centralizzata, che avrebbe dovuto controllare l'assegnazione delle materie prime; composto dallo stesso Speer e dai segretari di stato Erhard Milch per la Luftwaffe e Paul Körner per il Piano quadriennale, avrebbe ulteriormente accresciuto il potere del ministro su tutto il settore degli armamenti. Speer divenne anche "Plenipotenziario generale per gli armamenti nel quadro del Piano quadriennale", solo apparentemente subordinato a Göring, e nel autunno 1943 assunse anche la carica di "ministro degli armamenti e della produzione di guerra". Il giovane ministro potenziò il sistema dei comitati composti da specialisti dell'industria che avevano l'incarico di studiare i migliori procedimenti produttivi e l'assegnazione delle materie prime; Speer privilegiò sicuramente l'industria privata e infatti tutti i nuovi dirigenti provenivano dal mondo capitalistico, i grandi industriali avevano un ruolo decisivo nel consiglio degli armamenti. Nonostante l'ostruzionismo dei rivali Himmler e Göring, il sistema produsse sicuramente un miglioramento della situazione economica della Germania: nel 1943 aumentò in maniera significativa l'estrazione del carbone e la produzione di acciaio e di alluminio; l'approvvigionamento di metalli rari venne assicurato grazie alle forniture di Turchia, Spagna e Portogalli, mentre fu incrementata anche l'estrazione del petrolio rumeno e soprattutto crebbe fino a 3.840.000 tonnellate la produzione di carburanti e oli sintetici.
Con 11 milioni di soldati tedeschi impegnati nella Wehrmacht, l'insufficienza della manodopera, costituita da 30 milioni di persone nell'autunno 1943, divenne un punto debole fondamentale della macchina da guerra del Terzo Reich. La direzione della manodopera da parte del nuovo "Plenipotenziario per la mobilitazione della forza lavoro" (Generalbevollmächtigter für den Arbeitseinsatz), Fritz Sauckel, basata sulla coercizione e sulla violenza, si dimostrò scarsamente efficiente. Nove milioni di lavoratori stranieri, di cui il 40% sovietici, il 25% francesi, il 15% polacchi, vennero trasferiti in Germania attraverso la propaganda, un sistema di incentivi, provvedimenti come l'"avvicendamento" in Francia tra lavoratori e prigionieri di guerra, soprattutto per mezzo di requisizioni forzate e deportazioni. In Europa ben presto crebbe l'opposizioni ai trasferimenti; si moltiplicarono i rifiuti di obbedienza, le manovre per sfuggire al trasferimento; alcuni passarono alla resistenza attiva. Per supplire alle carenze del sistema, si ricorse quindi ai prigionieri di guerra e agli internati nei campi di concentramento; nel febbraio 1944 l'8% della manodopera della Germania, circa 2.500.000 persone, era costituita da prigionieri di guerra, impiegati prevalentemente in lavori agricoli scarsamente qualificati ma in parte anche direttamente nelle grandi fabbriche. La politica razzista della Germania nazista influì in modo determinante sulla produttività del sistema: i prigionieri sovietici subirono condizioni di vita estreme e la mortalità fu altissima mentre anche i civili sovietici, considerati "esseri inferiori", vennero sottoposti a una rigida disciplina, a maltrattamenti e a condizioni di vita miserabili.

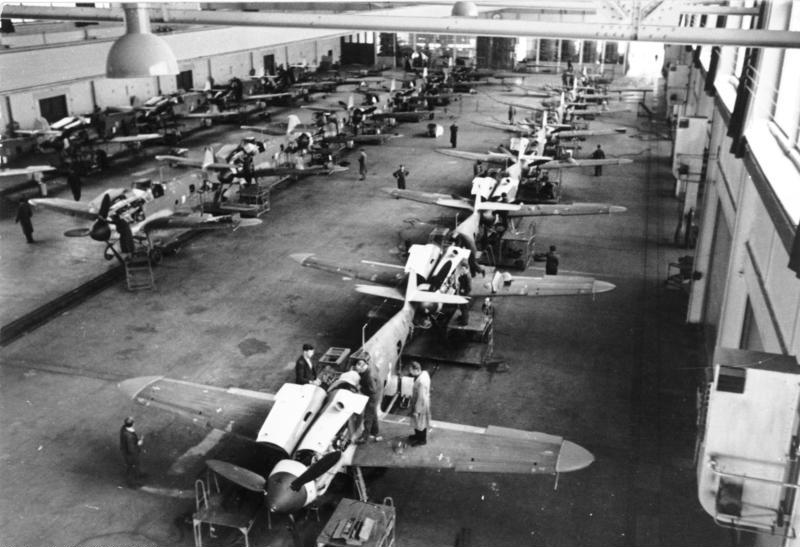
Linea di montaggio di caccia Messerschmitt Bf 109

L'impiego dei prigionieri dei campi di concentramento provocò un contrasto tra Himmler, che avrebbe voluto costruire nuove fabbriche direttamente vicino ai campi, e Speer che invece, ritenne che per motivi economici e produttivi fosse molto più semplice e razionale trasferire i deportati in fabbriche già approntate lontano dai luoghi di detenzione; nel settembre 1942 Hitler approvò i progetti di Speer e quindi sezioni distaccate dei campi vennero costituite accanto alle grandi fabbriche preesistenti; gli ebrei vennero esclusi dal lavoro negli stabilimenti per la produzione di armamenti. Tutte le grandi concentrazioni industriali tedesche impiegarono, oltre ai prigionieri, gli internati dei campi di concentramento; solo la IG Farben utilizzava circa 60.000 deportati nella fabbrica di gomma sintetica vicino ad Auschwitz; i prigionieri lavorarono, in condizioni deplorevoli, anche nelle grandi strutture sotterranee di Dora, Laura e Ebensee, dove si producevano le armi segrete del Reich.

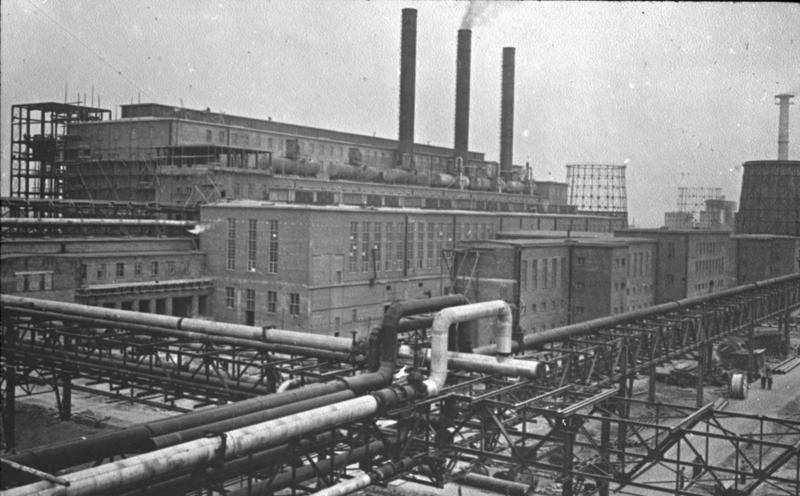
Lo stabilimento IG Farben ad Auschwitz

Con questi metodi brutali e attraverso opportune decisioni operative di razionalizzazione della produzione in serie, di specializzazione degli impianti e di riduzione degli sprechi e della dispersione su troppi modelli di armi, Speer a partire dal 1943 ottenne indubbiamente risultati notevoli. Il ministro convinse anche Hitler a suddividere razionalmente il lavoro concentrando la produzioni dei beni di consumo nelle fabbriche dei paesi occupati i cui lavoratori quindi non sarebbero più stati sottoposti a trasferimento, e assegnando la produzione degli armamenti alle fabbriche specializzate in Germania. Dal punto di vista delle scelte produttive Speer seguì le indicazioni dell'alto comando della Wehrmacht e diede assoluta priorità agli armamenti destinati all'impiego nel decisivo Fronte orientale: armi anticarro, mitragliatrici, cannoni, munizioni di fanteria, carri armati, mezzi motorizzati.
I risultati raggiunti dall'industria degli armamenti tedesca, nonostante la carenza di materie prime e di manodopera e i bombardamenti alleati, furono molto importanti: la produzione di cannoni fu doppia nel 1943 rispetto al 1942; i carri armati prodotti nel 1943 furono 19.880 e 27.300 nel 1944, in buona parte dei nuovi modelli pesanti superiori ai mezzi corazzati del nemico. La produzione aeronautica, nonostante gli errori di pianificazione e i contrasti tra i dirigenti del Reich, crebbe ugualmente in modo significativo, nel 1943 furono prodotti 24.000 aerei e 38.000 nel 1944. Nonostante i brillanti risultati raggiunti dalla macchina produttiva di Speer tuttavia la produzione di armamenti non fu mai adeguata per le enormi esigenze belliche della macchina da guerra del Terzo Reich impegnata praticamente da sola contro una potente coalizione mondiale. La Germania nazista venne schiacciata soprattutto dalla soverchiante superiorità produttiva dell'industrie di armamenti delle tre principali potenze alleate, e in particolare dall'impressionante capacità industriale dell'arsenale americano.

### Consenso e propaganda

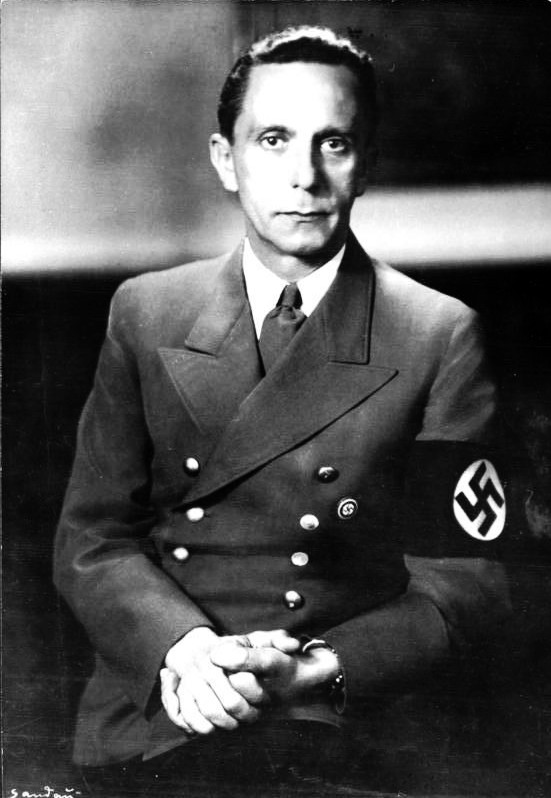
Il ministro della propaganda Joseph Goebbels

L'apparato di propaganda del Terzo Reich in guerra era gigantesco e frazionato teoricamente tra il ministero degli esteri, il servizio stampo diretto da Otto Dietrich, la propaganda del partito nazista guidata da Max Amann, e le apposite sezioni della propaganda all'interno della Wehrmacht. In realtà tuttavia, nonostante questa dispersione, il ruolo decisivo e l'ispirazione generale venne sempre svolto da Joseph Goebbels e dal suo ministero della Propaganda, una organizzazione capillare con oltre 14.000 addetti che disponeva di giornali e soprattutto delle trasmissioni radiofoniche.

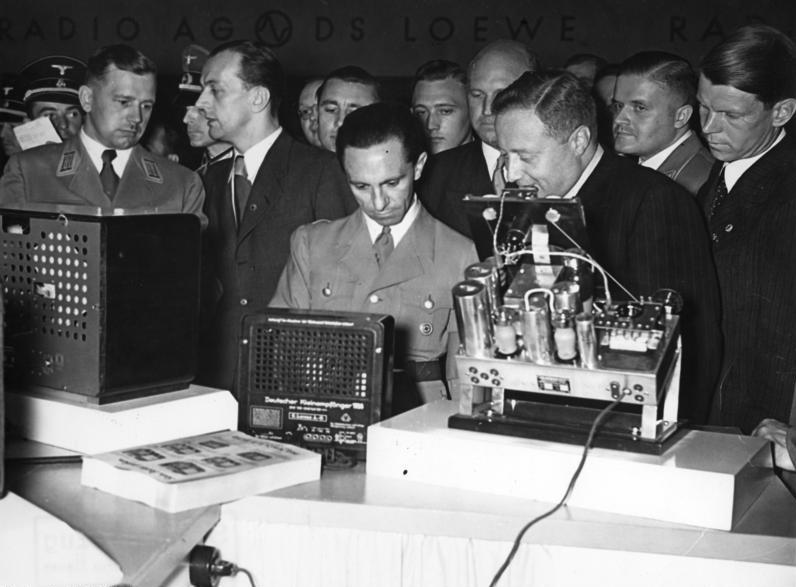
Goebbels esamina gli apparati delle stazioni radiofoniche del Reich

Goebbels, personalità contraddittoria e priva di scrupoli, fu il creatore del mito del Führer e fu in grado con le sue moderne tecniche manipolatorie di costruire, con grandiosi rituali scenografici, una coesione spirituale nel popolo tedesco, cercando di trasformare le persone in automi, disciplinati e immersi in una massa compatta, uniforme e ideologizzata secondo le linee guida razziste del nazismo. La propaganda di Goebbels, sviluppata con tecniche scientifiche, si dimostrò particolarmente efficace nei confronti dei soldati tedeschi; venne promossa una coscienza nazionale omogenea e fu potenziata, in particolare negli ultimi anni, la formazione ideologica delle truppe. Gli argomenti principali della propaganda di Goebbels furono sempre quelli rivolti contro i presunti nemici irriducibili del Reich, desiderosi di annientare il popolo tedesco: i bolscevichi, i plutocrati, soprattutto gli ebrei; inoltre si affermò instancabilmente l'invincibilità dell'esercito tedesco e si esaltò le qualità carismatiche e salvatrici del Führer, protettore e scudo del popolo tedesco circondato di nemici.
L'evoluzione sempre più sfavorevole della guerra costrinse Goebbels e i suoi uomini a cambiare i toni della loro propaganda, passando dal trionfalismo del periodo delle vittorie all'esaltazione fanatica e alla passionalità tragica del periodo delle sconfitte. Hitler divenne "Atlante che sopportava sulle spalle il peso del mondo" mentre il soldato tedesco era il "difensore della civiltà" che non risparmiava il suo sangue per la salvezza della Germania e dell'Europa dalla barbarie giudeo-plutocratico-bolscevica. La dichiarazione pubblica degli Alleati occidentali alla conferenza di Casablanca sulla resa incondizionata venne sfruttata per descrivere in termini apocalittici il destino della Germania in caso di sconfitta. I risultati raggiunti da questa propaganda grossolana furono notevoli anche in questa fase del conflitto: la popolazione rimase disciplinatamente obbediente anche se la guerra era diventata sempre più dolorosa e fino all'ultimo Goebbels fu in grado di sostenere la combattività dei soldati e supportare la resistenza del popolo tedesco evitando un crollo del fronte interno.

### Opposizioni e complotti

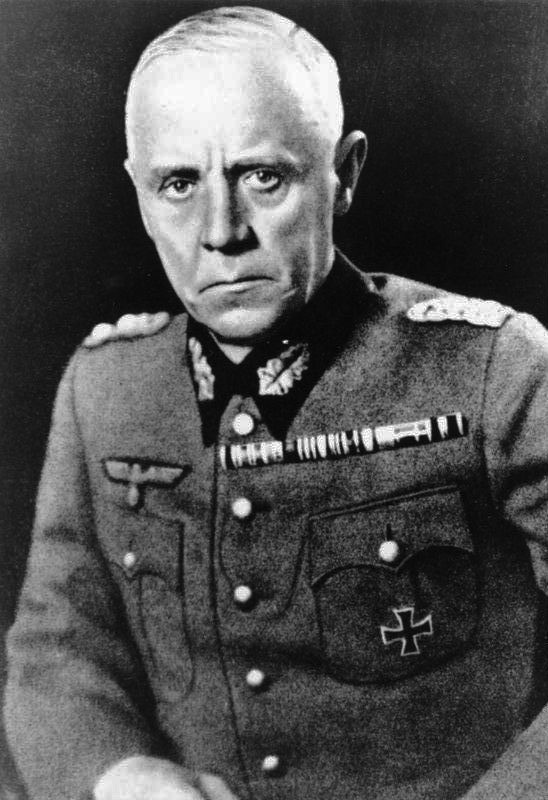
Il generale Ludwig Beck

Le prime cospirazioni contro Hitler e il regime nazista, sorte durante la crisi dei Sudeti sotto la direzione principalmente di alti ufficiali dell'esercito come i generali Ludwig Beck e Franz Halder timorosi di una catastrofe per la Germania a seguito della politica aggressiva hitleriana, si erano rapidamente sfaldate dopo il clamoroso successo del Fuhrer alla conferenza di Monaco. Successive manovre cospiratorie nell'inverno 1939-40 non avevano portato a nulla di fronte alle sensazionali vittorie della Wehrmacht e al conseguente straordinario consenso popolare di Hitler. La resistenza tedesca al nazismo riprese la sua attività e accrebbe la sua forza e la sua determinazione solo dopo le prime sconfitte sul Fronte orientale nell'inverno 1941-42 ed ebbe il suo nucleo iniziale in alcuni giovani ufficiali dello stato maggiore del Gruppo d'armate Centro, sotto la direzione del colonnello Henning von Tresckow. Un secondo centro di opposizione al nazismo, fu costituito all'interno dell'Abwehr, il servizio segreto militare, intorno a due ufficiali importanti come Hans Oster e Hans von Dohnanyi che inoltre erano in contatto con il generale Friedrich Olbricht responsabile dell'ufficio generale del OKH.
Questi gruppi militari ripresero i collegamenti con la vecchia resistenza di Beck, Carl Friedrich Goerdeler e Ulrich von Hassell e anche con il cosiddetto circolo di Kreisau, un gruppo di discussione organizzato da Helmuth James Graf von Moltke e Peter Yorck von Wartenburg per sviluppare progetti politici basati su alti ideali di umanità e giustizia sociale. I vari raggruppamenti eterogenei della resistenza si coordinarono con il gruppo del colonnello von Tresckow al Gruppo d'armate Centro e presero le prime decisioni operative e organizzative; Beck venne designato come principale dirigente, mentre il generale Olbricht propose di impiegare il programmi già stabiliti dell'operazione Valchiria per organizzare il colpo di stato. L'elemento scatenante del colpo di stato sarebbe stato costituito dall'uccisione di Adolf Hitler.

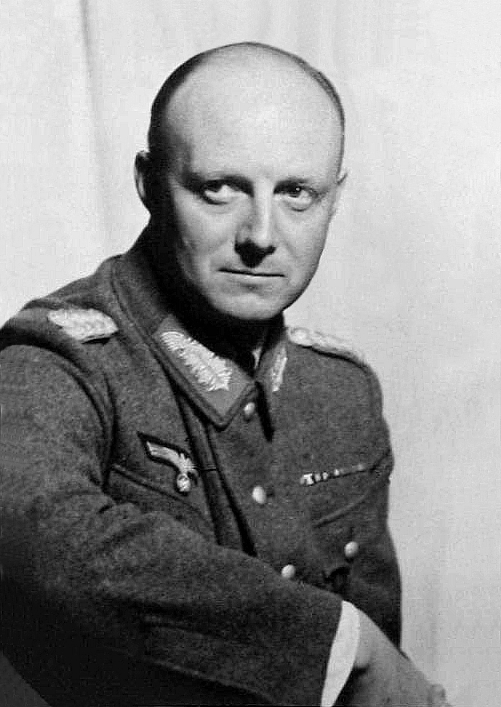
Il colonnello Henning von Tresckow

I progetti per assassinare Hitler si succedettero nel corso del 1943 ma tutti si conclusero con totali fallimenti dovuti a circostanze sfortunate o all'indecisione degli esecutori; due tentativi nel corso di visite del Fuhrer al quartier generale del Gruppo d'armate Centro vennero annullati all'ultimo momento, la bomba collocata nell'aereo di Hitler di ritorno dal Fronte orientale nel marzo 1943 non esplose, mentre anche il piano del colonnello von Gersdorf di farsi saltare in aria insieme a Hitler durante una visita a una esposizione di armi catturate, finì nel nulla. Nel corso del 1943 inoltre l'apparato repressivo della Gestapo iniziò a individuare le fila della macchinazione: il nucleo dell'Abwehr venne neutralizzato, mentre il colonnello von Trescow fu trasferito indebolendo il nucleo al Gruppo d'armate Centro. Fallirono anche i tentativi dei cospiratori di coinvolgere grandi personalità dell'esercito: i feldmarescialli von Manstein, von Rundstedt e von Kluge si rifiutarono di partecipare attivamente al complotto.

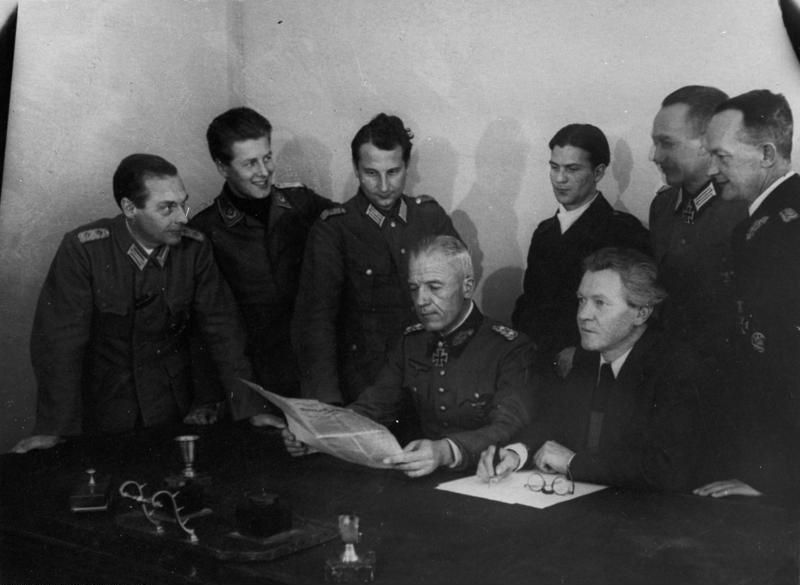
Membri del Comitato nazionale per una Germania libera nel 1943, da sinistra: colonnello van Hooven, tenente Heinrich Graf von Einsiedel, maggiore Karl Hetz, generale Walther von Seydlitz-Kurzbach, soldato Zippel, Erich Weinert, colonnello Steidle, generale Lattmann

Al di fuori dei circoli delle elite politico-militari, nei primi anni di guerra, caratterizzati dalle grandi vittorie, nella popolazione tedesca, sotto l'influsso anche dell'abile propaganda di Goebbels e il controllo dell'apparato repressivo, non si sviluppò alcuna resistenza al nazismo che al contrario poté godere dell'approvazione della grande maggioranza. Negli ultimi anni invece si manifestarono soprattutto i segni di una ostilità passiva causata in particolare dallo scoraggiamento per l'andamento sempre più negativo del conflitto. Le chiese espressero pubblicamente la loro condanna degli eccessi del regime e del suo neo-paganesimo ma non influirono in modo significativo sugli eventi e non rifiutarono di esprimere preghiere "per il popolo tedesco e il suo Fuhrer"; ugualmente inefficaci furono i tentativi di sabotaggio e propaganda dei piccoli nuclei rimasti di comunisti tedeschi e le manifestazioni di resistenza umanitaria di giovani studenti come il movimento della "Rosa Bianca" di Hans e Sofie Scholl. In pratica quindi una resistenza popolare al regime nazista non esistette mai come del resto la propaganda alleata avrebbe continuato ad affermare per tutta la durata del conflitto.
Non ebbero reale influenza sugli avvenimenti neppure le attività antinaziste della cosiddetta "Lega degli ufficiali tedeschi" (Bund Deutscher Offiziere), creata in Unione Sovietica, su iniziativa della dirigenza sovietica per potenziare l'azione del "Comitato nazionale per una Germania libera" (Nationalkomitee Freies Deutschland) diretto da Erich Weinert insieme agli esuli comunisti e con la partecipazione di ufficiali tedeschi prigionieri. La "Lega degli ufficiali tedeschi" organizzata nel settembre 1943, fu diretta dal generale Walther von Seydlitz-Kurzbach e da altri ufficiali superiori catturati nella battaglia di Stalingrado, ma, nonostante la partecipazione nell'estate 1944 anche del feldmaresciallo Paulus e di molti generali catturati in Bielorussia, non ottenne risultati di rilievo: la propaganda al fronte non ebbe alcun successo sui soldati tedeschi e dal punto di vista politico, nonostante le forti preoccupazioni di Hitler, la Lega non poté esercitare alcuna attività concreta in Germania. Al termine della guerra Stalin, deciso a organizzare uno stato tedesco comunista, sciolse rapidamente sia la Lega sia il Comitato.

### La Luftwaffe

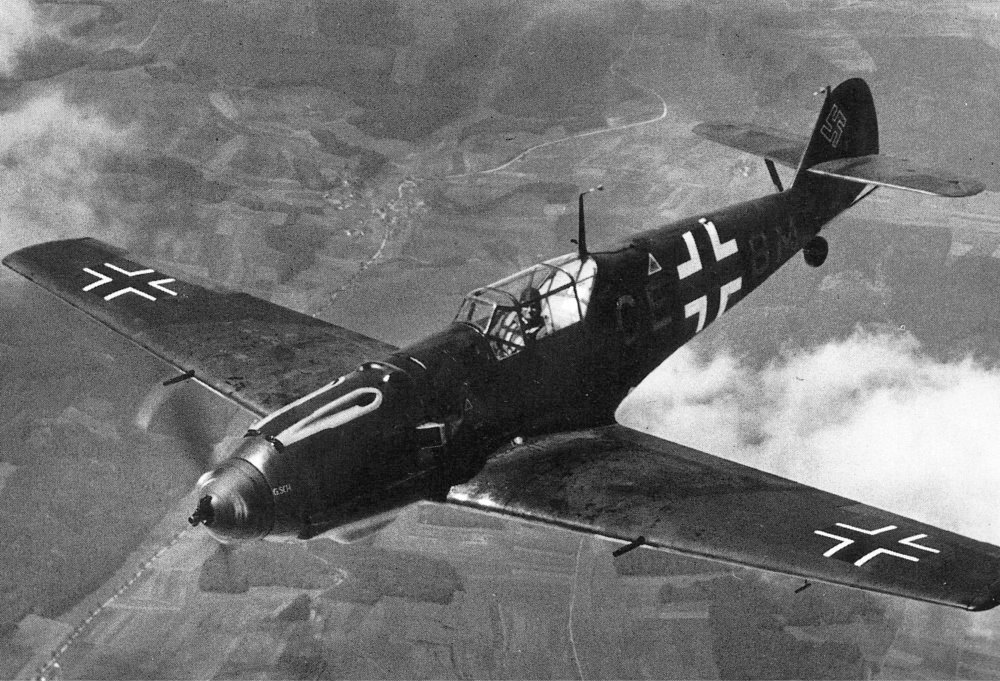
Un caccia monomotore Messerschmitt Bf 109 in volo sulla Francia nel 1940

La Luftwaffe, le nuove forze aeree tedesche guidate dal Hermann Göring, asso della prima guerra mondiale, personalità molto influente del nazismo ed erede designato di Hitler, entrò in guerra con aerei da combattimento moderni, come il caccia Messerschmitt Bf 109, l'aereo d'attacco Junkers Ju 87, il caccia pesante Messerschmitt Bf 110, il bombardiere medio Heinkel He 111, e con tattiche principalmente concentrate sul sostegno dell'esercito in battaglia e sulla conquista della superiorità aerea locale. In previsione di una guerra breve, Göring non richiese programmi a lunga scadenza ma decise di concentrare la produzione su aerei subito disponibili, interrompendo lo sviluppo di nuovi progetti. Si trattò di un errore gravissimo: la guerra essendosi prolungata e trasformata in un conflitto globale contro potenze trans-continentali, la Luftwaffe si trovò progressivamente in inferiorità tecnica e, in assenza di nuovi progetti, dovette continuare a produrre versioni appena migliorati delle vecchi macchine.

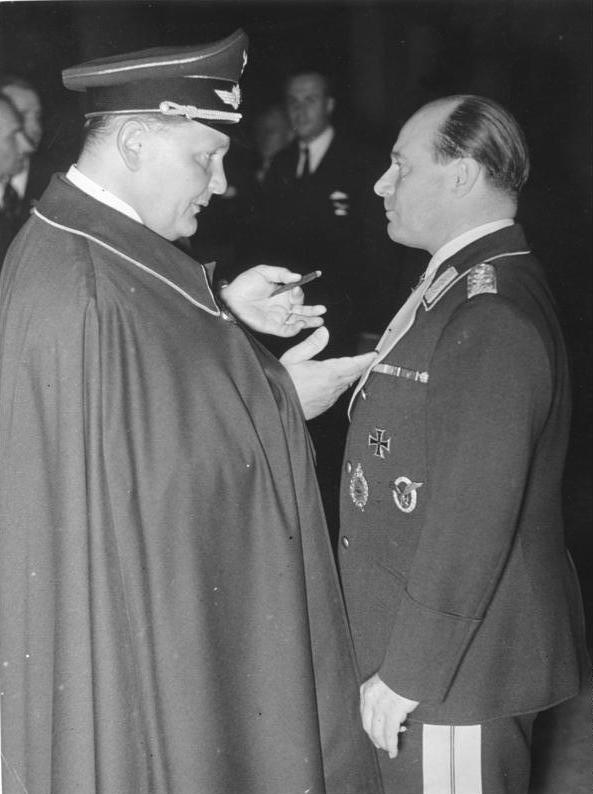
A sinistra Hermann Göring in conversazione con Ernst Udet

Inoltre in alcuni casi i progetti tedeschi si rivelarono inadeguati; i bombardieri non disponevano di sufficiente raggio d'azione e di potenza comparabile con i quadrimotori anglo-americani, lo stesso Junkers Ju 88, inizialmente modernissimo, nel 1943 divenne nettamente inferiore ai modelli avversari; i caccia Bf 109 e Focke-Wulf Fw 190 persero progressivamente la loro superiorità sui caccia anglo-americani e sovietici. Anche nel campo industriale, i dirigenti tedeschi rivelarono scarsa perspicacia: le costruzioni aeronautiche furono disperse su troppi modelli contemporaneamente di velivoli e motori, vennero ignorate le regole della moderna produzione industriale, con regole di scala e concentrazione in pochi modelli principali, mancò il coordinamento tra i vari costruttori aeronautici.

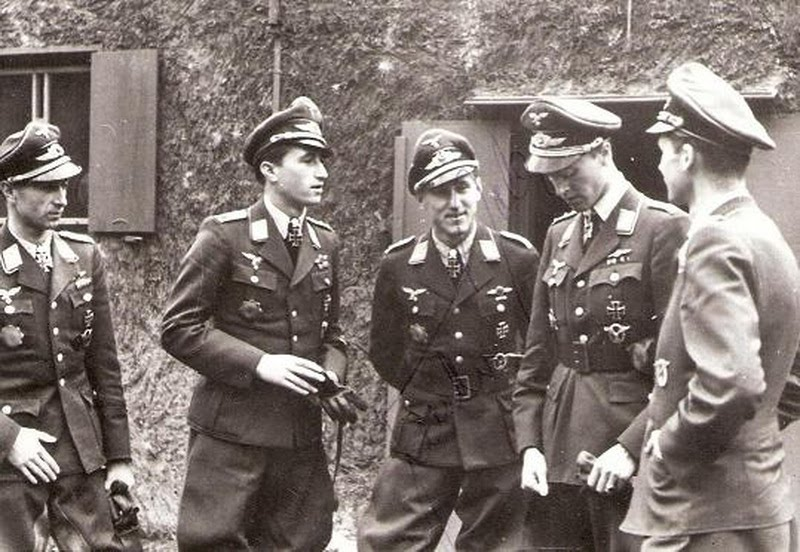
Quattro famosi Experten della Luftwaffe, da sinistra: Hartmann Grasser, Walter Nowotny, Günther Rall e Heinrich Prinz zu Sayn-Wittgenstein

Gli errori derivarono in primo luogo dall'insufficiente preparazione dei capi della Luftwaffe: Göring era stato un abile pilota ma non era in grado di dirigere in modo razionale e scientifico le forze aeree; Ernst Udet, altro asso della prima guerra mondiale, si suicidò nel 1941 dopo essere divenuto consapevole dei suoi errori di pianificazione, avendo sprecato molte risorse per la costruzione di bombardieri medi o leggeri, scartando i bombardieri pesanti. Nel 1943 si sarebbe suicidato anche il generale Hans Jeschonnek, il capo di stato maggiore della Luftwaffe, che aveva condiviso l'impostazione di Udet e inoltre si riteneva responsabile del fallimento del ponte aereo di Stalingrado.
A partire dal 1942 la situazione della Luftwaffe divenne sempre più critica nonostante il grande impegno dei suoi piloti che rimanevano in combattimento a oltranza conseguendo spesso risultati individuali straordinari ma inutili nel quadro globale della guerra. Dalla fine del 1943 la produzione aeronautica, passata sotto il controllo di Albert Speer e del suo collaboratore Karl Saur, si accrebbe costantemente ma le esigenza operative della Wehrmacht impegnata su troppi fronti lontani erano enormi; inoltre i nuovi modelli veramente competitivi erano pochi.

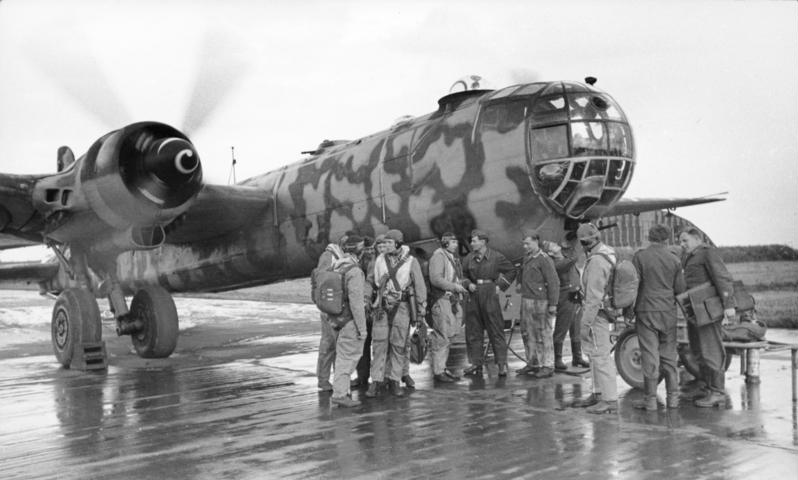
Un Heinkel He 177 in preparazione per una missione nel 1944

Di conseguenza la Luftwaffe non ebbe mai abbastanza caccia per difendere i cieli del Reich, né sufficienti bombardieri medi necessari per contrastare la superiorità terrestre dell'Armata Rossa all'est, né i bombardieri pesanti per controbattere colpo su colpo le devastanti incursioni sulle città tedesche. Il feldmaresciallo Erhard Milch, responsabile delle scelte produttive della Luftwaffe, avrebbe voluto in pratica concentrare tutte le costruzioni, come aveva già affermato Udet prima di suicidarsi, sui caccia difensivi, ma Hitler al contrario riteneva che solo il contrattacco e la rappresaglia avrebbero potuto interrompere i bombardamenti strategici; la produzione dei caccia quindi venne rapidamente incrementata, ma furono fatti anche grandi sforzi per progettare bombardieri pesanti con i quali il Fuhrer sperava addirittura di colpire gli Stati Uniti. Questi impegni troppo dispersivi non portarono a nulla: il velletario nuovo blitz su Londra del 1944 con i fallimentari bombardieri Heinkel He 177 non ottenne risultati significativi, mentre il famoso Amerikabomber non si sarebbe mai concretizzato.
A metà del 1944 la Luftwaffe, ormai con gravi carenze di piloti addestrati e carburante per i suoi aerei, non era più in grado né di appoggiare efficacemente l'esercito né proteggere la popolazione tedesca.

### La Germania sotto i bombardamenti

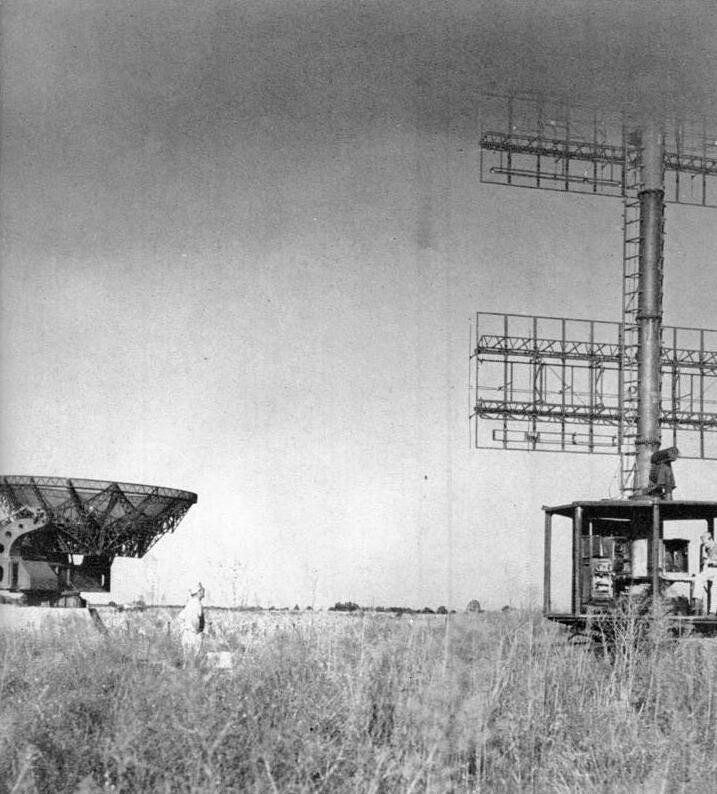
Una postazione della linea Kammhuber con radar Würzburg, a sinistra, e radar Freya a destra

Hermann Goring aveva proclamato all'inizio della guerra che "il cielo germanico era inviolabile", ma la realtà della guerra avrebbe ben presto spazzato via le vanterie del capo della Luftwaffe. La Gran Bretagna di Churchill fin dalla metà del 1940 iniziò il suo programma di bombardamenti strategici notturni sulla Germania e l'Europa occupata e ben presto il Bomber Command, continuamento potenziato numericamente e rinforzato con nuovi bombardieri pesanti sempre più efficaci, avrebbe assunto un ruolo centrale nello sforzo bellico britannico contro la Germania. Dopo i primi costosi attacchi diurni alle basi tedesche, il Bomber Command era passato alla tattica del bombardamento di notte e contro le aree abitate tedesche per minimizzare le perdite, per facilitare l'individuazione di grandi obiettivi e soprattutto per mettere in pratica il bombardamento terroristico contro i civili e scuotere il morale della popolazione del Reich.

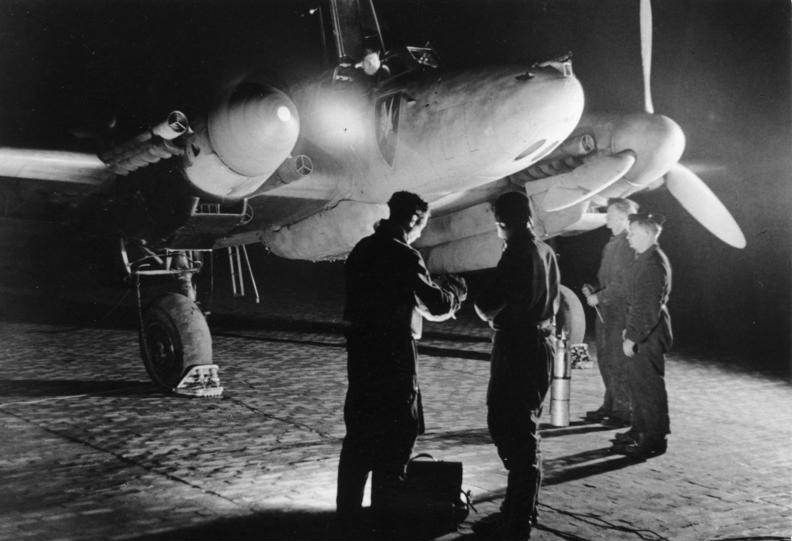
Il caccia notturno Messerschmitt Bf 110

Le incursioni dei bombardieri britannici, effettuate da circa 100-150 aerei in volo isolati, si intensificarono nel 1941 ma i risultati furono modesti a causa delle carenze tattiche, delle difficoltà di individuare di notte i bersagli e della crescente efficacia delle difese tedesche. I sistema difensivo tedesco, potenziato a partire dal settembre 1940, si basava in primo luogo su un capillare sistema di difesa civile con rifugi antiaerei in 82 città principali squadre di protezione, vigili del fuoco e forze di polizia, integrati da unità del partito nazista. La Luftwaffe imperniava le sue difese su una fascia di batterie contraeree e riflettori sistemati sulle rotte di avvicinamento dall'Inghilterra; nonostante i timori dei piloti britannici, il fuoco contraereo della FlaK non era molto preciso, molto più temibile si dimostrò invece all'inizio il sistema integrato di radar e caccia intercettori notturni della cosiddettà "Linea Kammhuber" ideata e diretta dal capace generale Josef Kammhuber.
Il cosiddetto sistema Himmelbett ("letto a baldacchino"), imperniato sui radar a terra Würzburg e Freya e sui caccia notturni Bf 110 e Ju 88 che agivano con i sistemi della Dunaja ("caccia al buio") e della Kanaja ("caccia illuminata" dai riflettori), si rivela efficace contro i bombardieri britannici che nel 1941 penetravano isolati nei cieli della Germania, ma la situazione cambiò a partire dalla primavera 1942 con l'adozione da parte del Bomber Command, guidato dal risoluto generale Arthur Harris, della tattica del bomber stream. A partire dalla famosa incursione di mille bombardieri su Colonia, i bombardieri britannici attaccavano in massa con un flusso continuo di aerei in formazione serrata che ben presto con il loro numero soverchiarono i caccia notturni tedeschi che, poco numerosi e guidati dalle stazioni a terra, erano molto sparpagliati e agivano isolati. I piloti tedeschi continuarono a infliggere perdite elevate ai bombardieri della RAF ma le città tedesche iniziarono a subire pesanti bombardamenti distruttivi.

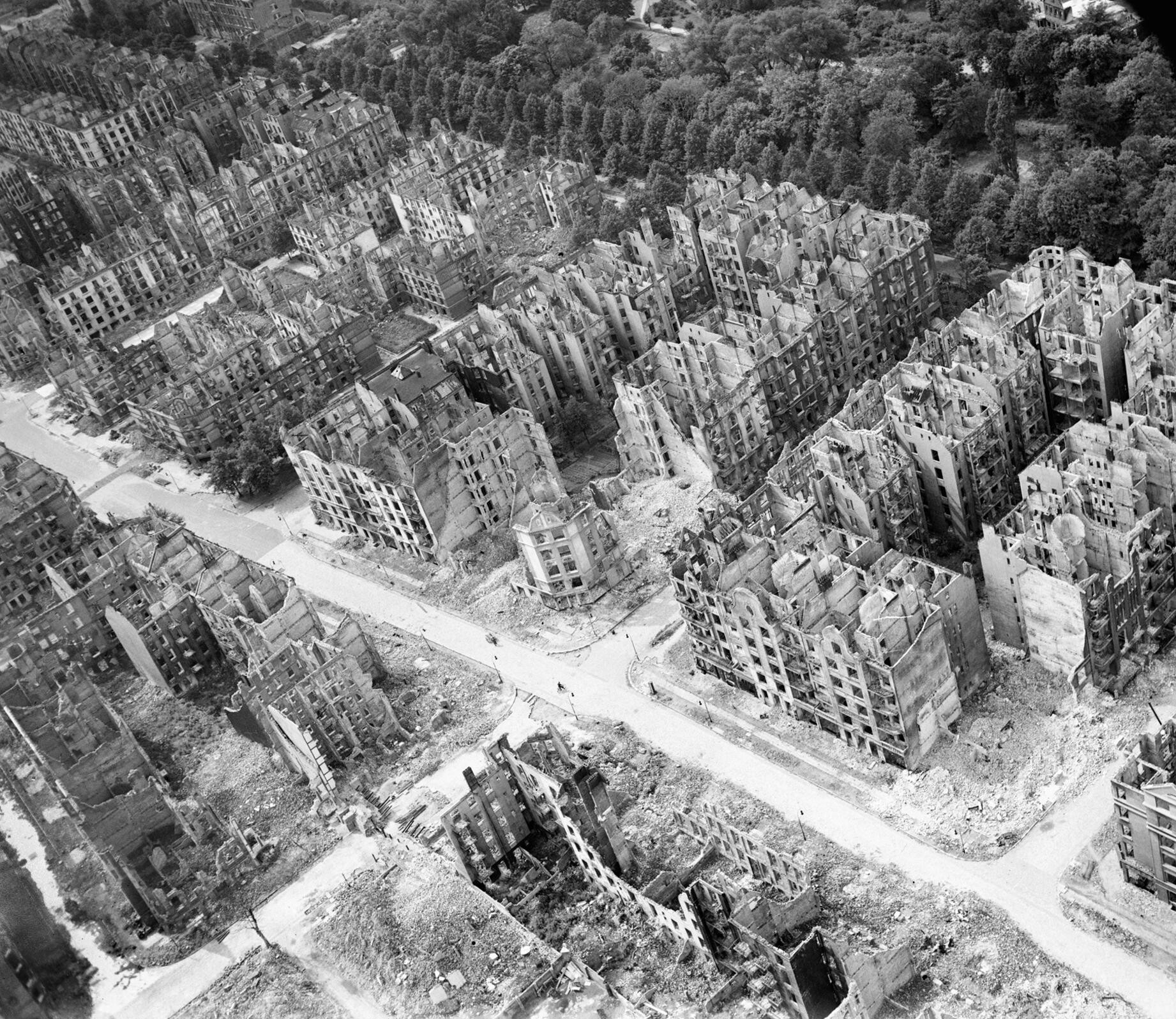
Le rovine di Amburgo dopo la tempesta di fuoco del 27-28 luglio 1943

La Difesa aerea del Reich si trovò in ancor maggiori difficoltà a partire dall'estate 1942 con l'entrata in campo delle forze aeree americane che, al comando dei generali Ira C. Eaker e Carl Andrew Spaatz, incrementarono metodicamente il loro schieramento di bombardieri pesanti quadrimotori e iniziarono penetrazioni sui cieli tedeschi di giorno per colpire prevalentemente obiettivi strategici di importanza per lo sforzo bellico del Reich. Da gennaio 1943 gli alleati occidentali diedero inizio alla campagna aerea no stop condotta di giorno dagli americani e di notte dai britannici e le difese aeree tedesche vennero sottoposto a una crescente pressione. Di giorno, gli stormi da caccia tedeschi riuscirono nell'estate 1943, con l'impiego di nuove tattiche da parte degli esperti piloti della Jagdwaffe e l'intervento di unità di rinforzo trasferite da altri fronti, a infliggere, in particolare nelle grandi battaglie aeree di Schweinfurt, sensibili perdite ai bombardieri americani che inizialmente erano sembrati invulnerabili, ma di notte i bombardieri britannici con l'utilizzo di abili tattiche e con l'introduzione di tecniche di disturbo elettronico, riuscirono a rendere praticamente inefficace il sistema Himmelbett e a colpire con effetti devastanti molte città tedesche, in particolare Amburgo, che venne distrutta nell'operazione Gomorrah, e i grandi centri della Ruhr che subirono vere tempeste di fuoco con enormi distruzioni e grandi sofferenze per la popolazione civile.

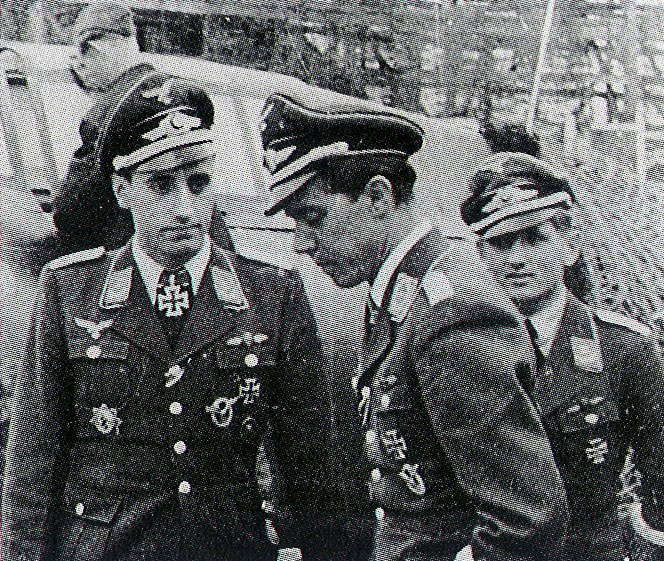
Due dei più famosi assi della Nachtjagd, la caccia notturna della Luftwaffe: a sinistra il tenente Heinz-Wolfgang Schnaufer, al centro il maggiore Hans-Joachim Jabs

Nonostante questa serie di disastri, la Luftwaffe a partire dall'autunno 1943 riuscì sorprendentemente a riprendere il controllo della situazione: i bombardieri americani ridussero le loro missioni diurne a causa delle pesanti perdite subite contro i caccia tedeschi, mentre di notte, la Nachtjagd potenziò il suo schieramento, introdusse notevoli innovazioni tecnologiche e migliorò le sue tattiche con l'impiego, proposto dal maggiore Hajo Herrmann, di caccia monomotori nelle missioni notturne secondo la tecnica Wilde Sau. Di conseguenza i bombardieri britannici subirono perdite sempre più elevate nelle battaglie aeree su Berlino e Norimberga e dovettero ridurre le loro incursioni in profondità. Dal febbraio 1944 la situazione si capovolse nuovamente con l'introduzione in azione di migliaia di moderni caccia di scorta americani che protessero le nuove incursioni diurne dei quadrimotori; in pochi mesi gli stormi da caccia tedeschi furono decimati e i piloti più esperti furono uccisi o feriti; quindi i tedeschi non furono più in grado di interferire, nonostante tentativi disperati di gruppi aerei specializzati nell'attacco ai bombardieri, con le missioni di bombardamento strategico che colpirono i centri di produzione bellica e le fabbriche del petrolio sintetico.

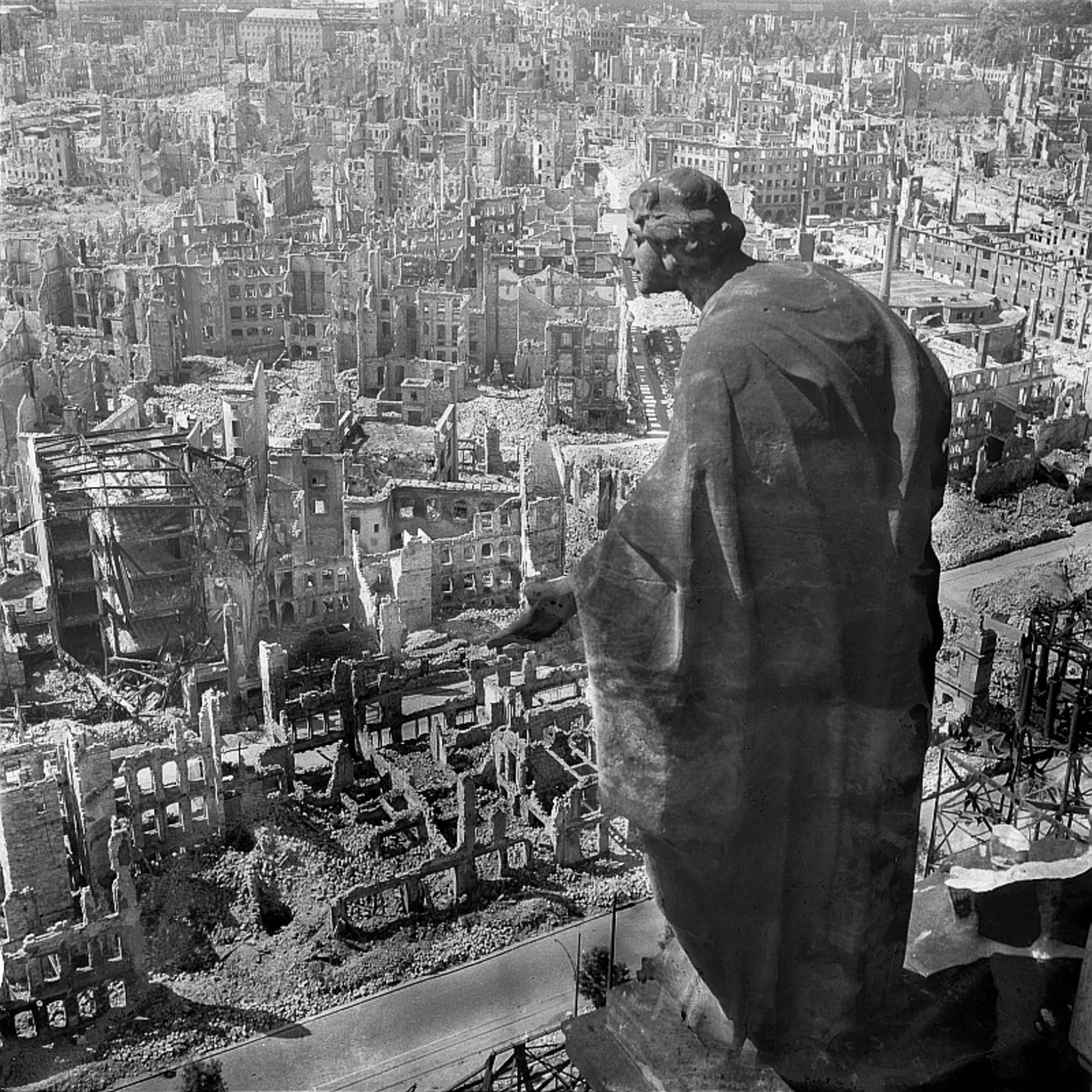
La città di Dresda dopo il bombardamento del febbraio 1945.(foto di Richard Peter, 1945, Deutsche Fotothek)

Negli ultimi mesi di guerra la situazione della Germania divenne sempre più difficile; in sempre crescente inferiorità numerica, con piloti giovani e inesperti, dopo la scomparsa dei famosi experten, a corto di carburante per i suoi aerei e con l'avvicinamento delle basi aeree nemiche ai confini tedeschi, la difesa aerea del Reich divenne sempre più impotente, nonostante l'intervento dei nuovi caccia a reazione che episodicamente furono in grado di infliggere perdite agli aerei alleati. Ormai il cieli della Germania erano totalmente dominati dalle forze aeree alleate che colpivano le basi aeree distruggendo a terra i nuovi jet e paralizzavano ogni reazione. Le città tedesche furono bombardate e devastate quasi liberamente fino agli ultimi giorni della guerra; nel febbraio 1945 Dresda subì il famoso bombardamento distruttivo che annientò quasi completamente la città.
I bombardamenti strategici sulla Germania continuarono per anni e gli alleati sganciarono oltre 2 milioni di bombe e 530.000 tonnellate di esplosivi contribuendo in modo rilevante alla sconfitta del Terzo Reich. Anche se i bombardamenti terroristici non provocarono mai un crollo totale del fronte interno tedesco, come ipotizzato dai generali alleati, e al contrario favorirono la propaganda di Goebbels che, incaricato da Hitler della responsabilità della resistenza civile, seppe sfruttare gli attacchi parlando di "barbarie anglosassone" e potenziò un efficiente sistema di protezione e sostegno per le persone, con il tempo la resistenza fisica e morale della popolazione, esposta a grandi disagi, e dei soldati, informati dai parenti delle catastrofi nelle città, subì un inevitabile indebolimento. Dal punto di vista economico, i tentativi dei bombardieri alleati di arrestare la produzione bellica tedesca colpendo con grande impegno i centri industriali più importanti, ottennero solo risultati parziali e temporanei; i tedeschi ricostruirono gli impianti e organizzarono nuove strutture sotterranee che permisero di continuare la produzione di armamenti. La campagna di bombardamento alleata infine costrinse il Reich a impegnare quasi 2 milioni di uomini nella difesa del territorio tedesco, attirò molti stormi aerei della Luftwaffe che furono sottratti al fronte dell'est, permise di ottenere il totale dominio dei cieli sopra i campi di battaglia.

### Hitler nella seconda guerra mondiale

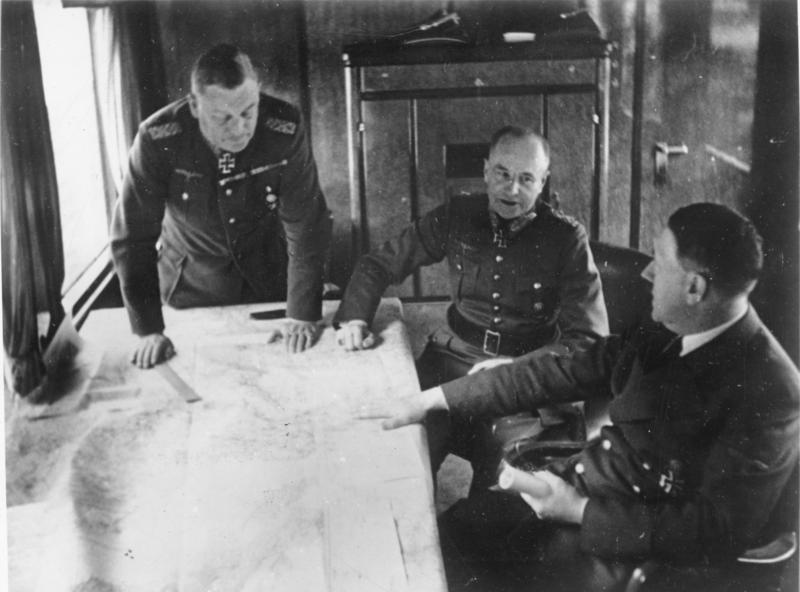
Hitler insieme al feldmaresciallo Wilhelm Keitel, a sinistra, e al feldmaresciallo Walther von Brauchitsch, al centro; aprile 1941

Adolf Hitler aveva progressivamente assunto anche formalmente tutte le cariche militari più importanti; comandante supremo fin dall'inizio della guerra con il quartier generale del OKW a sua disposizione e la collaborazione del feldmaresciallo Keitel e del generale Alfred Jodl, nel dicembre 1941 aveva destituito il feldmaresciallo von Brauchitsch divenendo comandante in capo dell'esercito con capo di stato maggiore l'esperto generale Franz Halder con cui ebbe un rapporto spesso molto conflittuale fino alla rimozione dell'alto ufficiale nell'estate 1942. Il Fuhrer diresse realmente dal punto di vista politico e strategico-militare la guerra del Terzo Reich e a partire dall'operazione Barbarossa assunse il ruolo di supremo signore della guerra dal suo rifugio segreto di Rastenburg (Wolfsschanze, la "tana del lupo") dove, attorniato dai suoi ufficiali dirigeva estenuanti e interminabili sedute notturne dove venivano discussi e decisi tutti gli aspetti strategici e anche tattici della guerra su tutti i fronti.

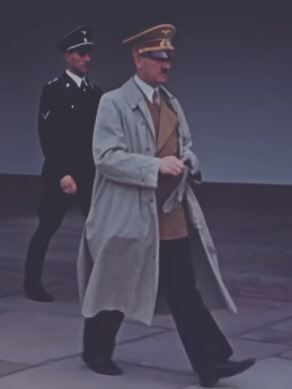
Adolf Hitler al Berghof di Berchtesgaden, accompagnato dal dottor Karl Brandt

Dall'estate 1942 Hitler pretese, per evitare equivoci e trovare conferme documentali delle sue affermazioni, di far stenografare le conversazioni notturne; le riunioni erano caratterizzate da lunghi monologhi del Fuhrer che in generale, pur ascoltando gli interventi dei suoi collaboratori che si limitavano agli aspetti esecutivi delle operazioni, prendeva tutte le decisioni fondamentali di concezione e ideazione. Hitler era stato un valido soldato nella prima guerra mondiale e aveva maturato una grande esperienza della prima linea del fronte; egli quindi riteneva di avere una percezione molto migliore dei suoi alti ufficiali della mentalità dei soldati e delle necessità reali dei combattenti del fronte. Dal punto di vista delle qualità propriamente militari, Hitler era dotato di una sorprendente capacità intuitiva per la strategia e per la tattica e in generale diede prova nel corso degli anni di saper valutare con perspicacia molte situazioni strategico-operative.
Dal punto di vista esecutivo tuttavia in alcune circostanze dimostrò minore sicurezza e una tendenza all'indecisione seguita poi da risoluzioni, spesso errate, prese all'improvviso e da lui testardamente ritenute immutabili. Il Führer mancava di una preparazione specifica di stato maggiore quindi la sua comprensione dei meccanismi precisi della macchina militare non era pari a quella degli specialisti tecnici; tuttavia Hitler aveva grande interesse per la tecnologia delle armi e spesso favorì le decisioni più innovative.
Hitler possedeva certamente eccellente memoria ed era in grado di mettere in difficoltà i suoi interlocutori sfruttando questo sua qualità per richiamare dati e parole di precedenti conversazioni; egli dopo le grandi vittorie iniziali, raggiunse un prestigio e un potere senza uguali e anche all'interno dell'alto comando della Wehrmacht venne esaltato come «il più grande capitano di tutti i tempi». Il Führer riteneva realmente di essere "una personalità eccezionale", di essere insostituibile e di possedere lui solo la tenacia e la ferrea forza di volontà necessarie per guidare la Germania fino alla vittoria. Sprezzante delle qualità degli altri, egli mantenne la fiducia nella sua fortuna e nelle sue capacità fino quasi agli ultimi giorni di guerra nonostante le pesanti sconfitte. Nella realtà le aberranti caratteristiche della sua personalità, la sua crudeltà, la sua mancanza di scrupoli, l'assenza di concezioni morali, il suo razzismo e anche la sua morbosità paranoica con alternanza di fasi di furore incontrollabile e di abbattimento psico-fisico, minarono inesorabilmente la qualità della sua direzione militare e contribuirono in modo rilevante alla disfatta del Terzo Reich.

### La Wehrmacht e le Waffen-SS

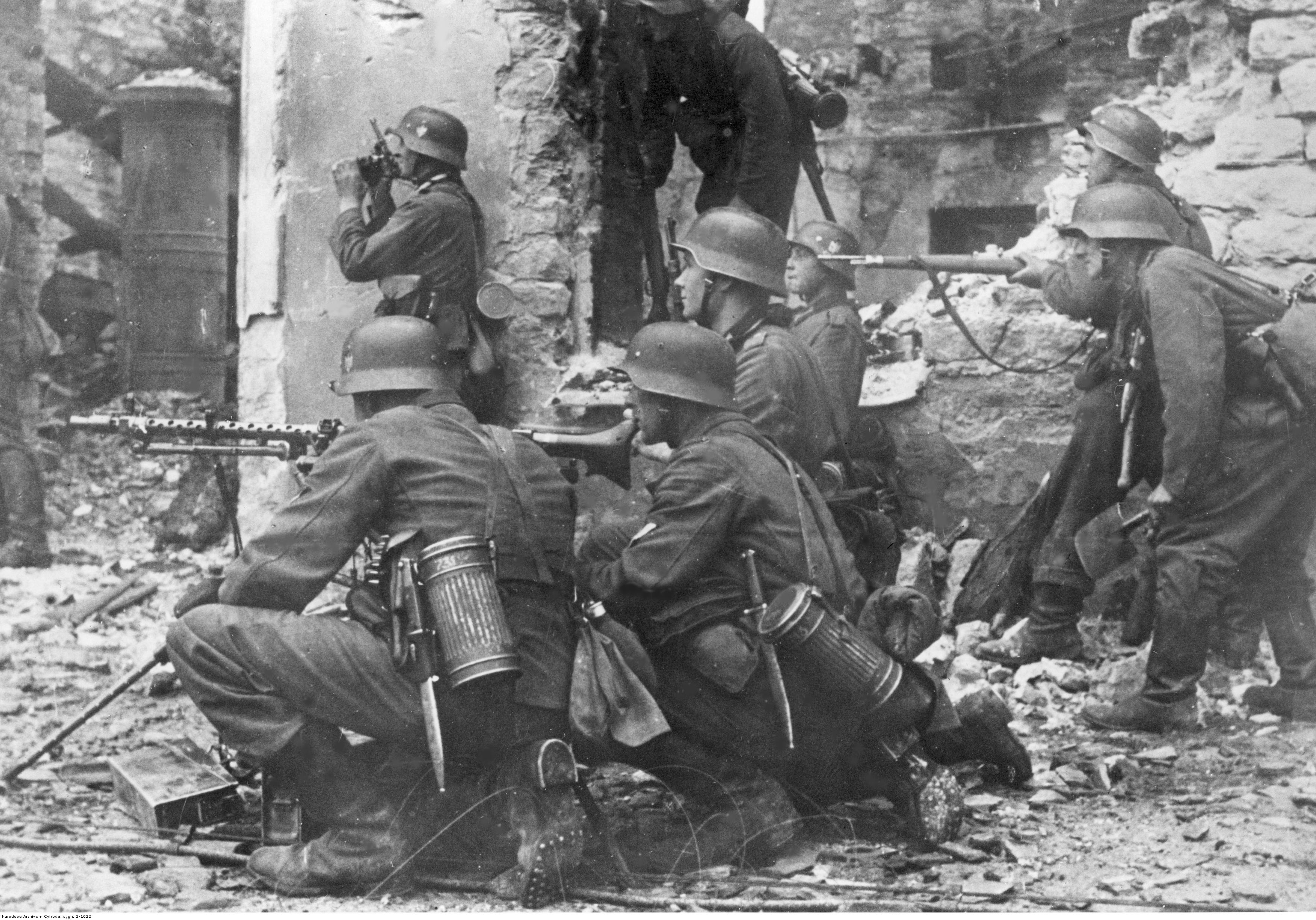
Soldati tedeschi della Wehrmacht in azione nel 1942 sul fronte orientale

La Wehrmacht, creata da Hitler il 1º marzo 1935, entrò in guerra nel 1939 mentre si trovava ancora in fase di organizzazione ed equipaggiamento con i nuovi moderni mezzi motorizzati; a causa di queste carenze, la maggior parte delle divisioni erano costituite da fanteria che si spostava a piedi e utilizzava i cavalli per trasportare l'artiglieria e i materiali. Nonostante queste difficoltà, i soldati tedeschi, motivati dalla propaganda razzista del regime e inquadrati da ottimi ufficiali e sottufficiali provenienti dalla Reichswehr, dimostrarono nei primi anni notevole preparazione e abilità nella guerra di movimento. Le Panzer-Division, incrementate in tre anni da sei a ventuno, costituivano l'elemento di forza principale della Wehrmacht e progressivamente aumentarono la loro potenza con l'introduzione di carri armati sempre più perfezionati.

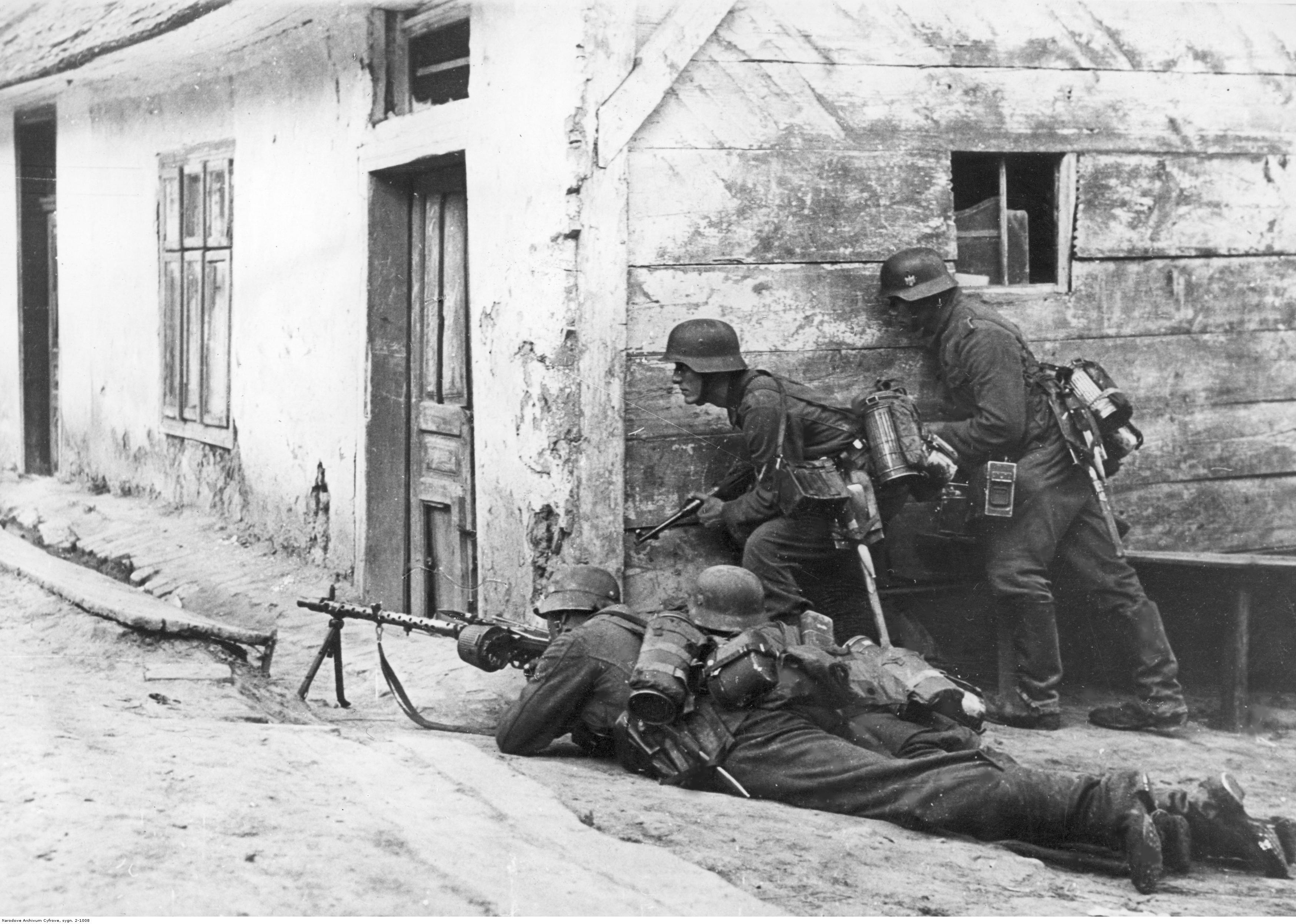
Una squadra tedesca in combattimento nel 1941 in Russia

Le gravi perdite sul Fronte orientale e soprattutto la catastrofe di Stalingrado segnarono un momento di svolta per la Wehrmacht che alla fine del 1942 era costituite da oltre 280 divisioni, di cui 41 corazzate o motorizzate. Hitler decise, nonostante le pesanti perdite, di costituire continuamente nuove divisioni, invece di rinforzare le unità già esistenti e quindi la Wehrmacht crebbe ancora in dimensioni, con 328 divisioni, di cui 39 corazzate o motorizzate, ma queste grandi unità divennero molto più deboli come numero di soldati e di mezzi, rimasero in buona parte non motorizzate, e anche le unità meccanizzate della Panzerwaffe, pur equipaggiate con i nuovi carri pesanti Panzer V Panther e Panzer VI Tiger I, persero la micidiale capacità offensiva dimostrata nella prima parte della guerra. I soldati tedeschi tuttavia, nonostante la evidente inferiorità nei confronti del nemico, la mancanza di copertura aerea, le luttuose notizie dalla Germania, continuarono a battersi con coraggio e disciplina e in generale dimostrarono anche negli ultimi anni di guerra una grande capacità di combattimento (kampfkraft) e una notevole coesione.
A partire dall'inverno 1941-42 la Germania iniziò a soffrire di una crescente carenza degli effettivi necessari per colmare le notevoli perdite subite sul fronte russo; le difficoltà di reclutamento per mantenere la forza numerica dell'esercito crebbero costantemente e divennero ancor più allarmenti dopo la catastrofe di Stalingrado. Hitler e l'alto comando tedesco dovettero ricorrere a una serie di espedienti per colmare almeno in parte le perdite; vennero richiamati numerosi lavoratori dell'industria tedesca, furono inseriti nelle file dell'esercito anche persone delle classi più anziane, con scadenti requisiti fisici e volontari stranieri anche di etnie ritenute "inferiori". Inoltre si ridusse il personale non navigante della Luftwaffe che venne utilizzato per costituire una ventina di cosiddette "divisioni campali della Luftwaffe" (LFD) che rimasero amministrativamente dipendenti da Goring. Queste soluzioni non diedero i risultati sperati: in particolare le divisioni campali della Luftwaffe, pur modernamente armate ed equipaggiate, dimostrarono modeste capacità di combattimento e non poterono essere impiegate in compiti di prima linea.

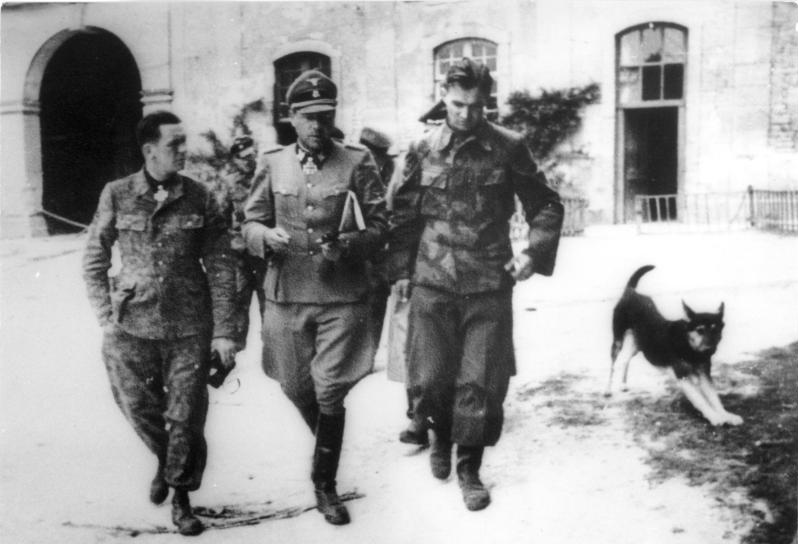
Tre ufficiali delle Waffen-SS in Normandia, da sinistra: il tenente colonnello Kurt Meyer, il colonnello Fritz Witt e il maggiore Max Wünsche

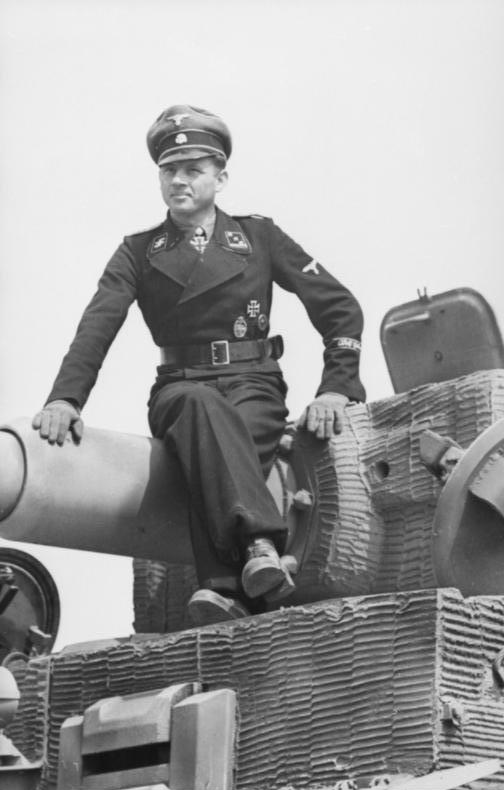
Il capitano Michael Wittmann, uno dei più famosi comandanti di panzer tedeschi

Accanto alla Wehrmacht, fin dallo scoppio della guerra, aveva avuto inizio la crescita sistematica e costante di un secondo esercito, fanatizzato e ideologizzato, dipendente dall'apparato delle SS di Himmler. Le Waffen-SS ("SS combattenti") furono costituite intorno a tre nuclei principali: la guardia del corpo di Hitler (1. SS-Panzer-Division "Leibstandarte SS Adolf Hitler") guidata dal generale Josef Dietrich, le SS-Verfügungstruppe, create dall'esperto generale Paul Hausser; le SS-Totenkopfverbände, reclutate dalle guardie dei campi di concentramento e dirette dal brutale generale Theodor Eicke. In un secondo momento nelle Waffen-SS entrarono a far parte reparti reclutati all'estero inizialmente solo da etnie "germaniche" che formarono la 5. SS-Panzer-Division "Wiking", diretta dal capace generale Felix Steiner.
A partire dal 1942 le divisioni Waffen-SS aumentarono rapidamente di numero; alla fine del 1943 erano 17, di cui 10 motorizzateo o corazzate ed entro la fine della guerra avrebbero raggiunto il numero di 38; il reclutamento, inizialmente basato sui volontari, venne incrementanto per rendere possibile questa espansione numerica, attingendo alle normali classi di leva, mentre furono costituite sempre nuove formazioni straniere, non solo "germaniche" ma reclutate anche tra i volontari filo-nazisti delle popolazioni dei paesi europei alleati od occupati dalla Germania. Dal punto di vista dell'equipaggiamento e dell'armamento le unità Waffen-SS avevano la priorità anche rispetto alle formazioni dell'esercito regolare, e quindi in genere erano rifornite con armi moderne, mentre dal punto di vista delle capacità in combattimento, le divisioni Waffen-SS, fanatizzate e fortemente motivate, mostrarono grande aggressività e, in particolare le unità germaniche originarie, notevole potenza offensiva. Le divisioni Waffen-SS si macchiarono tuttavia di molti crimini di guerra contro soldati alleati e popolazioni nemiche e costellarono la loro storia di crudeli manifestazioni di brutalità e violenza incontrollata.

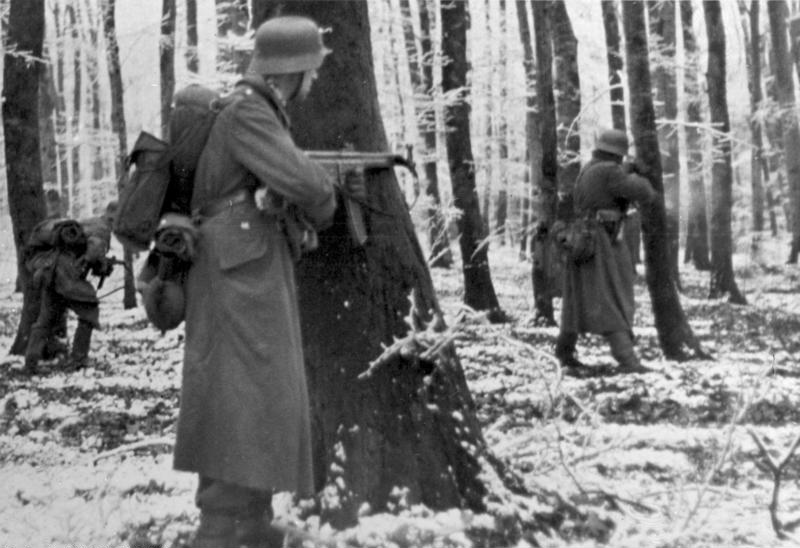
Soldati di una divisione Volksgrenadier, in combattimento nella battaglia delle Ardenne

Non furono solo le unità Waffen-SS che applicarono spietatamente le teorie razziste e antisemite del nazismo tedesco; nel complesso anche il comportamento dei reparti regolari della Wehrmacht fu barbarico e crudele in particolare sul Fronte orientale, dove venne applicata la trasformazione del conflitto da guerra convenzionale a scontro inesorabile tra ideologie e razze; il mito della cosiddetta Wehrmacht "pulita" è stato completamente superato dalle ricerche storiche moderne che hanno descritto accuratamente la partecipazione attiva dell'esercito tedesco alla guerra di annientamento e alle uccisioni in massa contro prigionieri e civili delle etnie ritenute "inferiori" e pericolose per la sopravvivenza del Terzo Reich.

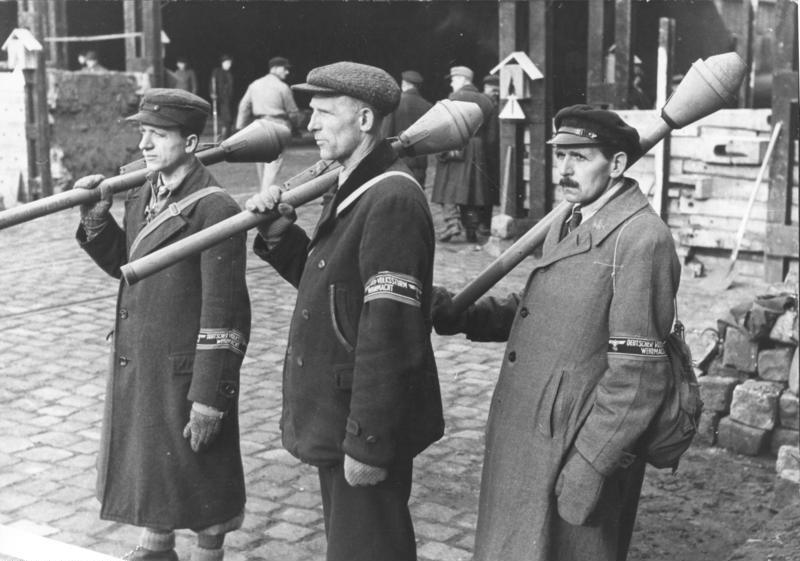
Tre soldati del Volkssturm armati con lanciagranate controcarri Panzerfaust

Negli ultimi mesi di guerra, dopo le catastrofiche sconfitte in Normandia e in Bielorussia, Hitler, i dirigenti nazisti più fanatici, come Goebbels e Bormann, e l'alto comando tedesco ricorsero a misure estreme per ricostituire le forze ed evitare la disfatta totale; con una ultima campagna di reclutamento estesa anche alle classi di leva più anziane, furono quindi costituite le divisioni di Volksgrenadier ("granatieri del popolo"); scarsamente equipaggiate, male addestrate e numericamente esigue, furono in grado solo di eseguire compiti statici difensivi.
Ancora meno efficace fu l'organizzazione del Volkssturm, una specie di milizia popolare formata da civili anziani, sommariamente addestrati e armati, da impiegare solo in situazione di emergenza in difesa del territorio tedesco; queste unità non diedero buona prova e fino all'ultimo la difesa del Reich venne affidata alle poche divisioni ancora efficienti della Wehrmacht, alle unità Waffen-SS e ai giovani fanatizzati della Gioventù hitleriana.

### Le armi segrete

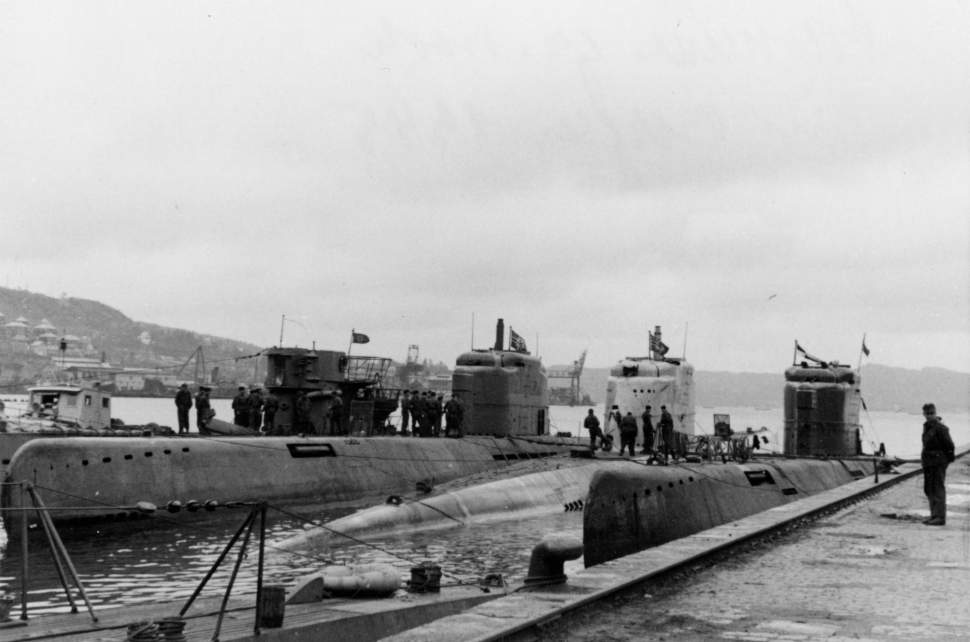
Tre U-Boot Tipo XXI in un fiordo norvegese nel maggio 1945

Negli ultimi anni di guerra la propaganda di Goebbels enfatizzò continuamente l'imminente entrata in campo nell'arsenale tedesco delle famose "armi segrete" (wunderwaffen) che avrebbero immancabilmente permesso al Terzo Reich di vincere la guerra; effettivamente la tecnica e la ricerca scientifica tedesca progettarono e in parte realizzarono un numero considerevole di nuovi armamenti che avrebbero potuto influire sull'esito del conflitto ma la superiorità sul nemico di questi nuove armi sarebbe stata vanificata da decisioni errate dei massimi dirigenti, da incompetenze amministrative e da errori di pianificazione e produzione.

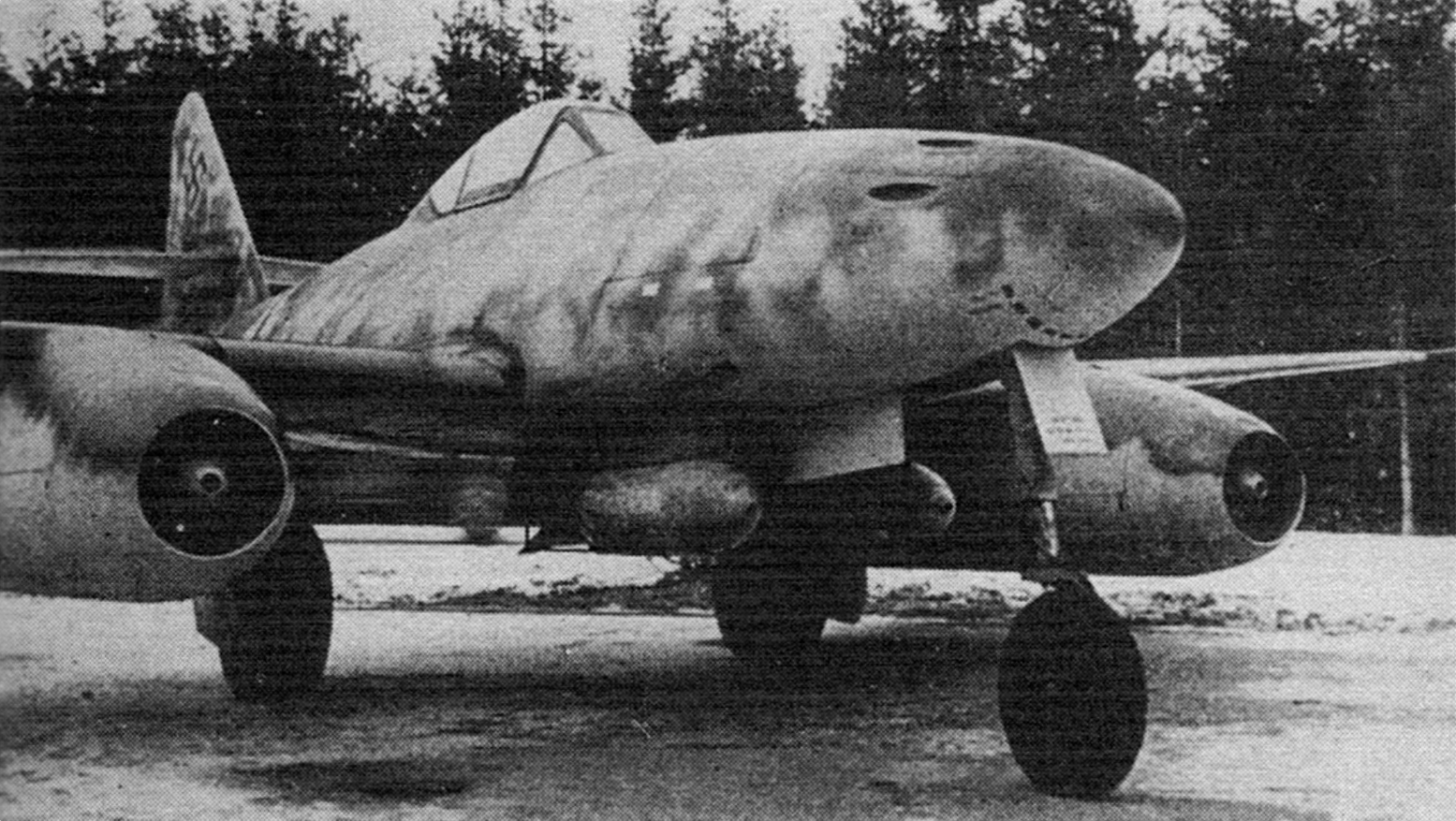
Il caccia a reazione Messerschmitt Me 262

Nel campo della guerra sul mare in particolare, i sommergibili dotati di snorkel e soprattutto i nuovi U-Boot a propulsione elettrica avrebbero potuto ribaltare l'esito della battaglia dell'Atlantico e permettere all'ammiraglio Donitz di riprendere con successo le operazioni contro i convogli alleati; tuttavia la produzione era in grande ritardo e ancora in fase sperimentale al termine della guerra; solo otto sommergibili erano in azione. Di conseguenza gli U-boot di vecchio tipo continuarono a operare fino agli ultimi giorni ma non poterono interferire con la navigazione alleata.

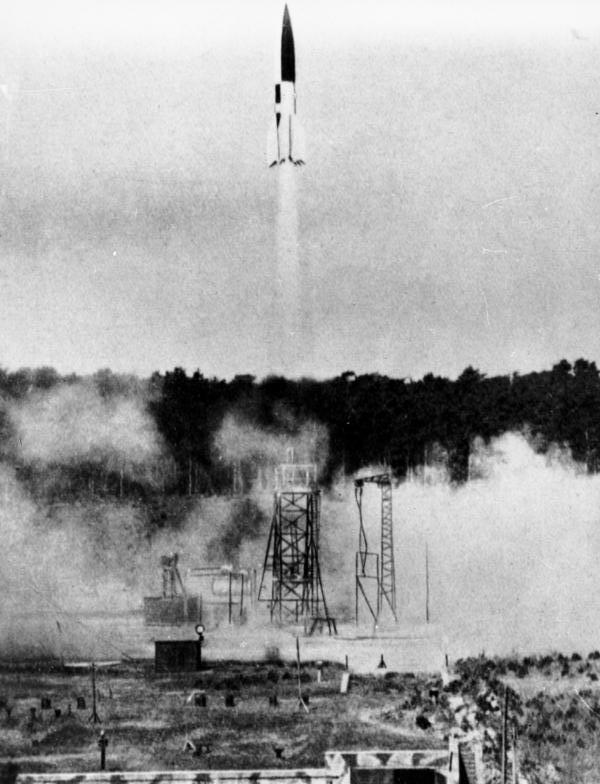
Partenza di un missile sperimentale V2 nel 1943

Nel campo della guerra nei cieli i nuovi aerei a reazione della Luftwaffe, progettati e prodotti in netto anticipo rispetto agli alleati, avrebbero potuto dare un vantaggio decisivo alla Germania ma in questo caso le interferenze e gli errori di Hitler intralciarono lo sviluppo e l'impiego. Il Fuhrer era interessato soprattutto a trovare un modo di scatenare la rappresaglia contro gli anglosassoni e quindi pretese di trasformare i nuovi jet in bombardieri veloci a reazione. Solo nel giugno 1944 divenne evidente che i nuovi aerei sarebbero stati molto più efficaci come caccia a reazione da superiorità aerea. Dal novembre 1944 venne quindi data la massima priorità alla costruzione di caccia a reazione, in particolare l'ottimo Messerschmitt Me 262, per contrastare i bombardieri alleati, ma era ormai troppo tardi: la superiorità numerica nemica era schiacciante e i jet tedeschi, pur ottenendo occasionali successi, venne spesso attaccati e distrutti nelle basi aeree ancor prima di poter decollare.
La scienza tedesca raggiunse i risultati più impressionanti con gli studi e le realizzazioni nel campo della missilistica dove emerse la personalità di Wernher von Braun; nella base di Peenemünde vennero progettati la bomba volante V1 e soprattutto il missile balistico V2. Nonostante il bombardamento alleato della base segreta tedesca, la progettazione e la produzione continuarono e Hitler ritenne di aver trovato finalmente le armi della rappresaglia. Nella realtà la bomba volante V1, impiegata per la prima volta su Londra nel giugno 1944, si dimostrò imprecisa e vulnerabile alle contromisure alleate. Il missile V2 era molto più temibile e praticamente invulnerabile, ma anche in questo caso ritardi di produzione e scelte strategiche errate vanificarono tutte le speranze tedesche, le V2 entrarono in azione solo nel settembre 1944 su Londra e poi su Anversa mentre non vennero impiegati contro gli eserciti alleati o contro i convogli dei rifornimenti nemici.
Si concluse invece con un totale fallimento la ricerca tedesca nel campo potenzialmente decisivo della produzione della bomba atomica; gli scienziati tedeschi non furono in grado di valutare in modo esatto la fattibilità sperimentale del progetto, mentre anche i dirigenti tedeschi, tra cui Speer, non si interessarono realmente al programma, consigliando Hitler a rinunciare a un progetto "costoso e privo di senso".

## Le sconfitte del 1943

### Fine della guerra in Africa

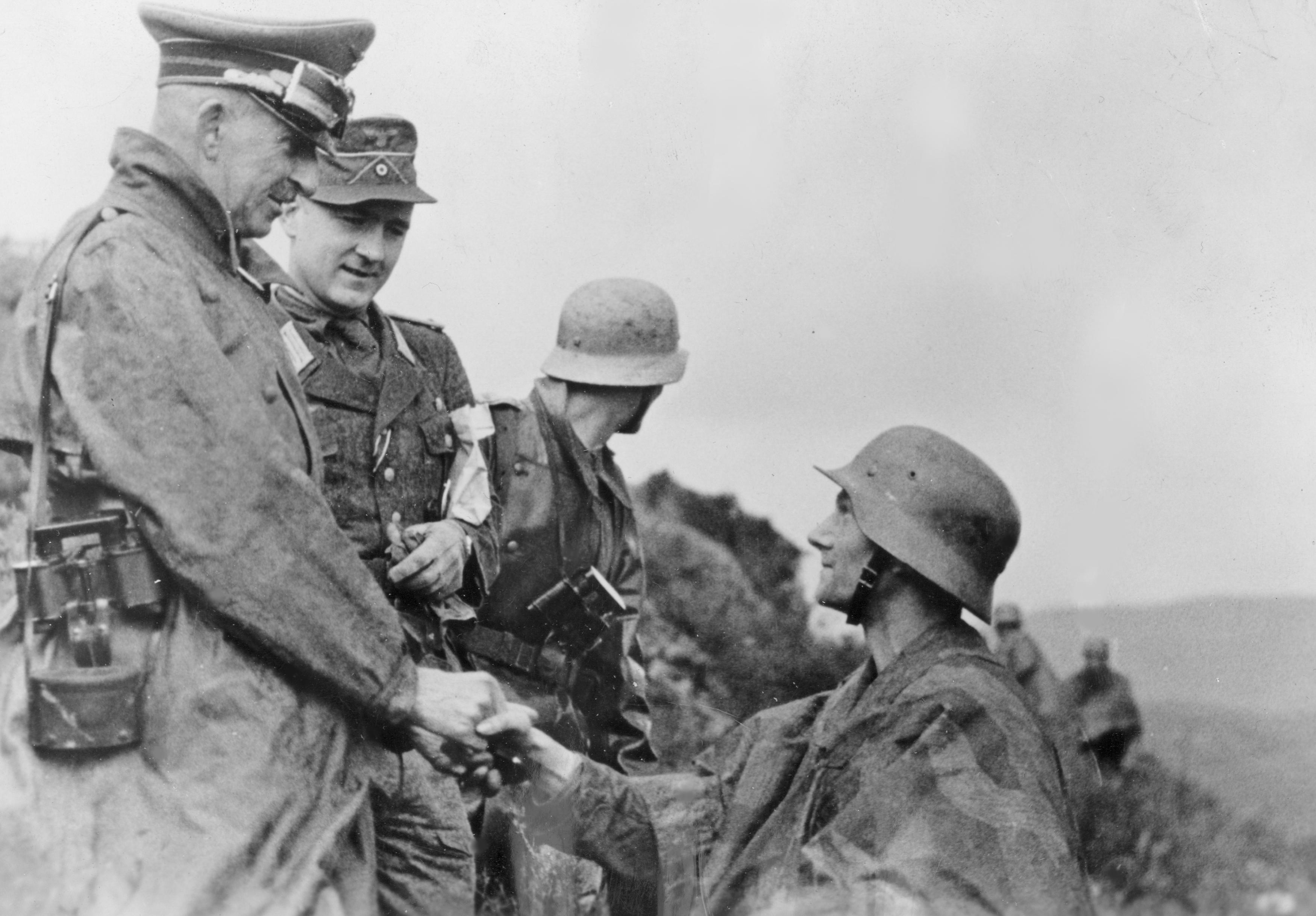
A sinistra il generale Hans-Jürgen von Arnim

Nel mese di gennaio 1943 il generale Hans-Jürgen von Arnim, trasferito dal Fronte orientale per assumere il comando delle forze italo-tedesche in Tunisia, era riuscito nonostante l'insufficienza delle truppe e dei mezzi a disposizione e la grave carenza di rifornimenti via mare, a costituire un posizione difensiva solida arrestando l'avanzata del corpo di spedizione del generale Eisenhower. Nel frattempo il feldmaresciallo Rommel stava completando la sua estenuante ritirata attraverso la linea costiera della Libia inseguito a distanza dall'armata britannica del generale Montgomery; il 20 gennaio 1943 venne abbandonata Tripoli e le truppe superstiti dell'armata italo-tedesca rifluirono in Tunisia. Le forze italo-tedesche erano in inferiorità ma per il momento erano meglio concentrate; sotto il comando supremo del feldmaresciallo Kesselring, il generale von Arnim e il feldmaresciallo Rommel si accordarono per sferrare una controffensiva e guadagnare tempo.

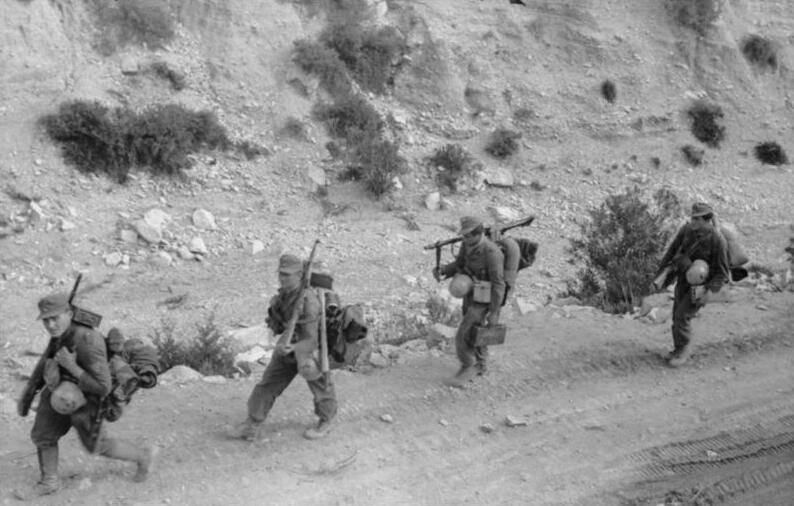
Soldati tedeschi in marcia durante la campagna di Tunisia

Lo schieramento alleato in Tunisia, impreparato e disorganizzato, venne colto completamente di sorpresa: il 14 febbraio 1943 le due Panzer-Division del generale von Arnim attaccarono a Sidi Bou Zid le inesperte divisioni americane che vennero aggirate e travolte; i tedeschi poterono proseguire verso ovest, mentre più a sud anche la colonna meccanizzata del feldmaresciallo Rommel era avanzata in direzione del passo di Kasserine. Nei giorni seguenti la controffensiva tedesca rallentò a causa soprattutto di contrasti tra i generali sulla strategia mentre gli alleati cercavano di rafforzare il loro schieramento; il 20 febbraio 1943 il feldmaresciallo Rommel inflisse una nuova sconfitta agli americani al passo di Kasserine ma i successivi attacchi non ebbero successo contro le riserve anglo-americane e il 24 febbraio le colonne tedesche iniziarono a ripiegare: gli alleati avevano subito pesanti sconfitte ma la situazione strategica in Africa non era cambiata.
Dopo un ultimo attacco fallito il 6 marzo 1943 a Medenine contro l'armata del generale Montgomery, il feldmaresciallo Rommel venne richiamato in Europa e il generale von Arnim rimase al comando di tutte le residue forze italo-tedesche in Africa ormai pressate da ogni parte dalle preponderanti armate alleate. Per altri due mesi le forze dell'Asse in Tunisia continuarono a combattere tenacemente cedendo lentamente terreno di fronte alle continue offensive alleate da est e da ovest, ma mantenendo ancora la coesione nonostante le crescenti perdite, e il logoramento fisico e morale dovuto alla situazione senza speranza e alle catastrofiche carenze di vettovagliamento ed equipaggiamento a causa della quasi completa interruzione delle comunicazioni marittime con l'Europa. Tentativi disperati per rinforzare le truppe per mezzo di trasporti aerei d'emergenza non portarono risultati e all'inizio di maggio 1943 la testa di ponte tunisina venne frazionata in due parti dall'offensiva finale anglo-americano-francese.
Tunisi venne occupata dai britannici il 7 maggio, mentre gli americani lo stesso giorno entrarono a Biserta; le ultime resistenze italo-tedesche cessarono i combattimenti il 12 maggio. La maggior parte delle truppe dell'Asse, compresi i generali von Arnim e Giovanni Messe, si arresero; gli alleati catturarono oltre 250 000 prigionieri, di cui circa 130 000 tedeschi. Alla fine della campagna di Tunisia gli anglo-americani avevano ormai il totale controllo dell'Africa e potevano dominare con le loro potenti forze aero-navali le acque del Mar Mediterraneo; la situazione dell'Italia fascista, esposta a un possibile attacco, divenne estremamente difficile.

### Ultime offensive tedesche all'est

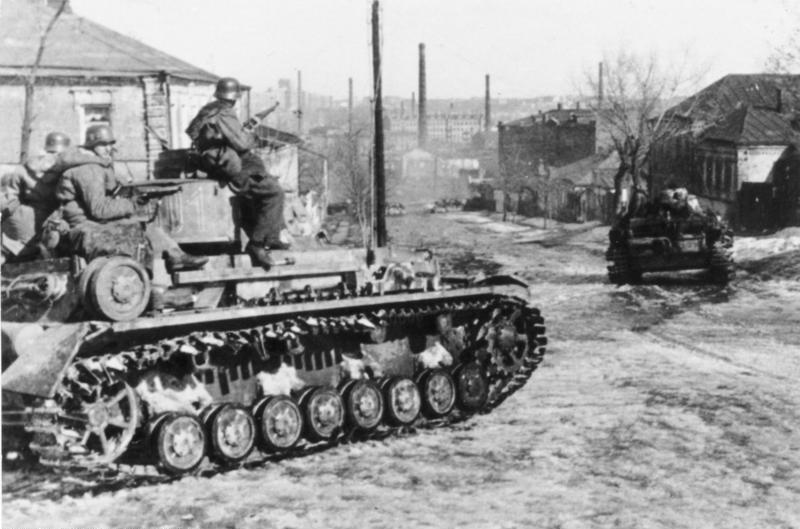
Le truppe corazzate delle Waffen-SS in combattimento durante la terza battaglia di Char'kov

La distruzione totale della 6ª Armata a Stalingrado il 2 febbraio 1943 non segnò la fine della campagna invernale sul Fronte dell'est; al contrario dall'inizio dell'anno erano in corso molte altre battaglie che stavano mettendo in pericolo l'esistenza stessa dell'intero esercito tedesco sul Fronte orientale. Mentre si esauriva lentamente la resistenza delle truppe tedesche accerchiate a Stalingrado, il feldmaresciallo von Manstein era impegnato nella estenuante missione di salvaguardare le vie di comunicazione del Gruppo d'armate A del feldmaresciallo von Kleist che era in ritirata dal Caucaso, e contemporaneamente rallentare l'avanzata apparentemente inarrestabile dell'Armata Rossa sul fronte del Don. Il 12 gennaio 1943, i sovietici avevano sferrato una grande offensiva contro il settore difeso dall'armata ungherese e dal corpo alpino italiano e avevano nuovamente travolto le difese dell'Asse. Grazie alle sue capacità strategiche e all'abilità delle unità corazzate tedesche, il feldmaresciallo von Manstein fu in grado di difendere Rostov fino al 14 febbraio 1943, coprendo in questo modo la riuscita ritirata del Gruppo d'armate A di ritorno dal Caucaso, ma più a nord le forze corazzate sovietiche continuarono ad avanzare in profondità in direzione di Char'kov e del fiume Dniepr, minacciando un nuovo, gigantesco accerchiamento.

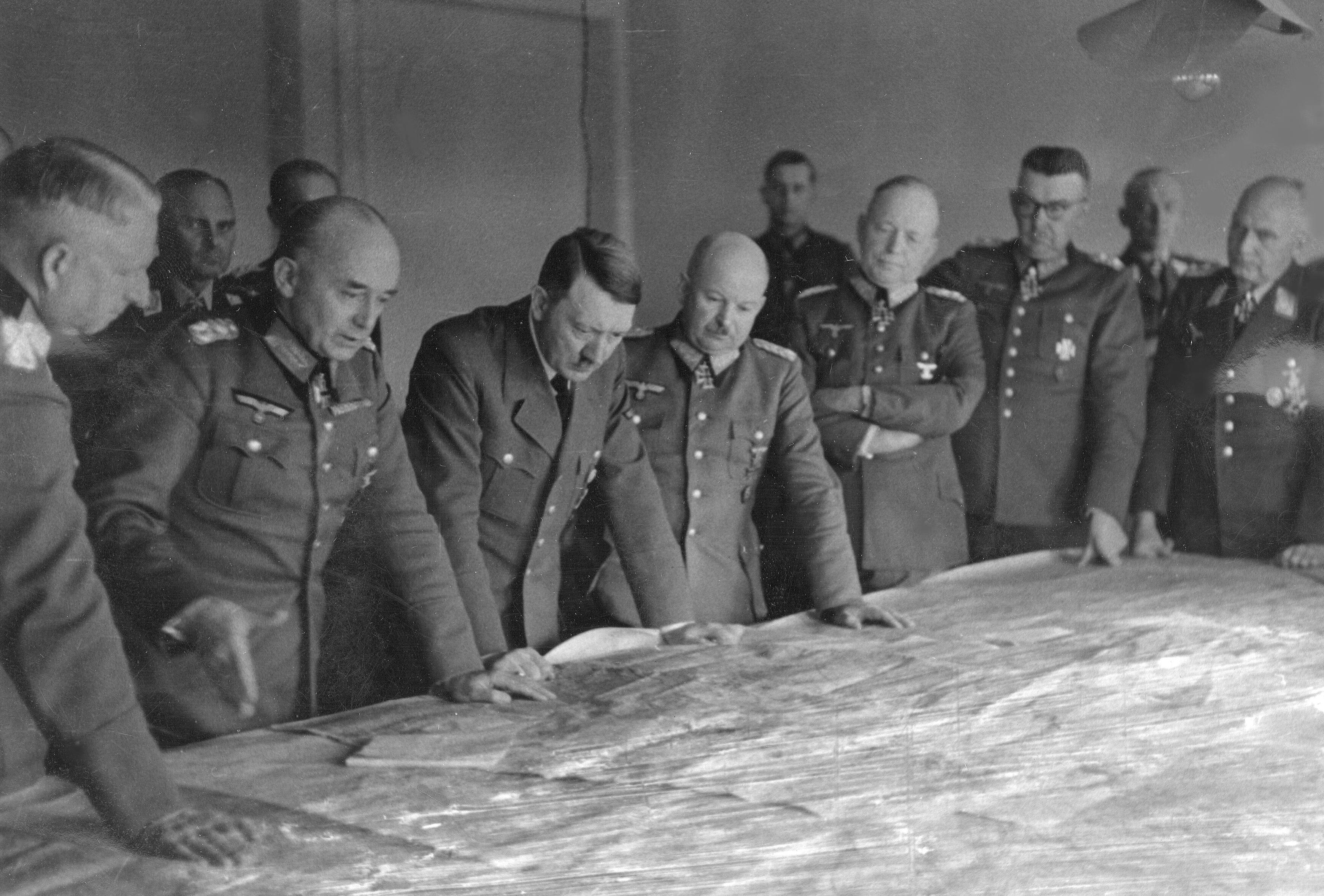
Hitler con i suoi generali nel marzo 1943; si riconoscono da sinistra il feldmaresciallo Erich von Manstein, il generale Richard Ruoff, Hitler, il generale Kurt Zeitzler, il feldmaresciallo Ewald von Kleist e il generale Werner Kempf

Mentre era in pieno svolgimento la battaglia invernale nel settore meridionale del Fronte orientale, l'Armata Rossa era all'offensiva anche a nord nel tentativo di sbloccare la città assediata di Leningrado e al centro contro la sacca di Demjansk e il pericoloso saliente di Ržev dove già in dicembre 1942 l'armata del generale Model era riuscita a respingere l'operazione Marte sferrata dai sovietici contemporaneamente all'offensiva di Stalingrado. La Wehrmacht nella prima metà di febbraio 1943 era in difficoltà lungo tutto il fronte dell'est. Il 14 febbraio 1943 l'Armata Rossa liberò Char'kov. Adolf Hitler, scosso dalla catastrofe di Stalingrado, decise finalmente di riorganizzare e consolidare il fronte autorizzando ritirate tattiche per evitare nuove disfatte; egli inoltre si recò personalmente il 18 febbraio 1943 al quartier generale del feldmaresciallo von Manstein per concordare un piano di azione ed evitare un crollo strategico proprio nel momento in cui i carri armati sovietici stavano per raggiungere il Dniepr.

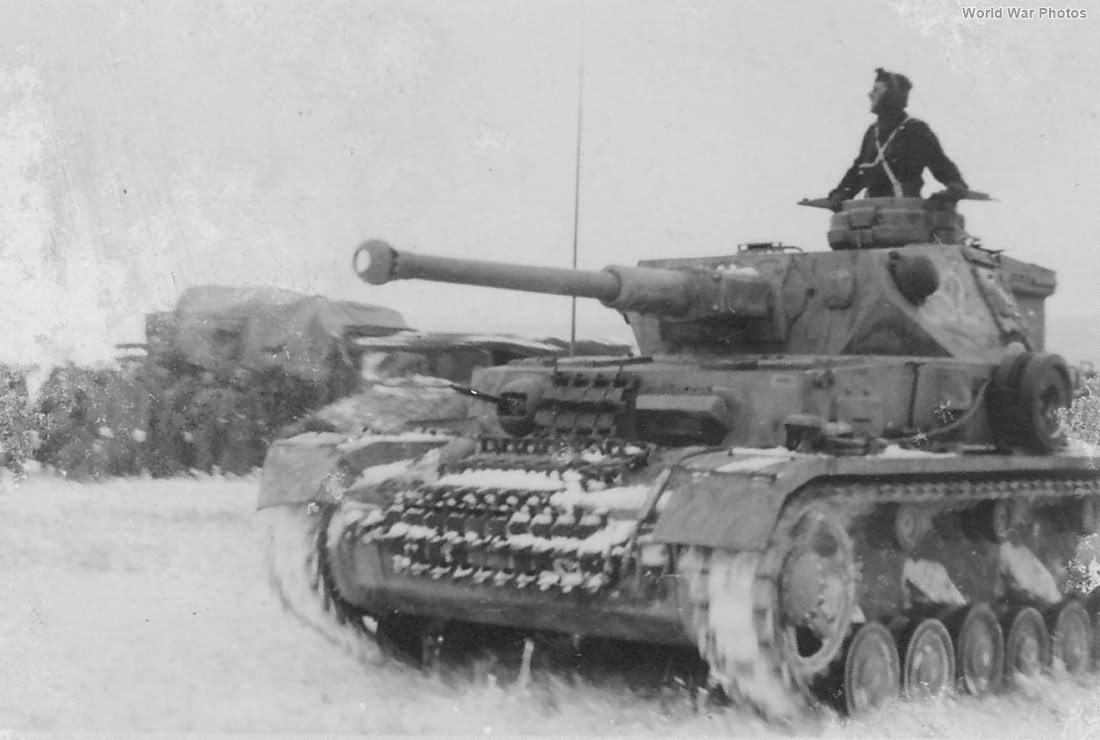
Un Panzer IV di una Panzer-Division tedesca in azione nell'inverno 1942-43

Nei giorni seguenti, il feldmaresciallo von Manstein fu in grado, grazie alla riorganizzazione dello schieramento delle sue Panzer-Division e all'afflusso da occidente delle tre potenti divisioni meccanizzate delle Waffen-SS, di sferrare un'abile controffensiva strategica che a partire dal 21 febbraio 1943 colse di sorpresa le punte avanzate sovietiche in marcia verso il Dniepr, che vennero agganciate e distrutte. I carri armati tedeschi dopo questo primo successo, continuarono la controffensiva nonostante il clima invernale estremo, respinsero a est del Donec le esauste unità sovietiche che erano avanzate verso il Mar d'Azov e riconquistarono il 14 marzo 1943, dopo una violenta battaglia, la città di Char'kov. L'Armata Rossa aveva subito pesanti perdite e dovette passare temporaneamente sulla difensiva; negli altri settori del Fronte orientale con l'arrivo della primavera i tedeschi riuscirono, dopo aver evacuato con successo i salienti di Demjansk e Ržev, a consolidare le loro posizioni anche se dovettero rinunciare al blocco totale di Leningrado che venne parzialmente liberata dai sovietici il 14 gennaio 1943.
La lunga e drammatica campagna d'inverno 1942-43 si concluse quindi con una sorprendente vittoria tedesca che consolidò le posizioni dell'Asse sul Fronte orientale che solo pochi giorni prima erano sembrate definitivamente crollate. Nonostante la brillante controffensiva del feldmaresciallo von Manstein tuttavia la campagna d'inverno culminata con la battaglia di Stalingrado segnò una svolta della guerra in Europa e indebolì in modo irreversibile la Wehrmacht e la Germania nazista; la famosa 6ª Armata tedesca era stata completamente distrutta, mentre anche i contingenti italiano, ungherese e rumeno erano stati praticamente annientati, le perdite dell'Asse furono superiori a 1 milione di uomini Anche dal punto di vista politico la posizione di potenza dominante della Germania in Europa diede segni di cedimento e i piccoli alleati-satelliti, temendo una invasione sovietica da est, iniziarono a considerare la possibilità di abbandonare l'alleanza; anche Mussolini invitò il Führer a modificare la sua strategia cercando di chiudere il Fronte orientale e trasferire il nerbo della Wehrmacht all'ovest per affrontare la prevedibile offensiva anglo-americana nel Mediterraneo e a occidente.

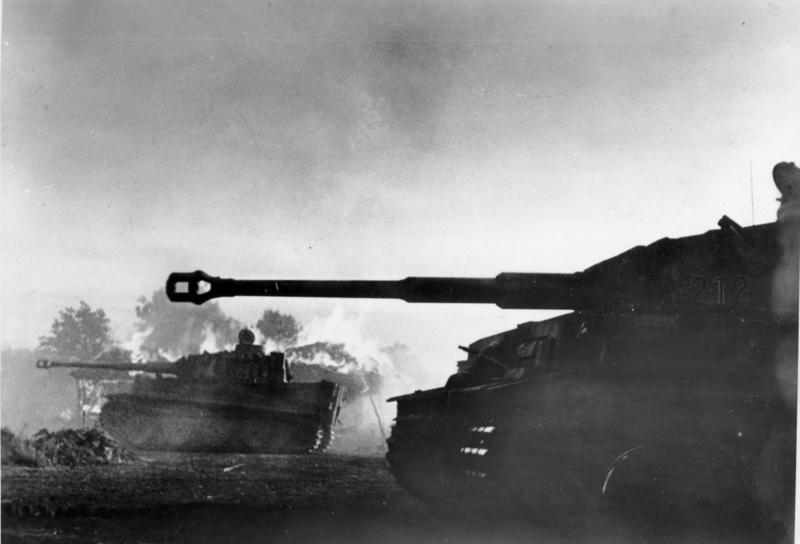
Carri armati pesanti Tiger I in azione nell'estate 1943

Hitler tuttavia, pur provato dalla catastrofe di Stalingrado, non mostrò assolutamente la volontà di modificare le sue decisioni politico-strategiche; come fece capire in modo inequivocabile a Mussolini durante l'incontro a Salisburgo nell'aprile 1943, egli quindi continuava a considerare decisivo il Fronte dell'est, e a sperare di potere riguadagnare la superiorità sui sovietici con una terza offensiva estiva. Dopo la interminabile campagna dell'inverno 1942-43, sul fronte dell'est si prolungò per circa tre mesi in primavera una sostanziale pausa dei combattimenti su grande scala, durante i quali Hitler e l'alto comando tedesco elaborarono i nuovi progetti offensivi mentre la Wehrmacht cercava di reintegrare le gravissime perdite subite e di potenziare le forze meccanizzate e aeree. Nella dirigenza politico-militare tedesca, non era solo Hitler a ipotizzare una terza grande offensiva contro i sovietici attraverso la quale si sperava di paralizzare per il resto del 1943 il potenziale offensivo dell'Armata Rossa e guadagnare tempo per costituire nuove divisioni e rafforzare gli altri teatri per fronteggiare i prevedibili tentativi anglo-americani di ritornare in Europa.
Il feldmaresciallo von Manstein aveva proposto fin da marzo un prolungamento dell'offensiva di Char'kov o in alternativa un progetto di controffensiva strategica nel settore meridionale del fronte in risposta a una probabile offensiva sovietica; il generale Kurt Zeitzler invece aveva progettato una classica offensiva a tenaglia con mezzi corazzati da nord e da sud contro il cosiddetto saliente di Kursk al centro del Fronte orientale; il feldmaresciallo von Kluge concordava con il piani del capo di stato maggiore dell'OKH. Tra gli altri alti ufficiali tedeschi, il generale Walter Model mise in evidenza la necessità, vista la potenza delle linee difensive sovietiche nel settore di Kursk, di rafforzare in modo sostanziale lo schieramento d'attacco, il generale Heinz Guderian consigliò invece di rinunciare a ogni progetto offensivo nel 1943, mentre il feldmaresciallo von Manstein non espresse chiaramente la sua opinione e accettò le decisioni superiori. Hitler preferì alla fine approvare il piano "Cittadella", l'offensiva proposta dal generale Zeitzler, ma solo con una certa riluttanza. Egli, messo in allarme dalle valutazioni dello stimato generale Model, rinviò più volte l'inizio dell'attacco sia per avere tempo per fare affluire ulteriori forze corazzate, sia per osservare gli sviluppi della situazione sugli altri fronti dove, dopo la catastrofe in Tunisia del maggio 1943, gli Alleati anglo-americani sembravano pronti ad attaccare l'Italia fascista di cui si temeva seriamente un crollo.

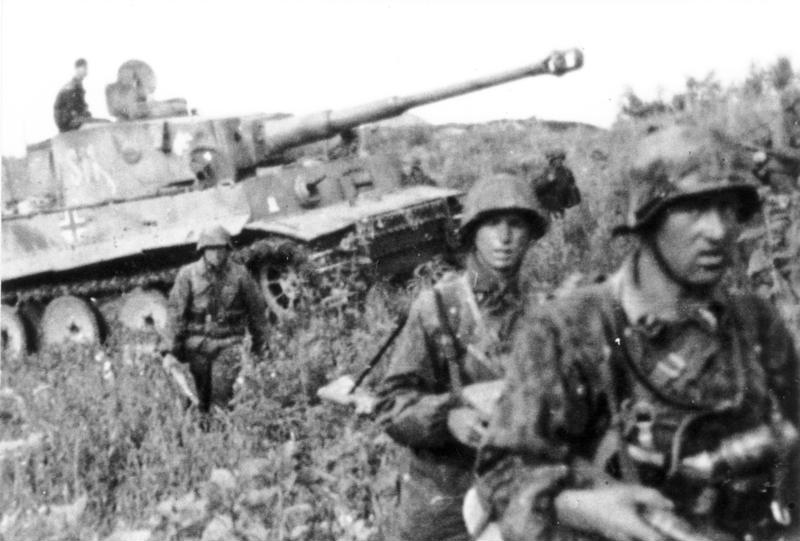
Soldati della 2. SS-Panzer-Division "Das Reich" avanzano a fianco di un Tiger durante la battaglia di Kursk

L'offensiva tedesca nel saliente di Kursk ebbe inizio solo il 5 luglio 1943 con l'attacco delle forze corazzate del generale Model a nord del saliente e del feldmaresciallo von Manstein a sud; l'esercito tedesco allineava i suoi migliori reparti con quasi 2 000 mezzi corazzati, tra i quali i modelli più moderni Tiger e Panther, e oltre 1 500 aerei ma si trovava di fronte uno schieramento sovietico gigantesco che Stalin e i suoi generali avevano rafforzato e potenziato sistematicamente per mesi. Di conseguenza l'offensiva tedesca, prevista come una veloce avanzata delle truppe corazzate per accerchiare in pochi giorni la massa principale delle forze sovietiche, si trasformò subito in un'aspra e sanguinosa battaglia per superare lentamente le successive linee fortificate del nemico rinforzate da postazioni anticarro e da potenti riserve di carri armati. Nonostante alcuni successi locali fu impossibile per la Wehrmacht sfondare in profondità; al contrario sul lato nord del saliente il generale Model subì forti perdite e venne fermato entro il 10 luglio dalle superiori forze del generale Konstantin Rokossovskij, mentre a sud di Kursk, le agguerrite Panzer-Division Waffen-SS del feldmaresciallo von Manstein, pur guadagnando maggiore terreno, non raggiunsero i loro obiettivi e vennero continuamente contrattaccate dalle riserve corazzate sovietiche dei generali Nikolaj Fëdorovič Vatutin e Ivan Konev. Il 12 luglio 1943 si svolse la drammatica e incerta battaglia tra mezzi corazzati a Prochorovka che segnò il momento culminante dell'offensiva tedesca.
In realtà l'operazione Cittadella era già fallita: fin dall'11 luglio l'Armata Rossa aveva dato inizio all'operazione Kutuzov contro il saliente di Orël, a nord di Kursk, mettendo subito in difficoltà le deboli forze del feldmarescallo von Kluge, mentre lo stesso giorno della battaglia di Prochorovka era iniziata nel Mediterraneo l'operazione Husky – il temuto intervento anglo-americano in Europa con lo sbarco in Sicilia.

### Sconfitta e ritirata della Germania sul fronte orientale

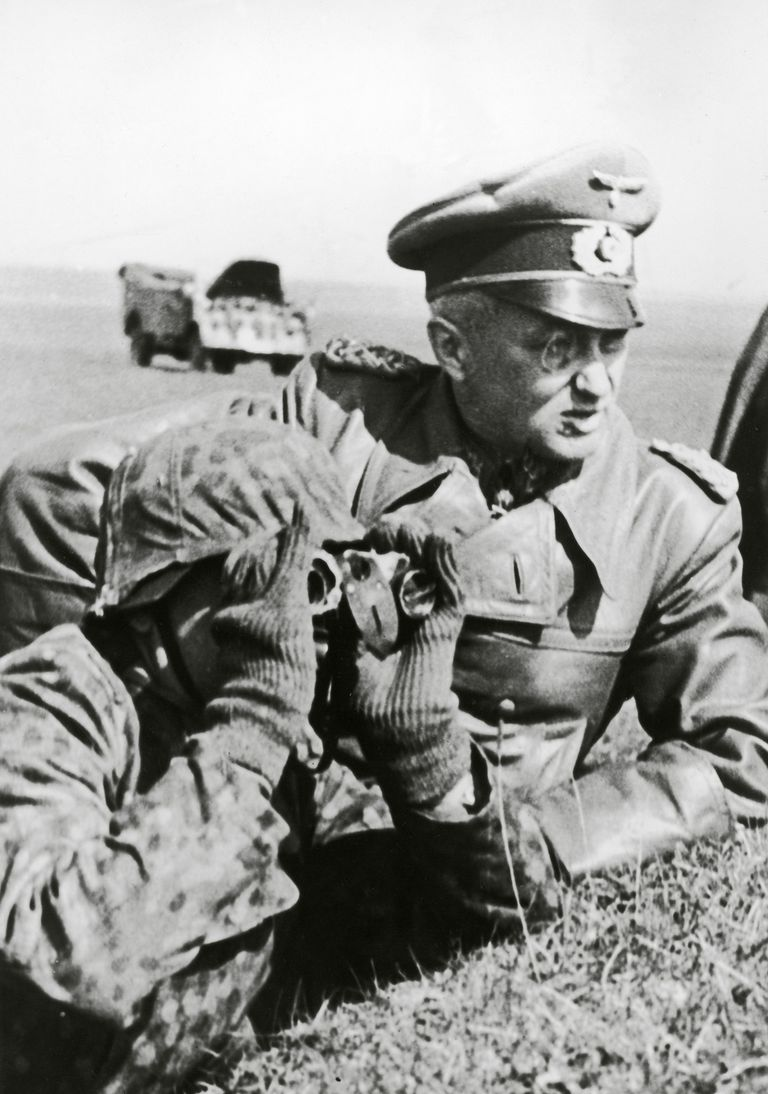
Il generale Walter Model, comandante in capo tedesco durante l'operazione Kutuzov

L'inizio della massiccia operazione Kutuzov nel saliente di Orël, l'11 luglio 1943, mise subito in difficoltà le forze del feldmaresciallo von Kluge, le divisioni di fanteria tedesche tuttavia erano solidamente trincerate e difesero con accanimento le loro posizioni. Le armate sovietiche attaccarono da tre direzioni con grandi rinforzi di carri armati e sfondarono sul lato settentrionale mettendo in pericolo le linee di comunicazione del Gruppo d'armate Centro. Il 13 luglio Adolf Hitler convocò al suo quartier generale i feldmarescialli von Kluge e von Manstein e decise rapidamente di interrompere la fallimentare operazione Cittadella affermando inoltre che era necessario disimpegnare le divisioni Waffen-SS che sarebbero state trasferite in Italia per sostenere il regime fascista. Venne deciso che il generale Walter Model avrebbe assunto il comando nel saliente di Orël con il rinforzo di cinque Panzer-Division trasferite dal fronte di Kursk.

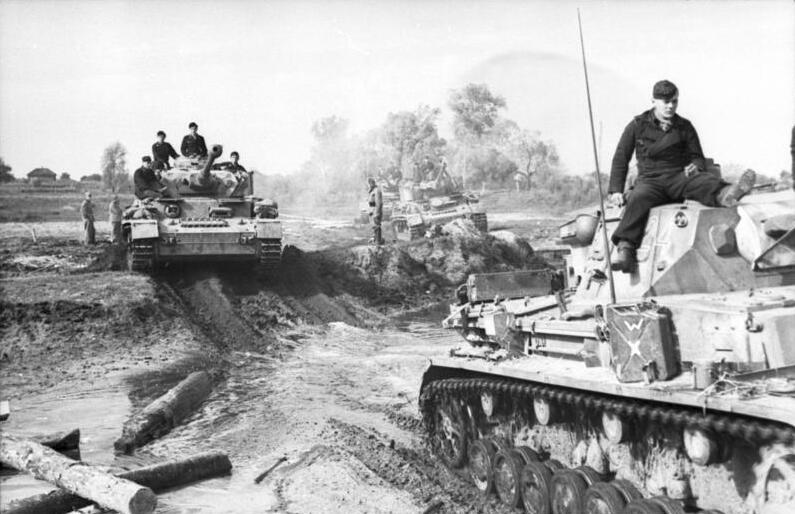
Reparti di una Panzer-Division in movimento durante l'operazione Kutuzov

Nei giorni seguenti la precaria situazione generale sul fronte orientale costrinse il Führer a rinunciare al trasferimento delle unità Waffen-SS, mentre il tenace generale Model con l'aiuto dei rinforzi corazzati, riuscì a rallentare l'offensiva sovietica infliggendo ingenti perdite alle armate meccanizzate sovietiche. La battaglia di Orël fu accanita e sanguinosa; i sovietici guadagnarono terreno lentamente mentre i tedeschi ripiegavano con metodo verso la "linea Hagen" sotto la copertura dei mezzi corazzati; Hitler dovette acconsentire per limitare le perdite alla cosiddetta "difesa elastica" e infine il 25 luglio autorizzò il generale Model a evacuare il saliente. Le truppe tedesche si ritirarono con abilità cedendo progressivamente terreno senza perdere la coesione e cercando di salvare l'equipaggiamento; la pressione sovietica si accentuò nel mese di agosto; Orël venne liberata il 5 agosto 1943 ed entro il 18 agosto l'intero saliente venne evacuato dalle unità del Gruppo d'armate Centro.
Nonostante le pesanti perdite subite nella battaglia di Kursk, l'Armata Rossa era pronta a passare all'offensiva anche nel settore meridionale del fronte orientale; il 17 luglio 1943, i sovietici attaccarono sulla linea del Mius mettendo in difficoltà le difese tedesche e sorprendendo il feldmaresciallo von Manstein che trasferì subito quattro Panzer-Division di rinforzo. L'abile contrattacco dei mezzi corazzati tedeschi ebbe successo, ma il conseguente indebolimento delle linee nel settore di Char'kov venne immediatamente sfruttato dai sovietici che il 3 agosto 1943 sferrarono al comando del maresciallo Georgij Žukov una potente offensiva con grandi masse di carri armati e artiglierie. Il fronte tedesco venne sfondato, alcuni reparti furono distrutti e i mezzi corazzati sovietici avanzarono in profondità; Belgorod venne liberata. Il feldmaresciallo von Manstein cercò ancora una volta di evitare un crollo irreversibile, e le Panzer-Division già trasferite a Orël e sul Mius ritornarono indietro e contrattaccarono a Bogoduchov e Akhtyrka. Dopo violentissime battaglie di carri che costarono forti perdite ai sovietici, il feldmaresciallo von Manstein riuscì a chiudere lo sfondamento e a organizzare una linee di ripiegamento ma il 23 agosto l'Armata Rossa poté liberare definitivamente la città di Char'kov.
L'evacuazione di Char'kov e di Orël e il ripiegamento su linee più arretrate non cambiarono la situazione reale sul fronte orientale; l'Armata Rossa aveva ormai una netta superiorità di uomini e mezzi e, sotto la spinta degli ordini di Stalin, non era intenzionata a interrompere la sua offensiva; al contrario la fine di agosto e il mese di settembre videro l'inizio di nuove potenti offensive sovietiche contro le indebolite armate dei feldmarescialli von Kluge e von Manstein. In particolare il Gruppo d'armate Sud, con riserve corazzate ormai ridotte a soli 257 carri armati e 220 cannoni d'assalto, non era più in grado di difendere il Donbass. Il 9 settembre 1943 Hitler si recò al posto di comando del feldmaresciallo von Manstein e, dopo lunghe discussioni, autorizzò una ritirata generale del gruppo d'armate fino alla linea del Dnepr, la cui riva occidentale, scoscesa e dominante su quella orientale, sembrava adatta per una difesa prolungata. In questa occasione Hitler ordinò anche l'evacuazione, da parte delle forze del Gruppo d'armate A del feldmaresciallo von Kleist, della penisola di Taman' e il ripiegamento in Crimea.

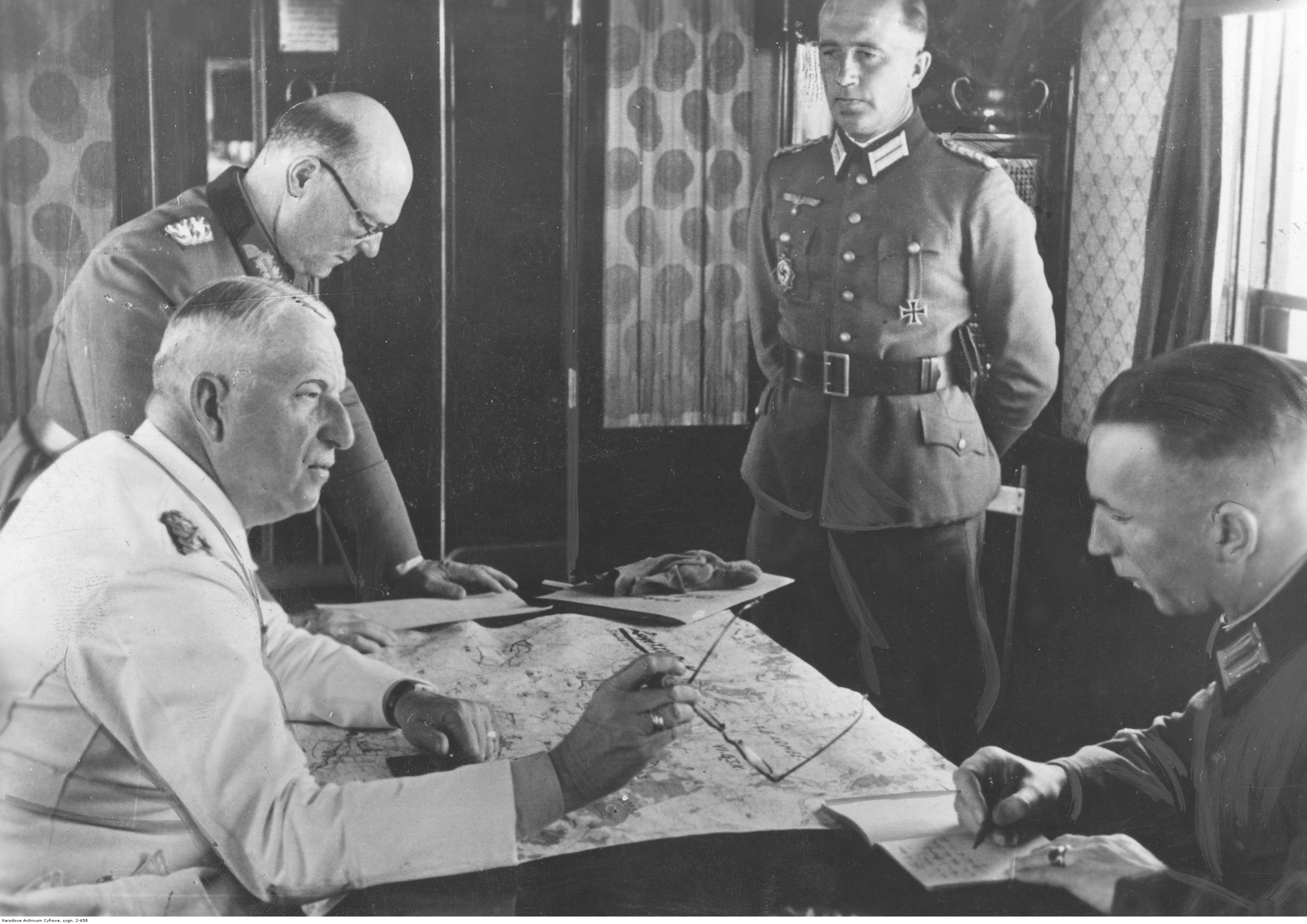
Il feldmaresciallo Erich von Manstein, seduto a sinistra, al suo posto di comando del Gruppo d'armate Sud

La ritirata delle lunghe colonne del Gruppo d'armate Sud ebbe inizio il 15 e 16 settembre 1943, e venne condotta a termine in dieci giorni con un certo ordine ma sotto la costante pressione delle colonne sovietiche all'inseguimento. Il feldmaresciallo von Manstein, per guadagnare tempo e rallentare il nemico, adottò la spietata tattica della terra bruciata: tutto il territorio fu devastato, ogni risorsa economica distrutta, le vie di comunicazione messe fuori uso, la popolazione civile deportata. Nonostante la capillare opera di distruzione, i tedeschi non riuscirono a stabilizzare la situazione sul cosiddetto Ostwall; le truppe sovietiche arrivarono rapidamente al Dniepr e riuscirono con mezzi improvvisati a costituire subito numerose piccole teste di ponte che vennero progressivamente rafforzate; inoltre Hitler aveva prescritto che la Wehrmacht mantenesse teste di ponte a ovest del fiume a Kiev, Dnepropetrovsk e Nikopol e in questo modo lo schieramento tedesco rimaneva precario ed esposto agli attacchi. L'Armata Rossa inizialmente guadagnò terreno soprattutto a sud ed entro ottobre 1943 liberò dopo prolungati e sanguinosi combattimenti Dnepropetrovsk e Zaporož'e; la testa di ponte di Nikopol' venne invece mantenuta dai tedeschi che respinsero anche, con un efficace contrattacco di due Panzer-Division trasferite da occidente, l'avanzata nemica su Krivoj Rog. La linea del Dniepr crollò nella regione di Kiev: un primo attacco sovietico dalla testa di ponte a sud della città venne respinto dalle divisioni tedesche nonostante l'impiego di reparti paracadutisti, ma il secondo attacco sferrato di sorpresa dal generale Vatutin dalla testa di ponte a nord di Kiev con potenti riserve corazzate, ebbe successo e i carri armati sovietici dopo lo sfondamento raggiunsero e liberarono la capitale ucraina, ridotta in rovine, il 6 novembre 1943.

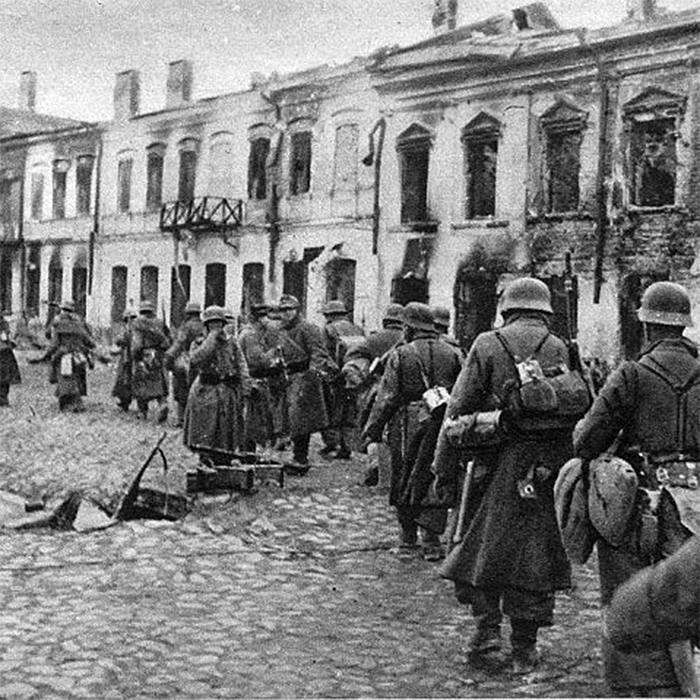
Truppe tedesche rientrano a Žitomir nel novembre 1943

Il 7 novembre 1943 il feldmaresciallo von Manstein arrivò a Rastenburg per un chiarimento decisivo con Hitler; la situazione strategica del suo gruppo d'armate stava diventando sempre più difficile a causa dell'avanzata in profondità delle armate corazzate sovietiche che, dopo la liberazione di Kiev, apparivano inarrestabili in direzione di Zitomir e mettevano in pericolo le retrovie tedesche. Hitler apparve molto meno preoccupato: rifiutò subito l'autorizzazione richiesta dal feldmaresciallo per l'evacuazione dell'ansa del basso Dniepr e affermò che invece le posizioni di Nikopol, di Krivoj Rog e della Crimea avrebbero dovuto essere difese per ragioni economiche e di politica internazionale; il Führer decise di concedere al feldmaresciallo von Manstein tre Panzer-Division di rinforzo appena trasferite da occidente, per contrattaccare a Žitomir, ma trattenne altre tre divisioni corazzate di riserva sul basso Dniepr.
Il feldmaresciallo, tornato al suo posto di comando, dovette organizzare in fretta un raggruppamento corazzato con sei Panzer-Division in totale che, al comando dell'esperto generale Hermann Balck, passò al contrattacco a partire dal 15 novembre a sud dell'autostrada Žitomir-Kiev sul fianco delle forze nemiche. I sovietici, che erano entrati a Žitomir il 12 novembre, furono sorpresi dall'inattesa controffensiva. Le unità corazzate tedesche tagliarono fuori le colonne di testa nemiche e il 20 novembre 1943 rientrarono a Žitomir. Nei giorni seguenti il feldmaresciallo von Manstein cercò di ampliare la sua controffensiva, avanzando verso est in direzione di Kiev, ma la comparsa di un improvviso disgelo e soprattutto l'intervento di potenti riserve sovietiche, arrestò entro la metà del mese di dicembre 1943 la controffensiva tedesca. Il feldmaresciallo von Manstein era riuscito ancora una volta a stabilizzare la situazione ma la testa di ponte di Kiev era rimasta in mano sovietica mentre le forze della Wehrmacht erano ormai sempre più esauste e logorate dagli interminabili combattimenti.

### Il crollo dell'Italia e l'intervento tedesco

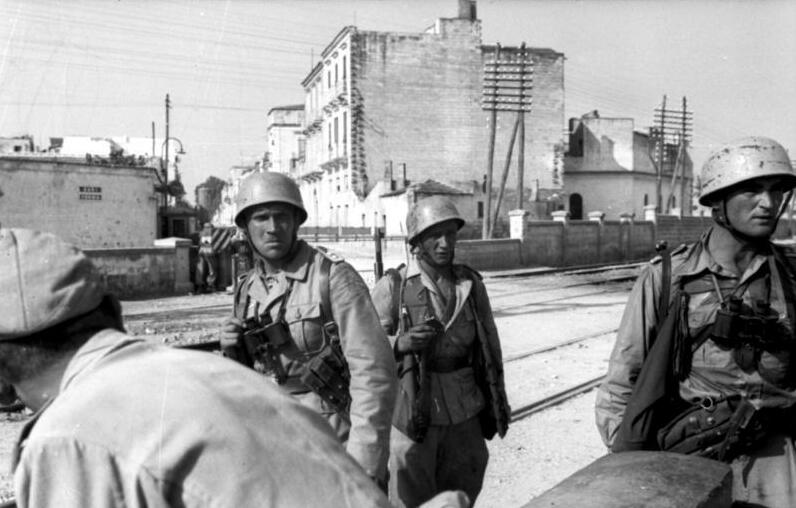
Membri della 2. Fallschirmjäger-Division nella zona sud di Roma

Fin dal mese di maggio 1943 Adolf Hitler aveva manifestato il suo scetticismo sulla capacità dell'Italia fascista di consolidare la sua resistenza dopo la catastrofe africana; egli aveva quindi ordinato di iniziare la pianificazione dettagliata per controbattere le conseguenze strategiche di una possibile uscita dell'Italia dalla guerra. Il 21 maggio il feldmaresciallo Keitel, capo di stato maggiore dell'OKW, diramò le nuove direttive per l'operazione Alarico, l'invasione del territorio metropolitano italiano, l'operazione Konstantin, l'intervento tedesco nei Balcani presidiati dalle truppe italiane, l'operazione Siegfried, occupazione delle aree della Francia meridionale occupate dall'alleato. Contemporaneamente a questa pianificazione la Wehrmacht iniziò il trasferimento di unità tedesche in Italia, tra cui alcune moderne divisioni meccanizzate e una divisione paracadutisti, per rafforzare il comando supremo a sud del feldmaresciallo Kesselring. Dopo qualche incertezza, Mussolini, inizialmente preoccupato per questo afflusso di truppe tedesche, richiese ulteriori reparti mobili per fronteggiare l'evidente minaccia anglo-americana.
Il 10 luglio 1943 gli Alleati sbarcarono in Sicilia e, grazie alla loro schiacciante superiorità aerea, navale e terrestre, consolidarono rapidamente le posizioni sull'isola superando la debole resistenza italiana; Hitler e l'alto comando tedesco avevano previsto erroneamente un attacco nemico in Sardegna e solo due divisioni tedesche erano schierate in Sicilia. Queste unità intervennero subito ma il loro contrattacco non ebbe successo; il feldmaresciallo Kesselring quindi per evitare un crollo immediato delle forze dell'Asse trasferì altre due divisioni tedesche sull'isola che, al comando del generale Hans Hube, combatterono con abilità rallentando l'avanzata alleata e consolidando una linea difensiva a protezione di Messina, mentre le divisioni italiane si disgregavano. Hitler cercò per l'ultima volta di rinsaldare la determinazione e la volontà combattiva di Mussolini nel drammatico incontro di Feltre del 19 luglio, ma ormai il regime fascista stava franando e lo stesso Duce appariva incerto e depresso.

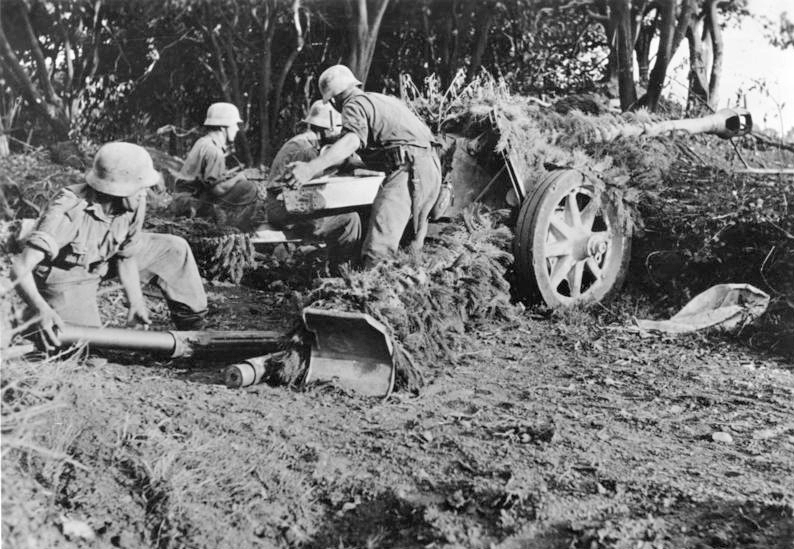
Cannone anticarro tedesco in azione durante la battaglia di Salerno

Il 25 luglio 1943 giunsero a quartier generale del Führer le confuse e clamorose notizie della destituzione di Mussolini e della caduta del fascismo; Hitler in un primo momento apparve deciso, senza curarsi delle assicurazioni di fedeltà all'Asse dei nuovi capi dello Stato italiano, a intervenire militarmente subito attaccando Roma per catturare il re e il maresciallo Pietro Badoglio, nuovo capo del governo, ma poi decise di guadagnare tempo per rielaborare i piani per far fronte alla probabile "defezione" dell'Italia e fare affluire nuove truppe nella penisola. Nelle settimane seguenti quindi, mentre il generale Hube completava con pieno successo un'abile ritirata attraverso lo stretto di Messina salvando truppe ed equipaggiamenti, numerose divisioni tedesche entrarono in Italia e si distribuirono lungo la penisola; altre formazioni vennero trasferite nei Balcani. L'8 settembre 1943 l'Italia concluse segretamente l'armistizio con gli Alleati e nello stesso giorno gli anglo-americani sbarcarono a Salerno, ma i tedeschi presero immediate contromisure militari.
Sfruttando l'estrema confusione tra i soldati e i comandanti italiani e il comportamento passivo e rinunciatario dei massimi dirigenti politico-militari dello stato, i tedeschi agirono con grande decisione e presero rapidamente il controllo della situazione in tutti i teatri di guerra europei dove erano presenti reparti dell'ex-alleato. Al nord il feldmaresciallo Rommel disarmò senza opposizione tutte le unità italiane e occupò le grandi città senza resistenza; al centro-sud il feldmaresciallo Kesselring fu in grado contemporaneamente di prendere il controllo di Roma dopo brevi combattimenti, disarmare tutti i reparti italiani presenti nell'Italia centro-meridionale e controbattere le forze anglo-americane a Salerno che vennero contrattaccate dalle riserve meccanizzate tedesche e per alcuni giorni rischiarono di essere respinte in mare.

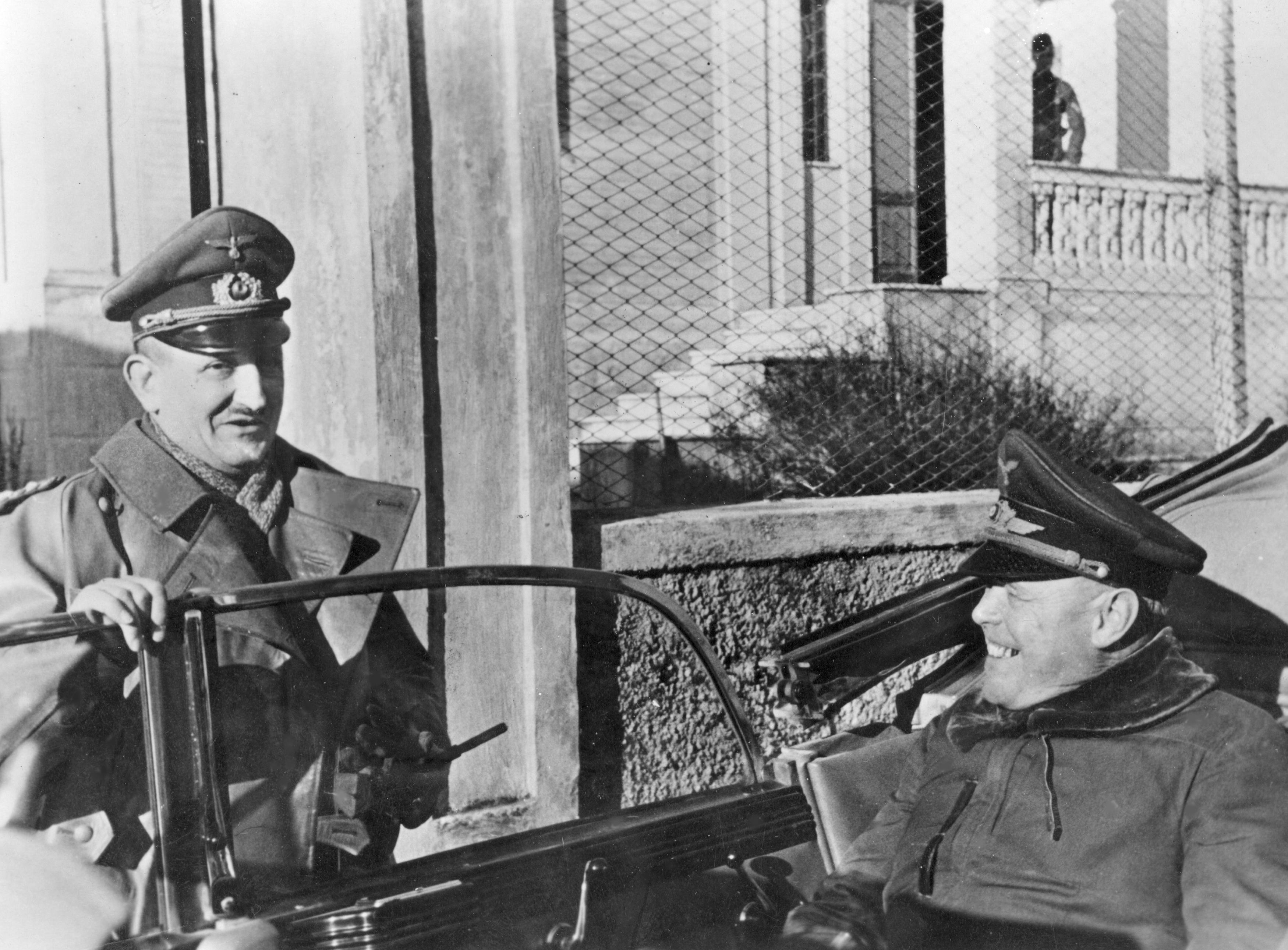
Il feldmaresciallo Albert Kesselring (a destra), comandante supremo tedesco in Italia, con il generale Heinrich von Vietinghoff, comandante del fronte sulla Linea Gustav

Negli altri teatri di guerra, in particolare nei Balcani, nell'Egeo e in Francia, le divisioni italiane in maggioranza si disgregarono e, nonostante alcuni episodi di valorosa resistenza, nel complesso vennero neutralizzate senza difficoltà dalle divisioni della Wehrmacht che agirono in alcune occasioni con spietata brutalità. Oltre un milione di soldati italiani vennero disarmati e fu catturato ingente materiale bellico, tra cui oltre 8 000 cannoni, 900 mezzi corazzati, 16 000 automezzi; i militari furono in gran parte trasferiti nel Terzo Reich per essere impiegati nel lavoro obbligatorio con la qualifica di Internati Militari Italiani. Hitler inoltre riuscì anche a costituite uno stato collaborazionista fascista nell'Italia centro-settentrionale occupata dalle sue truppe, la Repubblica Sociale Italiana, con a capo nominalmente Mussolini che il 12 settembre i paracadutisti tedeschi avevano liberato, con un audace colpo di mano, dalla prigione del Gran Sasso.
Mentre la Wehrmacht concludeva con pieno successo l'operazione Achse, il feldmaresciallo Kesselring combatteva accanite battaglia di retroguardia contro gli anglo-americani che da Salerno e dalla Calabria stavano avanzando lentamente verso nord; i tedeschi cedettero progressivamente terreno in Italia meridionale ma mantennero sempre, con un'abile tattica difensiva, il controllo della situazione. Con l'arrivo dell'autunno 1943 l'avanzata alleata venne fermata definitivamente sulla cosiddetta Linea Gustav che, imperniata sull'aspro terreno montagnoso appenninico e sulla stretta di Cassino, sbarrava la strada a sud di Roma; gli anglo-americani subirono forti perdite contro le esperte truppe tedesche favorite dal terreno e dal clima freddo e piovoso.
In questa fase della guerra i tedeschi ottennero altri successi nel teatro bellico meridionale, nonostante la grave crisi provocata dalla defezione dell'Italia; in Jugoslavia le truppe tedesco-croate riuscirono a riprendere tutte le posizioni abbandonate dagli italiani e sferrarono una nuova serie di offensive che misero in forte difficoltà i partigiani jugoslavi di Tito; nel Dodecaneso con una serie di operazioni aviotrasportate occuparono tutte le isole più importanti e sconfissero ripetutamente i contingenti britannici impiegati affrettatamente dal comando alleato su impulso di Winston Churchill.

## Il crollo dell'Europa nazista nel 1944

### Battaglie invernali all'est e nuove sconfitte

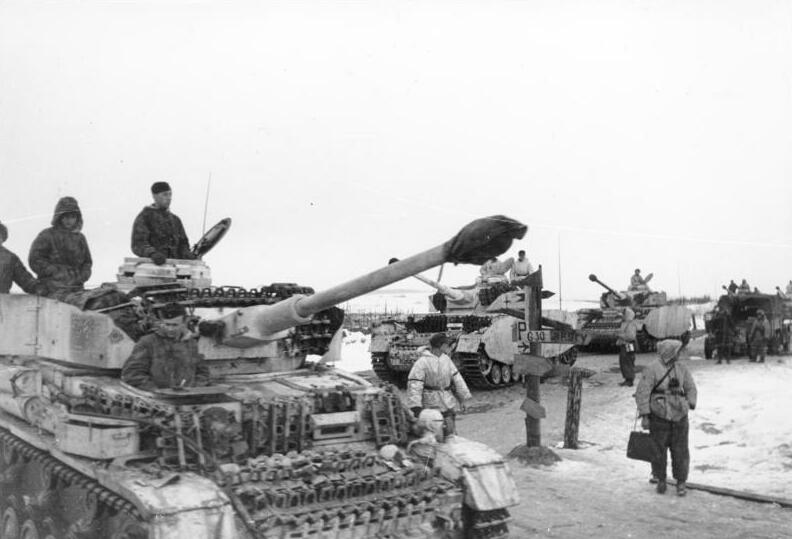
Reparto corazzato tedesco in movimento durante la campagna dell'inverno 1943-44

La controffensiva del feldmaresciallo von Manstein su Žitomir non era riuscita, nonostante alcuni successi, a raggiungere l'obiettivo strategico di Kiev; inoltre non arrestò affatto l'offensiva generale invernale pianificata da Stalin e dai suoi generali per liberare l'Ucraina della riva orientale del Dniepr. La notte di Natale 1943 le armate sovietiche del generale Vatutin, potentemente rinforzate con l'afflusso di nuove formazioni corazzate, ripresero infatti gli attacchi e raggiunsero rapidamente nuove vittorie; Žitomir ritornò in mano sovietiche il 1º gennaio 1944 e l'avanzata dell'Armata Rossa continuò in profondità frantumando il fronte tedesco nonostante le grandi difficoltà logistiche causate da un improvviso disgelo; la situazione della Wehrmacht divenne subito critica. Il tentativo del feldmaresciallo von Manstein di convincere Hitler, in un colloquio diretto al quartier generale, a riorganizzare la catena di comando cedendo la guida operativo sul Fronte orientale, e a effettuare una ritirata strategica, vennero bruscamente respinte dal Führer. Il comandante del Gruppo d'armate Sud dovette quindi ricorrere ad abili espedienti tattici per riuscire a contenere almeno temporaneamente lo sfondamento sovietico che minacciava le retrovie delle sue armate. Alcune Panzer-Division vennero richiamate da sud e raggruppate per contrattaccare sul fianco le punte del generale Vatutin che marciavano su Vinnica; la difficile manovra ebbe pieno successo e dopo una serie di aspri scontri nella neve, l'avanzata sovietica venne fermata alla fine di gennaio 1944 e i tedeschi guadagnarono una breve pausa di respiro.

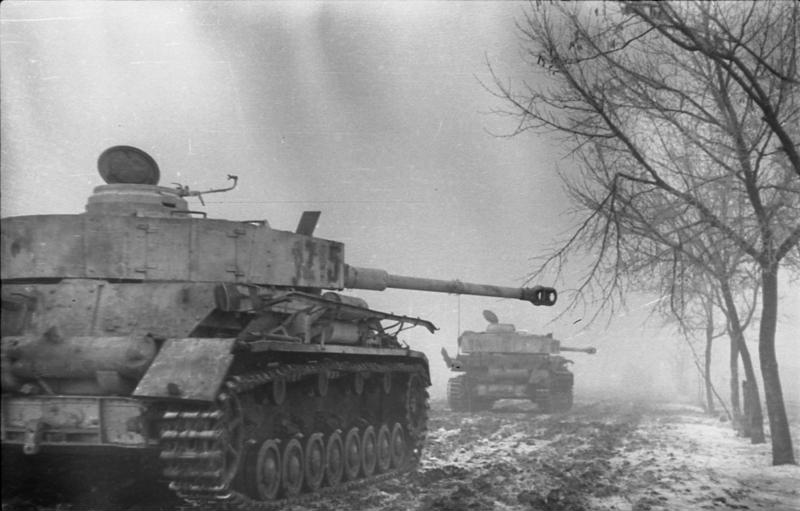
Panzer IV in azione nell'inverno 1944

In realtà la situazione della Wehrmacht sul fronte orientale rimaneva critica; più a sud i sovietici avevano sfondato anche nel settore di Kirovograd mettendo in pericolo le truppe tedesche ancora attestate nella testa di ponte sul Dniepr a Kanev che quindi rischiavano di essere attaccate e accerchiate. Hitler nella sua direttiva N. 51 del novembre 1943 aveva affermato che, in previsione dell'attacco anglo-americano alla Fortezza Europa, il fronte occidentale avrebbe dovuto avere la priorità nel rafforzamento e nel equipaggiamento rispetto al fronte orientale dove la Germania poteva ancora all'occorrenza cedere terreno senza indebolire sostanzialmente la sua capacità di resistenza. Nella realtà delle cose il Führer avrebbe disatteso subito le sue parole; sulla base di considerazione legate all'economia di guerra, alle necessità di materie prime strategiche, e alla politica delle alleanze, Hitler non autorizzò le ritirate strategiche proposte dal feldmaresciallo von Manstein e prescrisse ancora una volta la resistenza sul posto. Le truppe tedesche rimasero quindi agganciate alla testa di ponte sul Dniepr di Kanev e vennero attaccate a tenaglia dalle armate sovietiche a partire dal 24-26 gennaio 1944.
La battaglia della sacca di Korsun' fu particolarmente aspra e sanguinosa: le armate corazzate sovietiche avanzarono rapidamente sui due fianchi del saliente tedesco e fin dal 28 gennaio 1944 si congiunsero accerchiando circa otto divisioni tedesche che, al comando del generale Wilhelm Stemmermann, cercarono di organizzare una difesa circolare senza abbandonare le posizioni sul Dniepr. La situazione delle truppe tedesche accerchiate divenne subito drammatica. Mentre partiva un nuovo ponte aereo della Luftwaffe per rifornire in qualche modo i reparti accerchiati, venne quindi organizzato con grande difficoltà nel rigido clima invernale un contrattacco di soccorso con quattro Panzer-Division e una divisione Waffen-SS. La colonna di soccorso, guidata dal generale Hans Hube, iniziò a muovere il 4 febbraio e, dopo strenui combattimenti, riuscì ad avvicinarsi a pochi chilometri dalla sacca dove fu costretta a fermarsi. Il feldmaresciallo von Manstein era deciso a evitare una catastrofe e diede ordine al generale Stemmermann di abbandonare le posizioni e tentare una sortita; le truppe accerchiate tentarono di rompere l'accerchiamento ma furono in gran parte annientate entro il 17 febbraio 1944 dai carri armati e dalla cavalleria sovietica; alcuni reparti superstiti riuscirono a ricongiungersi con le divisioni corazzate di soccorso ma le perdite tedesche di uomini e materiali furono fortissime.

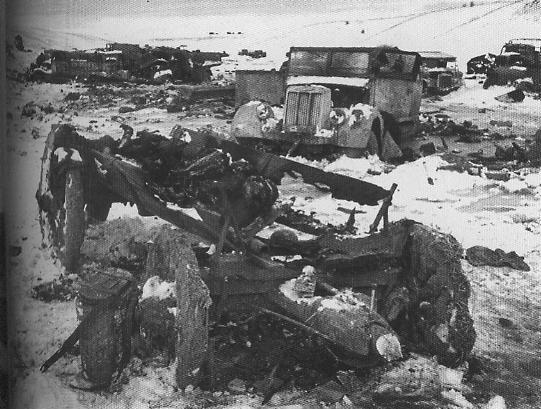
Mezzi e materiali tedeschi abbandonati durante la ritirata dell'inverno 1944

Mentre si combatteva la disperata battaglia di Korsun', l'Armata Rossa aveva sferrato continue offensive anche più a sud impegnando le deboli forze tedesche dei feldmarescialli von Manstein e von Kleist in nuovi violenti combattimenti; in febbraio 1944 si concluse dopo settimane di violente battaglie la lotta nella testa di ponte di Nikopol' che Hitler, adducendo motivazioni di economia bellica per la presenza di importanti miniere di nichel, aveva imposto di difendere a oltranza. Le riserve corazzate inviate d'urgenza per rimediare alla critica situazione giunsero troppo tardi e Nikopol' venne evacuata l'8 febbraio. Il 22 febbraio 1944 i sovietici liberarono anche Krivoj Rog, città importante per i giacimenti di ferro, e misero in pericolo le retrovie tedesche; le truppe del feldmaresciallo von Kleist batterono in ritirata cercando di coprire Odessa. L'offensiva principale dell'Armata Rossa venne sferrata però il 4 marzo 1944 dai marescialli Zukov e Konev più a nord ed ebbe subito un andamento catastrofico per i tedeschi, nonostante la comparsa del disgelo e la conseguenti difficoltà di movimento a causa del fango. Il feldmaresciallo von Manstein tentò di contrattaccare a nord per bloccare la direttrice di Tarnopol con un nuovo raggruppamento delle Panzer-Division, ma nell'indebolito settore di Uman' i sovietici avanzarono a valanga, travolsero ogni ostacolo, dispersero i reparti tedeschi colti di sorpresa e il 20 marzo raggiunsero e superarono il Bug.

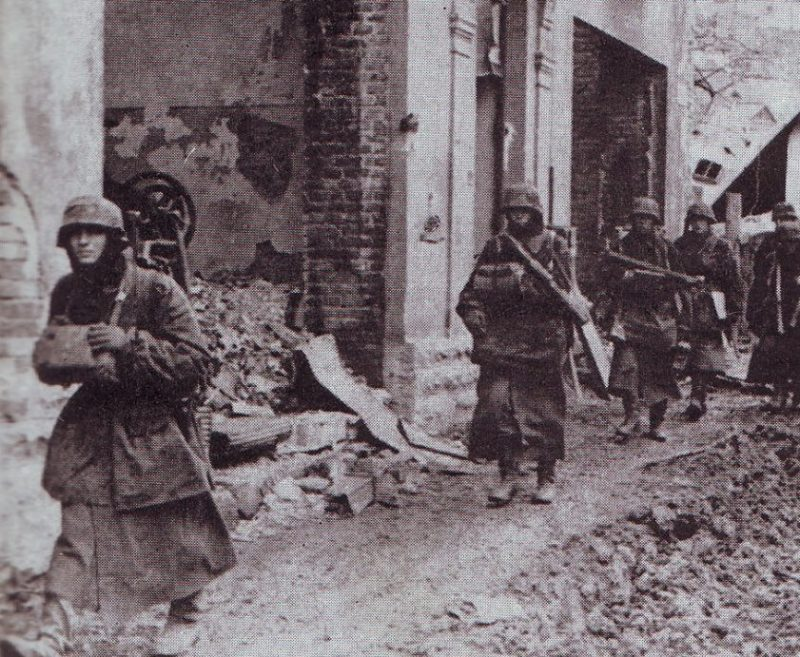
Soldati tedeschi durante la battaglia della sacca di Kam'janec'-Podil's'kyj

Il 23 marzo 1944 nel settore di Kamenec Podolskij venne accerchiata l'intera 1. Panzerarmee che, al comando del generale Hube, era rimasta su ordine di Hitler nel settore del Dnestr. Le formazioni accerchiate, tra cui la maggior parte delle Panzer-Division del Gruppo d'armate Sud, vennero rifornite per via aerea mentre il feldmaresciallo von Manstein riuscì a convincere il Führer, dopo nuovi ed estenuanti colloqui diretti, ad autorizzare una manovra di ripiegamento verso ovest in direzione dell'Ungheria e non verso sud come previsto dall'alto comando sovietico. Il generale Hube riuscì a mantenere la coesione delle sue truppe e l'armata accerchiata effettuò con inatteso successo una lunga ritirata combattuta per centinaia di chilometri senza perdere il suo equipaggiamento pesante, nonostante la precaria situazione tattica, gli attacchi nemici e il clima pessimo. In questa fase Hitler era assolutamente determinato a continuare a combattere per fermare finalmente l'avanzata sovietica e consolidare le posizioni tedesche a sud: per stabilizzare la situazione politico-militare in Ungheria, i tedeschi sferrarono il 12 marzo 1944 l'operazione Margarethe e occuparono di sorpresa la nazione danubiana; inoltre vennero trasferite d'urgenza dall'ovest due Panzer-Division SS schierate in Francia in attesa dello sbarco; infine il Führer il 30 marzo 1944 destituì i feldmarescialli von Manstein e von Kleist sostituendoli rispettivamente con il feldmaresciallo Walter Model e il generale Ferdinand Schörner, due generali assolutamente fedeli, tenaci e particolarmente abili nella guerra difensiva.

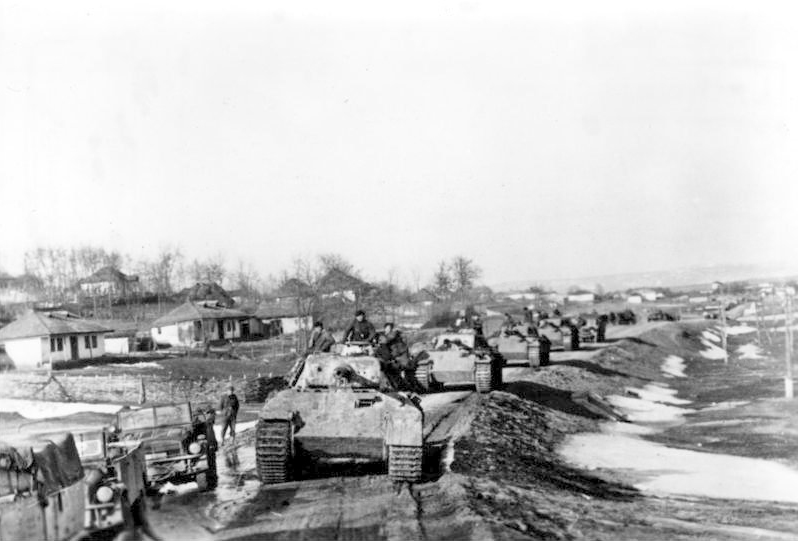
Colonna di Panzer V Panther in marcia sul fronte rumeno nell'aprile 1944

Con l'aiuto delle divisioni corazzate SS trasferite da occidente il feldmaresciallo Model all'inizio di aprile riuscì a stabilizzare la situazione nel settore meridionale; il 6 aprile 1944, l'armata del generale Hube, ancora efficiente e combattiva, riuscì a rompere l'accerchiamento e a ricongiungersi al fronte principale nel settore di Buczacz sul fiume Strypa; fin dal 2 aprile Hitler aveva ottimisticamente proclamato nella direttiva N. 7 che l'offensiva nemica era ormai «giunta alla sua parabola discendente» e che era il momento di «fermare definitivamente» i russi che egli riteneva oramai dissanguati. La nuova linea difensiva si estendeva tra le Paludi del Pripjat, il piede dei Carpazi e il confine rumeno, dove erano schierate le forze del generale Schörner che difendevano anche la Crimea, ma, in realtà la campagna d'inverno 1943-44 si concludeva dopo una lunga serie di sconfitte tedesche: l'intera Ucraina era stata perduta, la Wehrmacht aveva subito perdite debilitanti e l'Armata Rossa era ormai giunta a contatto con i paesi dell'Europa centro-orientale.
A partire dal 14 gennaio 1944 anche il Gruppo d'armate Nord del feldmaresciallo von Küchler aveva subito l'offensiva sovietica; nonostante l'accanita resistenza le esperte truppe tedesche, veterane di molte battaglie nel settore, dovettero rinunciare definitivamente all'assedio di Leningrado e abbandonare l'artiglieria pesante. Il gruppo d'armate rischiò l'accerchiamento, ma il feldmaresciallo Model, succeduto al feldmaresciallo von Küchler prima del trasferimento al Gruppo d'armate Sud, riuscì a disimpegnare le sue forze, a ripiegare oltre la Luga e raggiungere la linea Panther, tra il lago Peipus, Narva e Pskov dove, entro il 1º marzo 1944, i tedeschi, rinforzati da divisioni Waffen-SS etniche, arrestarono finalmente l'avanzata sovietica. La tregua sul fronte orientale sarebbe stata breve: l'8 aprile l'Armata Rossa diede inizio alla sua offensiva per liberare la Crimea che si sarebbe conclusa il 9 maggio 1944 con la vittoria totale sovietica e la distruzione quasi completa della guarnigione tedesco-rumena.

### La tenace difesa in Italia

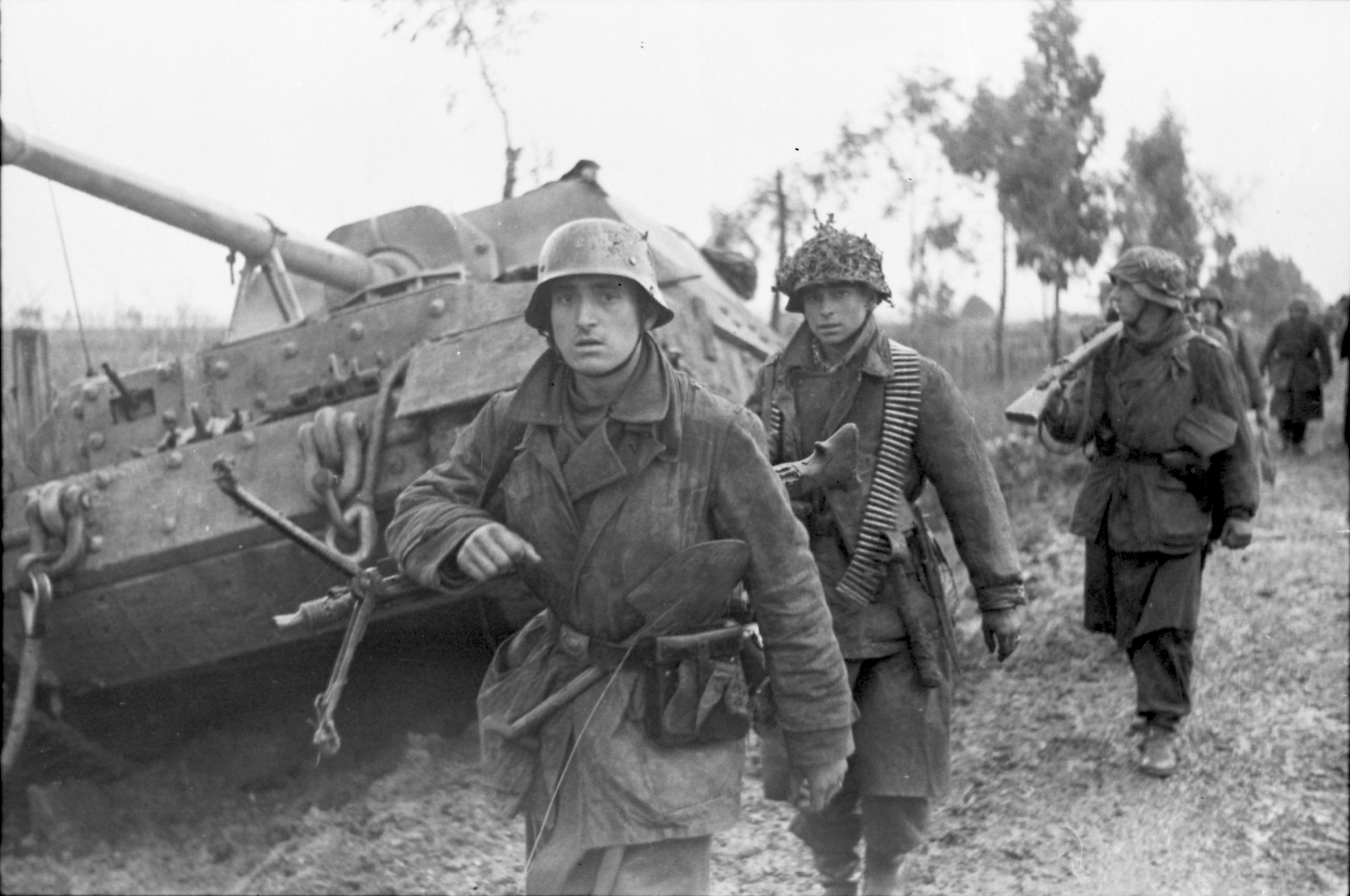
Fanteria tedesca sul fronte di Anzio; in secondo piano un semovente Elefant fuori uso

L'esercito tedesco in Italia sotto il comando del tenace ed esperto feldmaresciallo Kesselring, era riuscito a fermare l'avanzata degli Alleati lungo la linea Gustav che, imperniata sulla posizione di Cassino, appariva difficilmente superabile; gli eserciti alleati, nonostante il rinforzo delle truppe coloniali francesi, erano in difficoltà ma, sotto la pressione di Winston Churchill, sempre particolarmente interessato al teatro mediterraneo, a gennaio 1944 venne sferrato un nuovo attacco alla linea Gustav combinato con un grande sbarco anglo-americano nel settore di Anzio per sorprendere alle spalle le truppe tedesche e marciare direttamente su Roma. L'attacco alla linea Gustav, iniziato il 17 gennaio, non raggiunse risultati decisivi: gli americani furono sanguinosamente respinti sul fiume Rapido mentre i francesi e i britannici pur guadagnando terreno non intaccarono le posizioni principali delle esperte truppe tedesche. Il 22 gennaio 1944 tuttavia lo sbarco ad Anzio colse completamente di sorpresa l'alto comando tedesco e sembrò aprire le porte per una vittoria strategica alleata.

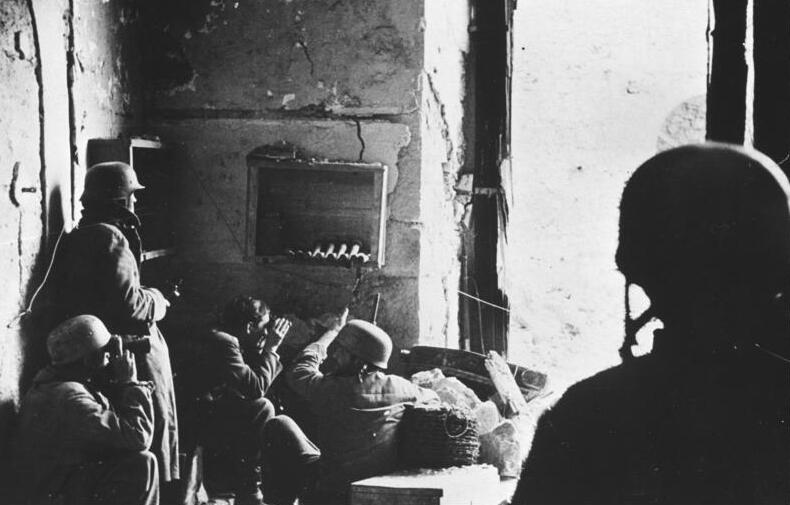
Paracadutisti tedeschi in azione nella battaglia di Cassino

Il feldmaresciallo Kesselring non si lasciò impressionare dalla manovra alleata e, favorito dagli indugi del comando e delle truppe anglo-americane sbarcate sul litorale, ebbe il tempo di richiamare numerose divisioni di riserva dal Nord Italia e dai Balcani che affluirono rapidamente sulla testa di ponte e stabilizzarono la situazione, bloccando l'avanzata nemica su Roma. Le forze alleate rimasero ferme e subirono i pericolosi contrattacchi tedeschi che resero molto precaria la posizione degli anglo-americani. Adolf Hitler intervenne personalmente e ritenne di poter trasformare lo sbarco di Anzio in una grande disfatta nemica e in una dimostrazione dell'ancora intatta potenza della Wehrmacht; egli quindi ordinò di sferrare una grande controffensiva per schiacciare la testa di ponte. L'offensiva tedesca (operazione Fischfang) ebbe inizio il 3 febbraio 1944 e continuò per quasi un mese; i tedeschi ottennero, al comando del generale Eberhard von Mackensen alcuni importanti successi locali e giunsero vicini a uno sfondamento decisivo ma alla fine, a causa principalmente della superiorità aerea e navale alleata, le truppe della Wehrmacht esaurirono la loro capacità offensiva e il 1 marzo la controffensiva dovette essere sospesa. Hitler manifestò il suo disappunto per la mancata vittoria decisiva ma dovette convenire in privato che i suoi giovani soldati, esausti e molto provati, non erano più in grado di attaccare.
Gli alleati avevano evitato la disfatta ma la loro posizione ad Anzio rimaneva difficile, mentre nel frattempo erano anche falliti i nuovi attacchi alla linea Gustav per ottenere uno sfondamento nel settore di Cassino. Dopo l'inutile bombardamento di Montecassino del 15 febbraio 1944, una divisione tedesca di paracadutisti si era asserragliata tra le macerie e respinse per settimane tutti gli attacchi alleati; fino alla fine di aprile 1944 la battaglia sulla linea Gustav continuò accanita e sanguinosa trasformandosi in uno scontro di logoramento simile alle grandi battaglie statiche della prima guerra mondiale. I tedeschi mantennero il controllo delle posizioni dominanti bloccando la via d'accesso verso Roma e gli Alleati subirono pesanti perdite.

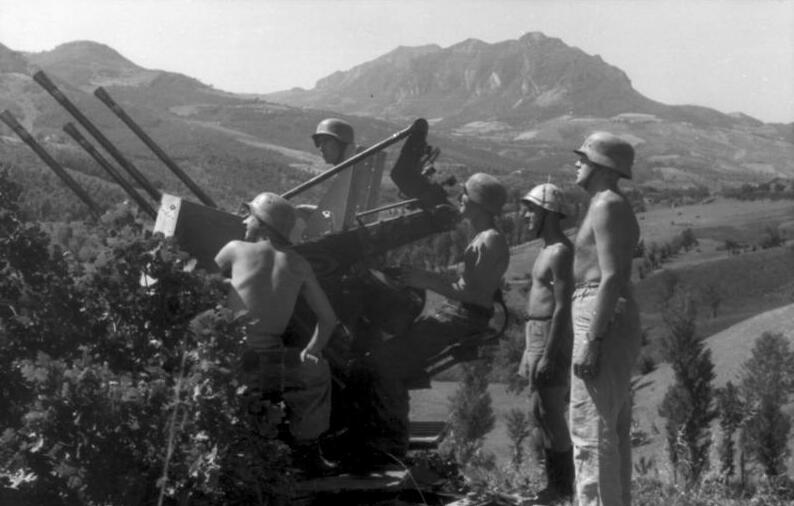
Un postazione antiaerea tedesca sulla Linea Gotica

Nonostante le forti perdite, gli Alleati conservavano una grande superiorità di uomini e mezzi, mentre le loro forze aeree avevano il netto predominio aereo e potevano intralciare le vie di comunicazione tedesche; dopo alcune settimane di preparativi gli alleati sferrarono una nuova offensiva generale sulla Linea Gustav dopo aver concentrato le loro forze principali. L'operazione Diadem ebbe inizio l'11 maggio 1944 e dopo una nuova serie di sanguinosi combattimenti, questa volta riuscì, per merito soprattutto del corpo di spedizione coloniale francese, a sfondare le munite posizione tedesche. Il feldmaresciallo Kesselring condusse la battaglia con tenacia e cercò di evitare fino all'ultimo un crollo strategico ma, dopo l'attacco degli americani dalla testa di ponte di Anzio, la situazione delle indebolite divisioni della Wehrmacht divenne critica e il comandante in capo tedesco dovette ordinare la ritirata rinunciando a difendere Roma dove gli Alleati entrarono il 5 giugno 1944, alla vigilia del sbarco in Normandia.
Nonostante la sconfitta, il feldmaresciallo Kesselring non perse il controllo della situazione e le truppe tedesche continuarono a combattere in ritirata cedendo gradualmente terreno mentre risalivano lungo l'Italia centrale; gli alleati liberarono Ancona il 18 luglio e Firenze il 13 agosto ma, a causa anche del ritiro di alcune divisioni anglo-americane dirette sul Fronte occidentale, non riuscirono a intrappolare e distruggere il Gruppo d'armate C. I tedeschi quindi alla fine dell'estate si schierarono ordinatamente sulla Linea Gotica dopo aver costellato il loro passaggio attraverso gli Appennini di una serie di spietate azioni di rappresaglia e repressione nei confronti di civili e partigiani italiani. In autunno gli Alleati attaccarono la Linea Gotica e cercarono di avanzare in direzione di Bologna e di Rimini; dopo aspri e prolungati combattimenti Rimini cadde il 21 settembre e Ravenna il 4 dicembre, ma le truppe tedesche riuscirono a frenare e infine bloccare la lenta avanzata alleata, mantenendo il possesso della Pianura Padana e delle grandi città del Nord Italia.

### Lo sbarco in Normandia e la disfatta sul fronte occidentale

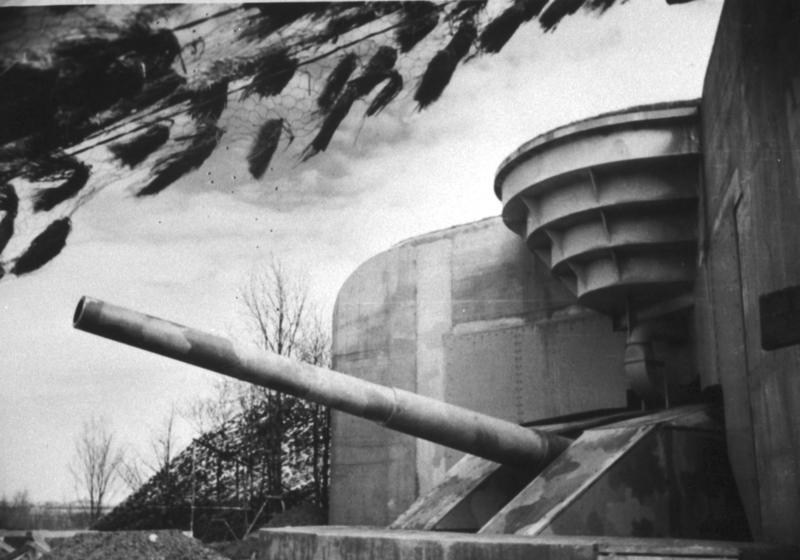
Bunker d'artiglieria in cemento armato del Vallo Atlantico al passo di Calais

Alla fine del 1943 Adolf Hitler riteneva che la situazione strategico-politica della Germania nazista non fosse ancora definitivamente compromessa; egli credeva invece che la prevedibile e attesa offensiva anglo-americana in occidente costituisse una grande opportunità e l'ultima possibilità di ribaltare l'andamento della guerra. In caso di vittoria tedesca e di rovinoso fallimento dello sbarco, Hitler considerava probabile una crisi politica negli Stati Uniti nell'anno delle elezioni, la caduta di Churchill in Gran Bretagna e la rottura della "strana" alleanza tra le potenze capitaliste anglosassoni e l'Unione Sovietica comunista. Inoltre il Führer faceva conto sull'imminente introduzione di nuovi armamenti aerei e navali che avrebbero permesso di riprendere la guerra sommergibili e scatenare la rappresaglia contro l'Inghilterra; in queste condizioni era possibile che Stalin ritenesse preferibile, dopo il fallimento del secondo fronte, aprire trattative con la Germania per una pace di compromesso che avrebbe salvato la maggior parte delle conquiste di Hitler.
La direttiva N. 51 di Hitler, che richiedeva di dare la priorità al Fronte occidentale, lo sviluppo delle costruzioni del Vallo Atlantico e il potenziamento delle forze della Wehrmacht in occidente poste al comando dell'esperto feldmaresciallo von Rundstedt e del dinamico feldmaresciallo Rommel, corrispondevano in teoria con le idee politico-militari di Hitler in questa fase della guerra. La realtà tuttavia era diversa: la macchina militare tedesca, logorata da tre anni di sanguinosa guerra all'est, non disponeva delle risorse necessarie per affrontare e respingere l'enorme concentramento di forze terrestri, aeree e navali preparate metodicamente dagli anglo-americani per l'operazione Overlord. La Wehrmacht schierava sul fronte occidentale 59 divisioni con circa 900 000 uomini e oltre 2 000 mezzi corazzati, ma in gran parte si trattava di reparti di seconda linea, poco mobili, mediocremente equipaggiati, con soldati inesperti, impreparati o logorati dal servizio sul fronte orientale; numerosi erano i reparti reclutati tra le cosiddette Osttruppen, soldati volontari provenienti dalle minoranze etniche dell'Unione Sovietica. Erano disponibili dieci Panzer-Division, in generale ben equipaggiate e formate con personale addestrato e molto motivato, in particolare le divisioni Waffen-SS, ma queste moderne unità mobili sarebbero state gravemente intralciate dalla mancanza di copertura aerea. La Luftwaffe, completamente impegnata nella difesa dei cieli del Reich e decimata dalla pesanti perdite schierava all'inizio solo 497 aerei operativi all'ovest, mentre le forze navali erano praticamente inesistenti in confronto alle sterminate flotte alleate.

Truppe tedesche Waffen-SS in combattimento nella battaglia di Normandia

Il Vallo Atlantico, esaltato dalla propaganda di Goebbels come simbolo insuperabile della Fortezza Europa, era molto lontano dall'essere completato secondo i grandiosi progetti delineati da Hitler fin dal 1942; alla vigilia dell'attacco alleato, erano stati attivati solo un terzo dei 15 000 capisaldi previsti e appena 299 cannoni costieri erano stati schierati nei rifugi fortificati in cemento armato; in pratica mentre la zona del passo di Calais era effettivamente solidamente fortificata, le altre regioni della costa francese non disponevano di postazioni in grado di respingere un grande attacco del nemico. Erano presenti anche contrasti di valutazioni strategiche e tattiche al livello degli alti comandi; mentre il feldmaresciallo von Rundstedt, il generale Guderian e altri generali intendevano combattere una grande battaglia manovrata con le riserve corazzate dopo lo sbarco alleato, il feldmaresciallo Rommel e lo stesso Hitler ritenevano essenziale contrattaccare subito direttamente sulle spiagge per non dare tempo alle forze nemiche di consolidarsi e rinforzarsi; infine non c'era neppure accordo sul possibile luogo dello sbarco; in feldmaresciallo von Rundstedt e la maggior parte dei generali tedeschi ritenevano molto probabile un attacco attraverso il Pas-de-Calais, mentre Hitler non escludeva la possibilità di un assalto nemico in Bretagna o in Normandia che tuttavia al momento dello sbarco erano meno fortemente presidiate.

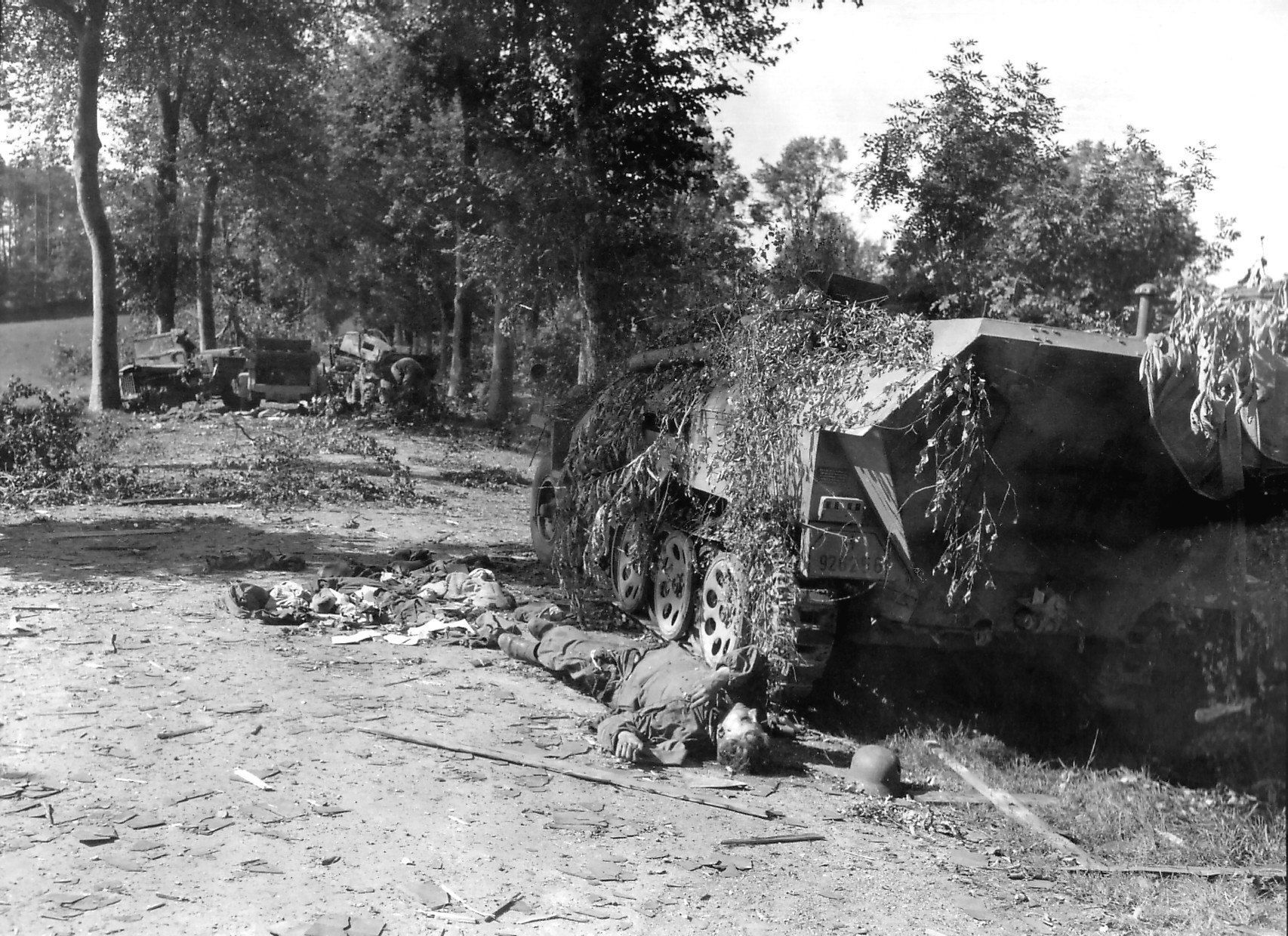
Mezzi meccanizzati tedeschi distrutti durante la battaglia di Normandia

L'operazione Overlord iniziò il 6 giugno 1944 e colse di sorpresa strategicamente e tatticamente le difese tedesche; gli alti comandi non si attendevano l'assalto in quel giorno e lo stesso feldmaresciallo Rommel era in viaggio per la Germania; nonostante una tenace resistenza in alcuni settori, lo sbarco si concluse il primo giorno con pieno successo e gli alleati poterono iniziare, grazie alle loro immense risorse e alle grandi capacità logistiche, il programma di metodico afflusso degli eserciti e degli equipaggiamenti. La battaglia di Normandia venne combattuta per oltre due mesi e fu accanita e sanguinosa ma i tedeschi, nonostante l'arrivo dei rinforzi meccanizzati e il tenace impegno delle truppe, non furono mai in grado, a causa della schiacciante superiorità aerea nemica, di organizzare e sferrare un grande contrattacco corazzato per ributtare in mare gli Alleati. Al contrario furono gli eserciti del generale Eisenhower che lentamente e pur costo di forti perdite ampliarono la testa di ponte e logorarono, con la loro superiore potenza di fuoco terrestre e aerea, i difensori. Dopo le dimissioni del feldmaresciallo von Rundstedt il 29 giugno, a causa di contrasti con Hitler deciso alla resistenza sul posto, e il ferimento del feldmaresciallo Rommel il 17 luglio, il comando supremo all'ovest venne assunto dal combattivo feldmaresciallo von Kluge che tuttavia, nonostante la grande determinazione e la vasta esperienza, non poté cambiare la situazione.

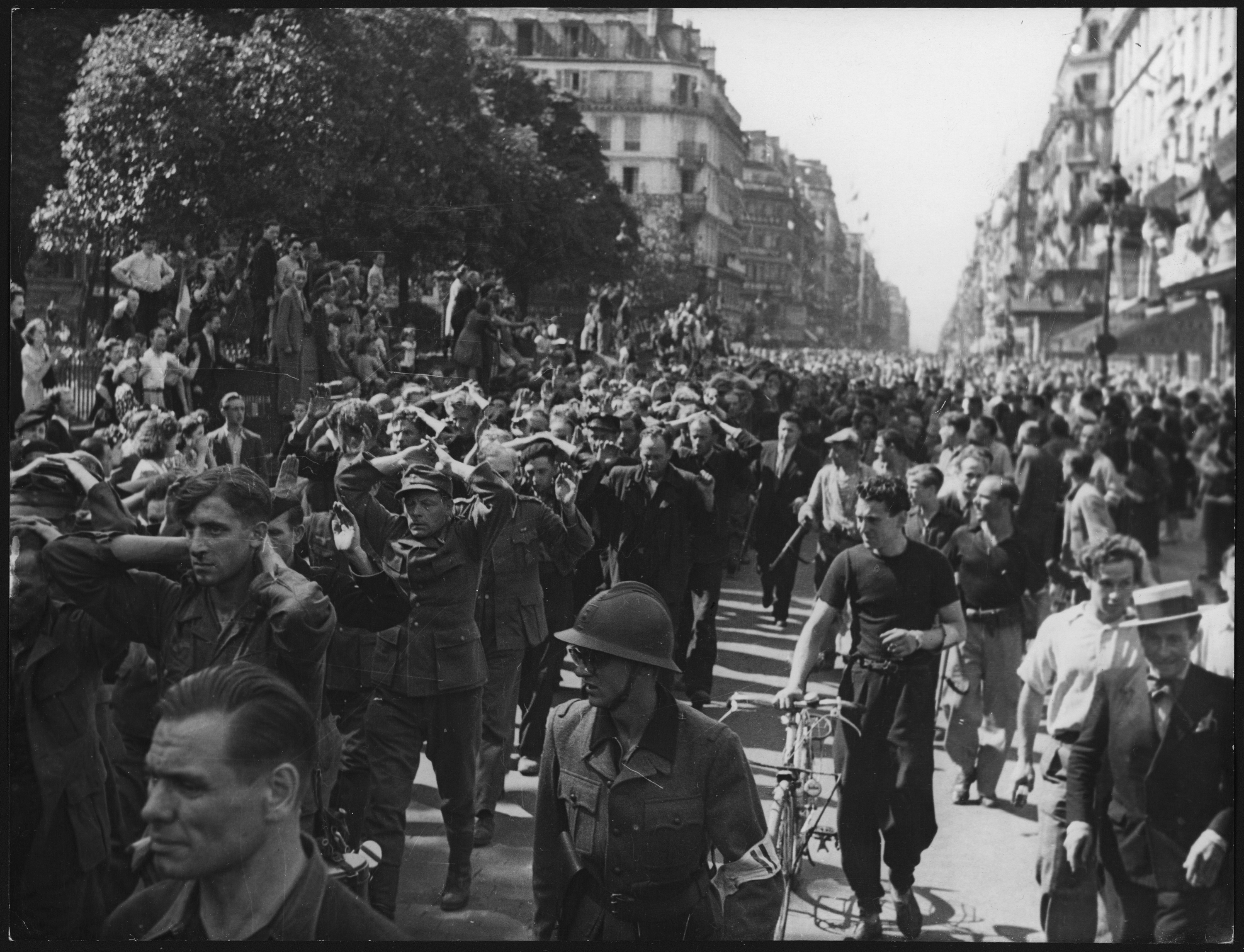
Prigionieri tedeschi nelle vie di Parigi

Il 30 luglio le truppe americane sferrano l'operazione Cobra e riuscirono finalmente a sfondare le posizioni tedesche nella stretta di Avranches; dal 1º agosto 1944 le forze corazzate del generale George Smith Patton poterono sbucare in campo aperto; il disperato contrattacco a Mortain ordinato da Hitler con le ultime riserve corazzate disponibili venne respinto il 7 agosto e a quel punto la situazione delle armate tedesche in Normandia divenne insostenibile. I tedeschi, quasi accerchiati tra Alençon e Falaise tra i britannici a nord e gli americani a sud, rischiarono di essere completamente distrutti; Hitler autorizzò solo all'ultimo momento la ritirata mentre il feldmaresciallo von Kluge, ritenuto responsabile della disfatta e implicato in parte nel complotto del 20 luglio, venne sostituito il 15 agosto dal fedele feldmaresciallo Model proveniente dal fronte orientale che, tuttavia, privo di rinforzi, poté solo controllare la ritirata dalla sacca di Falaise e cercare di salvare la maggior parte delle truppe. La battaglia di Normandia si concluse il 21 agosto con la completa disfatta dell'esercito tedesco che perse oltre 400 000 uomini e la maggior parte dei mezzi corazzati e dell'equipaggiamento; il feldmaresciallo Model fu costretto alla ritirata generale evacuando tutta la Francia occidentale e meridionale; in Provenza fin dal 15 agosto gli Alleati avevano effettuato un altro grande sbarco che aveva permesso di avanzare lungo la valle del Rodano per ricongiungersi con le armate alleate della Normandia. Parigi venne liberata il 24 agosto 1944 dopo che il comandante tedesco, generale Dietrich von Choltitz, aveva preferito, andando contro i durissimi ordini di Hitler, evitare un combattimento distruttivo dentro la città.

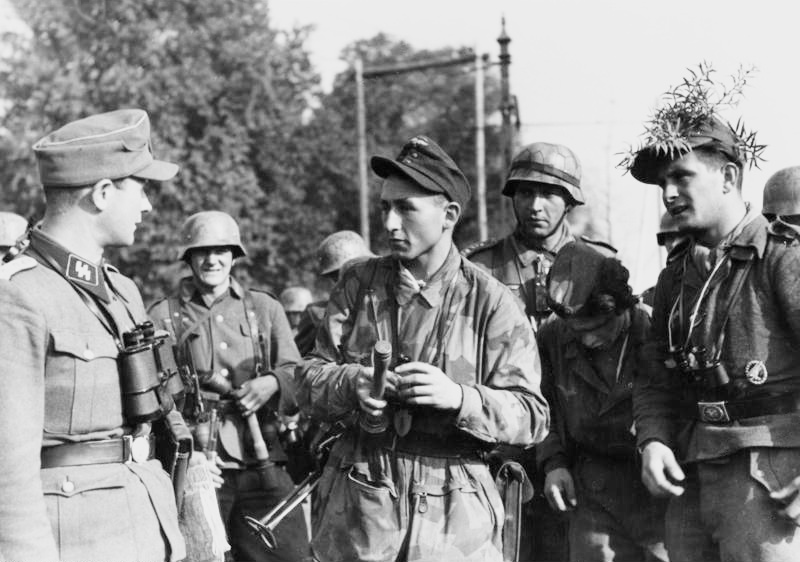
Soldati tedeschi appartenenti a Waffen-SS, Heer e Luftwaffe, durante la battaglia di Arnhem

All'inizio di settembre 1944 l'esercito tedesco in occidente, in ritirata generale verso in confini della Germania, sembrava definitivamente sconfitto e demoralizzato; in pochi giorni le mobilissime colonne meccanizzate alleate superarono la Senna, la Mosa e la Mosella, entrarono in Belgio e raggiunsero la Lorena. La Wehrmacht tuttavia ancora una volta riuscì a riorganizzare le sue forze e ricostituire un precario fronte all'ovest; il feldmaresciallo Model e il feldmaresciallo von Rundstedt, ritornato al comando supremo in occidente, riuscirono a fermare la rotta e, grazie anche ad alcuni errori strategici del nemico, con una serie di espedienti tattici e l'afflusso di unità di riserva o ricostituite, rallentarono l'avanzata americana verso la linea Sigfrido e ottennero una insperata vittoria ad Arnhem contro i paracadutisti alleati, bloccando la marcia dei britannici ai ponti sul Reno che sembrava minacciare l'immediata invasione del suolo tedesco.
In autunno 1944 la guerra sul fronte occidentale si trasformò in una lenta e costosa battaglia di posizione; gli Alleati attaccarono con poco successo la linea Sigfrido, ottennero qualche sterile vittoria tattica liberando Metz e Strasburgo e occupando dopo un'aspra battaglia Aquisgrana, ma non raggiunsero successi strategici decisivi, subendo al contrario forti perdite; alla vigilia dell'inverno 1944 il fronte occidentale, che alla fine dell'estate era sembrato completamente aperto all'avanzata alleata, era invece praticamente stabilizzato ed entrambe le parti sembravano stanche e logorate.

### Attentato a Hitler

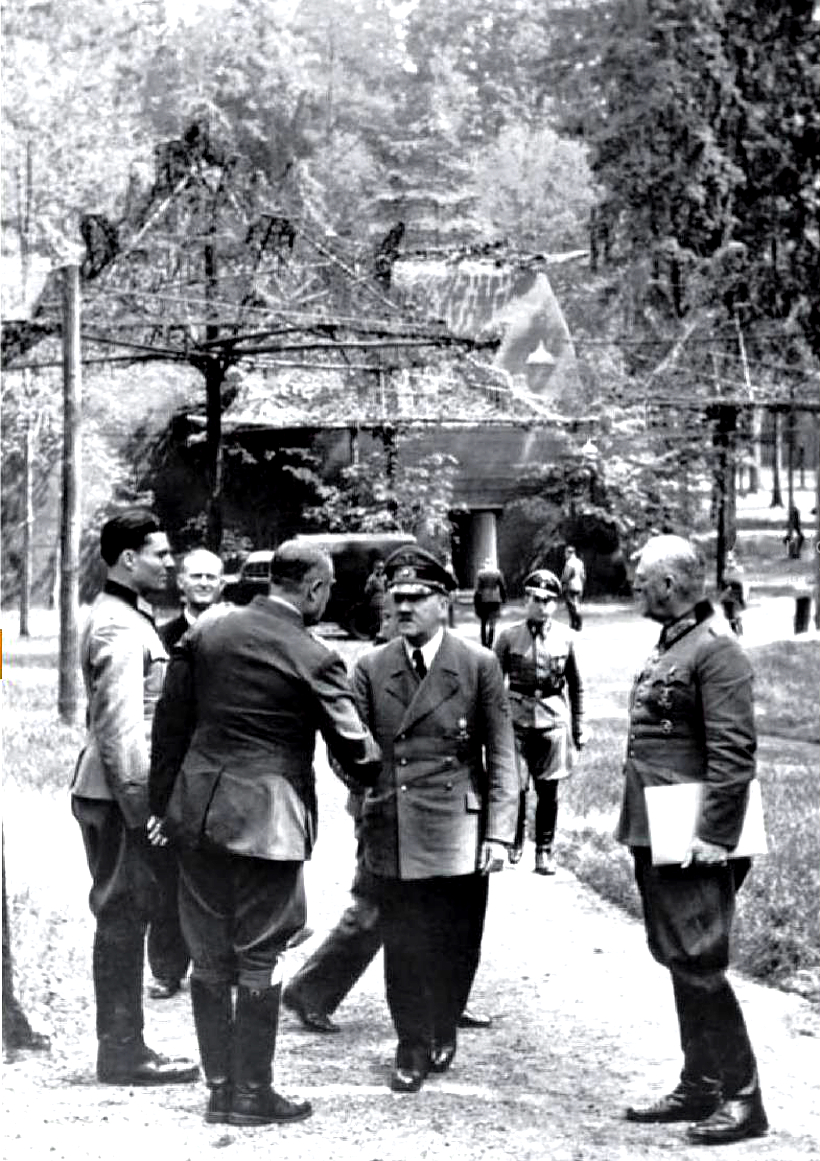
Riunione a Rastenburg del 15 luglio 1944: a sinistra il colonnello Claus Schenk von Stauffenberg, al centro Hitler, a destra il feldmaresciallo Wilhelm Keitel

Dopo la serie di attentati falliti contro Hitler, i cospiratori all'interno della Wehrmacht e dell'Abwehr trovarono un nuovo capo risoluto e determinato nel colonnello Claus Schenk von Stauffenberg che, dopo essere rimasto gravemente ferito con la perdita dell'occhio sinistro della mano destra e di due dita della mano sinistra, nell'ottobre 1943 aveva assunto il nuovo incarico di capo di stato maggiore dell'ufficio del generale Friedrich Olbricht che era un membro importante della rete di oppositori. Stauffenberg, nonostante le mutilazioni, si dimostrò tenace ed efficiente, entrò in collegamento con gli esponenti civili della resistenza, tra cui Graf von Moltke e il circolo di Kreisau, e anche con esponenti socialdemocratici e sindacali. Stauffenberg inoltre il 1 luglio 1944 divenne capo di stato maggiore dell'esercito di riserva del generale Friedrich Fromm e quindi ottenne l'accesso diretto alle riunioni al massimo livello con la presenza del Fuhrer al suo quartier generalez.
Di conseguenza il colonnello decise di compiere personalmente l'attentato a Hitler; contemporaneamente la rete dei cospiratori che si estendeva nei diversi distretti militari, preparò le prime misure del piano Valkiria che avrebbe dovuto permettere di assumere il controllo della Germania dopo la morte del Führer. Dopo alcune occasioni perse nel corso di riunioni a Berchtesgaden e a Rastenburg, che provocarono l'attivazione parziale del piano Valkiria con il rischio di far scoprire tutta la macchinazione, al mattino del 20 luglio 1944 finalmente Stauffenberg si recò a Rastenburg e prese parte alla riunione con ventiquattro alti ufficiali alla presenza di Hitler. Il colonnello riuscì a innescare una delle due bombe che aveva portato con sé, prima di abbandonare con un pretesto la seduta e affrettarsi a ritornare a Berlino per controllare l'attivazione delle procedure del piano Valkiria.

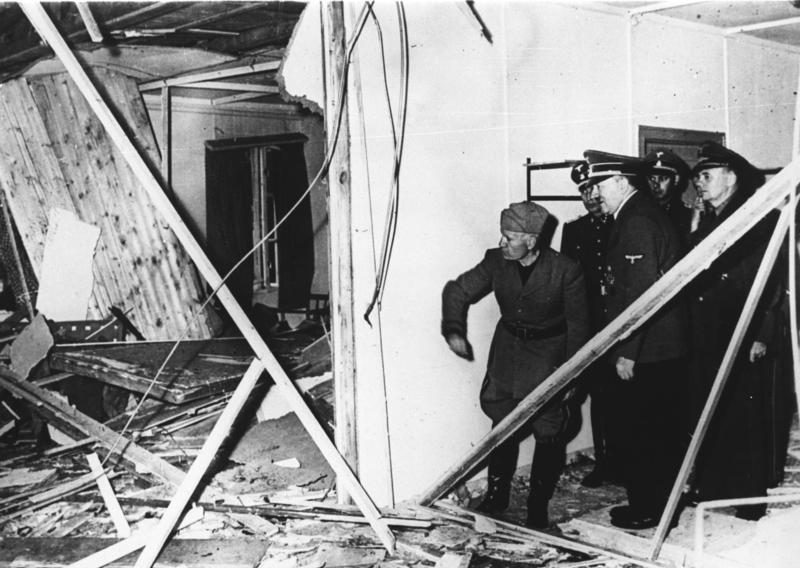
Adolf Hitler, scampato all'attentato, visita insieme a Benito Mussolini ciò che resta della sala riunioni

L'esplosione tuttavia, verificatasi alle 12.40 del 20 luglio 1944, provocò il mortale ferimento di quattro alti ufficiali e il ferimento più leggero di quasi tutti i partecipanti alla riunione, ma non uccise Hitler che, contuso e con escoriazioni, non subì danni fisici gravi. Stauffenberg, convinto della morte del Führer nella grande esplosione, riuscì ad arrivare a Berlino dove, insieme agli altri congiurati, diede inizio alle procedure del piano Valkiria; nella capitale, in alcuni distretti militari e a Parigi le misure militari per neutralizzare l'apparato nazista e le SS ebbero successo. Hitler tuttavia riprese presto il controllo della situazione; Goebbels reagì energicamente e convinse il colonnello Otto Ernst Remer, comandante della guarnigione di Berlino a intervenire con i suoi uomini e già nella serata la congiura era praticamente fallita. Il generale Fromm, pur coinvolto nei preparativi cospiratori, fece arrestare e fucilare sul posto i principali capi: Stauffenberg, Olbricht, Haften e Mertz von Quirnhein; al generale Beck fu concesso di suicidarsi. Alla fine della giornata Hitler parlò alla radio, descrisse il complotto di "una cricca di stupidi ufficiali ambiziosi" e disse che la sua "miracolosa" sopravvivenza era senza dubbio un segno della provvidenza affinché "potessi continuare a perseguire i miei obiettivi".
Il fallimento del colpo di stato favorì un'ulteriore radicalizzazione del regime e l'assunzione di un ruolo ancor più importante per Himmler, che divenne comandante dell'esercito di riserva al posto dell'infido generale Fromm, per Goebbels e per Bormann. Hitler ritenne che l'attentato fosse stato "un colpo del destino" a lui favorevole; aveva permesso finalmente di individuare "questa influente cricca" che aveva "sabotato di continuo" gli sforzi della nazione tedesca ancor prima della guerra. Il Führer disse a Goebbels di essere deciso a sradicare con metodi inesorabili il "ceppo dell'intero clan dei generali messosi contro di noi". Venne creata una corte d'onore della Wehrmacht, presieduta dai feldmarescialli Keitel e von Rundstedt, che condusse la procedura all'interno delle forze armate, furono espulsi o congedati oltre 70 ufficiali superiori, il feldmaresciallo von Kluge si suicidò, il generale Zeitzler fu sostituito dal generale Guderian; il feldmaresciallo Rommel, coinvolto nella cospirazione in Francia, venne risparmiato dalle accuse per motivi propagandistici, ma fu costretto al suicidio. A partire da agosto si tennero una serie di processi presieduti da Roland Freisler che coinvolsero oltre 150 imputati e proseguirono fino ad aprile 1945; vennero eseguite oltre 100 condanne a morte; nel paese si scatenò un'ultima ondata repressiva con l'arresto di migliaia di presunti oppositori del regime nazista.

### Operazione Bagration e arrivo dei sovietici in Europa orientale

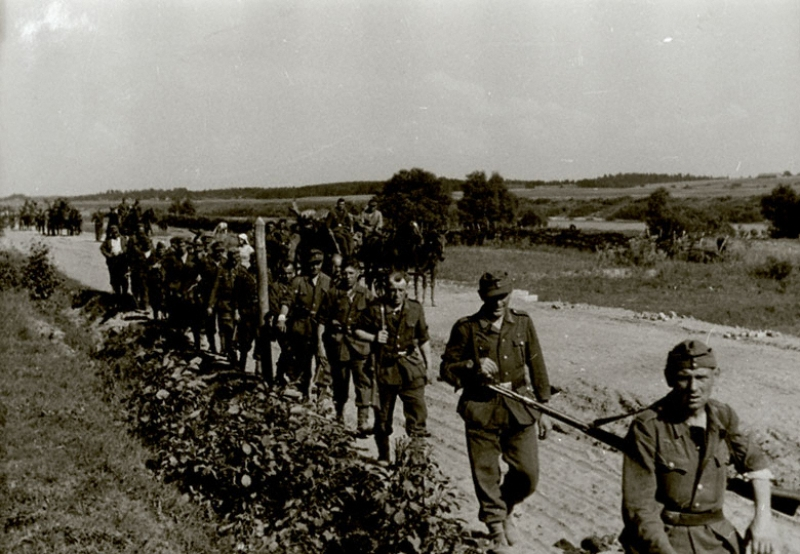
Truppe tedesche in ritirata nell'estate 1944

Durante un incontro diretto a Rastenburg il 24 maggio 1944 il feldmaresciallo Ernst Busch, comandante del Gruppo d'armate Centro dalla fine del 1943 dopo il ferimento in un incidente stradale del feldmaresciallo von Kluge, aveva ricevuto assicurazioni da Hitler; il Führer aveva escluso ogni ritirata nel settore centrale del fronte orientale ma aveva rassicurato l'alto ufficiale affermando di essere certo che i sovietici non avrebbero attaccato in Bielorussia. Hitler riteneva che Stalin avrebbe atteso l'esito dello sbarco anglo-americano in occidente prima di riprendere l'offensiva all'est e che in ogni caso i sovietici avrebbero attaccato nel settore meridionale in direzione dei Balcani. Il Führer e l'alto comando tedesco avevano di conseguenza schierato le truppe migliori a sud dove si sperava di fiaccare la capacità offensiva dell'Armata Rossa di cui Hitler profetizzava da tempo il crollo imminente e repentino, come nella prima guerra mondiale, a causa delle enormi perdite che continuava a subire. Hitler inoltre impose ai suoi generali di adottare la strategia dei cosiddetti Wellenbrecher (frangiflutti): l'organizzazione di piazzeforti fortemente presidiate e da difendere a oltranza che, secondo il Führer, avrebbero attirato le forze nemiche che sarebbero state distolte dalle operazioni principali e si sarebbero dissanguate negli attacchi. Il feldmaresciallo Busch aveva ricevuto ordine di organizzare quattro di questi "frangiflutti". In realtà, nonostante l'ottimismo di Hitler, la situazione del Gruppo d'armate Centro era molto precaria; il feldmaresciallo von Kluge in precedenza aveva già descritto sinceramente al Führer la deprimente situazione delle truppe tedesche, troppo poco numerose, psichicamente esaurite e rassegnate.

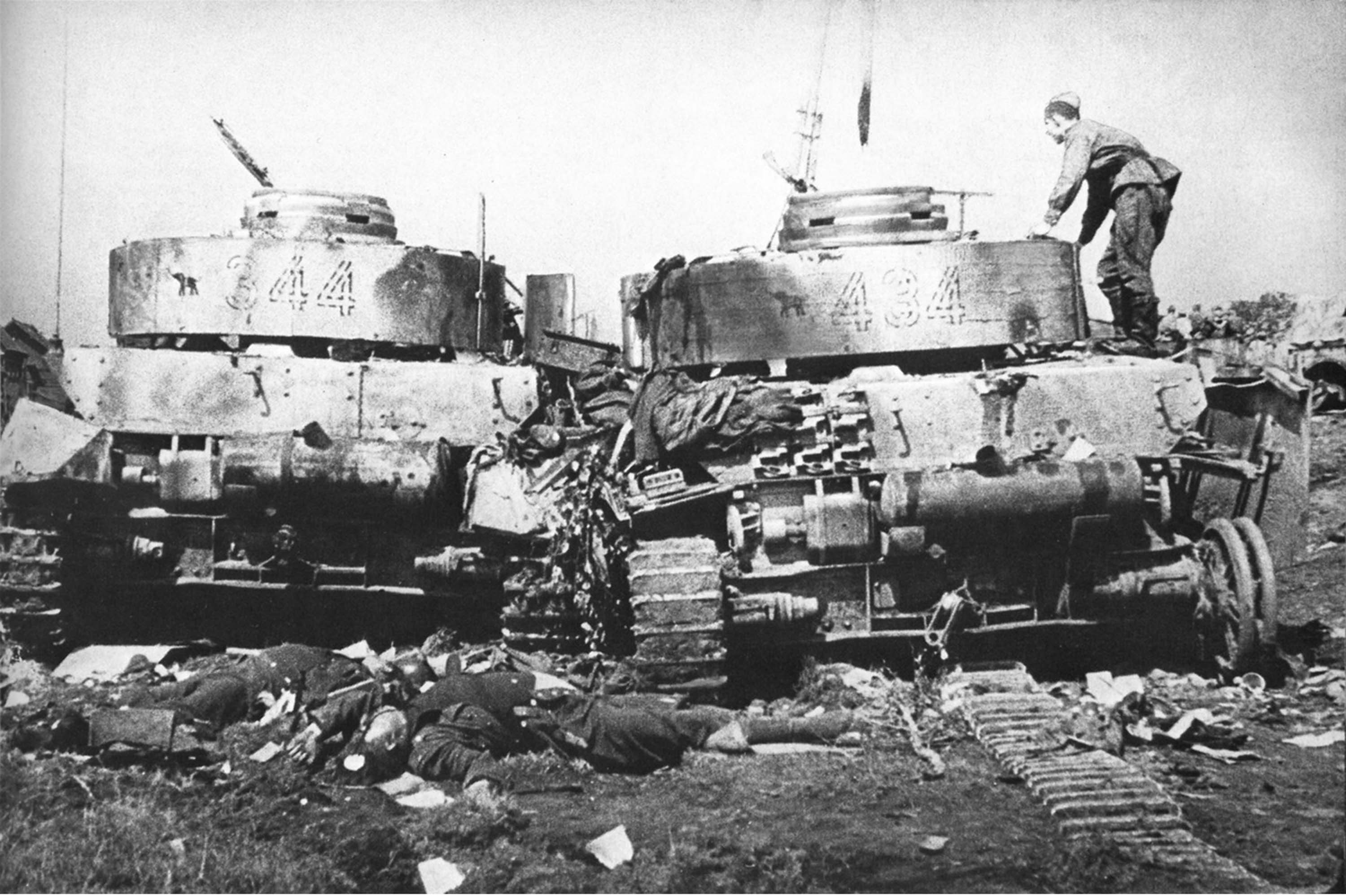
Carri armati tedeschi distrutti nel settore di Bobrujsk

L'Armata Rossa aveva deciso di sferrare la sua offensiva principale dell'estate 1944, in connessione con l'operazione Overlord degli Alleati occidentali, proprio contro il Gruppo d'armate Centro e aveva radunato oltre 1,2 milione di soldati con 6 000 mezzi corazzati, 24 000 cannoni e 7 000 aerei, ottenendo subito una schiacciante superiorità di uomini e mezzi rispetto alle armate del feldmaresciallo Busch che erano quasi prive di riserve corazzate e di aerei da combattimento. L'operazione Bagration dell'Armata Rossa ebbe inizio il 22 giugno 1944 nel settore di Vitebsk e il 24 giugno nel settore di Bobrujsk, quando ormai era evidente il successo dello sbarco in Normandia; l'offensiva, supportata da pesanti sbarramenti di artiglieria e dall'intervento massiccio delle forze aeree che ottennero la completa superiorità aerea, ebbe subito sviluppi disastrosi per i tedeschi; le guarnigioni deI "frangiflutti" di Vitebsk, Orša, Mogilev e Bobrujsk vennero quasi immediatamente accerchiate all'interno delle piazzeforti mentre dopo lo sfondamento, nei varchi fecero irruzioni le grandi riserve corazzate sovietiche che proseguirono in profondità convergendo da nord e da sud sulla Beresina e poi su Minsk. La richiesta di ripiegare presentata dal feldmaresciallo Busch venne in un primo momento respinta da Hitler che alla fine decise di inviare due Panzer-Division di rinforzo e poi destituì il comandante del Gruppo d'armate Centro sostituendolo il 26 giugno con il tenace e combattivo feldmaresciallo Model.
Mentre entro il 29 giugno terminavano con la distruzione delle guarnigioni tedesche accerchiate le battaglie di Vitebsk e Bobrujsk, il feldmaresciallo Model cercò di guadagnare tempo rallentando le punte corazzate sovietiche per permettere la ritirata della 4ª Armata tedesca che, completamente tagliata fuori dall'avanzata nemica, batteva in ritirata verso ovest attraverso il territorio boscoso e paludoso della Bielorussia sottoposta anche agli attacchi dei partigiani sovietici. Le truppe tedesche in ritirata riuscirono a raggiungere e superare la Beresina ma subito dopo si trovarono di nuovo accerchiate in un fitto terreno boscoso a est di Minsk. Il 3 luglio i carri armati sovietici entrarono nella capitale bielorussa, convergenti da nord e da sud dopo aver superato i disperati contrattacchi delle divisioni corazzate tedesche arrivate di rinforzo. Il feldmaresciallo Model dovette rinunciare a salvare la 4ª Armata che venne totalmente distrutta entro l'8 luglio 1944; solo piccoli gruppi di superstiti riuscirono a sfuggire e proseguirono a piedi verso ovest per centinaia di chilometri. L'operazione Bagration si concluse con una sconfitta tedesca ancora più grave di quella di Stalingrado; in poche settimane furono distrutte 25 divisioni e andarono persi circa 400 000 soldati tra morti, feriti e prigionieri.

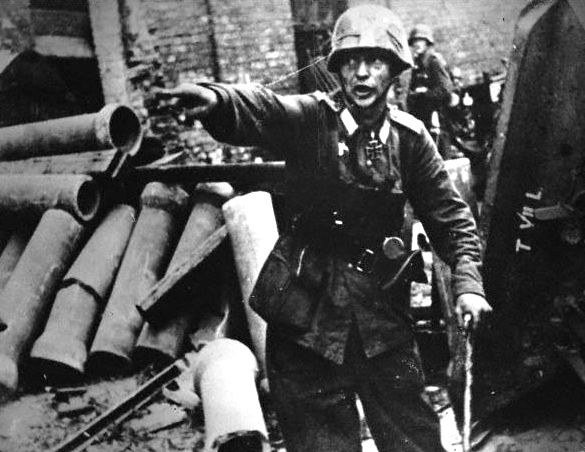
Un ufficiale tedesco dirige i suoi soldati durante la rivolta di Varsavia

Dopo la distruzione del Gruppo d'armate Centro la situazione dell'esercito tedesco all'est divenne estremamente critica. l'Armata Rossa estese ulteriormente la sua offensiva generale, il 13 luglio iniziò l'offensiva Leopoli-Sandomierz e il 18 luglio l'offensiva Lublino-Brest, inoltre venne attaccato anche il Gruppo d'armate Nord che, al comando del generale Schörner, difendeva i Paesi Baltici e rischiava di essere tagliato fuori dall'avanzata sovietica dalla Bielorussia verso il Mar Baltico; altre colonne meccanizzate sovietiche avanzavano in direzione della Polonia e della Prussia orientale. Il feldmaresciallo Model cercò di mantenere il controllo della situazione ed evitare un crollo generale con l'aiuto di numerose di divisioni corazzate di rinforzo che vennero trasferite d'urgenza nei punti critici. I tedeschi difesero accanitamente Leopoli fino al 27 luglio mentre, dopo aver ceduto Lublino il 23 luglio, alcune divisioni Waffen-SS rallentarono l'avanzata verso Brėst che cadde il 28 luglio. Alla fine di luglio i sovietici sembravano inarrestabili; raggiunsero il Mar Baltico a Tukums isolando le forze tedesche del Gruppo d'armate Nord, conquistarono teste di ponte sul Niemen e sulla Vistola, entrarono in Polonia e i carri armati raggiunsero la periferia orientale di Varsavia.
Nonostante l'attentato a Hitler del 20 luglio, la Wehrmacht riuscì invece inaspettatamente a stabilizzare la situazione nella prima settimana di agosto: cinque Panzer-Division concentrate dal feldmaresciallo Model contrattaccarono dal 1º agosto alla periferia di Varsavia e respinsero le punte corazzate sovietiche; altre formazioni bloccarono l'avanzata nemica dalle teste di ponte sulla Vistola, sei divisioni corazzate alla metà di agosto sferrarono l'operazione Doppelkopf e riuscirono a riprendere contatto con il Gruppo d'armate Nord nei Paesi Baltici.
I tedeschi furono in grado anche di schiacciare brutalmente con l'impiego di reparti speciali di SS la rivolta di Varsavia da parte dell'Armia Krajowa, che Stalin, in parte per ragioni politiche, si era rifiutato di appoggiare. Dopo una sanguinosa battaglia urbana di due mesi tra i rivoltosi e le truppe tedesche, il 2 ottobre 1944 i capi dell'insurrezione si arresero, la capitale polacca, secondo gli ordini draconiani di Hitler e Himmler, venne distrutta e la popolazione decimata; le perdite polacche tra militari e civili furono di circa 200 000 persone.

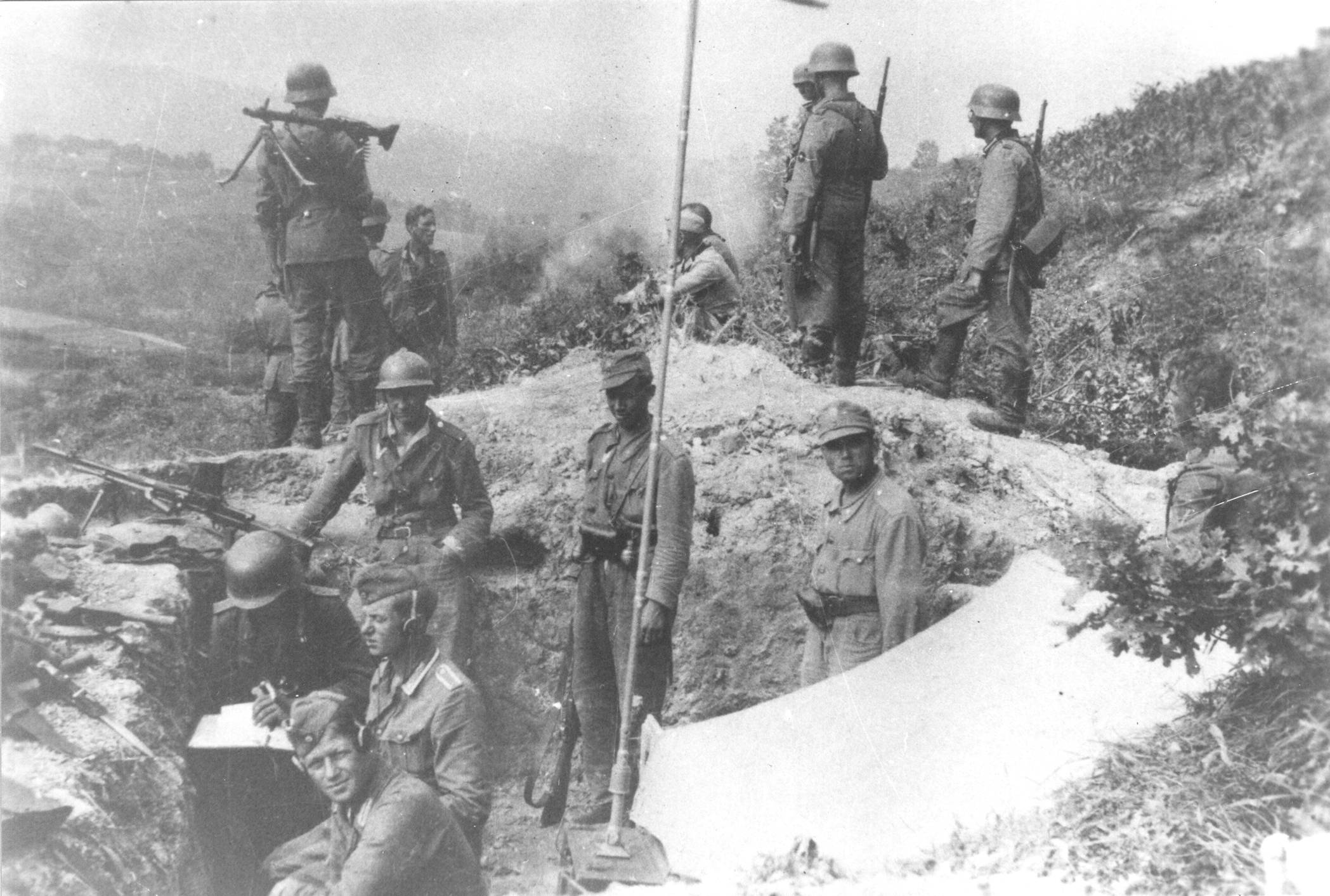
Truppe tedesche sul fronte balcanico, nel settore di Belgrado

Nell'agosto 1944, mentre la Wehrmacht era riuscita, nonostante le pesanti perdite, a stabilizzare il settore centro-settentrionale del fronte orientale mantenendo il possesso dei Paesi Baltici, della Polonia e della Prussia orientale, nel settore meridionale l'Armata Rossa sferrò una nuova, grande offensiva a tenaglia che avrebbe provocato in pochi giorni la totale disfatta del Gruppo d'armate Sud del generale Johannes Frießner e una completa rivoluzione politico-militare nell'area balcanico-danubiana. L'offensiva Jasi-Kisinev iniziò il 20 agosto 1944 e raggiunse subito risultati decisivi; le truppe tedesco-rumene furono rapidamente accerchiate dalle colonne meccanizzate nemiche. Clamorosi sviluppi politici in Romania aggravarono ancora la situazione dei tedeschi; il 23 agosto il maresciallo Antonescu venne destituito da una congiura di militari appoggiata dal re e la Romania, dopo il brutale attacco aereo tedesco su Bucarest ordinato da Hitler per rappresaglia, dichiarò guerra alla Germania e si affiancò all'esercito sovietico. Le truppe tedesche accerchiate furono in gran parte distrutte e solo pochi resti ripiegarono attraverso la Transilvania in direzione dell'Ungheria, mentre anche la Bulgaria abbandonava l'Asse e si allineava dall'8 settembre 1944 all'Unione Sovietica.
La Wehrmacht schierava ancora dieci divisioni e sei brigate del Gruppo d'armate E con oltre 350 000 soldati nella Grecia continentale e nelle isole dell'Egeo e combatteva un'aspra e brutale guerra irregolare contro i partigiani di Tito in Jugoslavia dove erano in combattimento altri 200 000 soldati tedeschi, tra cui numerose unità Waffen-SS "etniche", inquadrati nel Gruppo d'armate F del feldmaresciallo von Weichs. Nella primavera 1944 i tedeschi avevano sferrato l'ennesima offensiva contro i partigiani jugoslavi e avevano cercato senza successo di catturare o uccidere lo stesso Tito. La situazione di queste truppe divenne critica a causa del crollo del fronte rumeno; di conseguenza Hitler diramò il 25 agosto i primi ordini di ritirata al generale Alexander Löhr, comandante in Grecia, che furono confermati il 5 settembre 1944; le colonne tedesche si misero in marcia verso nord, mentre circa 20 000 uomini furono lasciati nelle isole dell'Egeo. La ritirata del generale Löhr, nonostante qualche intervento dei partigiani greci, venne completata con successo sotto la copertura del Gruppo d'armata F del feldmaresciallo von Weichs che schierato in Jugoslavia dovette combattere dure battaglie contro i partigiani di Tito, contro i bulgari che marciavano su Niš e contro le forze corazzate dell'Armata Rossa che dalla Bulgaria avanzavano su Belgrado. I tedeschi cercarono di guadagnare tempo e difesero la capitale jugoslava fino al 20 ottobre 1944, quindi batterono in ritirata e si congiunsero con le colonne del generale Löhr provenienti dalla Grecia; entro il 15 novembre 1944 la Wehrmacht riuscì a stabilizzare la situazione nei Balcani e a fermare l'avanzata dei sovietici e dei partigiani jugoslavi sulla Drava e a Sarajevo.

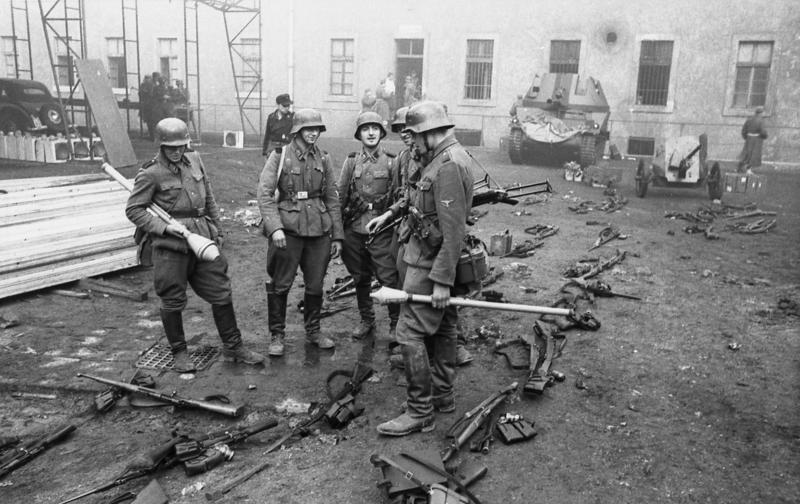
Soldati delle Waffen-SS a Budapest, durante l'occupazione tedesca della città nell'ottobre 1944

Contemporaneamente erano in corso da settimane violentissime battaglie tra mezzi corazzati tedeschi e sovietici nella pianura ungherese. L'avanzata dell'Armata Rossa in direzione dell'Ungheria ebbe inizio il 6 ottobre 1944 ma venne duramente contrastata dalle forze tedesche del generale Friessner che erano state rinforzate con l'afflusso di numerose Panzer-Division; inoltre la Wehrmacht fu in grado di trattenere sul passo Dukla l'attacco sovietico attraverso i Carpazi e schiacciare rapidamente l'insurrezione nazionale slovacca. Le unità corazzate sovietiche che puntavano su Debrecen vennero ripetutamente contrattaccate dai carri armati tedeschi e costrette a fermarsi alla fine del mese di ottobre dopo aver subito forti perdite. L'Armata Rossa riprese l'offensiva su Budapest il 29 ottobre su sollecitazione di Stalin, ma lo schieramento tedesco in Ungheria oppose forte resistenza e i carri armati sovietici furono infine fermati alla periferia della capitale. Nel frattempo Hitler aveva neutralizzato il tentativo di defezione dell'ammiraglio Horthy del 15 ottobre 1944; le truppe tedesche in Ungheria, rafforzate da reparti speciali SS, intervennero subito, l'ammiraglio Horthy venne rapito e il governo fu assunto dal nazista ungherese Ferenc Szálasi che mantenne la nazione nel campo dell'Asse.

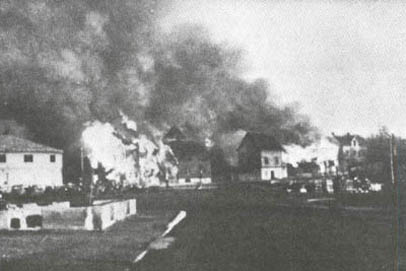
La cittadina norvegese di Kirkenes data alle fiamme dalle truppe tedesche in ritirata

Alla fine di novembre iniziò il terzo tentativo sovietico di conquistare Budapest; dopo quasi un mese di aspri scontri tra mezzi corazzati, i marescialli Rodion Jakovlevič Malinovskij e Fëdor Ivanovič Tolbuchin riuscirono il 27 dicembre ad accerchiare la capitale magiara dove rimasero asserragliate numerose divisioni della Wehrmacht e delle Waffen-SS. Hitler, che aveva controllato, insieme al generale Guderian, nuovo capo di stato maggiore del OKH, tutte le fasi della battaglia in Ungheria inviando sempre nuove divisioni di rinforzo, era deciso a resistere: Budapest venne proclamata "piazzaforte", il generale Friessner fu sostituito dal generale Otto Wöhler e il 25 dicembre 1944 due nuove Panzer-Division SS ricevettero l'ordine di trasferimento in Ungheria per sbloccare Budapest.
Nel frattempo anche nel settore settentrionale del fronte orientale il sistema di alleanze della Germania si era disgregato; ancora prima dell'inizio della seconda fase dell'offensiva sovietica contro il Gruppo d'armate Nord nei Paesi Baltici, la Finlandia aveva iniziato negoziati diretti con l'Unione Sovietica e concluso una tregua il 5 settembre 1944. Hitler e l'OKH organizzarono lo sganciamento delle truppe tedesche schierate all'estremo nord ed entro il mese di ottobre 1944 l'armata comandata dal generale Lothar Rendulic riuscì a concludere con successo una difficile ritirata sotto la pressione sovietica e finlandese: furono evacuate Petsamo e Kirkenes e i tedeschi costituirono una posizione difensiva sul Lyngenfjorden in collegamento con le forze presenti in Norvegia. Il 19 settembre la Finlandia aveva concluso un armistizio con l'Unione Sovietica che ne salvaguardava l'indipendenza. Sul fronte dei Paesi Baltici l'Armata Rossa aveva ripreso l'offensiva il 15 settembre, ma le esperte truppe tedesche difesero tenacemente le posizioni; le riserve corazzate contrattaccarono ripetutamente. Il 6 ottobre 1944 l'Armata Rossa sferrò una terza offensiva in direzione di Memel che colse di sorpresa il comando tedesco; i carri armati sovietici raggiunsero il 10 ottobre la costa baltica e tagliarono fuori definitivamente il Gruppo d'armate Nord che, con 26 divisioni, evacuò l'Estonia e parte della Lettonia, e si trincerò nella sacca di Curlandia dove sarebbe rimasto fino al termine della guerra.

## La fine della Germania nazista

### Le disperate offensive finali di Hitler

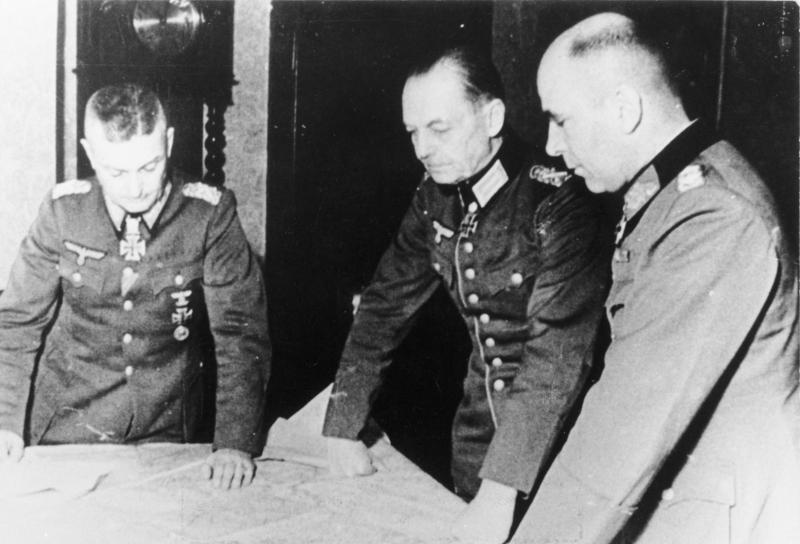
Il feldmaresciallo Model (a sinistra) a colloquio con il feldmaresciallo Gerd von Rundstedt (al centro), nell'autunno 1944 sul fronte occidentale

La serie di continue sconfitte della Germania nella seconda metà del 1944, la perdita della maggior parte dei territori occupati, la dissoluzione del sistema di alleanze e lo stesso attentato alla sua persona, non scossero affatto la risolutezza di Hitler e la sua assoluta determinazione di continuare a combattere. Al contrario egli, fin dall'agosto 1944 mentre era ancora in corso la battaglia in Normandia, aveva per la prima volta affermato con i suoi generali che la Wehrmacht avrebbe dovuto iniziare a pianificare una grande controffensiva da sferrare sul Fronte occidentale in autunno per sfruttare il peggioramento del clima che avrebbe ridotto la possibilità di intervento decisivo delle potenti forze aeree alleate. Contemporaneamente l'esercito tedesco aveva continuato a battersi accanitamente sul Fronte orientale e il Führer aveva inviato numerose divisioni corazzate in Ungheria per fermare i sovietici.
Il 16 settembre 1944 Hitler rivelò ai generali il suo nuovo piano di operazioni che prevedeva un'offensiva con mezzi corazzati sferrata in autunno attraverso le Ardenne in direzione di Anversa per tagliare fuori buona parte delle forze alleate e ottenere un radicale cambiamento dell'equilibrio strategico; come illustrò nella riunione finale del 12 dicembre 1944, Hitler riteneva che la Germania avesse ancora la possibilità di evitare la sconfitta. Egli credeva che, sferrando una serie di controffensive, il Terzo Reich avrebbe scosso la fiducia del nemico nella vittoria e dimostrato che non c'erano speranze in un cedimento della Germania come nella prima guerra mondiale; rimanere sulla difensiva avrebbe solo rinviato la catastrofe, mentre con una controffensiva vittoriosa sul Fronte occidentale, la Wehrmacht avrebbe guadagnato tempo, in attesa dell'entrata in servizio di nuove armi di rappresaglia, avrebbe minato il morale degli anglo-americani e avrebbe favorito una crisi politico-militare nel campo nemico che, formato da potenze ideologicamente agli antipodi come gli anglo-americani capitalisti e i sovietici comunisti, egli considerava estremamente instabile.

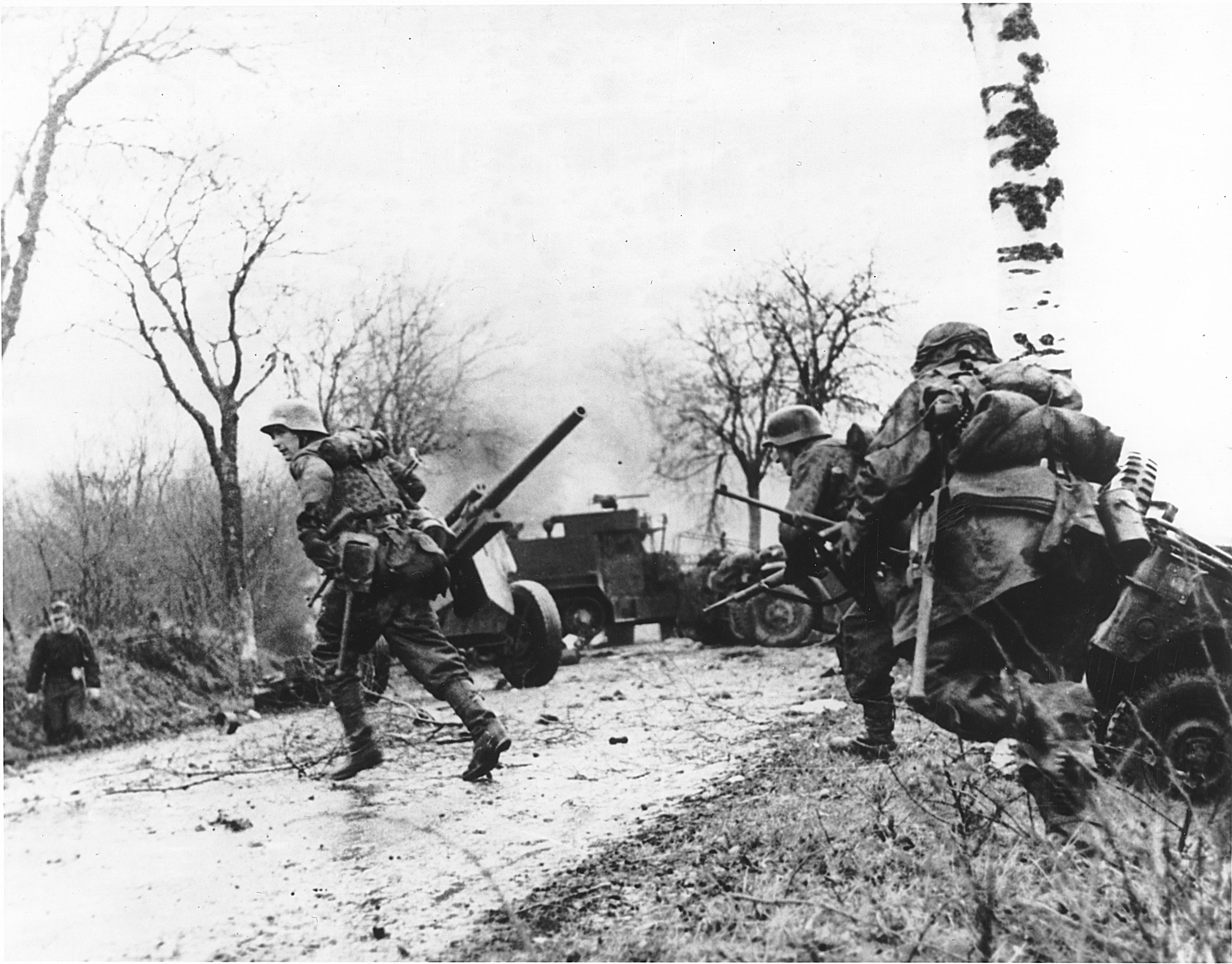
Truppe Waffen-SS all'attacco durante l'offensiva delle Ardenne

I feldmarescialli Model e von Rundstedt e altri generali subordinati ritennero il progetto di Hitler troppo ambizioso e ineseguibile con le forze limitate disponibili, ma i piani di contrattacco nel saliente di Aquisgrana presentati dai comandanti in capo in occidente vennero bruscamente respinti dal Führer che affermò che solo una grande vittoria strategica avrebbe potuto cambiare realmente la situazione della Germania. Il 16 dicembre 1944 quindi, dopo alcuni rinvii, ebbe inizio la sorprendente e inattesa offensiva delle Ardenne che, sferrata con notevoli forze meccanizzate, colse di sorpresa lo schieramento nemico e provocò nei primi giorni una grave crisi tra le truppe e i comandi alleati. Le unità corazzate della Wehrmacht riuscirono in alcuni settori del fronte delle Ardenne a penetrare in profondità sbaragliando le forze americane di prima linea; le truppe Waffen-SS dimostrarono estrema determinazione e si macchiarono anche di atrocità verso i prigionieri. Nei giorni seguenti l'avanzata tedesca, contrastata in modo sempre più efficace dagli anglo-americani, proseguì più lentamente; il 24 dicembre 1944 le Panzer-Division di punta arrivarono in vista della Mosa ma ormai gli alleati avevano concentrato potenti riserve; inoltre un miglioramento del tempo permise l'intervento in massa delle forze aeree anglo-americane. Le unità di testa tedesche vennero contrattaccate e respinte; l'avanzata della Wehrmacht venne fermata mentre la battaglia a Bastogne si concluse con un successo americano; alla fine dell'anno 1944 l'offensiva tedesca nelle Ardenne era ormai fallita.

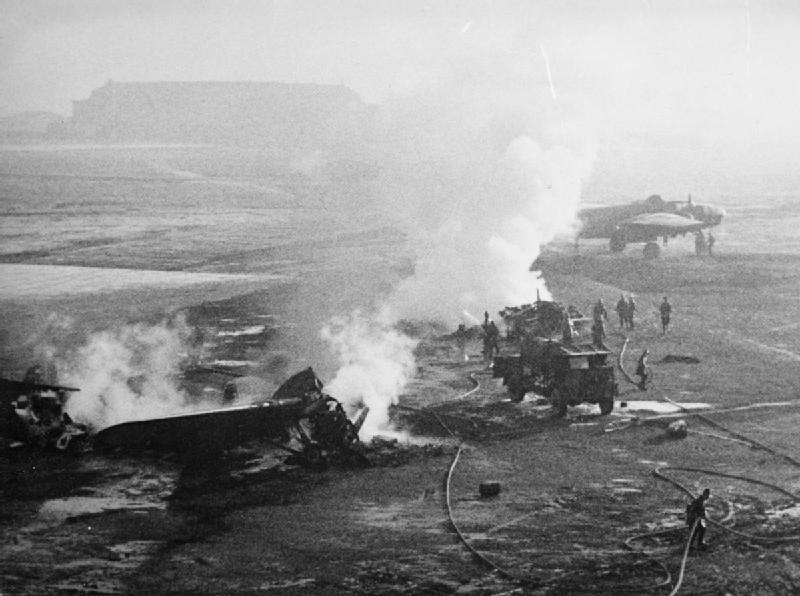
Aerei britannici in fiamme dopo un'incursione aerea tedesca durante l'operazione Bodenplatte

Nonostante l'insuccesso dell'irrealistico piano offensivo dell'operazione, Hitler non parve rassegnato; al contrario con i suoi generali affermò che la Germania aveva ripreso l'iniziativa delle operazioni e che gli attacchi al fronte alleato in occidente dovevano continuare; mentre proseguivano i duri combattimenti nelle Ardenne, la Wehrmacht il 1 gennaio 1945 sferrò quindi l'operazione Nordwind, un attacco in Alsazia che mise in notevole difficoltà le truppe franco-americane. Per alcuni giorni i tedeschi avanzarono da due direzioni e minacciarono di riconquistare Strasburgo di cui il comando alleato programmò in un primo momento l'evacuazione. Dopo violente battaglie che costarono forti perdite a entrambe le parti, i tedeschi furono fermati e Strasburgo rimase in mano agli alleati; i combattimenti si esaurirono senza risultati decisivi entro il 25 gennaio. Il 1º gennaio 1945 insieme all'operazione Nordwind, la Luftwaffe aveva lanciato la sua ultima offensiva, sorprendendo gli alleati e attaccando contemporaneamente con centinaia di aerei tutte le basi nemiche in Belgio e Francia; l'operazione Bodenplatte, pur mettendo in difficoltà gli anglo-americani, si concluse con un altro fallimento per i tedeschi a causa di difficoltà tattiche e dell'inesperienza dei giovani piloti tedeschi.

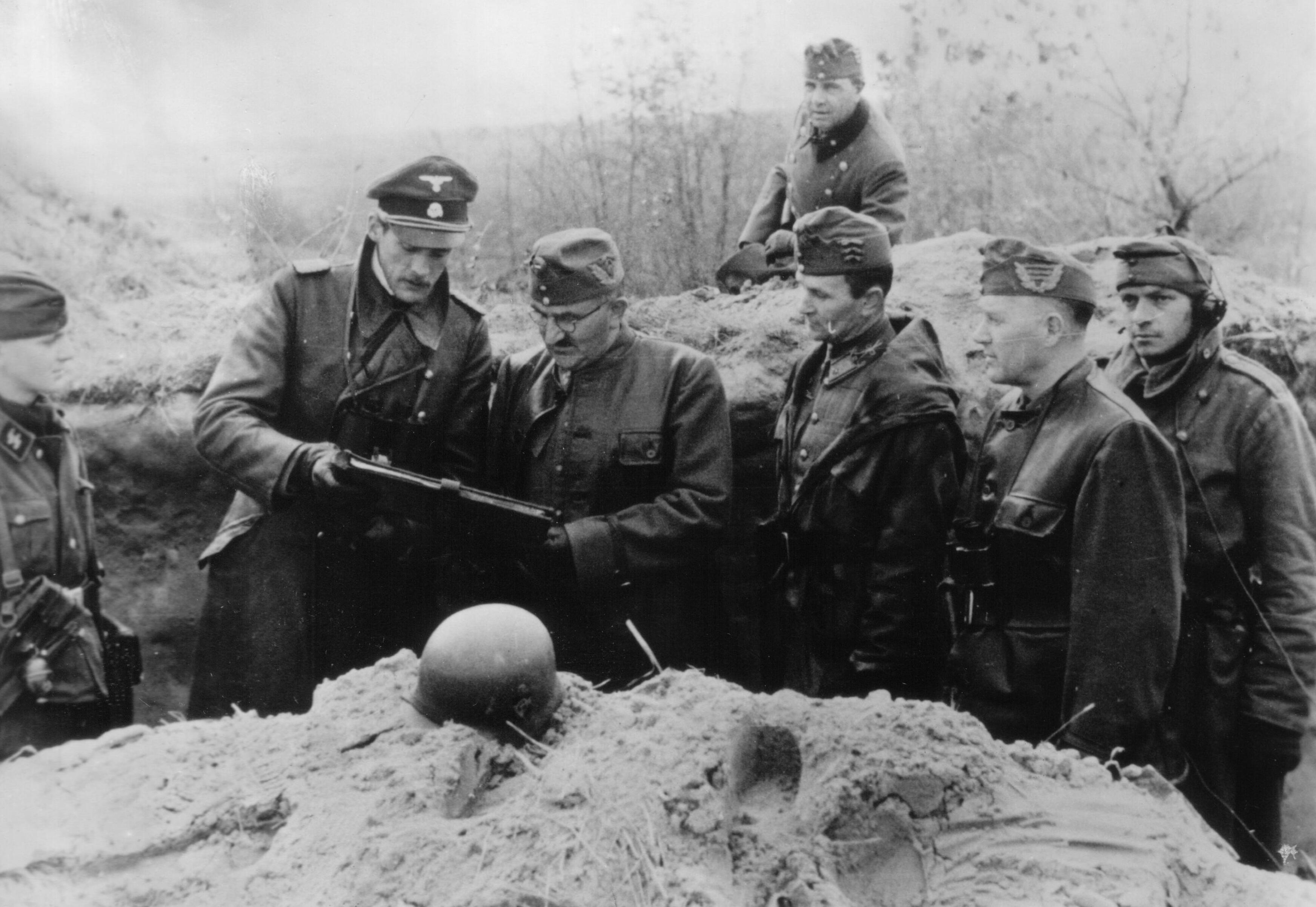
Ufficiali tedeschi e ungheresi alla periferia di Budapest

La Germania nazista, nonostante le pesanti disfatte degli ultimi mesi del 1944, iniziò il 1945 contrattaccando su tutti i fronti; all'est nel settore ungherese il 1 gennaio 1945 prese il via l'operazione Konrad, l'attacco delle Panzer-Division Waffen-SS appena trasferite da Hitler per sbloccare Budapest dove infuriava la battaglia strada per strada. Le divisioni corazzate tedesche continuarono tenacemente ad attaccare, spostandosi nei vari punti critici, nonostante il rigido clima invernale e ottennero qualche successo mettendo in difficoltà i sovietici; dopo due attacchi non riusciti, il terzo tentativo, iniziato il 18 gennaio 1945, sbaragliò le prime linee nemiche e i carri armati delle Waffen-SS avanzarono in profondità raggiungendo il Danubio a sud di Budapest. Per alcuni giorni la situazione dell'Armata Rossa nel settore divenne critica ma alla fine del mese di gennaio, grazie all'arrivo di potenti riserve e per il logoramento delle truppe tedesche, i sovietici riuscirono a fermare anche quest'ultima controffensiva; Budapest rimase assediata, e dopo una serie finale di violentissimi combattimenti, la guarnigione tedesco-ungherese fu costretta alla resa il 14 febbraio 1945.
Mentre si combattevano le ultime fasi della sanguinosa battaglia di Budapest, le armate corazzate dell'Armata Rossa si trovavano già sul fiume Oder a 80 chilometri da Berlino; fin dal 12 gennaio 1945 era iniziata la travolgente offensiva invernale sovietica sulla linea della Vistola che in pochi giorni aveva travolto il fronte tedesco e dissolto le ultime illusioni di Hitler e del regime nazista.

### L'invasione della Germania

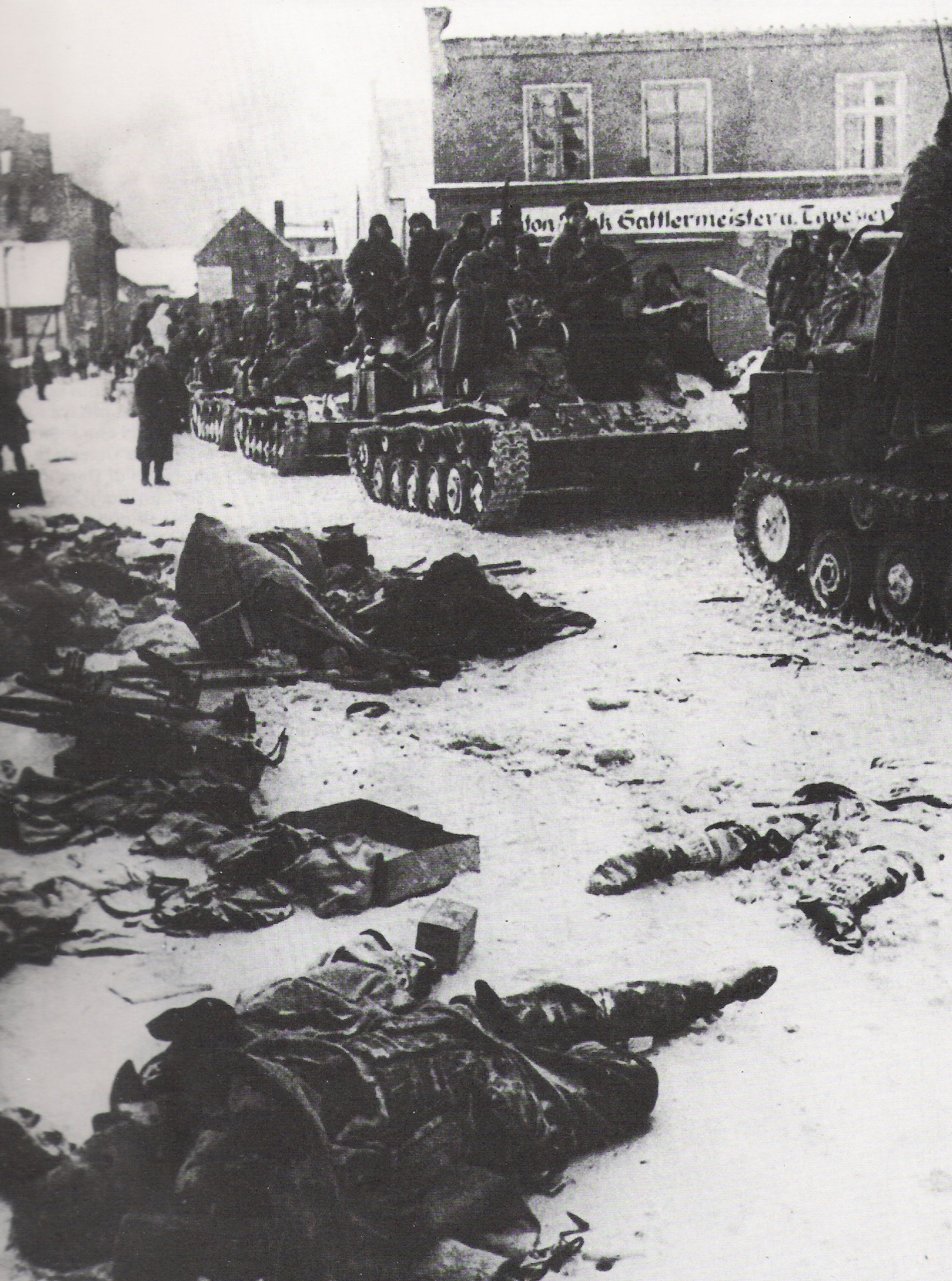
Le colonne meccanizzate dell'Armata Rossa entrano in una cittadina tedesca nell'inverno 1945

All'inizio dell'anno 1945 Adolf Hitler aveva ostinatamente respinto le richieste operative del generale Guderian; il Fuhrer quindi aveva deciso di continuare le controffensive in corso in Alsazia e nella regione di Budapest, aveva ipotizzato il trasferimento in Ungheria dell'intera 6. Panzerarnee SS con quattro divisioni corazzate, impegnata nelle Ardenne, e aveva ridicolizzato i consigli del generale escludendo la possibilità che i sovietici sferrassero una grande offensiva invernale e soprattutto mostrando piena fiducia sulla solidità del fronte tedesco all'est. Hitler era in grave errore. La Wehrmacht schierava sul fronte dell'est ancora 164 divisioni con oltre 2 milioni di soldati e 4.000 mezzi corazzati, ma l'Armata Rossa, con oltre 6 milioni di soldati, 13.500 mezzi corazzati e 10.000 aerei, aveva accumulato enormi forze militari sulla linea della Vistola e del Niemen, nettamente superiori allo schieramento tedesco ed era pronta a passare all'offensiva in Polonia e Prussia orientale. L'operazione Vistola-Oder ebbe inizio in due tempi il 12 e il 14 gennaio 1945 ed ebbe subito un andamento estremamente favorevole per i sovietici, provocando il crollo quasi immediato del fronte tedesco sulla Vistola.
Dopo il disfacimento della prima linea tedesca, bersagliata da un potente sbarramento di artiglieria, le armate corazzate sovietiche sbucarono fuori dalle teste di ponte sulla Vistola, respinsero i deboli contrattacchi delle riserve meccanizzate tedesche, colte impreparate troppo vicine al fronte di combattimento e ben presto ebbero via libera per una travolgente avanzata in direzione dell'Oder e del cuore della Germania. Contemporaneamente era iniziato anche l'attacco alla Prussia orientale che, tuttavia fortemente contrastato dalle posizioni fortificate tedesche guadagnò terreno con maggiore difficoltà. Hitler e l'alto comando cercarono di contrattaccare trasferendo in fretta alcune Panzer-Division a sud ma era ormai troppo tardi; colti di sorpresa dai carri armati sovietici anche i Panzer dovettero ripiegare in rotta nel rigido clima invernale, isolate in sacche mobili come i resti della fanteria. Dopo la caduta di Varsavia il 17 gennaio, nei giorni seguenti i sovietici liberarono Łódź, Cracovia, e occuparono la regione industriale della Slesia.
Contemporaneamente anche in Prussia orientale la situazione tedesca si aggravò dopo i primi giorni di resistenza; il 19 gennaio 1945 i mezzi corazzati sovietici arrivarono a Elbing, isolando l'intero Gruppo d'armate Centro del generale Georg-Hans Reinhardt che chiese all'alto comando l'autorizzazione di poter ripiegare; Hitler vietò assolutamente ogni ritirata e ordinò di difendere a oltranza la Prussia orientale. Dopo lunghe discussioni, il generale Reinhardt diede inizio autonomamente alla manovra che tuttavia non ebbe successo; le truppe tedesche furono attaccate e respinte e alla fine del mese erano ormai definitivamente isolate; il Fuhrer destituì il generale Reinhardt e il generale Rendulic prese il comando delle numerose divisioni tagliate fuori in Prussia orientale. Le truppe tedesche si trincerarono nella testa di ponte e organizzarono una tenace resistenza, sfruttando le difficoltà del terreno boscoso e paludoso e la solidità delle vecchie piazzeforti.

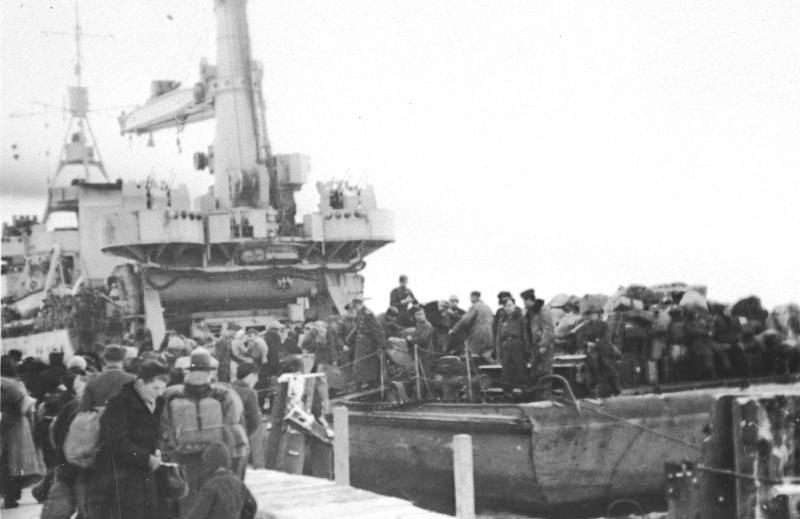
Civili tedeschi in fuga da Königsberg

Nella pianura polacca invece l'avanzata delle armate corazzate sovietiche continuò rapidissima scarsamente contrastata da isolate sacche di resistenza; secondo gli ordini di Hitler, le guarnigioni di Breslavia, Posen, Glogau e Schneidemühl si organizzarono a difesa e i sovietici preferirono assediare queste città e proseguire verso la Pomerania. Dopo la rapida conquista di Bromberg, le avanguardie dell'Armata Rossa raggiunsero la linea dell'Oder ai primi di febbraio 1945 e costituirono preziose teste di ponte a Küstrin e Francoforte ad appena 80 chilometri da Berlino. Le perdite della Wehrmacht furono elevatissime: 300.000 morti e feriti, 86.000 prigionieri. A questo punto tuttavia Stalin e l'alto comando sovietico preferirono rinunciare a un attacco immediato verso Berlino per le difficoltà logistiche dopo la veloce avanzata, per l'eccessivo isolamento delle avanguardie mobili che erano minacciate sul fianco delle truppe tedesche in Pomerania e forse anche per motivazioni di alta politica. I tedeschi quindi mantennero la linea dell'Oder e Hitler e i suoi generali cercarono per l'ultima volta di organizzare un fronte difensivo solido per proteggere la capitale tedesca; contemporaneamente la Wehrmacht combatté con il massimo impegno per difendere la Prussia orientale e proteggere la popolazione tedesca che era ormai esposta direttamente alla vendetta sovietica.

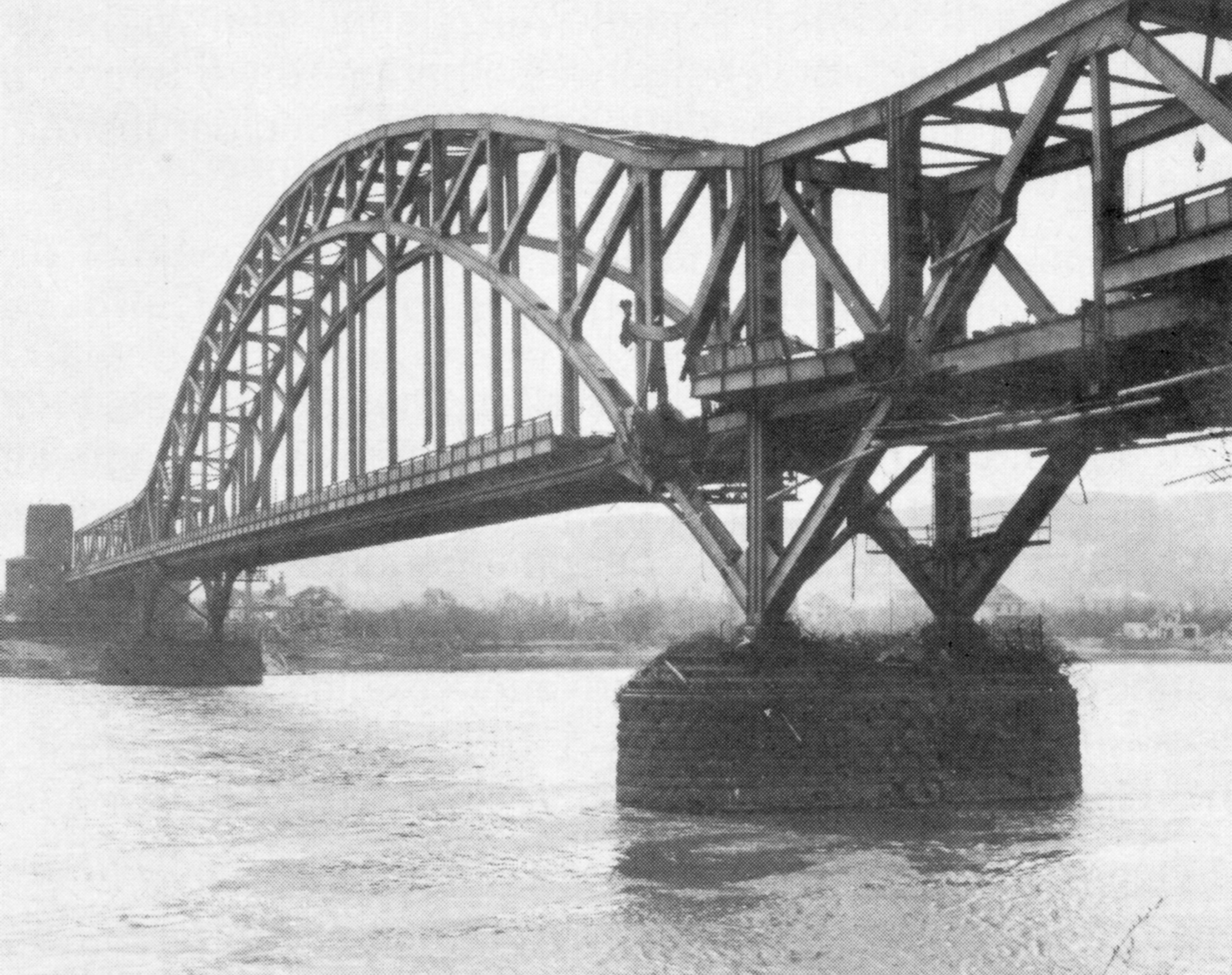
Il ponte di Remagen sul Reno, conquistato di sorpresa dagli americani l'8 marzo 1945

Per altri due mesi, continuarono aspri e sanguinosi combattimenti su tutto il fronte orientale: mentre in Curlandia, il vecchio Gruppo d'armate Nord manteneva le sue posizioni, in Prussia orientale i sovietici guadagnarono lentamente terreno ma i tedeschi si difesero con abilità e, grazie anche all'intervento delle navi da guerra della Kriegsmarine, riuscirono a evacuare via mare una parte delle truppe e della popolazione. Königsberg cadde infine il 9 aprile 1945 mentre le ultime sacche tedesche resistettero fino a maggio. Le perdite tra tedeschi e sovietici furono molto elevate e anche la popolazione fu esposta a violenze e sofferenze. I tedeschi si batterono validamente anche in Pomerania e Slesia ma alla fine entro i primi di aprile l'Armata Rossa riuscì a occupare queste regioni strategiche e poté allineare le sue armate sulla linea dell'Oder e della Neiße in preparazione dell'attacco finale su Berlino. Nel settore meridionale del fronte dell'est, i tedeschi il 6 marzo 1945 sferrarono, come ordinato da Hitler in contrasto con il parere dei suoi generali, la sorprendente offensiva sul lago Balaton. L'operazione Frühlingserwachen, ultima grande controffensiva tedesca della guerra, sferrata con un notevole raggruppamento di Panzer-Division della Wehrmacht e delle Waffen-SS, ottenne qualche successo iniziale ma non poté assolutamente cambiare la situazione. La superiorità dei sovietici era schiacciante e, dopo aver respinto l'attacco tedesco entro il 16 marzo, l'Armata Rossa riprese l'offensiva e avanzò in Austria; Vienna venne accerchiata e conquistata il 13 aprile 1945, mentre le truppe tedesche del Gruppo d'armate Sud battevano in ritirata verso ovest.
Mentre la Wehrmacht combatteva sul fronte dell'est le disperate battaglie per impedire l'invasione della Germania da parte dei sovietici, il Fronte occidentale era definitivamente crollato; dopo la fine della battaglia delle Ardenne, gli Alleati avevano continuamente accresciuto le loro forze che disponevano di una gigantesca superiorità numerica e di mezzi, mentre le forze aeree anglo-americane avevano il totale dominio del cielo. Inoltre, a partire da febbraio 1945, molte formazioni tedesche furono trasferite all'est, mentre all'ovest rimasero solo 70 divisioni a ranghi ridotti e circa 500 mezzi corazzati. In queste condizioni le truppe tedesche, dopo la resistenza iniziale, diedero segno di cedimento e nelle ultime settimane della guerra solo alcuni reparti fanatici di Waffen-SS e piccole unità corazzate difesero ancora le città tedesche mentre la maggior parte dei reparti si arresero agli Alleati occidentali.
Dopo alcune operazioni preliminari, gli eserciti occidentali del generale Eisenhower attaccarono dal 8 febbraio 1945 e conquistarono rapidamente la Renania e il Palatinato; gli americani entrarono in Colonia e con un colpo a sorpresa conquistarono l'8 marzo 1945 l'importantissimo ponte di Remagen costituendo una prima testa di ponte sul Reno. I contrattacchi tedeschi fallirono e ben presto gli anglo-americani dilagarono con le loro armate mobilissime accerchiando nella regione della Ruhr l'intero Gruppo d'armate B del feldmaresciallo Model. Gli Alleati conquistarono altre teste di ponte sul Reno e avanzarono in profondità; le truppe accerchiate nella Ruhr si arresero il 17 aprile, mentre il feldmaresciallo Model preferì suicidarsi. Il feldmaresciallo Kesselring, passato al comando dell'esercito tedesco all'ovest in sostituzione del feldmaresciallo von Rundstedt, non fu in grado di controllare la situazione; mentre americani, britannici e francesi marciavano su Amburgo, Norimberga e Monaco di Baviera, i carri armati americani avanzarono verso l'Elba con l'apparente intenzione di raggiungere Berlino.

### La battaglia di Berlino e la morte di Hitler

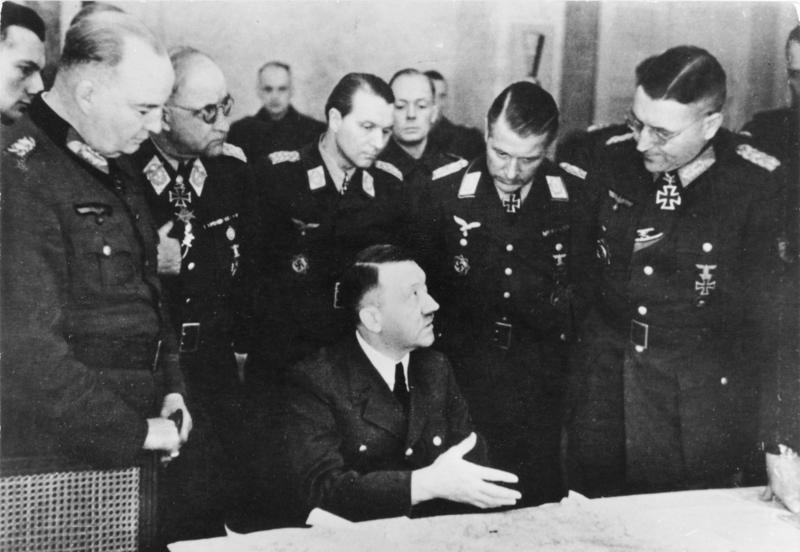
Hitler durante una delle ultime riunioni con i suoi generali; il generale della Luftwaffe Robert Ritter von Greim è il secondo da sinistra e il generale Theodor Busse, ultimo a destra

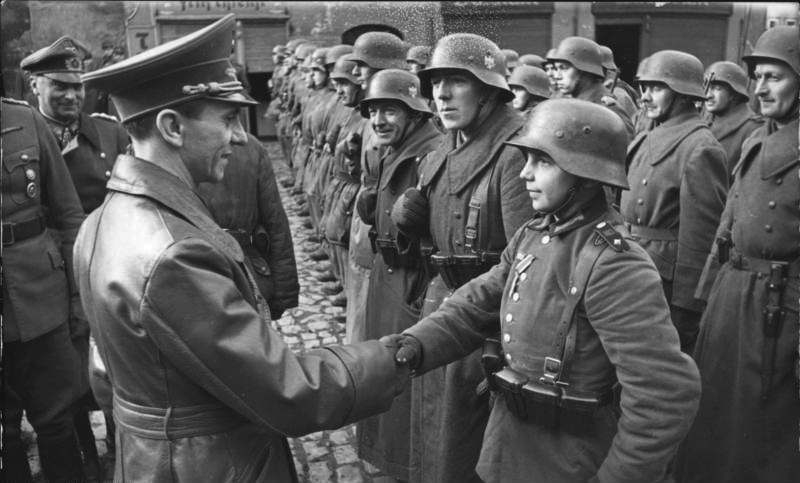
Joseph Goebbels si congratula con un giovanissimo soldato della Hitlerjugend

Dopo il fallimento dell'offensiva delle Ardenne, Hitler il 16 gennaio 1945 era ritornato a Berlino, dove ritirato nel bunker sotto la cancelleria con i suoi ultimi collaboratori sarebbe rimasto fino alla morte; la situazione del Terzo Reich appariva ormai senza speranza e il Führer alternava pensieri di rovina apocalittica e di distruzione totale, ricollegandosi alla tradizione nibelungica, a irrealistiche speranze fondate sulla sempre attesa dissoluzione della coalizione nemica. La resistenza delle forze armate stava crollando in occidente e anche la popolazione, sottoposta a bombardamenti sempre più distruttivi, appariva moralmente esausta. Il tentativo di attivare un movimento di resistenza partigiana filo-nazista nei territori occupati, il Werwolf, non ebbe alcun reale influenza, e anche i reparti Volksturm si dimostrarono completamente inadeguati. Di fronte all'invasione, Hitler ribadì la sua determinazione di non arrendersi e di procedere, secondo il cosiddetto decreto Nerone del 19 marzo 1945, alla distruzione degli impianti industriali e di tutte le infrastrutture del territorio tedesco che stava per essere occupato dai nemici; Albert Speer, disattendendo gli ordini di Hitler, riuscì a evitare l'esecuzione di questi ordini spietati. I capi più estremisti del nazismo, soprattutto Goebbels, condividevano i propositi del Führer e la sua decisione di organizzare una caduta apocalittica del regime dovuta secondo le sue farneticazioni finali, al tradimento, all'ignavia dei dirigenti e dei generali e anche alla scarsa saldezza morale del popolo tedesco.
Dopo un ultimo momento di euforia nel bunker di Hitler, provocato dalla notizia della morte del presidente Roosevelt, il 16 aprile 1945 ebbe inizio la battaglia di Berlino con l'offensiva finale dell'Armata Rossa sul fronte dell'Oder con oltre 2,5 milioni di soldati, 6.500 mezzi corazzati e 7.500 aerei. L'OKH, guidato da marzo 1945 dal generale Hans Krebs dopo la destituzione del generale Guderian aveva cercato di rinforzare il Fronte orientale trasferendo le truppe e i mezzi da altri fronti, ma l'inferiorità della Wehrmacht era netta. Il comandante del Gruppo d'armate Vistola incaricato della difesa sull'Oder, il generale Gotthard Heinrici, un esperto di guerra difensiva, schierava circa 800.000 soldati, 1.500 mezzi corazzati e 1.700 aerei. La battaglia sulla linea dell'Oder fu molto accanita e nei primi giorni le truppe tedesche si batterono validamente infliggendo pesanti perdite alle armate sovietiche del maresciallo Žukov che, attaccando troppo ammassate, non poterono sbucare subito in terreno libero. A partire dal 19 aprile tuttavia le armate corazzate dell'Armata Rossa superarono la tenace difesa tedesca e avanzarono direttamente su Berlino; contemporaneamente altre forze meccanizzate sovietiche, al comando del maresciallo Konev, aggiravano da sud la capitale e puntavano alla linea dell'Elba.

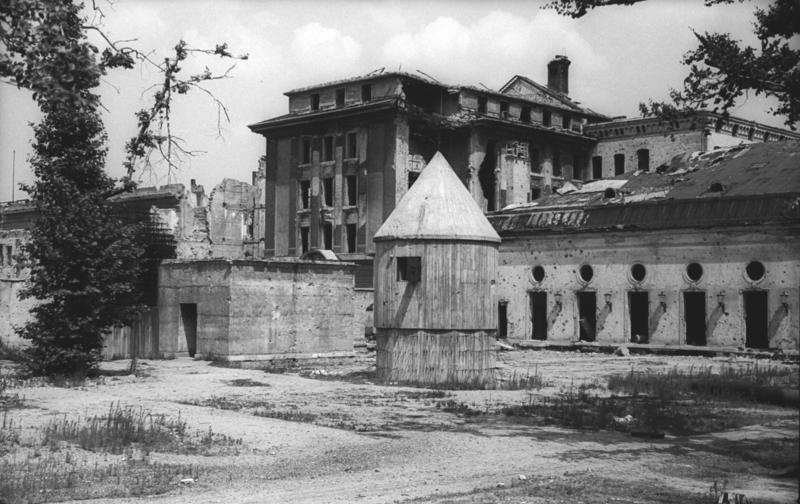
L'ingresso del Führerbunker nel 1947, poco prima della sua demolizione

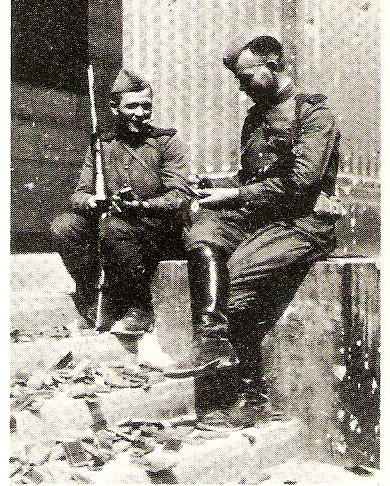
Due soldati sovietici seduti all'ingresso della Cancelleria osservano le Croci di Ferro abbandonate dai tedeschi

Il 25 aprile 1945 i sovietici si congiunsero sull'Elba con le avanguardie americane che si erano fermate sul fiume su ordine diretto del generale Eisenhower; in questo modo le residue forze della Wehrmacht furono frazionate in due parti; lo stesso giorno le armate corazzate sovietiche completarono l'accerchiamento di Berlino dove rimasero asserragliate i resti delle divisioni del generale Helmuth Weidling, rinforzate da unità della Hitlerjugend, della Luftwaffe, reparti fanatici di Waffen-SS straniere, principalmente scandinavi e francesi. Adolf Hitler aveva deciso dal 20 aprile, giorno del suo ultimo compleanno, di rimanere a Berlino e combattere fino all'ultimo; Goebbels, Martin Bormann e i suoi principali collaboratori militari rimasero nel bunker, mentre Göring e Speer preferirono lasciare la capitale. Il Führer, sempre più logorato e psichicamente instabile, destituì subito Göring accusato di tradimento, e continuò ancora negli ultimi giorni a pianificare impossibili controffensive per liberare Berlino, ma l'atteso attacco da nord delle forze raccogliticce del generale Felix Steiner non ebbe mai luogo, mentre la fantomatica "armata Wenck" che, al comando del generale Walther Wenck, avrebbe dovuto accorrere in aiuto, marciò effettivamente da ovest verso la capitale ma non poté in alcun modo rompere il cerchio sovietico e ripiegò di nuovo verso ovest, dove già erano in fuga per arrendersi agli alleati occidentali tutte le armate tedesche rimaste ancora in campo
La battaglia dentro la vasta area urbano di Berlino fu molto dura e sanguinosa; i sovietici del maresciallo Žukov si aprirono la strada da nord, da sud e da est, lentamente e a costo di forti perdite; le unità Waffen-SS straniere, i giovani della Hitlerjugend e i resti delle divisioni tedesche accerchiate si batterono accanitamente nonostante la situazione senza speranza e la grande inferiorità di potenza di fuoco. Il 30 aprile, mentre le truppe sovietiche davano l'assalto al Palazzo del Reichstag che, difeso da reparti di Waffen-SS fanatiche, sarebbe stato conquistato definitivamente solo il 1 maggio 1945, Adolf Hitler, ormai rassegnato, decise di suicidarsi, dopo aver lasciato un testamento politico e personale in cui ritornava ancora ad accusare della rovina della Germania soprattutto la presunta cospirazione ebreo-bolscevica. Dopo aver assegnato le sue cariche all'ammiraglio Dönitz come presidente del Reich, a Goebbels come cancelliere, e al feldmaresciallo Schörner come comandante in capo della Wehrmacht, il Führer sposò con una breve cerimonia la sua compagna Eva Braun. Nel primo pomeriggio del 30 aprile 1945 Hitler e la Braun si tolsero la vita nel bunker sotterraneo; i corpi furono subito dopo bruciati dai suoi aiutanti e collaboratori.
I resti della guarnigione di Berlino si arresero il 2 maggio 1945, mentre in precedenza anche Goebbels si era suicidato insieme a tutti i suoi famigliari, dopo il fallimento di trattative dell'ultimo minuto con il comando sovietico; alcuni alti ufficiali e stretti collaboratori del Führer tentarono di uscire da Berlino insieme a gruppi di soldati ma quasi tutti furono catturati o uccisi dai reparti dell'Armata Rossa che accerchiavano la capitale del Reich.

### Resa della Germania
La resa finale delle truppe tedesche ancora in combattimento e le procedure di capitolazione della Germania furono particolarmente confuse e si prolungarono ancora per molti giorni dopo la fine della battaglia di Berlino e la morte di Hitler; non mancarono equivoci e scontri tra le due potenze anglo-sassoni e l'Unione Sovietica, i cui rapporti iniziavano già a deteriorarsi. L'ammiraglio Dönitz, nuovo presidente designato da Hitler del Terzo Reich, installato a Flensburgo, cercò di sfruttare la situazione per seminare ulteriore zizzania tra i nemici e guadagnare tempo per favorire la fuga a ovest della maggior numero possibile di soldati tedeschi a per arrendersi agli occidentali.

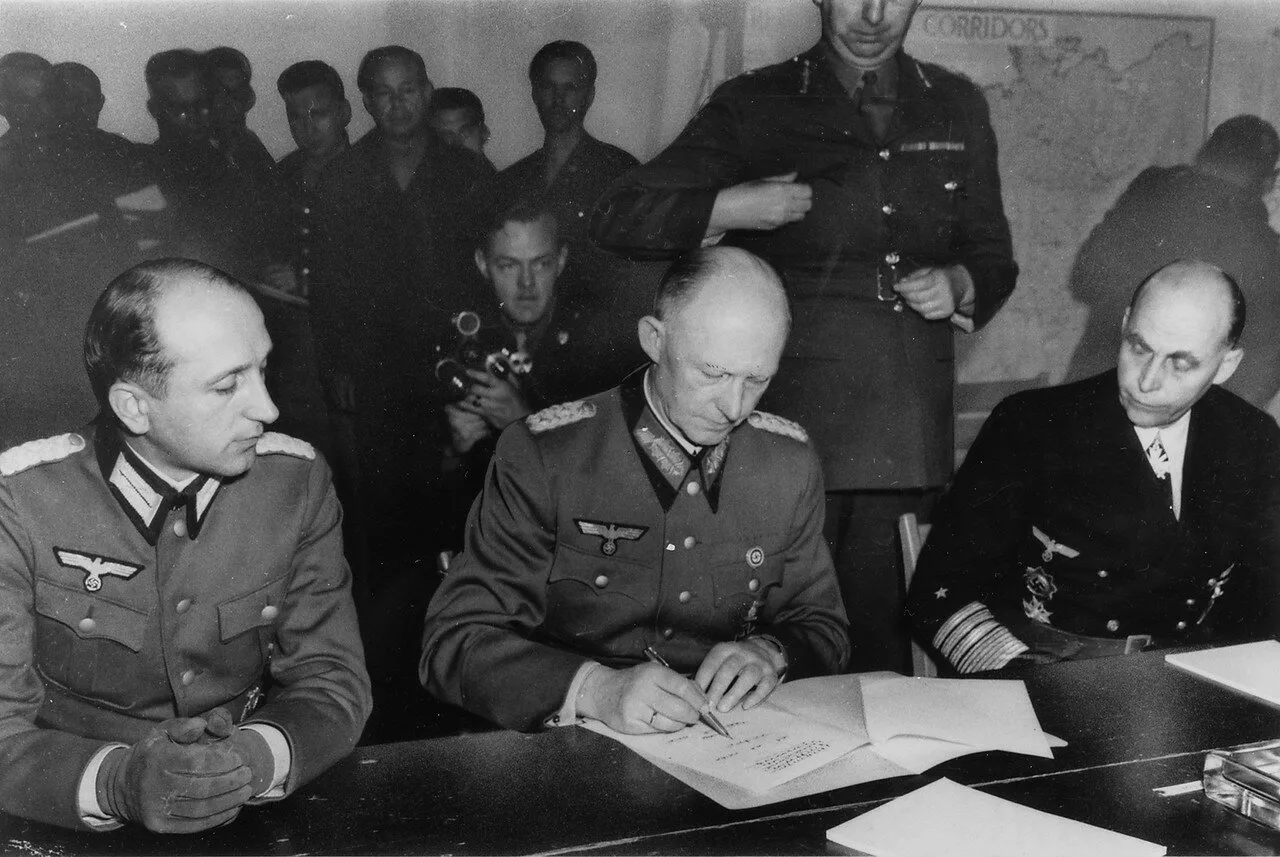
Il generale Alfred Jodl firma l'atto di resa nel quartier generale alleato a Reims il 7 maggio 1945

Ancor prima della fine della battaglia di Berlino, avevano capitolato, il 29 aprile 1945 a Caserta, le forze tedesche in Italia del generale von Vietinghoff che aveva sostituito il feldmaresciallo Kesselring; dopo ambigui contatti segreti con Allen Welsh Dulles in Svizzera, i tedeschi, rappresentati dal generale Fridolin von Senger und Etterlin e dal generale SS Karl Wolff, firmarono la capitolazione che comprese anche i reparti schierati nell'Austria meridionale. Il Gruppo d'armate C aveva combattuto un'ultima battaglia in Italia settentrionale a partire dal 9 aprile 1945 ma non aveva potuto evitare lo sfondamento definitivo alleato e la caduta della linea del Po; le grandi città dell'Italia settentrionale vennero liberate dai soldati alleati in collaborazione con i partigiani della Resistenza italiana, mentre la Repubblica Sociale Italiana si dissolse; Mussolini venne catturato dai partigiani il 28 aprile e sommariamente fucilato.

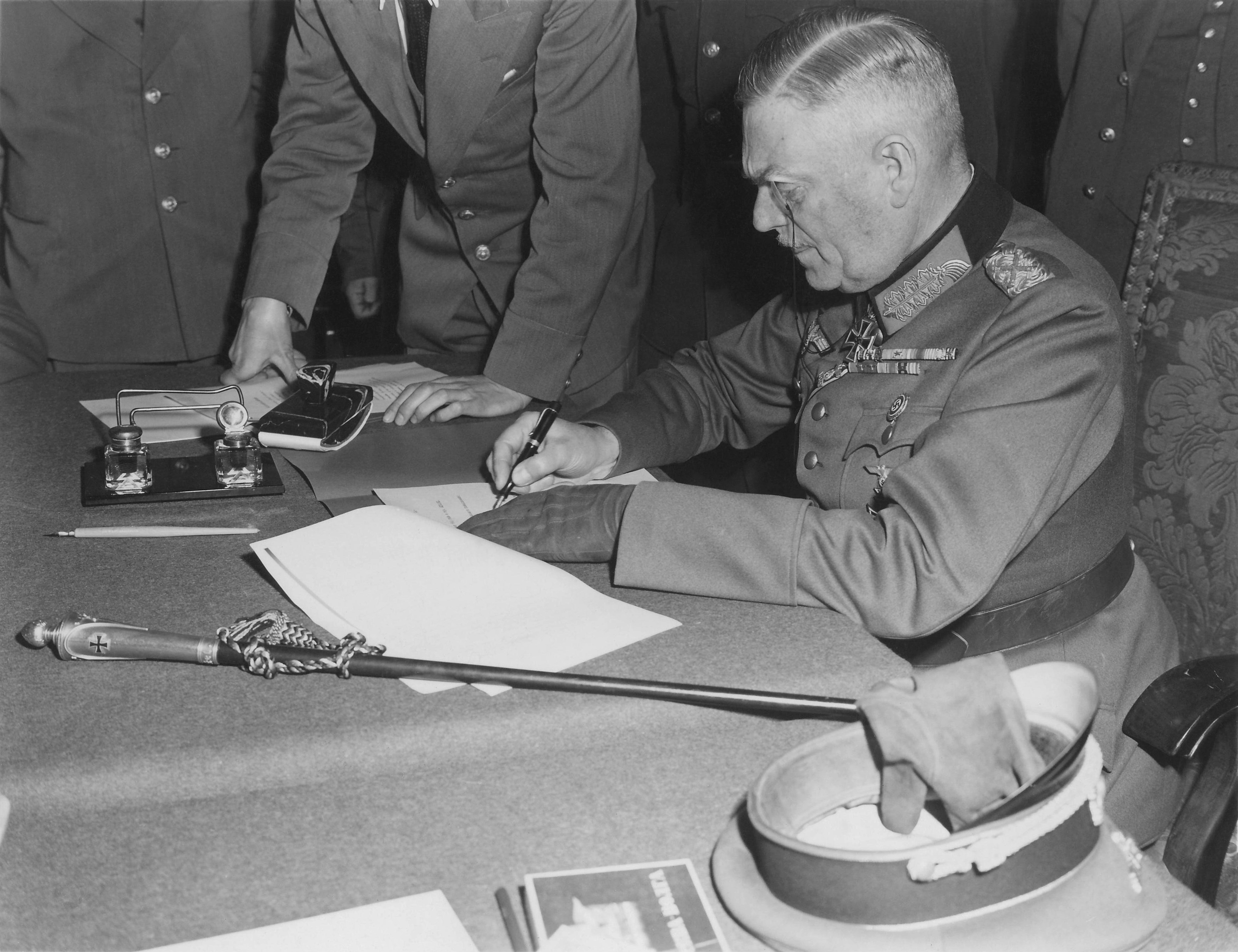
Il feldmaresciallo Wilhelm Keitel firma i termini della capitolazione della Germania l'8 maggio 1945 a Berlino

Il 4 maggio 1945 si arresero le truppe tedesche che, al comando del feldmaresciallo Busch, combattevano nella Germania settentrionale contro le armate britanniche del maresciallo Montgomery; i rappresentanti alleati respinsero le richieste del governo Dönitz e dei suoi inviati di arrendersi solo alle potenze occidentali e richiesero una resa generale che comprendesse naturalmente anche l'Unione Sovietica. Alla fine l'ammiraglio Dönitz rinunciò a prolungare la resistenza e il 7 maggio 1945 a Reims venne firmata alla presenza del generale Eisenhower, la resa generale della Germania, il generale Alfred Jodl appose la sua firma sul documento. Stalin tuttavia non accettò questa capitolazione al quartier generale alleato e richiese una seconda cerimonia al quartier generale sovietico per esaltare anche simbolicamente il ruolo decisivo dell'Unione Sovietica nella sconfitta del Terzo Reich; una seconda capitolazione quindi venne conclusa la sera dell'8 maggio 1945 a Berlino; per i vincitori firmò il maresciallo Žukov; per i tedeschi il feldmaresciallo Wilhelm Keitel.
Queste capitolazioni segnarono la fine ufficiale della guerra in Europa e della Germania nazista ma molte truppe tedesche erano ancora in combattimento e cessarono in tempi diversi le operazioni; il Gruppo d'armate Centro del feldmaresciallo Schörner, accerchiato in Boemia dalle armate corazzate sovietiche, si arrese l'11 maggio mentre i carri armati del maresciallo Konev entravano a Praga. Le sacche del Baltico vennero evacuate fino all'ultimo dalla Kriegsmarine, mentre il Gruppo d'armate asserragliato in Curlandia si arrese il 10 maggio, seguito dalle forze tedesche in Norvegia; infine le truppe in ritirata nei Balcani furono costrette alla resa dai partigiani jugoslavi il 15 maggio mentre cercavano di fuggire in Austria. Il governo Dönitz venne sciolto dagli Alleati il 23 maggio e i suoi componenti arrestati; in Germania divenne quindi immediatamente operativo il sistema amministrativo preparato dalle potenze vincitrici con aree di occupazione separate e organi di controllo interalleati. I principali gerarchi nazisti furono catturati dagli alleati; dopo il suicidio di Goebbels e la scomparsa a Berlino di Bormann, Hermann Goring ricercò inutilmente un colloquio diretto con il generale Eisenhower ma venne arrestato vicino al confine austriaco il 7 maggio, mentre Heinrich Himmler, dopo alcuni bizzarri e velleitari tentativi di aprire trattative con gli Alleati occidentali, tentò di fuggire camuffato ma il 23 maggio, arrestato e riconosciuto dalle truppe britanniche, si suicidò con una capsula di cianuro.

## Bilancio e conclusione

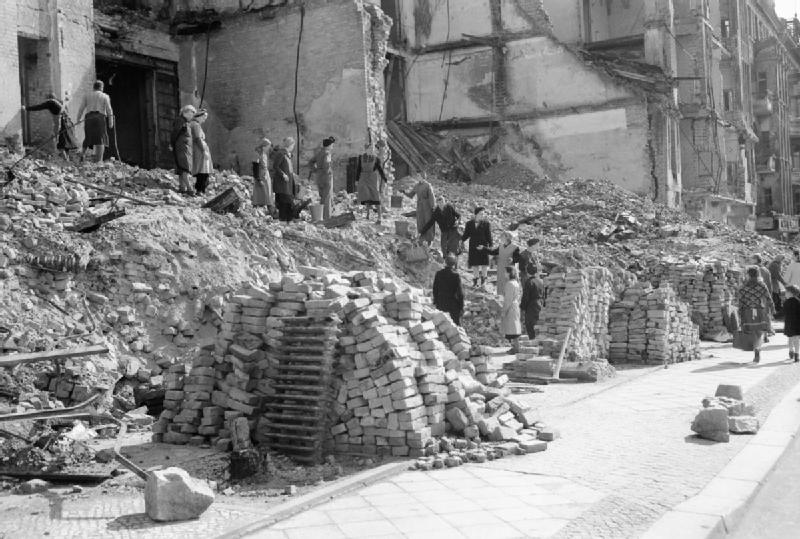
Civili tedeschi nelle macerie di Berlino dopo la fine della guerra

La Seconda Guerra Mondiale terminò con una catastrofe epocale per la Germania.
L'assurdo tentativo di Hitler e del nazismo di realizzare la barbarica utopia razzista aveva condotto alla rovina dello Stato e del popolo tedesco. Le perdite umane erano state elevatissime: è stato calcolato che la Germania ebbe circa 7 milioni di morti, tra cui 4 milioni di militari e 3 milioni di civili; le perdite totali della Wehrmacht furono di 3,8 milioni di soldati morti e oltre 3 milioni prigionieri, circa tre quarti delle perdite furono causate dai combattimenti sul Fronte orientale dove durante tutto il corso della guerra la Germania impiegò la netta maggioranza delle sue forze armate.

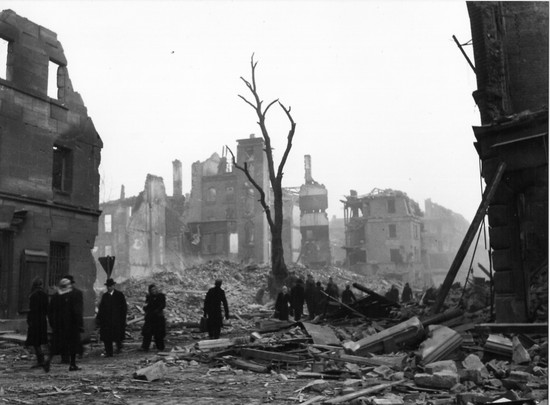
Le rovine di Norimberga nell'aprile 1945

Le strutture materiali e industriali erano completamente devastate dai bombardamenti alleati, dai combattimenti sul suolo tedesco e dai prelievi effettuati dai vincitori al termine del conflitto; in particolare i ponti, la rete stradale e ferroviaria erano state quasi completamente smantellate, su 16 milioni di abitazioni civili oltre 6 milioni erano distrutte o non più utilizzabili. Meno rilevanti invece erano state i danni subiti dalla potente struttura industriale del Reich; nonostante gli accaniti attacchi aerei subiti per anni, solo una quantità intorno al 20% degli impianti dell'industria meccanica, tessile e mineraria era stata distrutta, grazie agli efficaci provvedimenti messi in atto per disperdere gli stabilimenti, e proteggere in ricoveri sotterranei le attrezzature più importanti.
Nonostante la conservazione di una struttura industriale ancora notevole, la situazione umana, materiale e psicologica del popolo tedesco era assolutamente disastrosa e non faceva prevedere una ripresa in tempi brevi della Germania: buona parte della popolazione era sulle strade dopo aver abbandonato le proprie terre a causa dell'invasione dall'est, l'amministrazione civile si era dissolta con il crollo del regime, non esisteva più alcuna autorità politica. Il popolo dava segno di rassegnazione e demoralizzazione a causa dell'entità della sconfitta e dell'evidente enormità dei crimini commessi dal Terzo Reich e della conseguente riprovazione e ripugnanza generale verso i tedeschi. Il primo inverno dopo la fine della guerra fu molto duro per i tedeschi; per la Germania, totalmente occupata e divisa in quattro zone separate controllate dai vincitori, fu l'anno zero.

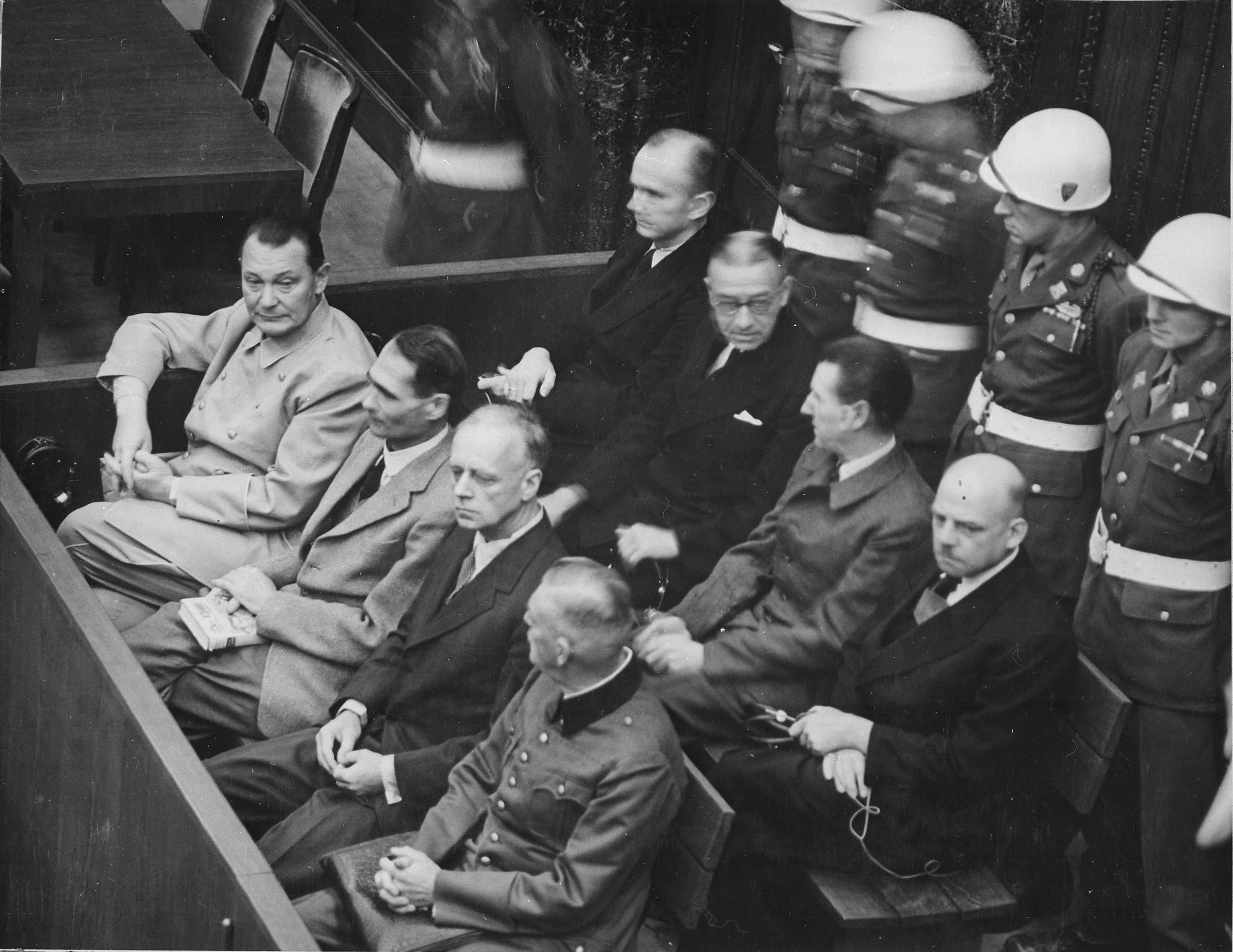
Il processo di Norimberga: in prima fila, da sinistra: Hermann Göring, Rudolf Hess, Joachim von Ribbentrop, Wilhelm Keitel; in seconda fila, da sinistra: Karl Dönitz, Erich Raeder, Baldur von Schirach, Fritz Sauckel

La discordia tra le quattro potenze occupanti e soprattutto l'inizio della guerra fredda tra gli Alleati occidentali, guidati dagli Stati Uniti, e l'Unione Sovietica, sanzionò l'inevitabile divisione della Germania in due Stati separati e ostili tra loro ma paradossalmente permise anche di evitare le conseguenze più dure di una pace imposta dai vincitori secondo le linee guida delineate durante la guerra, e consentì in pochi anni di ristabilire e accrescere la potenza economica e industriale tedesca soprattutto nell'ovest controllato dalle potenze capitalistiche. I programmi studiati e discussi dagli Alleati durante la guerra erano stati molto diversi; tra i Tre Grandi si era parlato di distruzione di ogni elemento di nazismo, annientamento del militarismo germanico con l'eliminazione fisica di migliaia di ufficiali della Wehrmacht, perseguimento inesorabile dei criminali di guerra, smembramento della Germania. All'inizio del 1945 negli Stati Uniti venne proposto il famoso Piano Morgenthau che prevedeva la de-industrializzazione della Germania e la sua trasformazione in paese "agro-pastorale", mentre alla conferenza di Jalta, Stalin ricevette assicurazioni sul piano di riparazioni che la Germania avrebbe dovuto pagare principalmente all'Unione Sovietica, vittima della più brutale aggressione. Si stabilì solennemente che dopo la guerra il tenore di vita dei tedeschi non avrebbe dovuto essere superiore a quello dei cittadini sovietici.

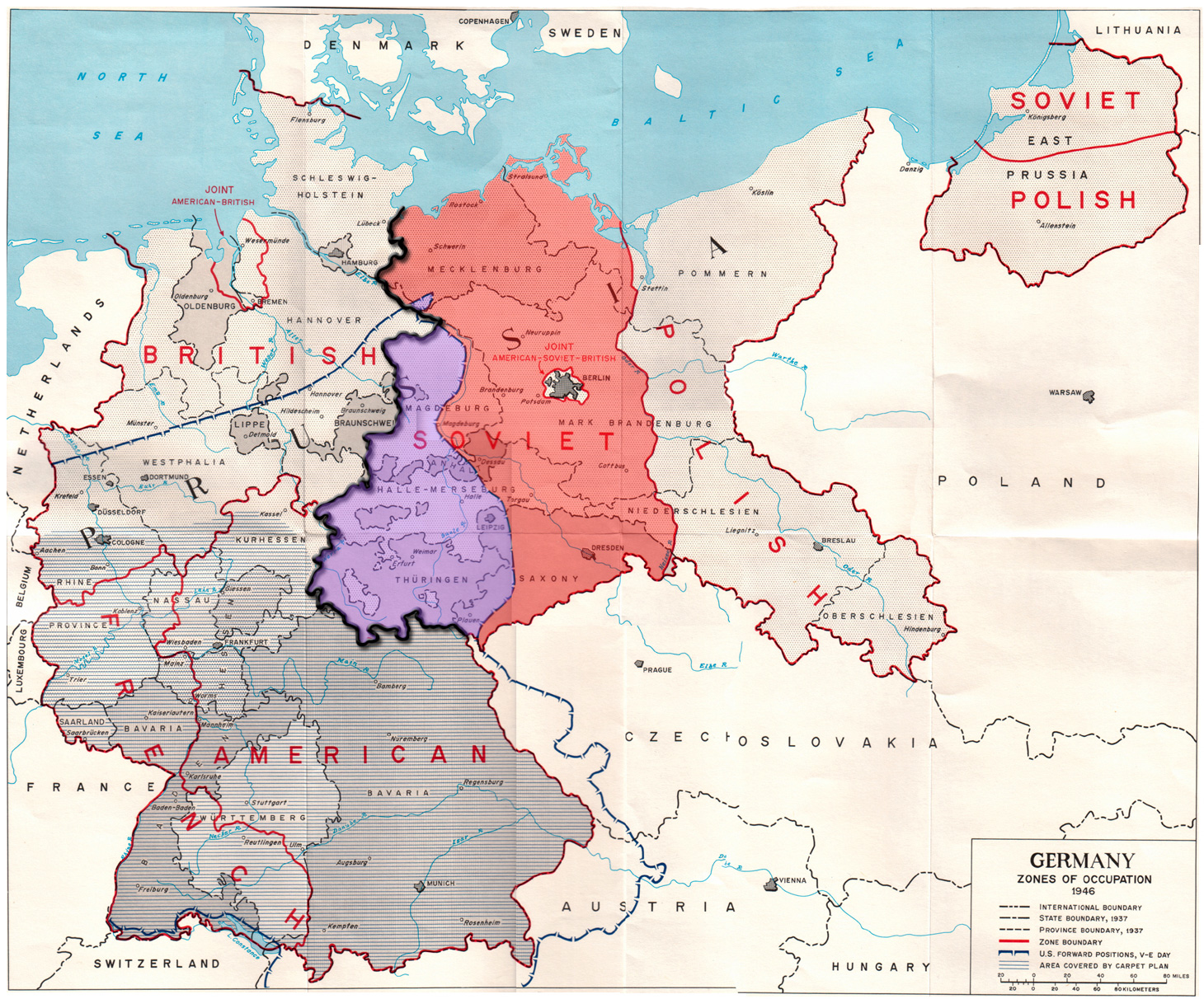
La Germania al termine guerra: le quattro zone di occupazione e i territori ceduti a Polonia e URSS

Nei primi mesi dopo la fine della guerra in effetti si procedette seguendo queste concezioni generali; i gerarchi superstiti del nazimo furono processati a Norimberga e giustiziati, vennero attivate procedure rigorose di de-nazificazione della società tedesca; si studiarono anche variazioni territoriali con riduzione del territorio tedesco a favore della Polonia, dell'Unione Sovietica, della Danimarca e della Francia. I sovietici e i francesi in particolare adottarono le misure più rigide e procedettero a requisire impianti industriali, macchinari e progetti tedeschi; anche gli americani in un primo momento sembrarono intenzionati ad applicare in parte il Piano Morgenthau ed evitare fraternizzazioni con la popolazione. La logica della guerra fredda avrebbe ben presto completamente superato queste concezioni sviluppate dai tre alleati nel periodo della loro massima coesione.
Molto presto gli Stati Uniti ritennero che economicamente e politicamente fosse necessario riorganizzare uno Stato tedesco solido che contribuisse a stabilizzare l'Europa occidentale e fronteggiare la possibile ulteriore espansione dell'Unione Sovietica; di conseguenza agirono in modo da favorire una unificazione delle tre zone occupate dalle potenze occidentali e la costituzione in uno nuovo Stato tedesco economicamente vitale e in prospettiva dotato di forze armate moderne. Stalin e l'Unione Sovietica si contrapposero nettamente a questa politica, accettarono la divisione dell'Europa in due blocchi contrapposti e costituirono a loro volta uno Stato tedesco comunista. Per quarant'anni i due Stati tedeschi si trovarono in prima fila nella guerra fredda in Europa, aspramente contrapposti ideologicamente, dotati di nuovi eserciti ed economicamente sviluppati secondo sistemi politici ed economici del tutto opposti, presidiati dagli eserciti della NATO e del Patto di Varsavia. In pratica la seconda guerra mondiale terminò realmente per la Germania solo nel 1990 con la fine del blocco comunista, la riunificazione tedesca e il trattato sullo stato finale della Germania, il quale sancì finalmente la piena sovranità del nuovo Stato unificato.